# 制服 (自衛隊)

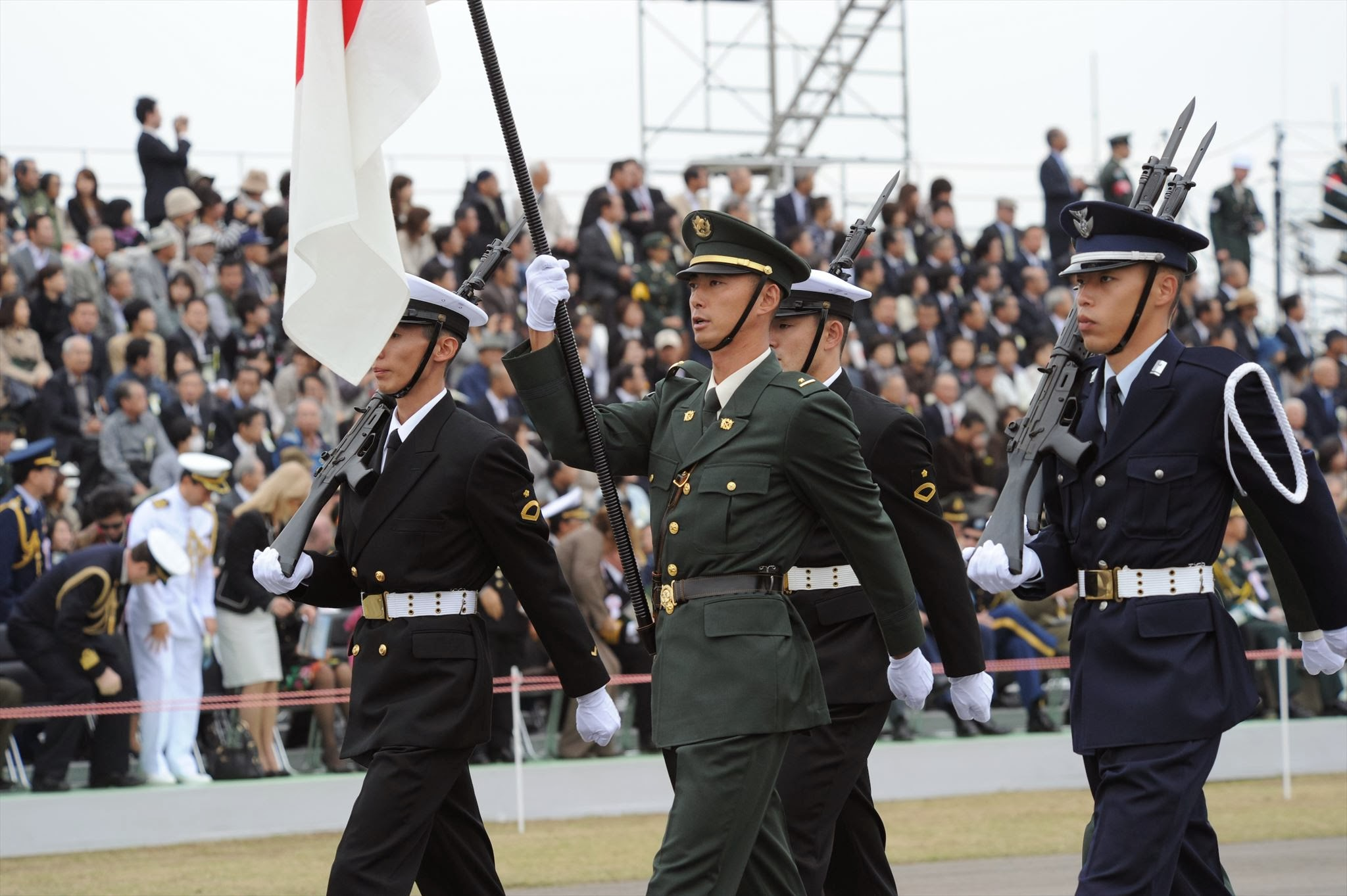
2010年（平成22年）自衛隊記念日（11月1日）第57回中央観閲式における陸海空自衛官

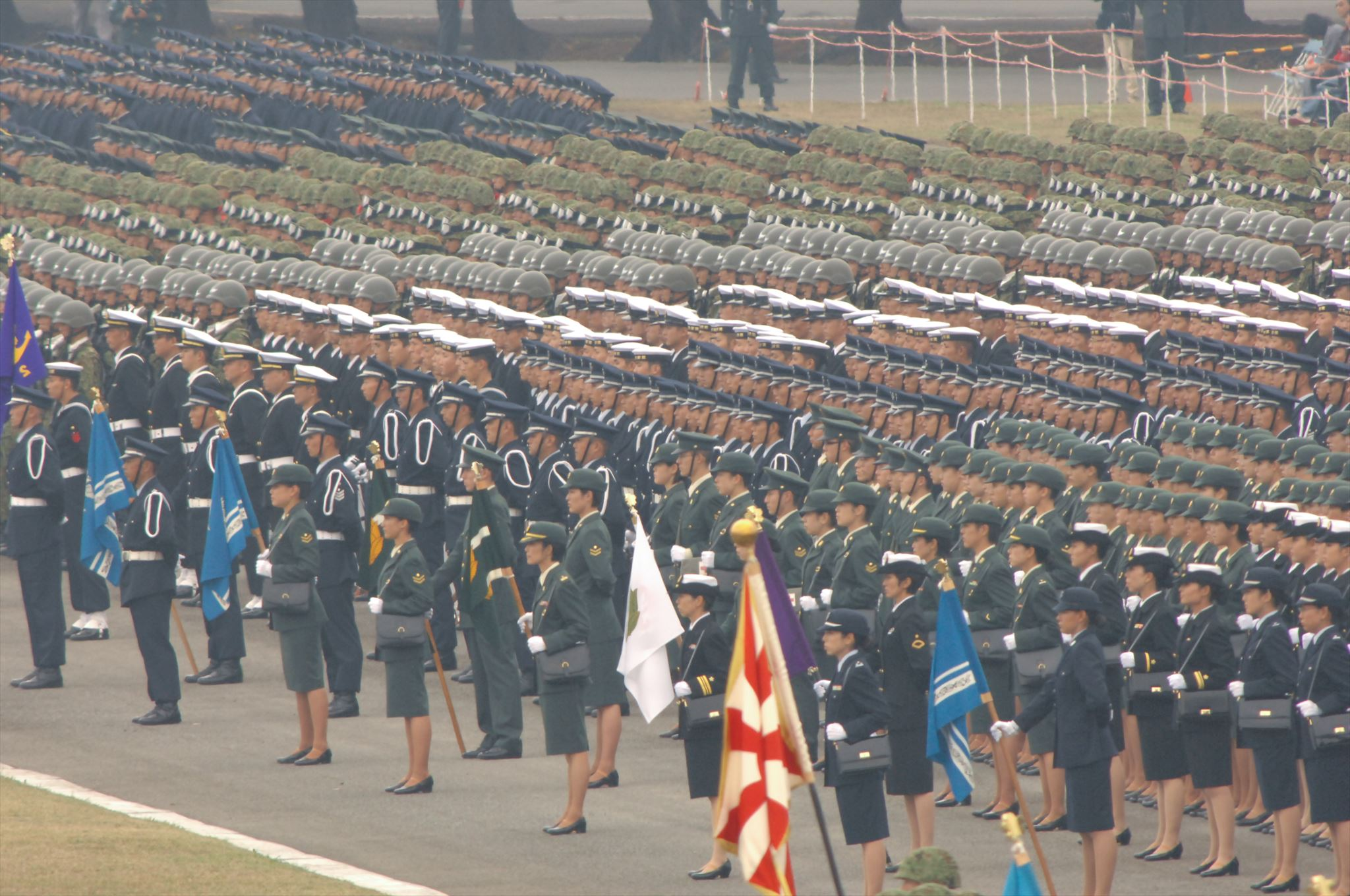
第57回中央観閲式における陸海空自衛官および防大学生

自衛隊の制服（じえいたいのせいふく）は、陸上自衛隊・海上自衛隊・航空自衛隊に所属する自衛官、防衛大学校本科学生、防衛医科大学校本科学生および陸上自衛隊高等工科学校生徒により着用される制服である。
諸外国の軍服（ぐんぷく、英：Military uniform）に相当する。

## 総説

### 制服の着用
1954年（昭和29年）制定の自衛隊法第33条により、「自衛官、自衛官候補生、予備自衛官、即応予備自衛官、予備自衛官補、防衛大学校の本科学生及び防衛医科大学校の医学科、看護学科（自衛官コース）の学生、陸上自衛隊高等工科学校生徒その他その勤務の性質上制服を必要とする隊員の服制は防衛省令で定める」こととされ、同年制定の自衛隊法施行規則（昭和29年総理府令第40号）別表第2 - 第5の2に定められている。また、自衛官服装規則（昭和32年防衛庁訓令4号）第6条に「自衛官は、常時制服等を着用しなければならない」と定められており、次に掲げる場合には、制服等を着用しないことができるとされている。
1. 営舎内又は船舶内に居住する幹部自衛官、准尉及び女子である陸曹長、海曹長又は空曹長以下の自衛官が、勤務することなく、営舎内又は船舶内の指定された宿舎又は居室にある場合、自衛隊の施設に出入する場合及び自衛隊の施設外にある場合。
2. 営舎内又は船舶内に居住する自衛官で前号に掲げる自衛官以外のものが、休暇を与えられて、自衛隊の施設外にある場合。
3. 営舎外又は船舶外に居住する自衛官が、勤務することなく、自衛隊の施設に出入する場合及び自衛隊の施設外にある場合。
4. 警務、情報、募集及び援護の関係の職務に従事する自衛官が、その職務を遂行するため必要とする場合。
5. 医科幹部候補生、歯科幹部候補生、薬剤幹部候補生、看護科幹部候補生又は防衛研究所若しくは部外の機関において研究し若しくは教育を受けている自衛官が、実地修練、研修等を受けるに当たり、制服等を着用しないことを適当とする場合。
6. その他自衛官が制服等を着用しないことについて、官房長又は部隊等の長がやむを得ない特別の理由があると認めた場合。

### 服装の種類
現行の自衛官の服装の種類は以下の通り定められている。
常装
通常着用する服装。
第1種礼装
以下の場合において甲武装又は特殊服装をする場合を除き着用する。
天皇・皇后その他皇族への拝謁（拝えつ）、参賀等のため皇居に出入する場合。
公の儀式に参列席する場合。
外国の機関又は文官・武官（日本における防衛駐在官）を公式に訪問する場合。
表彰される場合。
その他部隊等の長が儀礼上必要があると認め、礼装をすることを命じた場合。
幹部陸上自衛官及び准陸尉たる自衛官の第1種礼装甲は、防衛大臣が定める儀礼上特に必要な場合に着用する。
第2種礼装
公の招宴に出席する場合で儀礼上特に必要がある場合に着用する。冠婚葬祭等私の儀式又は招宴にあたり、必要がある場合にもすることができる。
通常礼装
第1種礼装又は第2種礼装を着用する場合に於て着用する。
作業服装
作業、教育訓練等の場合において部隊等の長が必要と認めるときに着用する。
甲武装
隊ごにあつて公の儀式に参列する場合又は警衛勤務等の場合において部隊等の長が必要と認めるときに着用する。
乙武装
防衛出動、国民保護等派遣、命令による治安出動、治安出動下令前に最高指揮官である内閣総理大臣の承認を得て行う情報収集、要請による治安出動、自衛隊の施設等の警護出動、弾道ミサイル等に対する破壊措置、災害派遣、地震防災派遣若しくは原子力災害派遣の場合又は教育訓練等の場合において部隊等の長が必要と認めるときに着用する。
特別儀じょう服装
特別儀じょうを行う場合等に陸上自衛隊第302保安警務中隊の隊員が着用する。
特別儀じょう演奏服装
特別儀じょうを行う場合等に陸上自衛隊中央音楽隊の隊員が着用する。
通常演奏服装
音楽隊員が、国際的儀礼、自衛隊の儀式その他の場合において、陸上自衛官にあつては陸上幕僚長が、海上自衛官にあつては海上幕僚長が、航空自衛官にあつては航空幕僚長が演奏のため特に必要があると認めて指示するときに着用する。
演奏略服装
音楽隊員が、音楽隊長が演奏のため必要と認めるときに着用する。
特殊服装
航空機若しくは戦車の乗員としてとう乗する場合又は防寒その他勤務上必要がある場合に着用する。陸海空の各自衛隊幕僚長が必要に応じて制定する。
以上の自衛官服装規則に規定された制服の他に、日常勤務等の際に着用が認められる、簡易制服もある。
自衛隊初の女性将官である佐伯光の発案により、妊娠中の女性自衛官にはマタニティドレス型の制服が支給されることになった。
また陸自には、作業服上衣又は戦闘服上衣に、体育服装のズボン或は私物のジャージと運動靴を履く、ジャー戦と呼ばれる服装が多く見られる。これは、作業服や戦闘服の下衣（ズボン）を着用した場合、半長靴を履かなければならないが、ジャージでは軽快で楽な運動靴を履くことが出来るからである。制式のものではなく、各部隊長通達で課業後の服装として着用可とされているものだが、部隊や学校によっては着用を指定される場合もある。

### 陸・海・空自衛官が共通して用いるき章等

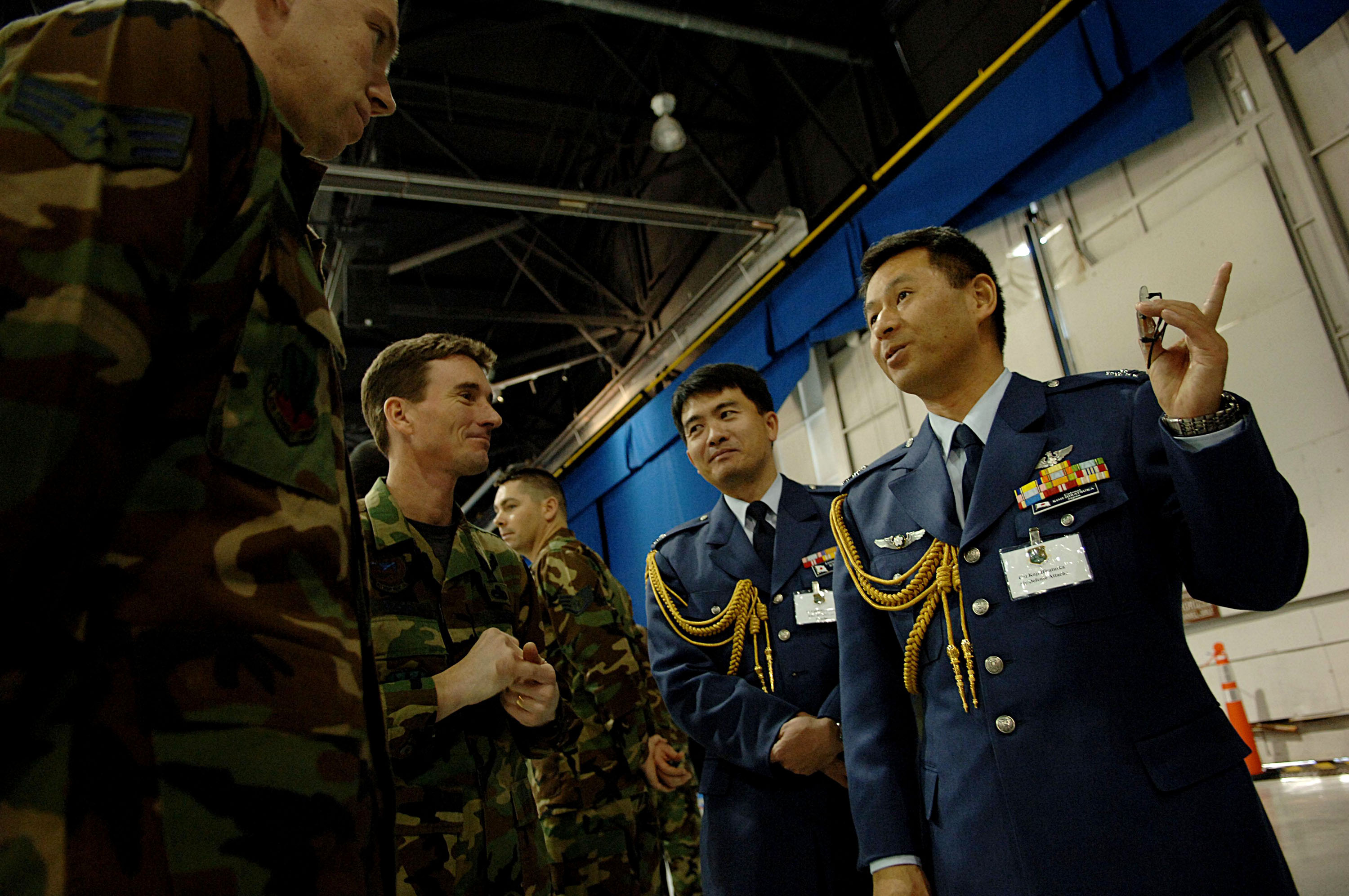
防衛駐在官の飾緒（航空自衛隊　佐藤一郎2等空佐・平塚弘司1等空佐）

- 防衛駐在官たる自衛官の飾緒
  - 防衛駐在官たる自衛官の飾緒に関する訓令（昭和33年9月8日防衛庁訓令第87号） により定められている。防衛駐在官たる自衛官がその職務を行なうため必要がある場合において、礼装及び常装冬服、第1種夏服、第2種夏服に着装する。
  - 制式：黄色の丸打ひもに金色の金属細線をかぶせたものを三つ編みにし、その両端に金色の金属製金具（陸上自衛官のものには桜花及び桜葉を、海上自衛官のものにはいかりを、航空自衛官のものにはわしをつけたものとする）をつける。
  - 着装法：上衣の右肩袖付上部に取付用の隠しボタンを作っておき、そこに飾緒の取付部を固定する。飾緒の短い細ひもの輪に右腕を通し、飾緒の長い三つ編みひもは右肩後方から右脇下を経て上衣の前部に回し、飾緒の長い細ひもと短い三つ編みひもは直接上衣の前部に回す。上衣の前部に回したひも類をまとめて、右えり裏側に取り付ける(但し、第2種夏服上衣の場合は第2ボタンに、海上自衛隊第1種夏服の場合は第1ボタンに取り付ける)。

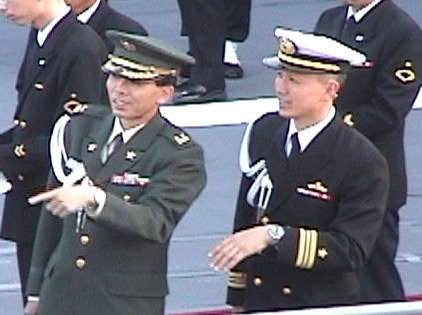
手前左は副官たる2等陸佐（陸上自衛隊）、手前右は副官たる3等海佐（海上自衛隊）

- 副官の飾緒
  - 渉外事務を行う際に着用する副官の飾緒に関する訓令(昭和33年８月１日防衛庁訓令第74号)により定められた自衛官が、同訓令第２条に定められた渉外事務等を行う際に着用する。
  - 制式：白色の丸打ひもを三つ編みにし、両端に銀色の金属製金具（陸上自衛官である副官のものには桜花及び桜葉を、海上自衛官である副官のものにはいかりを、航空自衛官である副官のものにはわしをつけたものとする）をつける。
  - 着装法及び着装する服装は防衛駐在官たる自衛官と同じ。
- 募集広報き章
  - 自衛隊地方協力本部に勤務する自衛官で、募集広報に従事することを命ぜられているものが着用する。いぶし銀色の金属製のもので、翼（航空自衛隊を象徴する）及び錨（海上自衛隊を象徴する）の中央に、桜星を桜葉で抱擁した物（陸上自衛隊を象徴する）を配したもので、桜星の中央には、金色の金属製の募という文字を配するもの。
- 予備自衛官き章
- 統合幕僚長章
- 統合幕僚監部職員章
- 国家標識章
- 国際貢献部隊章
- 国際連合部隊章
- 防衛功労章
- 防衛記念章

## 陸上自衛隊

### 制服の変遷

#### 警察予備隊・保安隊時代

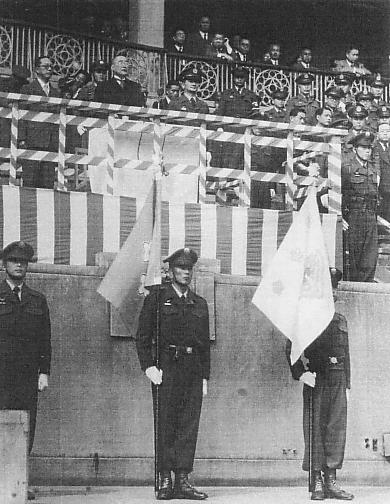
保安官の冬季の制服。1952年（昭和27年）10月15日。保安士補以上は右胸に階級章を着用した

1950年（昭和25年）に、警察予備隊の制服が定められた。当初の夏服はカーキ色の開襟型であった。冬服は米陸軍から貸与されたアイゼンハワージャケット(アイクジャケット)、正式名称Ｍ-1944フィールドジャケットとそれをモデルとし国産化した短ジャケット上衣にワイシャツ、ネクタイ姿であった。警察予備隊の徽章は、警察を表す旭日章の前面に平和の象徴である鳩をあしらい下部から桜葉と桜花で包むデザインである。これは、陸上自衛隊において1970年（昭和45年）まで用いられた。「50式」
保安隊となった後の1953年（昭和28年）3月に冬服や夏服が改正された。冬服は、短ジャケット型が第2種冬服となり、長ジャケット型の第1種冬服が制定された:p315。

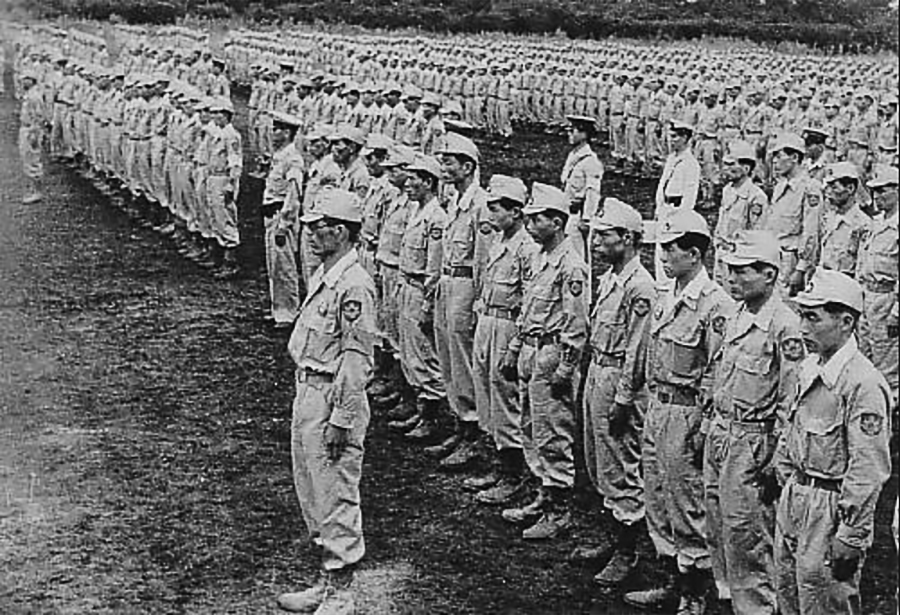
警察予備隊の警察官の夏季の制服
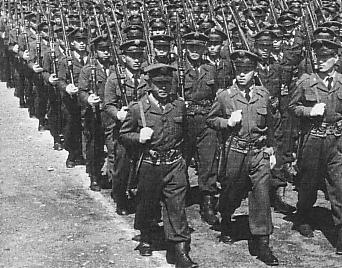
警察予備隊の警察官の冬季の制服
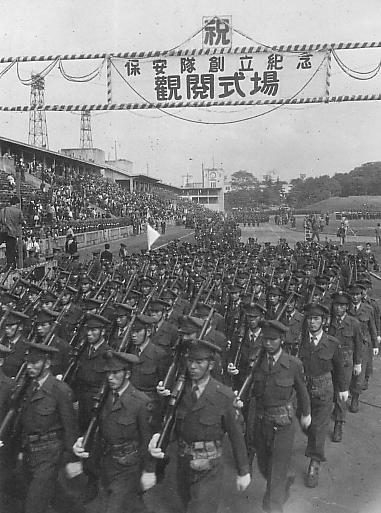
保安官の冬季の制服。1952年（昭和27年）10月15日。現在でいう甲武装に当たる
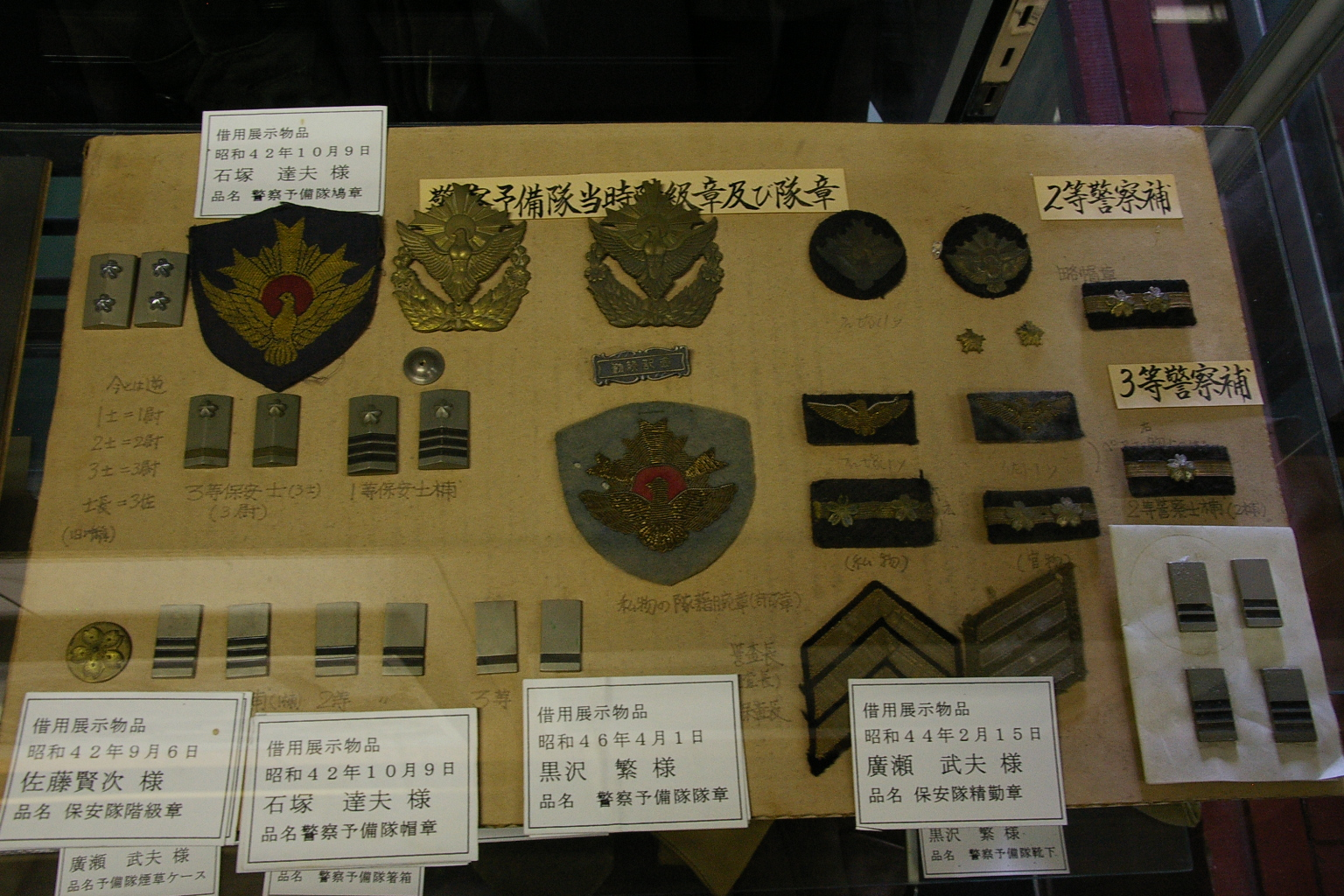
警察予備隊と保安隊の帽章・階級章等

#### 昭和29年（1954年）
1954年（昭和29年）に陸上自衛隊が発足したのに伴って、服制にも若干の変更が加えられた。保安監・保安正・保安士（幹部保安官）、および保安士補は、それまで階級章を右胸に着用していたのを、形状を変更の上、両襟に着用することとなった。1955年（昭和30年）には、部隊章が制定された。
制帽については夏・冬各制服の色に合わせ2種類存在した。正帽章は幹部用と曹士用では手本となったアメリカ軍の士官と下士官のデザインの違い同様の違いがあった。

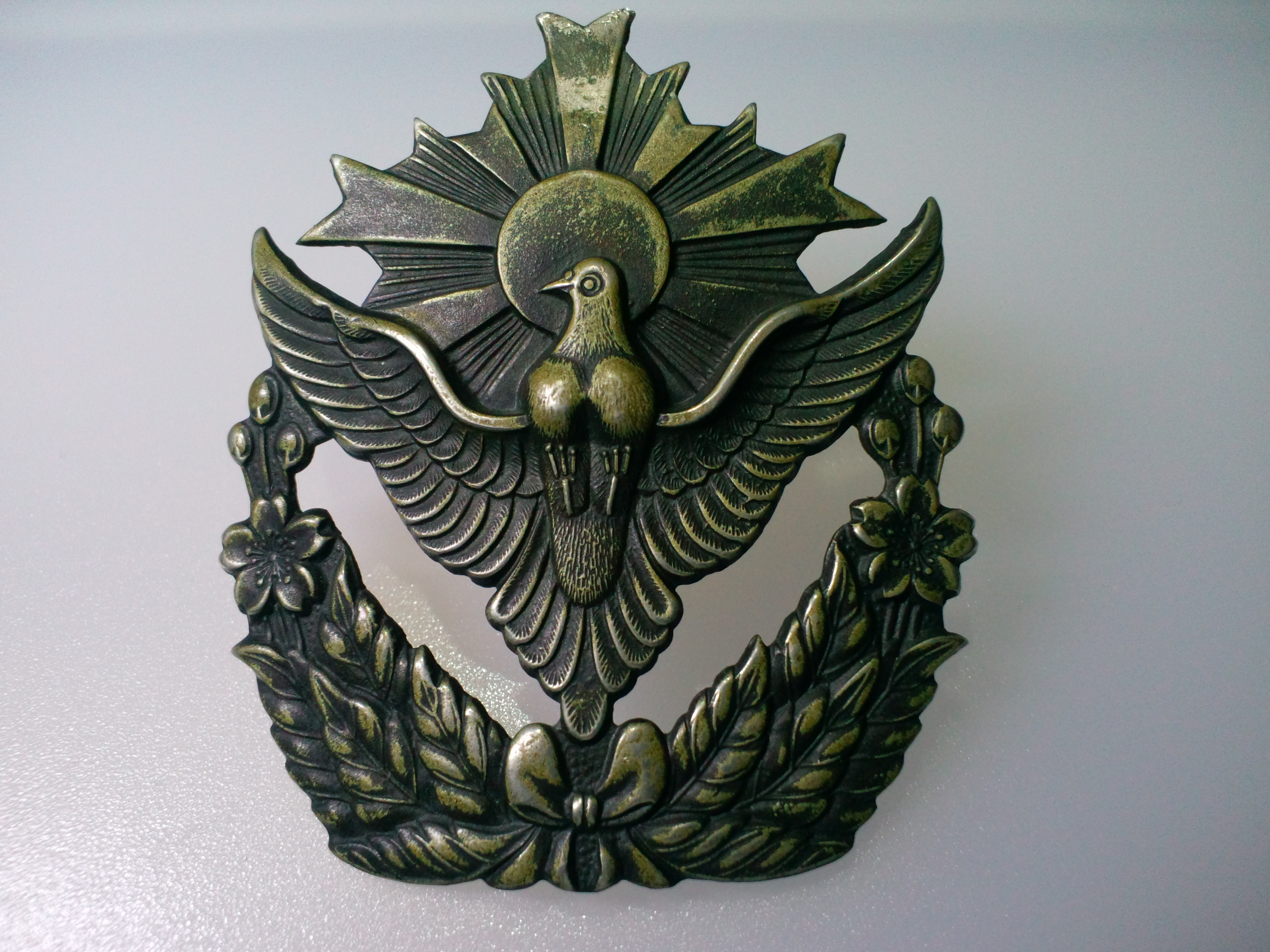
予備隊 - 1970年幹部正帽章

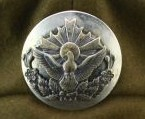
保安隊 - 70年まで保安士補・保査・曹士正帽章

保安隊 保安士(幹部)冬正帽

#### 昭和33年（1958年）
1958年（昭和33年）6月冬服が改正され、カーキ色から紺灰色となった:p315。背広型で剣襟。前はシングルの4つボタン、胸ポケットは外張り型で、ボタンがつく。ボタンは銀色。正帽については現行同様に冬制服に合わせたものに統一され1種類になった。「58式」

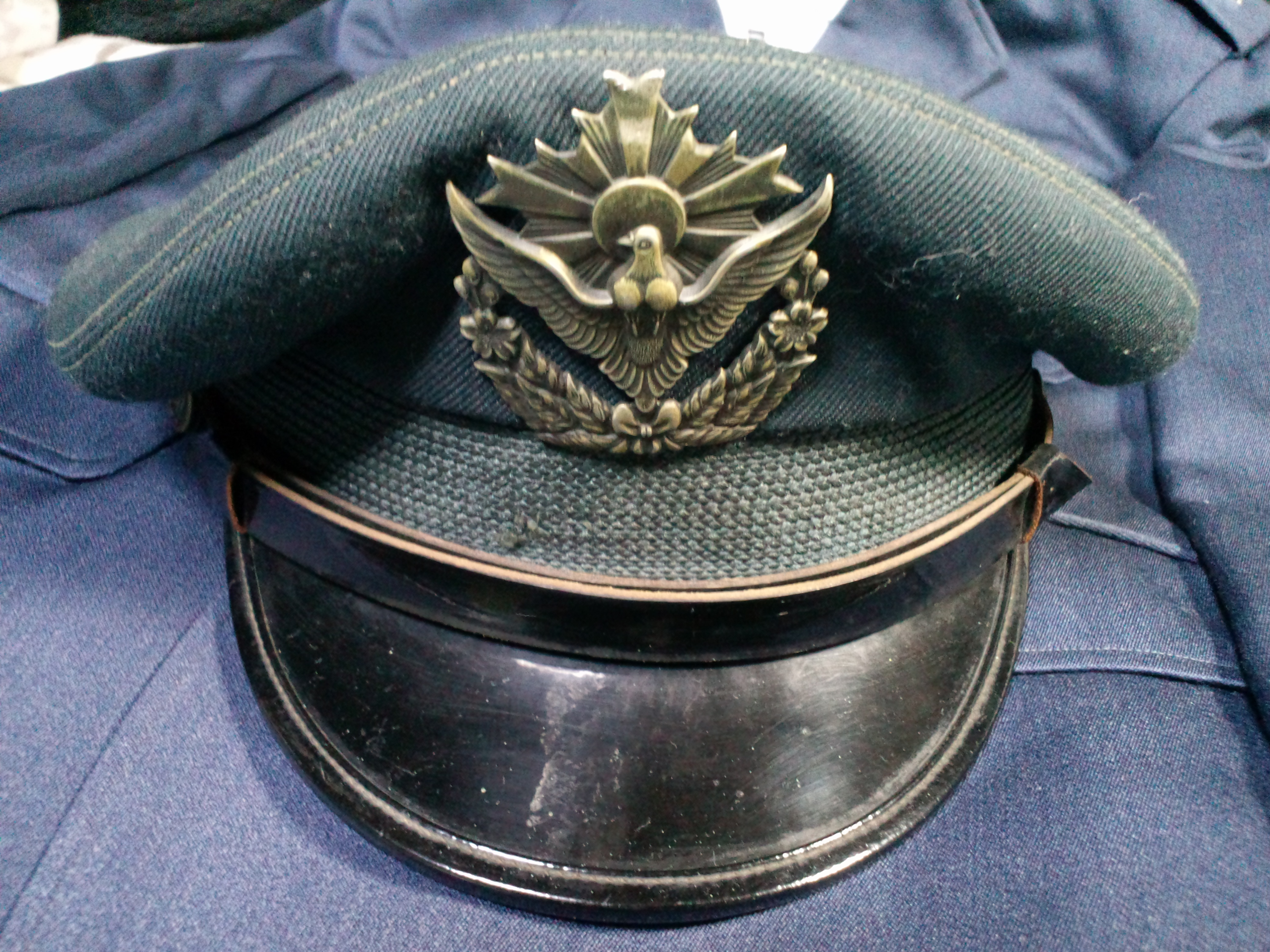
58式正帽(幹部)

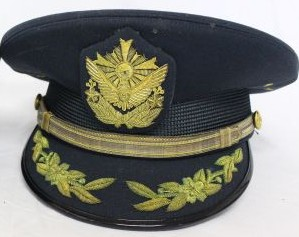
58式1佐礼装用正帽

#### 昭和35年（1960年）
第1種夏服が制定された。58式冬服とはデザインが異なり腰部の背バンドが廃止され、グレーの上下で71式とほぼ同じデザインとなった。「60式」

#### 昭和45年（1970年）
1970年（昭和45年）に冬服の改正がなされた:p315また、制帽章は幹部・曹士共通の物となった。「70式」

#### 昭和46年（1971年）
1970年（昭和45年）改正に続き、翌1971年（昭和46年）男女夏服が全面改正された。「71式」

### 70式・71式制服

#### 常装

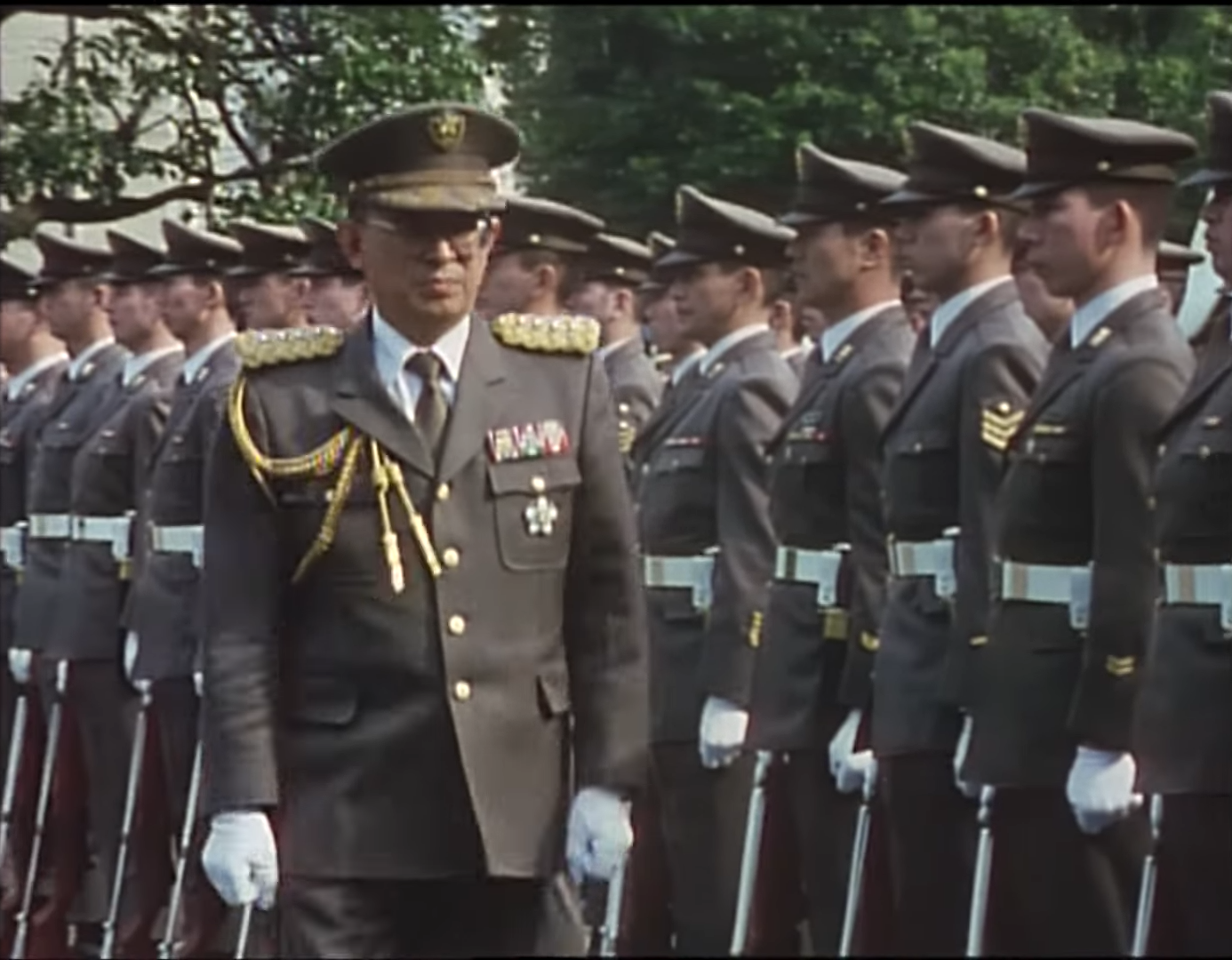
70式制服の統合幕僚会議議長たる陸将（寺島泰三陸将、1990年）

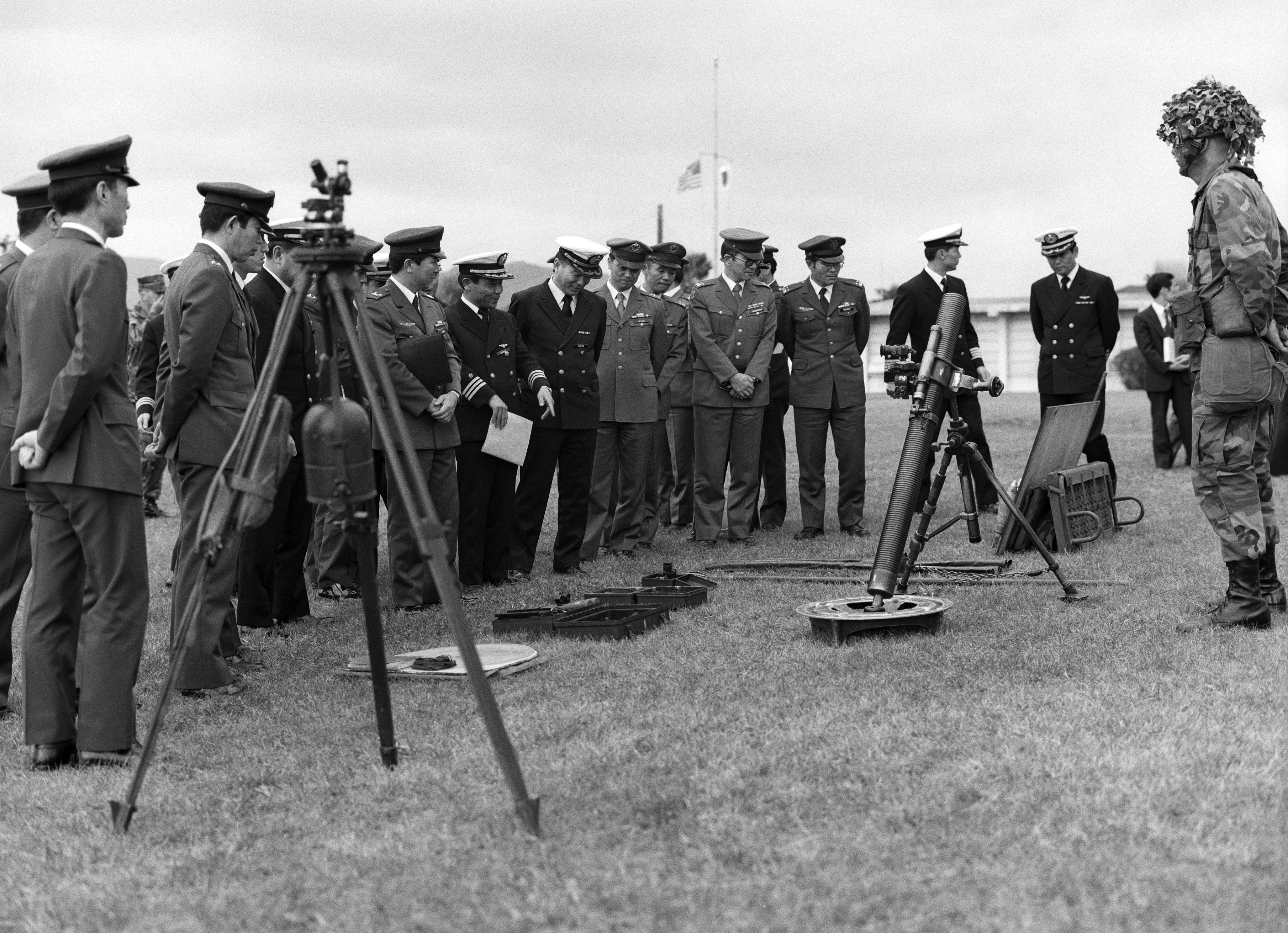
70式制服の陸上自衛官（1985年、沖縄県・キャンプ・ハンセン）

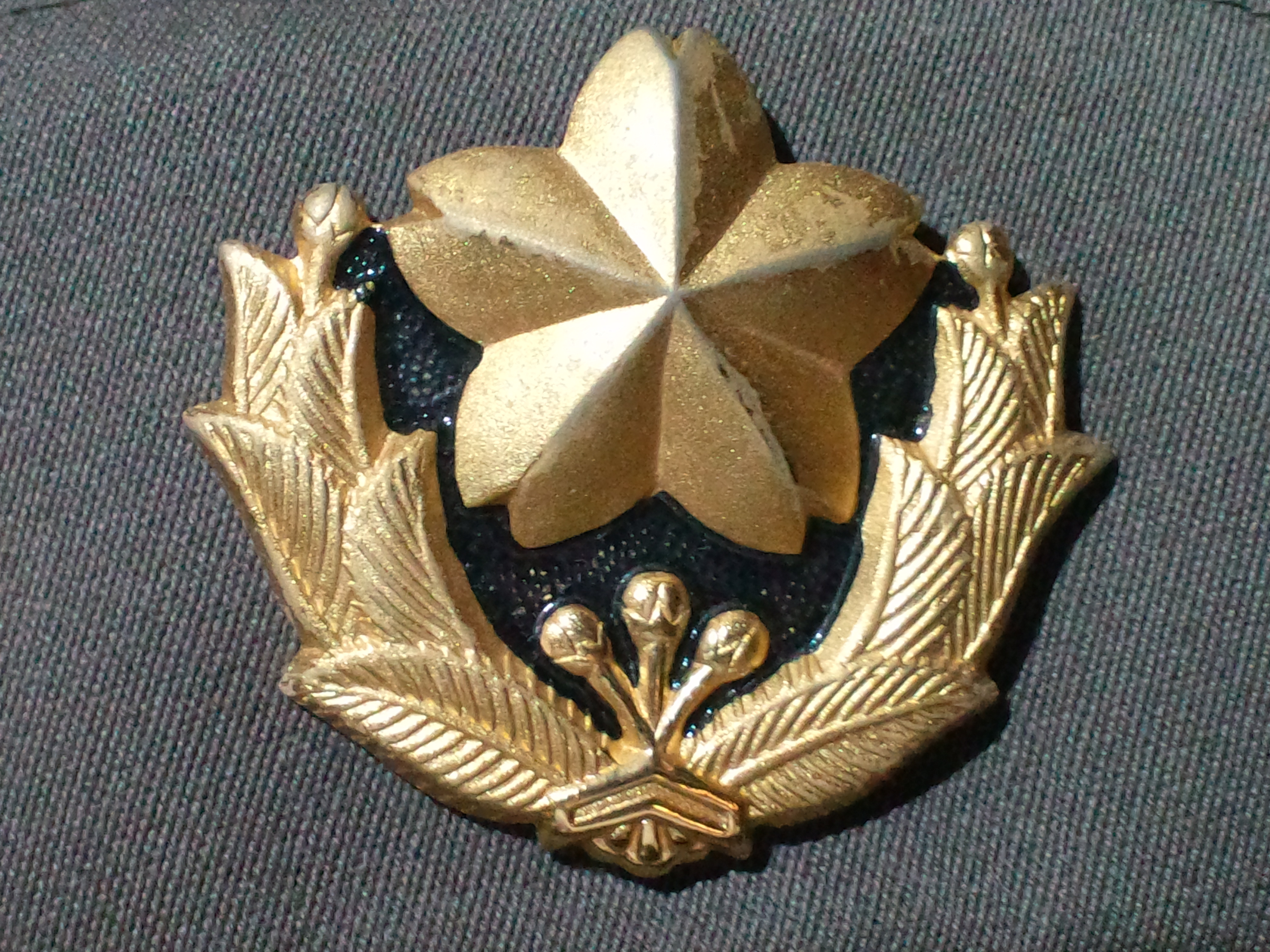
帽章

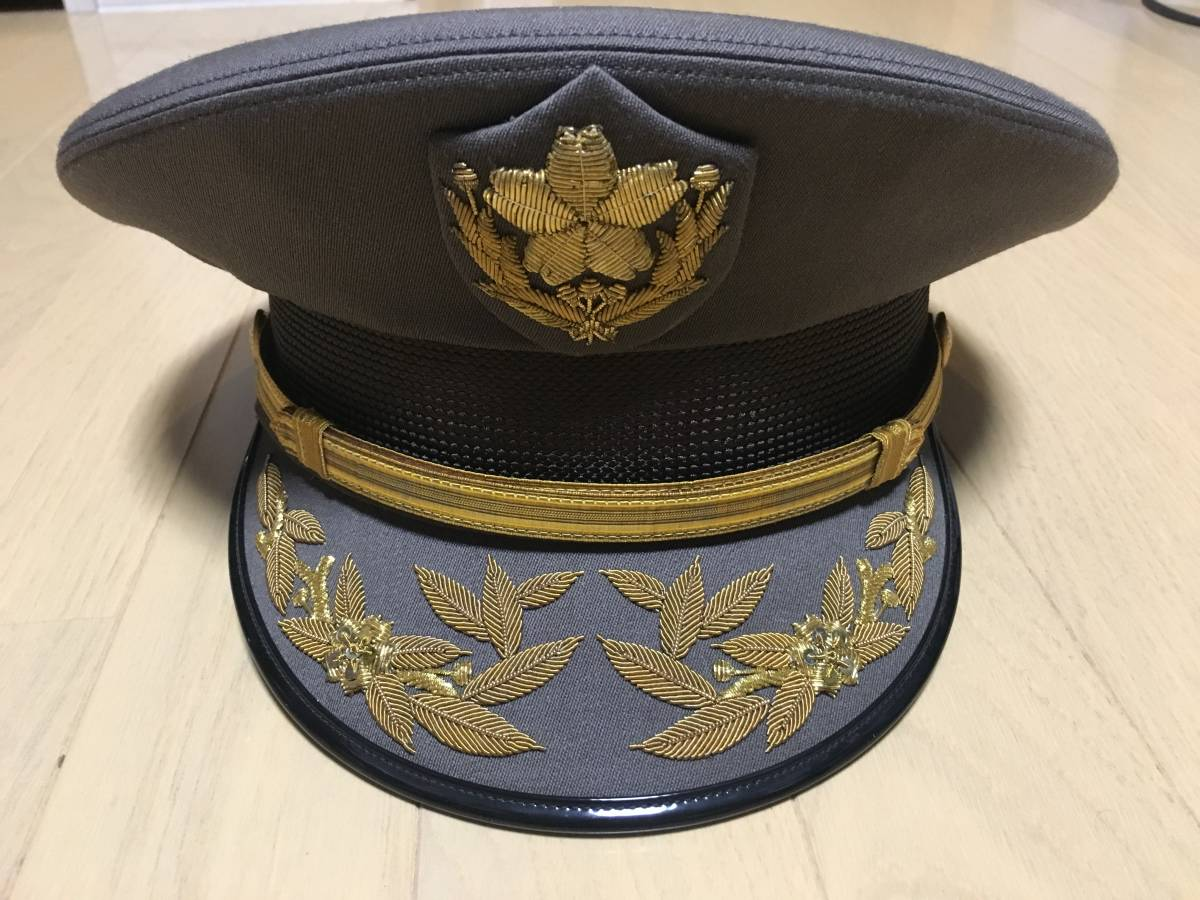
70式将官正帽

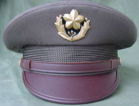
70式曹士、および初期幹部用正帽

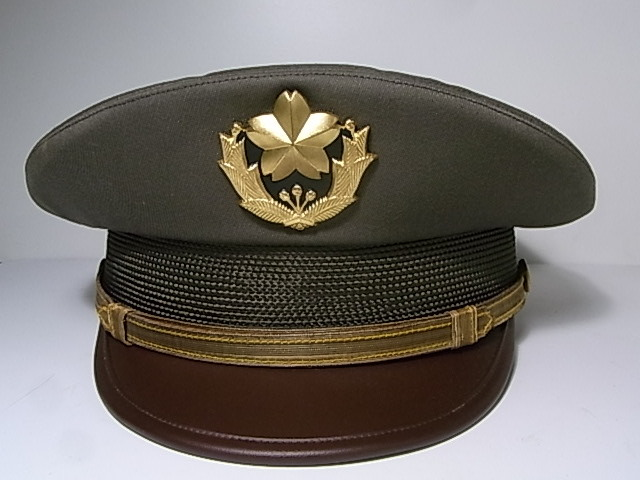
70式中期幹部用正帽

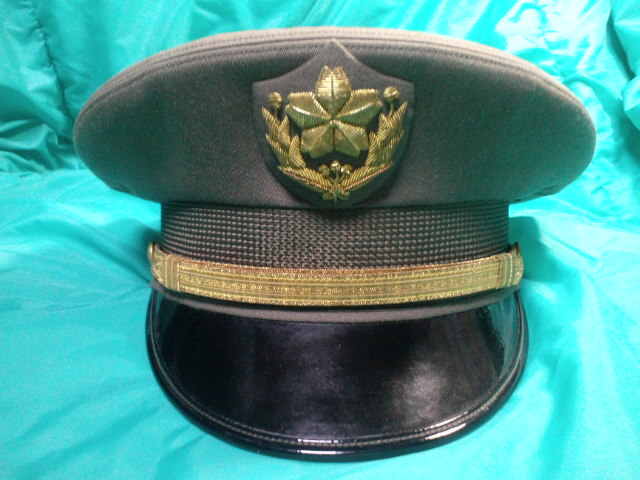
70式後期尉官用正帽

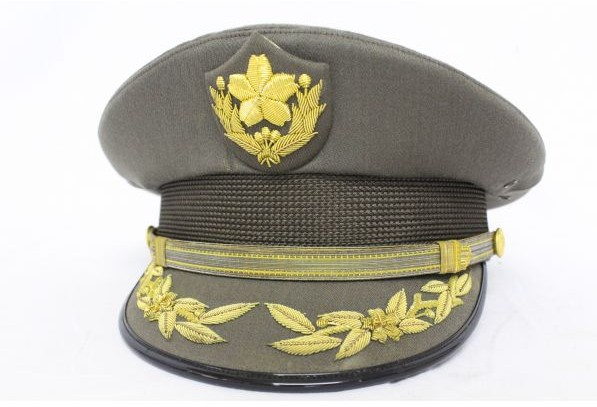
70式1佐礼装用制帽（後期には常装佐官正帽となる）

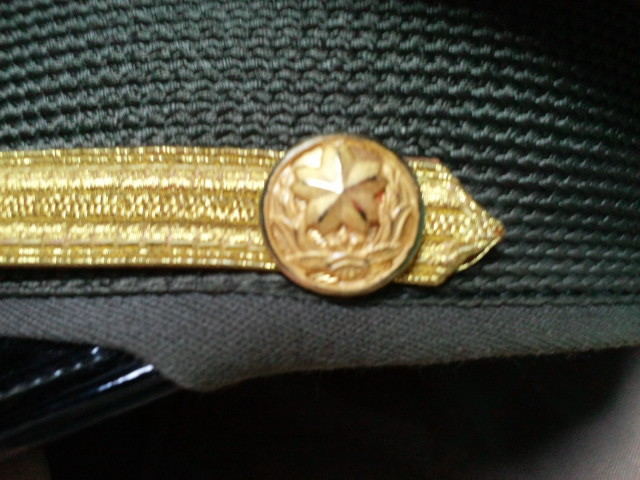
幹部用耳章

冬服
シングル4つボタンの背広型で、襟はセミピークラペル。生地は茶灰色のカルゼ織。同色のネクタイ着用。正帽のつばも茶色:p315。階級章は、幹部は肩に、陸曹は上衣襟に、陸士は左肩に付した。また、従来の旭日に鳩の徽章を変更し、現行の桜星に桜葉のものとなった。

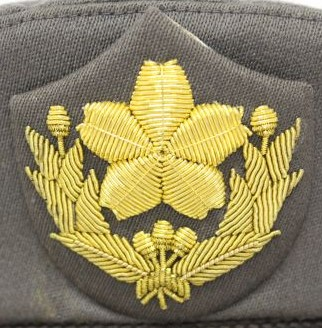
70式将官、後期幹部帽章

ネクタイと制帽は夏服冬服兼用。
第1種夏服
男子用は冬服と同形状で、冬服の色を薄くした淡茶灰色のもの。ネクタイ着用。
女子用はシングル4つボタンの背広型だが、男子自衛官とは襟がテーラードカラーであり、胸ポケットの蓋が直線である等の違いがある。色は白っぽいクリーム色で、茶灰色の肩章が付く。
第2種夏服
男子用は淡茶灰色の長袖シャツ型上衣に同色のスラックス。ネクタイ着用（ネクタイは省略することができる）。
：私費で官給品と同じ物を購入し着用することが多い。
女子用は第1種夏服と同色の、開襟半袖のワンピースで、同様に茶灰色の肩章が付く。
第3種夏服
男子用は淡茶灰色の4ボタン半袖開襟シャツ型上衣（ボタンは黒色足つきボタン）に同色のスラックス。前年制定の防暑服が採用された。第2種夏服上衣同様、私費で官給品と同じ物を購入し着用することが多い。
：なお、同時期に海上自衛隊も半袖開襟シャツ型の制服を防暑衣から第3種夏服と改称している。
女子用は男子自衛官と同じもので、合わせが右前となる。
正帽
帽章は、桜星を中心に桜葉および桜蕾を周辺に配したものである（星章に桜葉および桜蕾が配される意匠は旧陸軍の近衛師団用の帽章と同様）。
70式制定当初は陸士 - 将官まで同じ正帽であった。帽体は冬制服と同じ茶灰色、前庇と顎紐は茶色で前庇は海上自衛隊の物より小さい。顎紐は茶色の革製又は合成樹脂製、両端は帽の両側において金色の耳章各1個で留める。また、幹部には尉官が顎紐がメタリック調黄土色系織装飾の顎紐、佐官用、将官用が前庇に金モールで桜花と桜葉の装飾が施され帽章は金モール製の礼装用正帽が制定された。前庇はモール製の桜花と桜葉の装飾が施されるため海上自衛隊に近い大きさになっている。その後昭和50年頃より将官は礼装用正帽が常装で着用されるようになり、陸士 - 1等陸佐までが同じ正帽となった。
幹部用制帽については1986年（昭和61年）に尉官・佐官共に将官同様に礼装用の正帽が常装で着用されるようになった。

#### 平成3年（1991年）
1991年（平成3年）に常装が変更された。アメリカ陸軍の制服変更に変更内容は似ている。ベースとなる色が、茶色系から緑色系に変更された:p315。また、女性自衛官の制服が男性自衛官のそれに準じたものに改められた。制式名「91式」

### 91式制服

#### 常装

##### 冬服・第1種夏服
制服に関しては隊員による私物品として購入可能、「官給品」に関しては完全貸与のため退職時は国庫に返納が義務づけられている。尚、私物品の購入の際は身分証にて当該の階級を証明しなければならず、退職後に関しては確実な保管が義務づけられる。
91式に改正された当初は職種き章の制定がなく、暫くは70式と同様のき章装着であった。
簡易制服（ジャンパー・セーター）が制定された。それ以前は制式には無いものの私物MA-１型ジャンパーや作業外被を着用することがあったが服制に規定がないものの黙認されていた。また、簡易制服制定は海上自衛隊、航空自衛隊についても同様に行われたが、ジャンパーは各自衛隊毎に色・デザインが異なり、セーターは基本形、肘・肩パッチの配置等は同じであるが陸上自衛隊はOD色でサークルネックである。階級章は第2種、第3種夏服同様肩に乙種階級章を装着する。
正帽

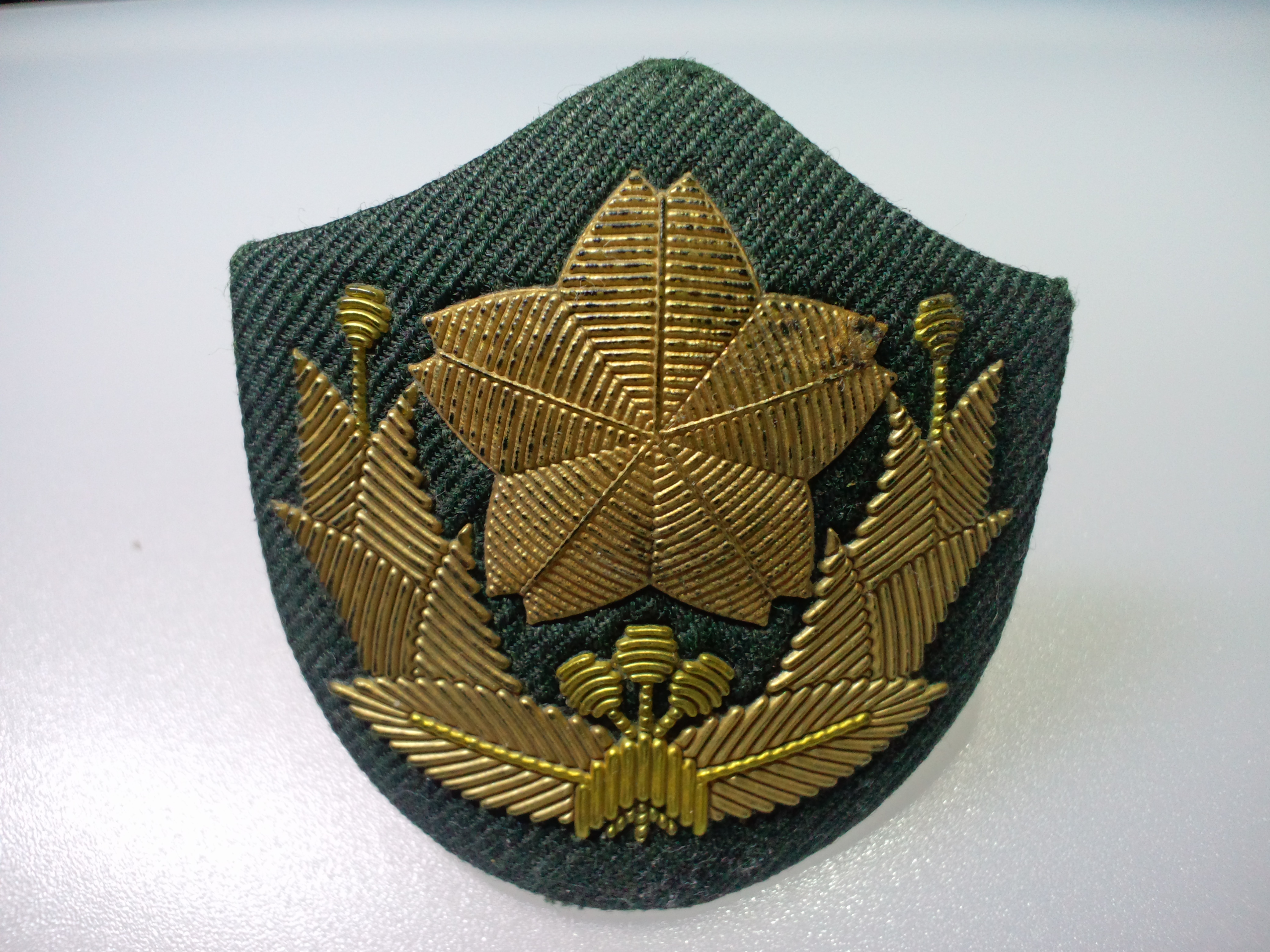
曹 - 幹部用帽章

帽章は、陸士および自衛官候補生は70式と同じ金色金属製だが、陸曹以上は金色モール製又は合成樹脂製で帽子の地質と同色の布製台地をつける。70式同様、帽章は桜星、桜葉、桜蕾で構成されている。
冬服上衣と同じ地質。円型で黒色の革製又は合成樹脂製の前ひさし及びあごひもをつける。前ひさしは、1等陸尉以下は黒色の革製又は合成樹脂製で、3等陸佐以上は更にその前縁に沿って金色モール製又は合成樹脂製の桜花桜葉模様（佐官は前縁部分のみ、将官はひさし部分全体）をつける。
あごひもは陸曹以下は黒色の革製又は合成樹脂製、准陸尉以上は金色合成樹脂製又は表面に金糸織平紐に縞織金線を付けたもの。あごひもの両端は、帽の両側において金色の耳章各1個で留める。耳章は70式と同様に陸曹以下は模様がない金色梨地で、准陸尉以上は桜星および桜葉を浮き彫りにしたものである（旧陸軍でも軍帽の耳章に同様の階級による差異が存在した）。
帽の腰回りには、生地と同色のなな子織の周章をつける。天井の正面中央に一個のはと目をつけ帽章の付着位置とする。同両側に各二個のはと目をつけ、通風口とする。

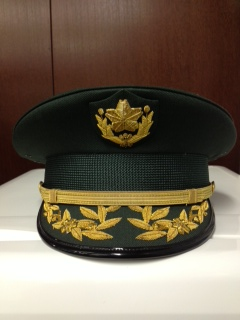
91式将官正帽（顎ひもは金糸織平紐に縞織金線のタイプ）
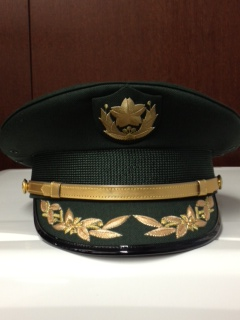
91式佐官正帽（顎ひもは金色合成樹脂製のタイプ）
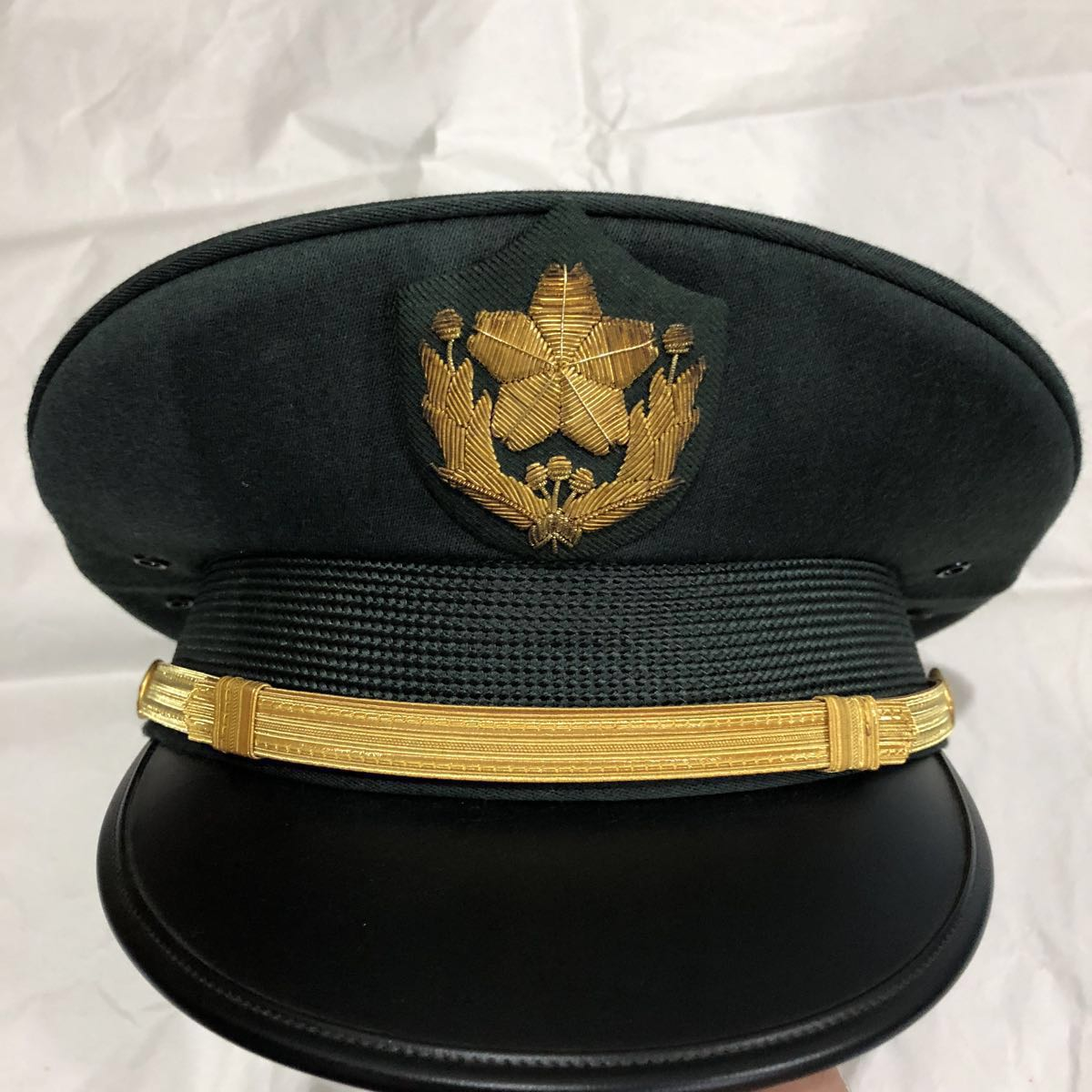
91式幹部、および幹部候補生たる陸曹長用正帽
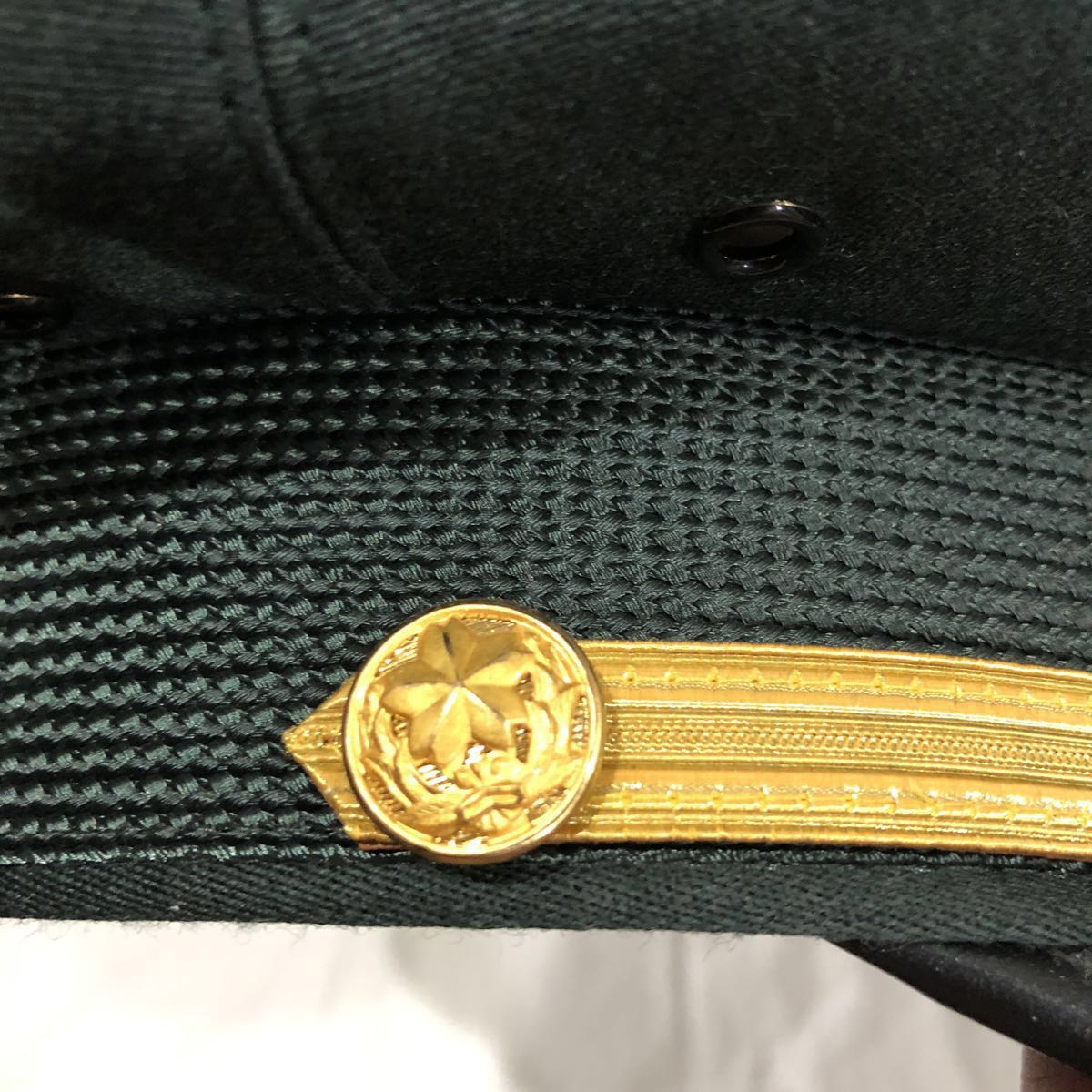
幹部、および幹部候補生たる陸曹長用耳章
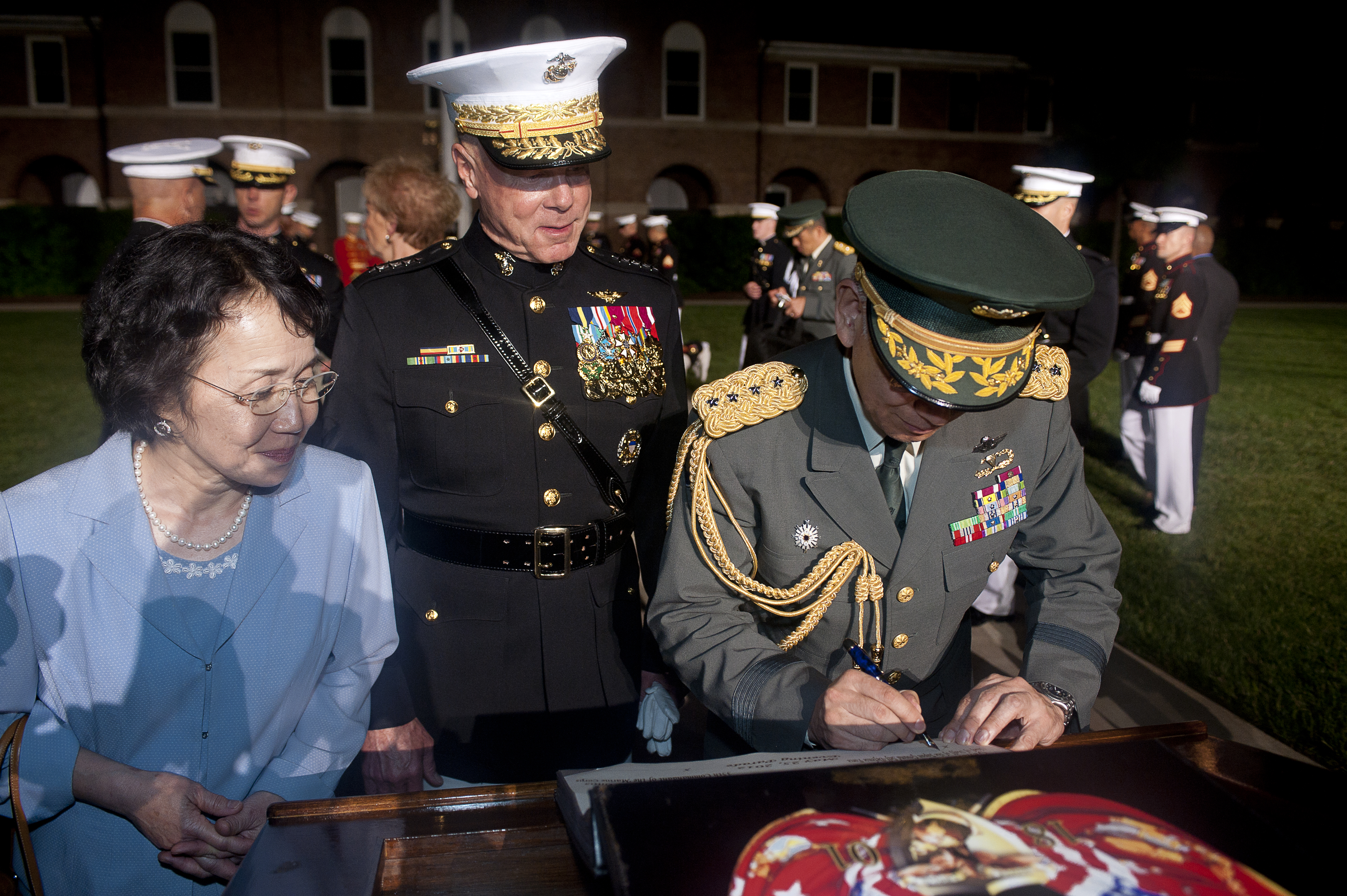
将の正帽
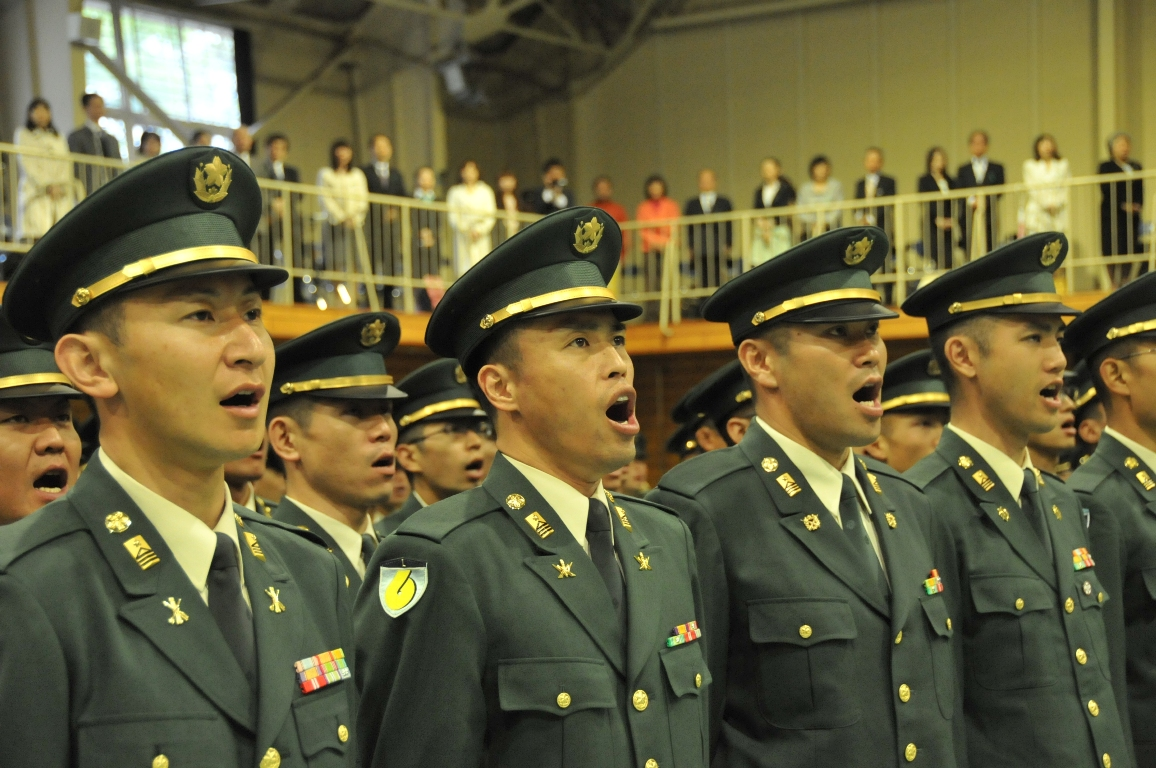
幹部候補生たる陸曹長の正帽（正帽は尉に準ずる）
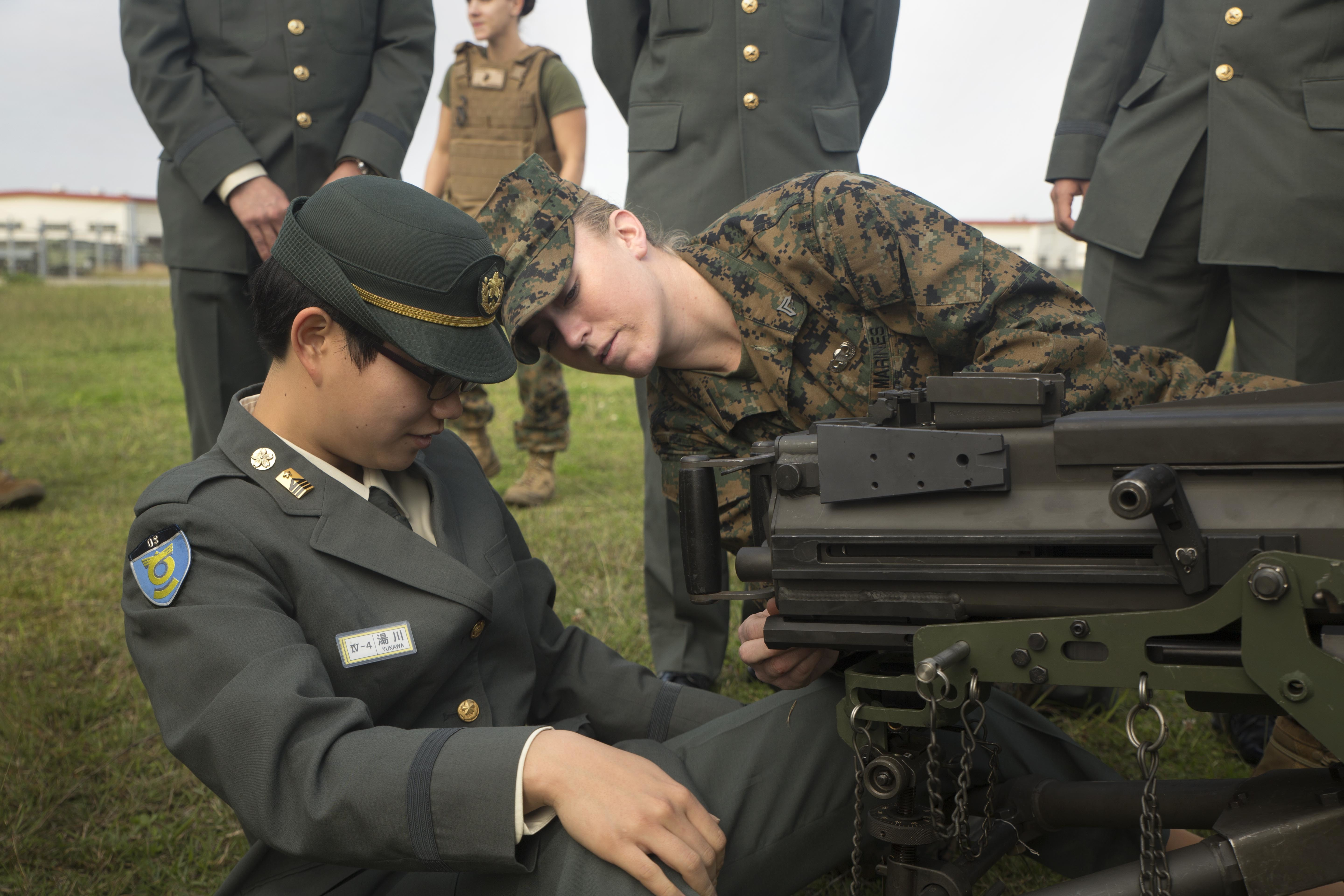
幹部候補生たる陸曹長の正帽（正帽は尉に準ずる）
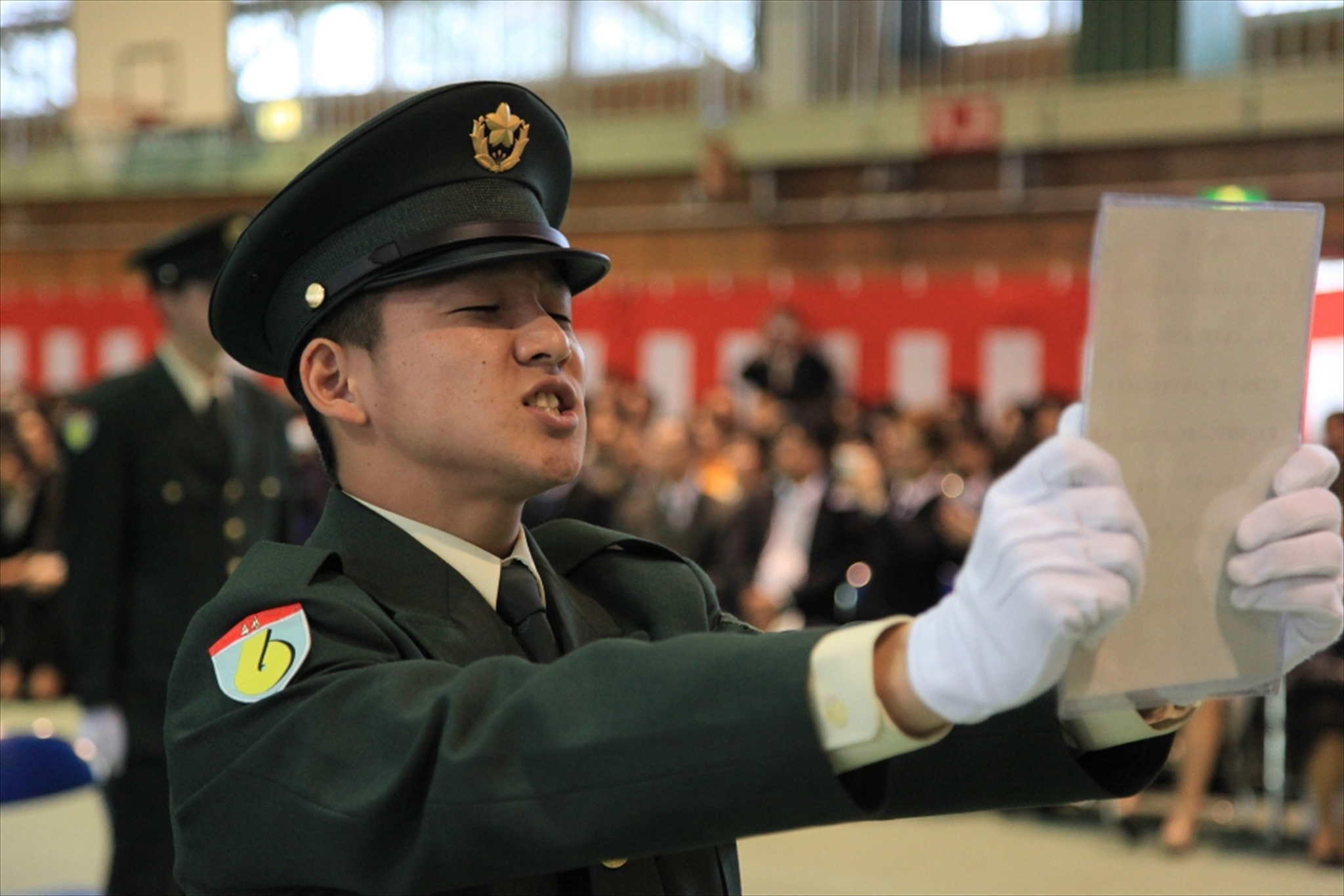
士および自衛官候補生の正帽
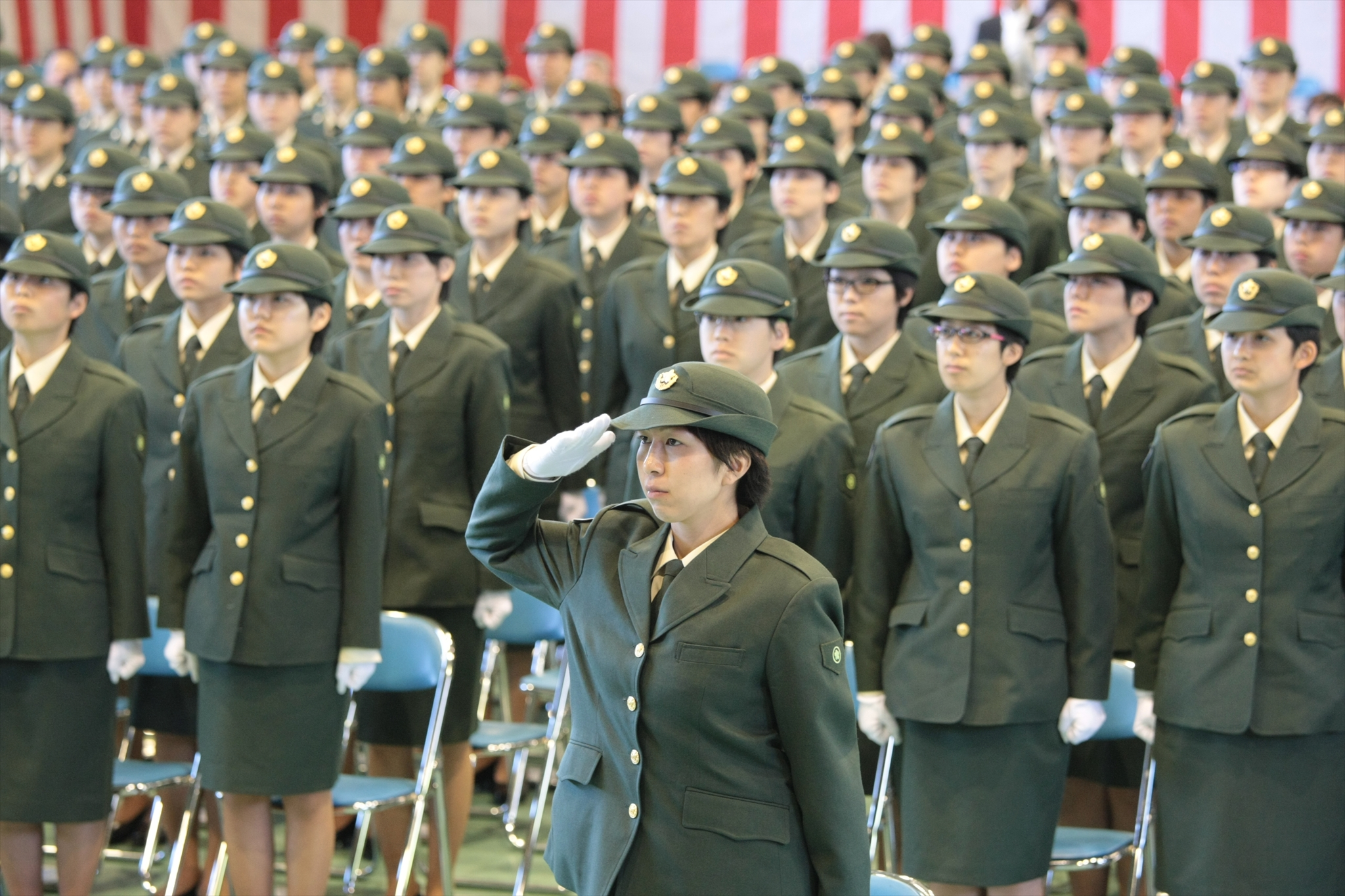
陸上自衛隊自衛官候補生の部隊の敬士および自衛官候補生の正帽

略帽・部隊識別帽

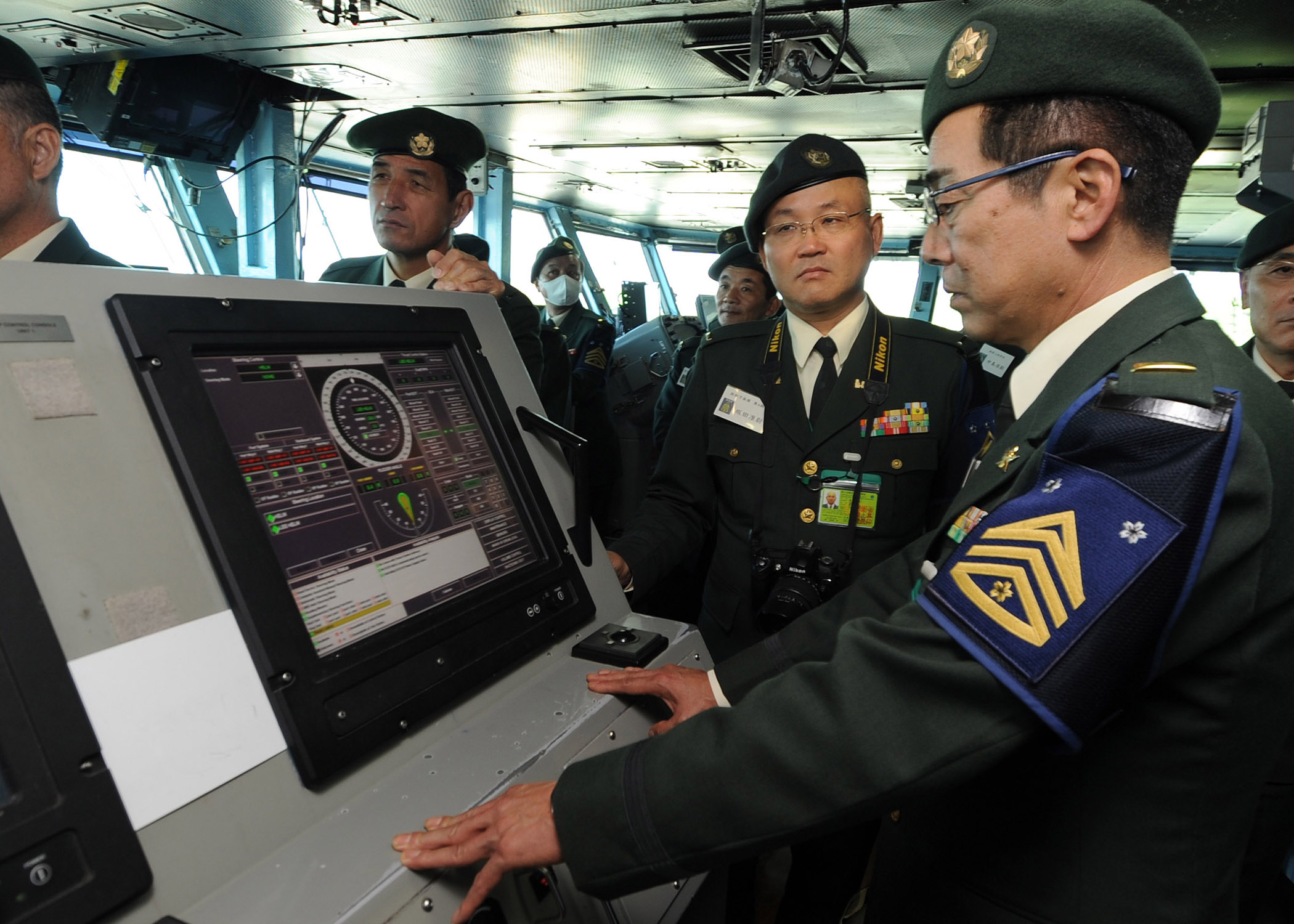
略帽

略帽にはベレー帽が採用されている。但し、幹部および曹士への貸与品にはなっていない（陸上自衛隊被服給与規則別紙第3および第5―1）。国際連合平和維持活動協力隊に派遣されている者は、水色（国連色）のベレー帽（かつてはニュージーランド製）または中帽、鉄帽覆いを着用する。また、野球帽型の部隊識別帽もあり、それを着用する場合もある（部隊の統制に従う）。
上衣等

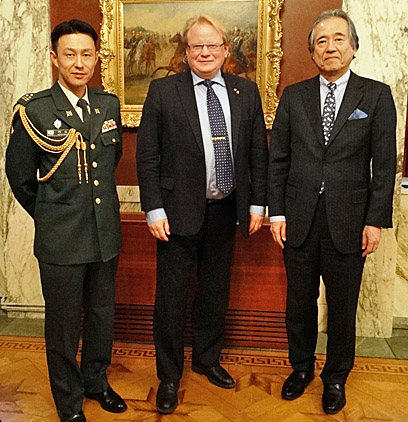
冬服の防衛駐在官（内山浩成1等陸佐）

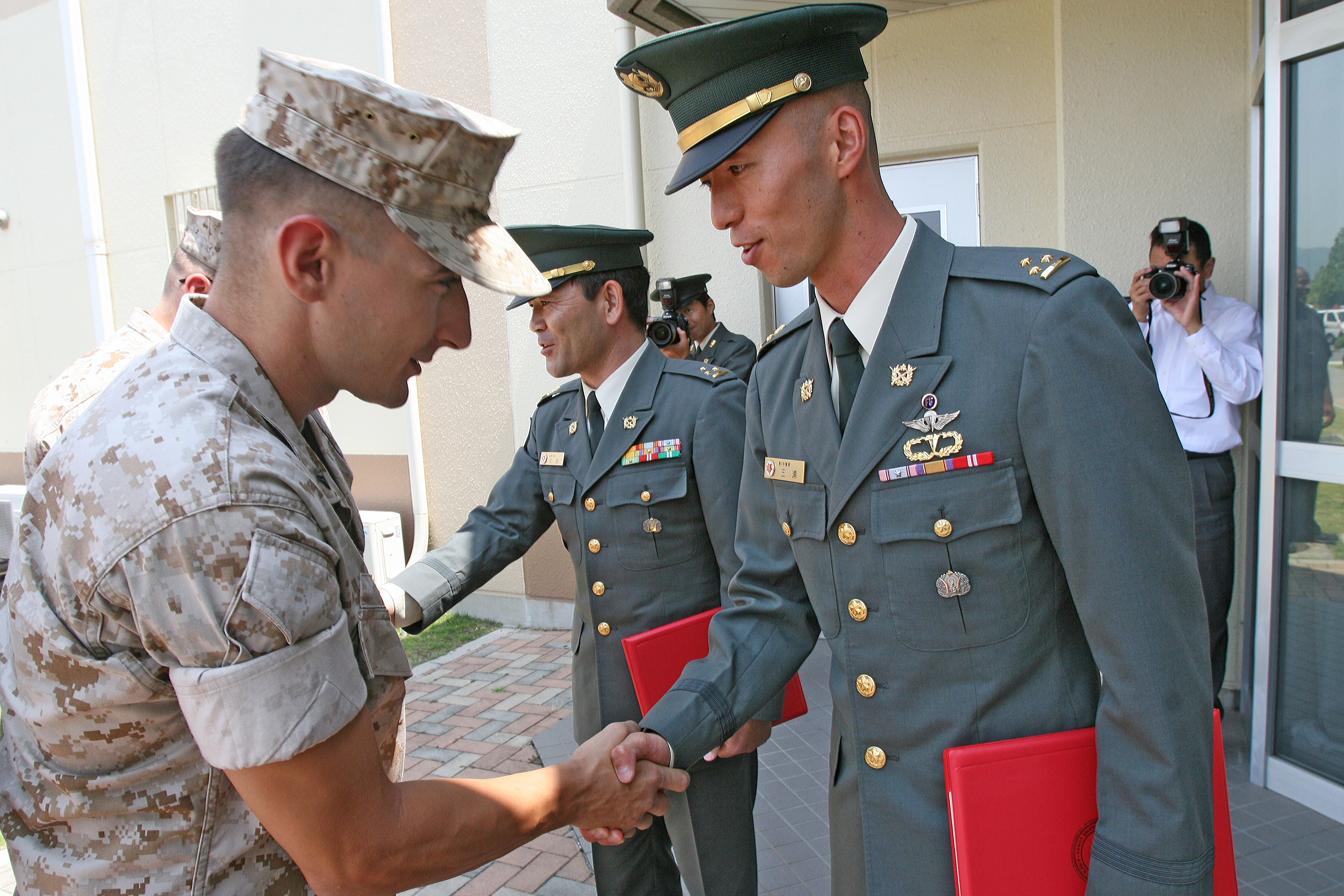
第1種夏服の1等陸尉（右手前・中央前）
奥の1尉の防衛記念章は勤続10年と25年が逆である。

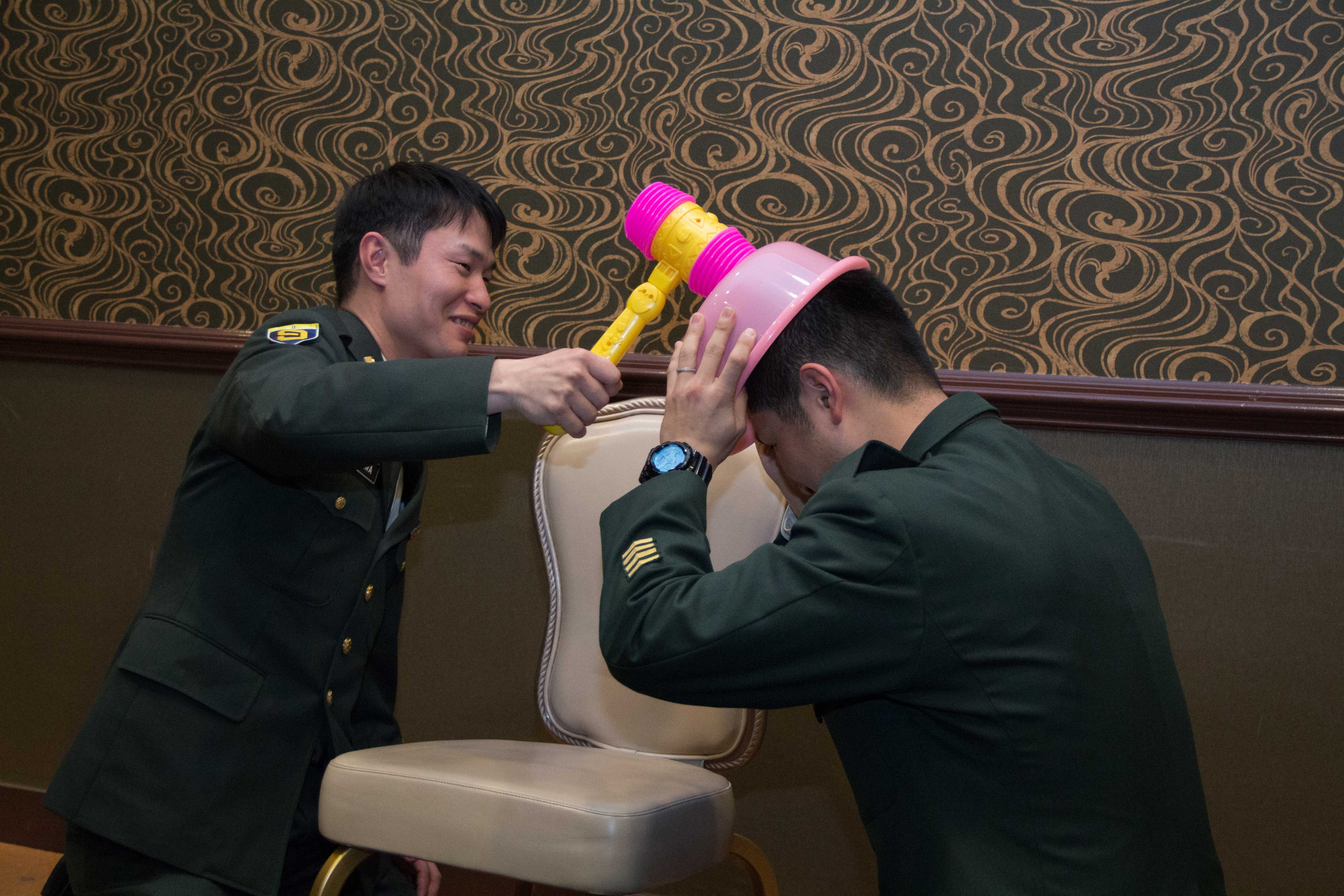
冬服の曹

冬服・第1種夏服の上衣は、同形状で4つボタンの背広型である。冬服が濃緑色（サージ織）で、第1種夏服は淡緑色となる。センターベント。准陸尉以上は、両袖に縞織濃緑色の飾線をつける(陸将補以上になると飾線が著しく太い)。ポケットは、胸部左右の蓋およびボタン付き貼り付け型（襞付き）と、腰部左右の蓋付き隠し型がある。襟は、セミピークラペルで、陸将および陸将補を除き職種き章を下襟に付す。陸曹の場合は、上襟に階級章を付す。陸士の階級章は、左腕（左肩上端から10センチメートル下方）に付ける。精勤章は、陸曹・陸士とも左袖下端から10センチメートル上方に付ける。
肩章は、同生地で、外側の端をそで付に縫い込み、又は着脱できるようにし、襟側を隠しボタン1個で留める。准陸尉以上は、肩章に階級章を付す。
ネクタイは、濃緑色で、帽章と同じ模様（桜星を中心に桜葉および桜蕾を周辺に配した模様）が入る。但し、陸上自衛隊生徒の場合、色はえんじ色。陸海空のネクタイの内、模様が入るのは陸上自衛官のもののみである。常装には、短靴又は半長靴を履く。なお、陸上自衛隊生徒は制度の改正により2010年（平成22年）度より、高等工科学校生徒となり、制服も変更された。現在の生徒の服制は、冬服は濃灰色でえんじ色の飾線を入れた詰襟で、2つポケット、前面ファスナー留めの短ジャケットの上下。冬服のズボンはベルトではなくサスペンダー使用。夏服1種上衣は冬服同様、2種上衣は白のスタンドカラーで襟にえんじ色の飾線のシャツ。ワイシャツは2種上衣と同様で、長袖となる。帽章は、馬、翼、桜および若葉の組み合わせたものと独自のデザインのものになる。制服着用時の靴下は黒。

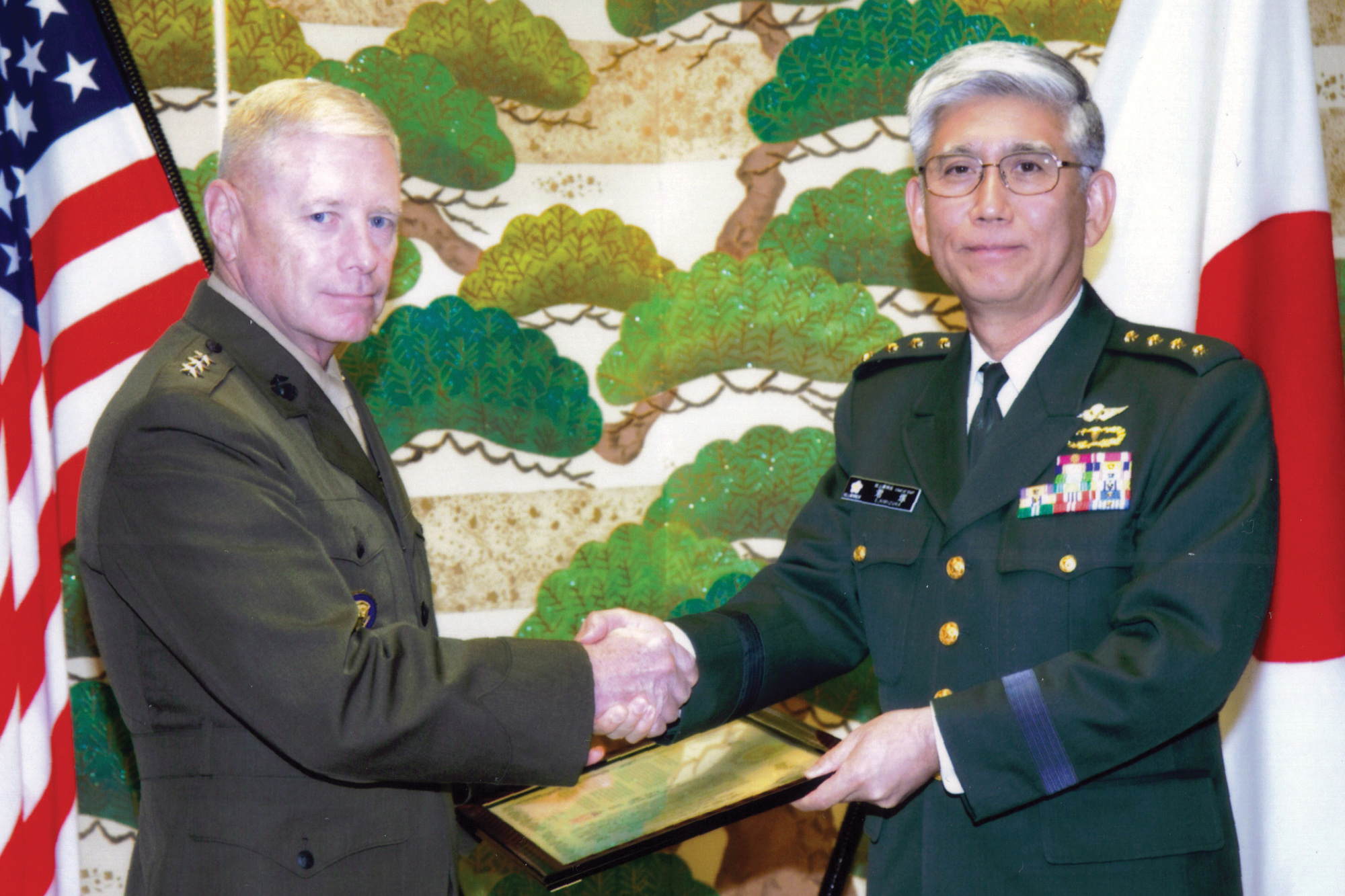
冬服の陸上幕僚長たる陸将（君塚栄治 陸将)（右）
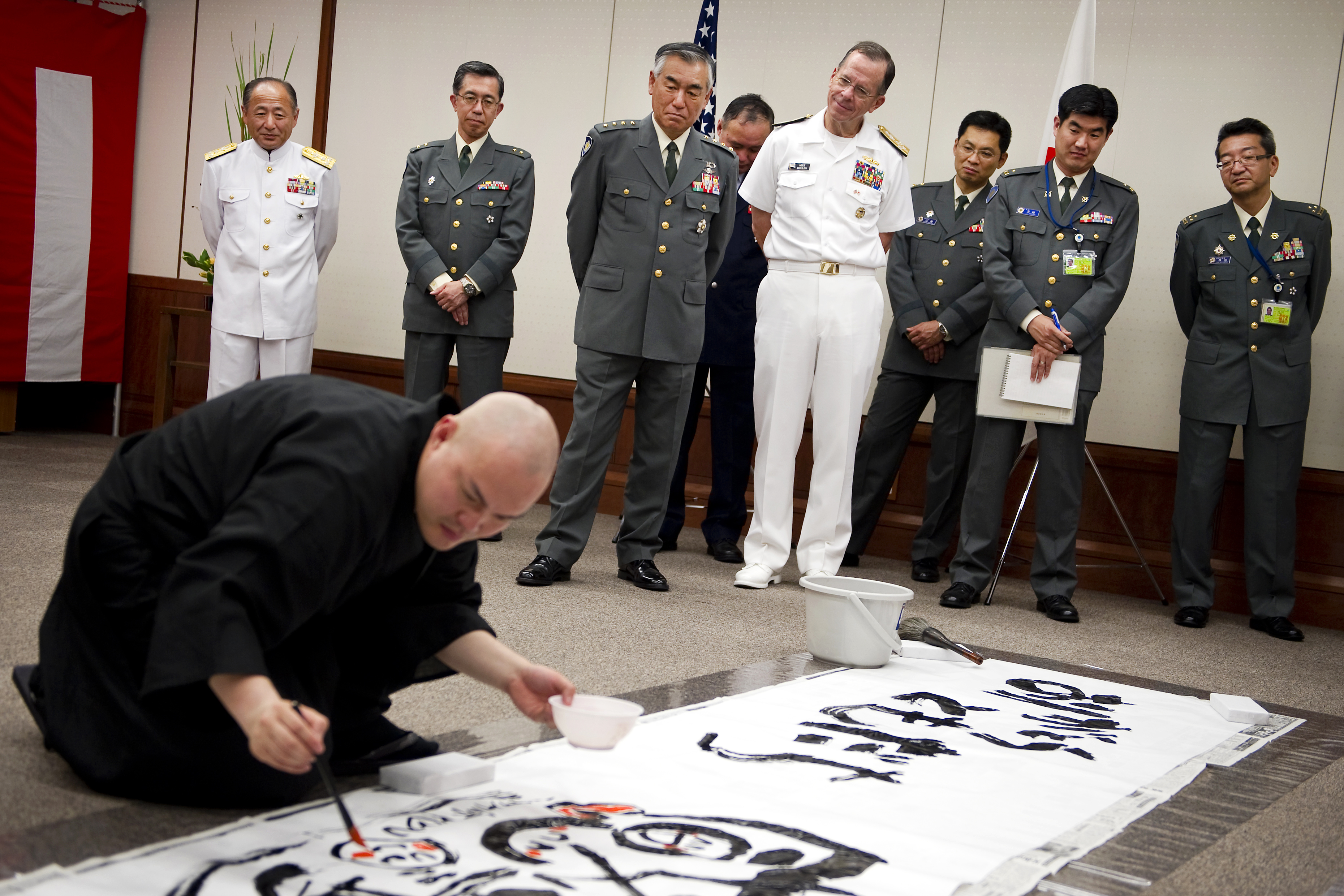
第1種夏服の幹部
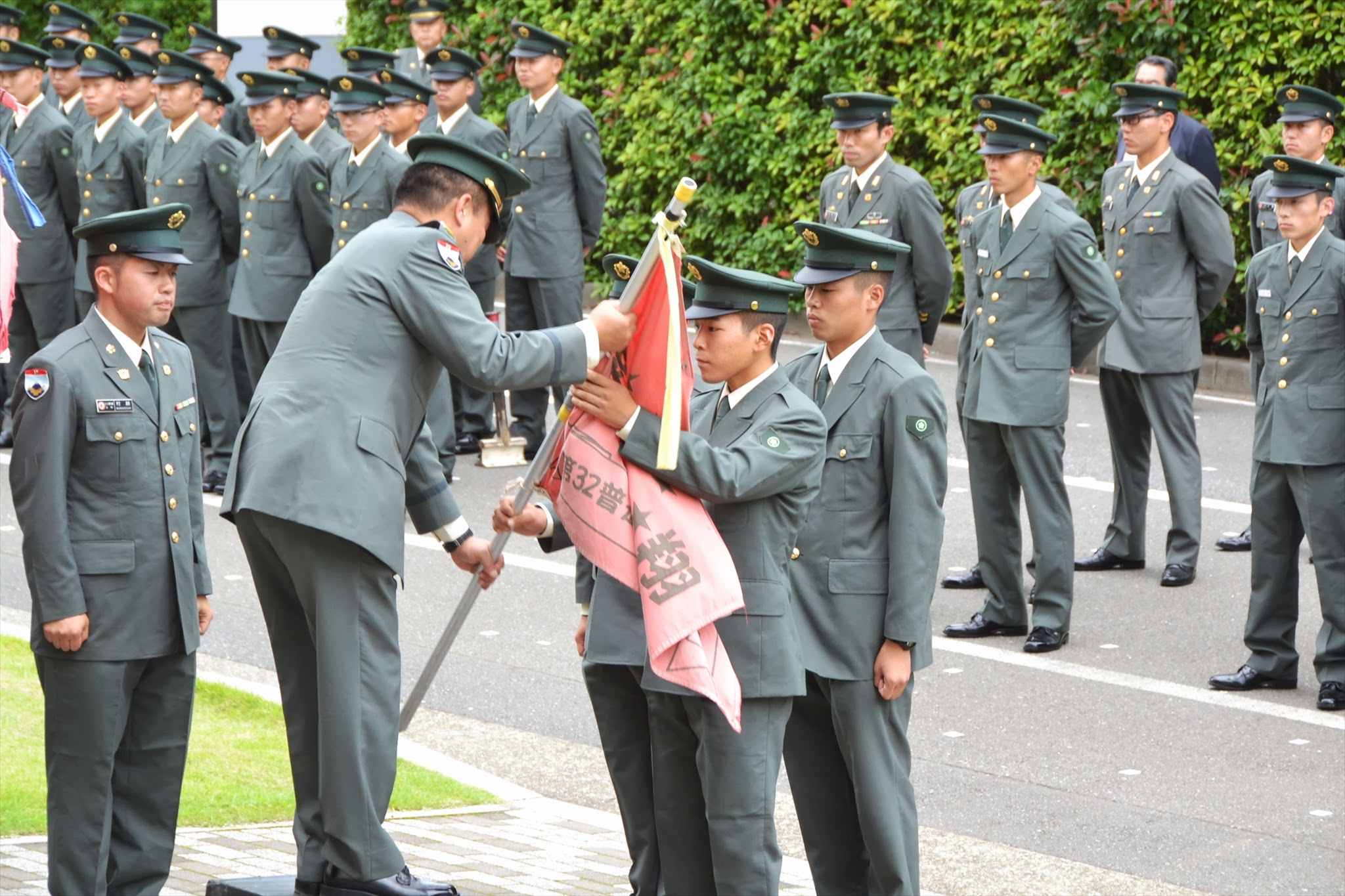
第1種夏服の幹部・曹・自衛官候補生
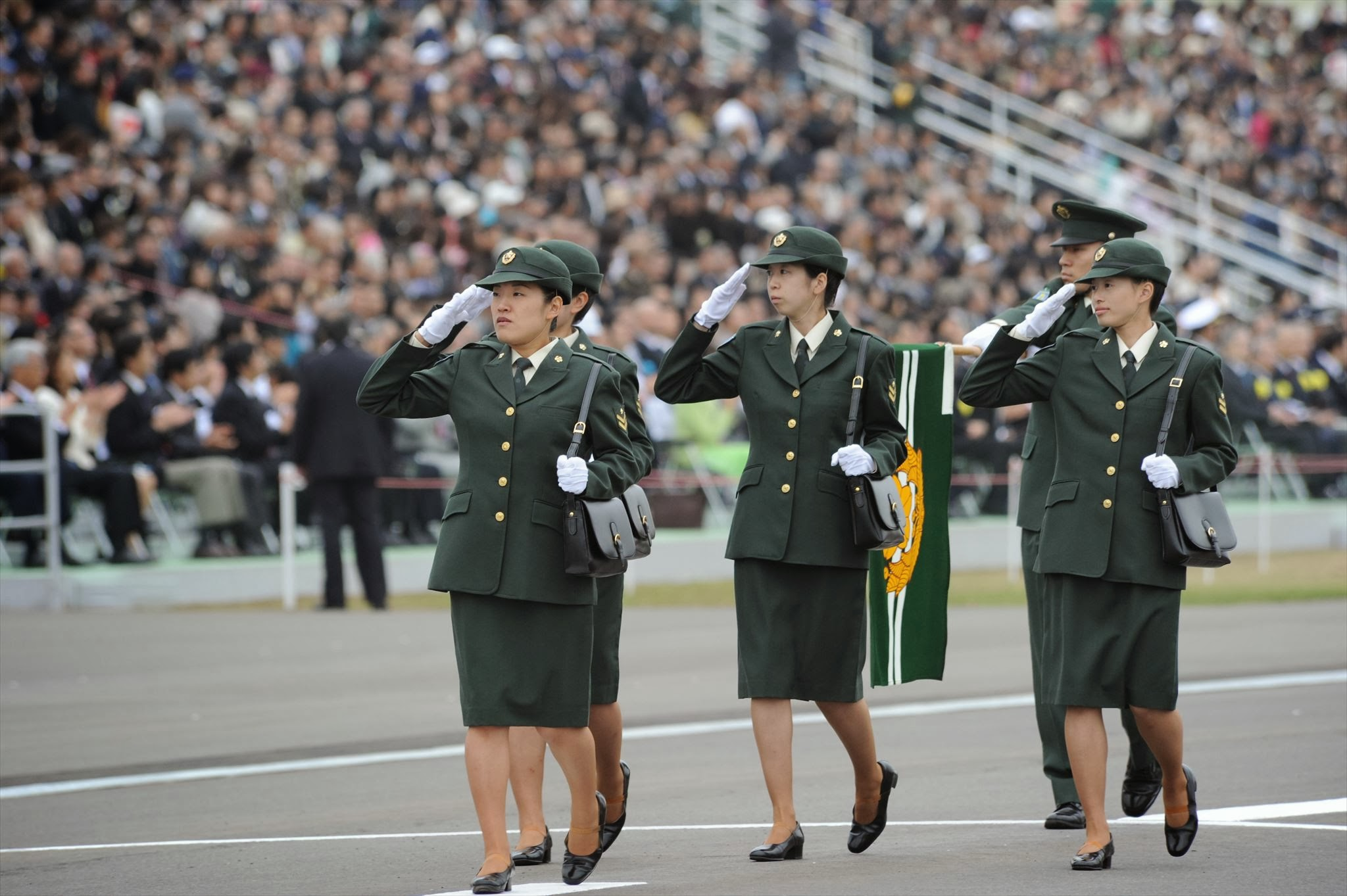
冬服の士
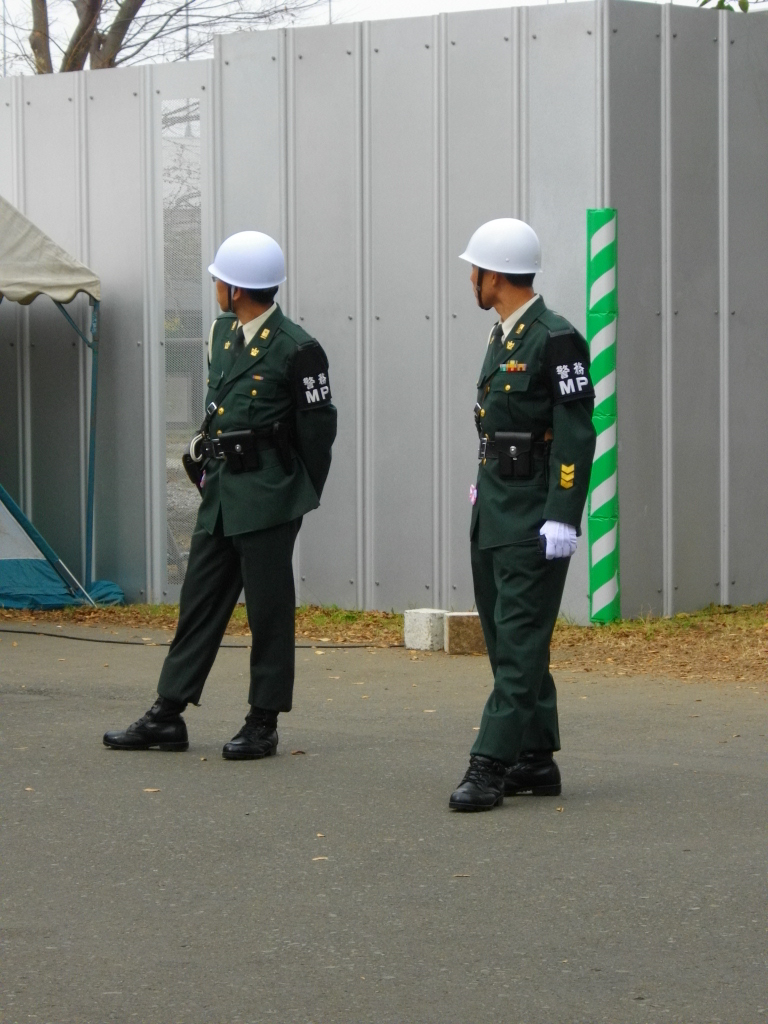
冬服の曹。警務官であるため、一般自衛官の第1種冬服に加えて、帯革（本革、負革、警棒つり、手じよう入れ及びけん銃弾倉入れ）、警棒、けん銃つり及びけん銃つりひも、警笛及び警笛つりぐさり、警務腕章、手じよう及び補じようを着用している。手前は陸曹用の精勤章甲3線（精勤章乙15線相当）を着用している

##### 第2種夏服・第3種夏服

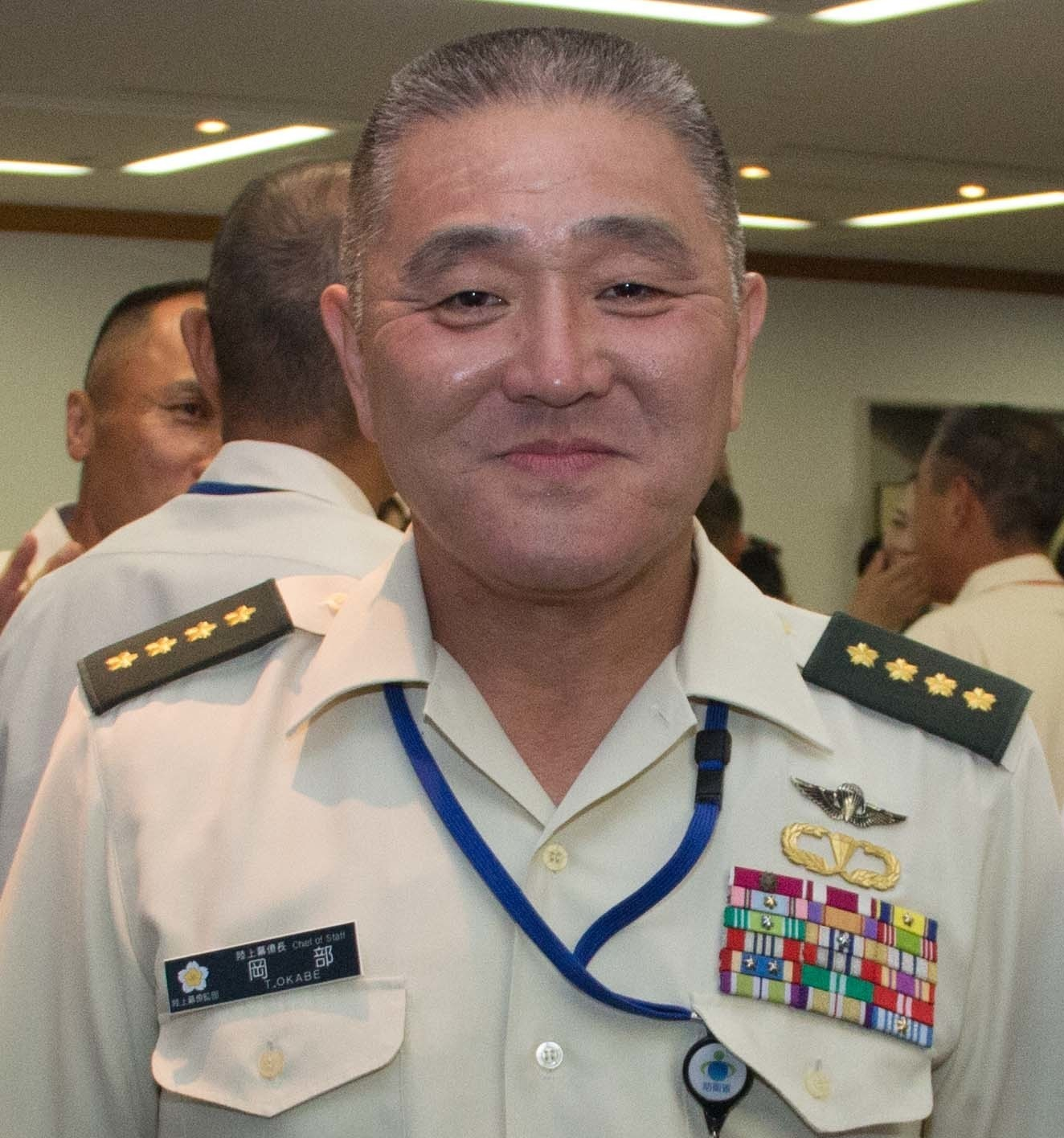
第3種夏服の陸上幕僚長（岡部俊哉陸将）

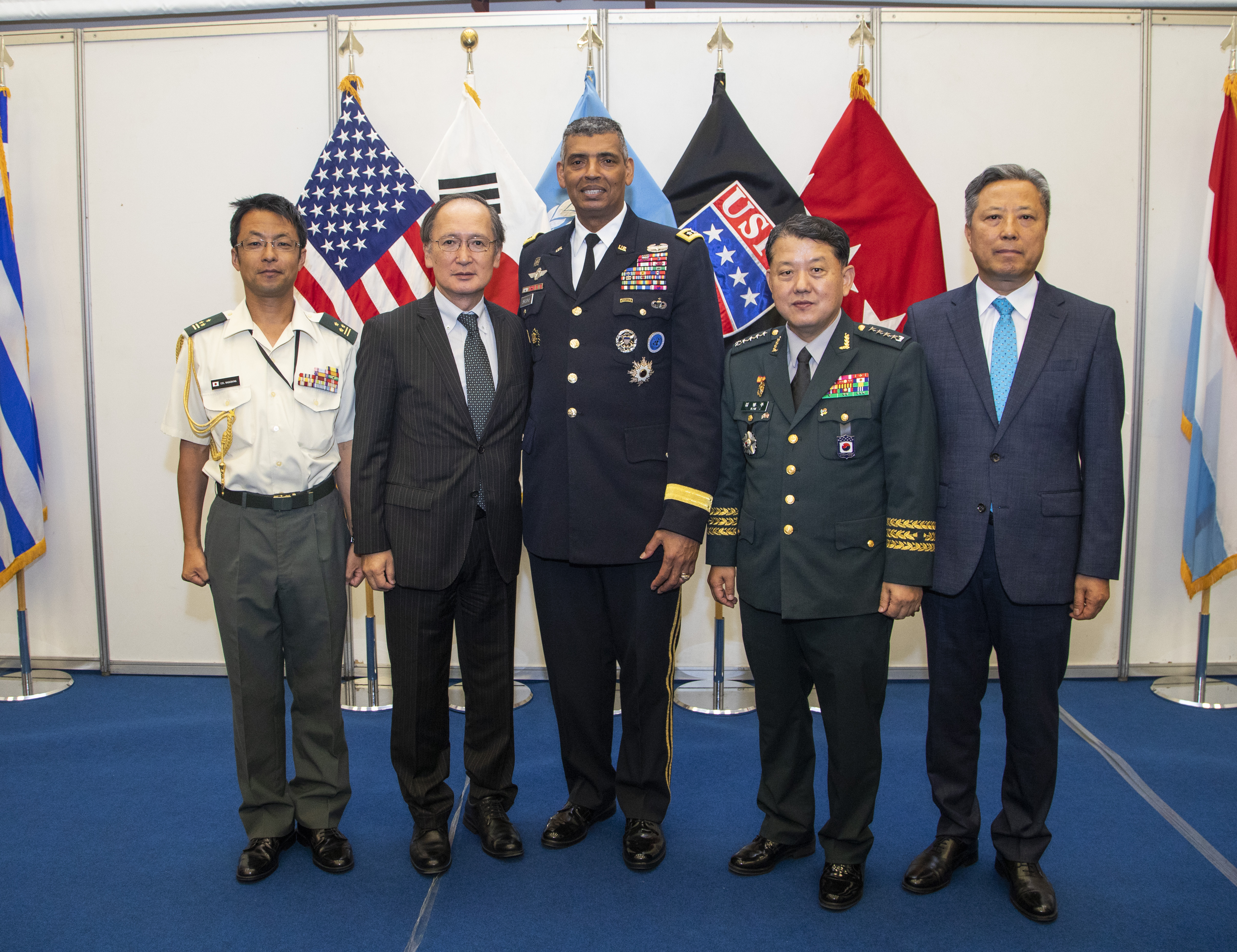
夏服の防衛駐在官（永島透1等陸佐、左から1番目）

第2種夏服は長袖ワイシャツ型（冬服・第1種夏服のワイシャツと兼用）、第3種夏服は襟は開襟型ではあるが最上部首元に第1ボタンがある半袖ワイシャツ型である(通常は第1ボタンは掛けない)。71式では黒色足つきボタンの4ボタンであったが、91式では生地と同系色の4つ穴ボタンの6ボタンになりボタンのデザインも俗にいうミリタリーボタンに変わり円周にJGSDFと刻まれたものになった。第2種・第3種夏服は、それまで上衣とズボンとの色が同一であったが、1991年（平成3年）改正により色違いとなって、上衣はサンド・ベージュ色、ズボンは淡緑色となった。また、71式同様、一番私物購入が多い。71式が生地等殆ど官給品と同じものであったのに対し、91式では高級素材を使用し、ノーアイロンの物や熱さ対策で風通しの良い薄い生地の物等もあり、幹部曹士共に好んで着用されている。
第2種・第3種夏服の階級章はそれまで冬服・第1種夏服と同一のものであったが、全く新しいタイプの階級章である乙種階級章が採用された。これは、濃緑色の布製台地に刺繍によって階級を表示し、肩章に通す形のものである。幹部は、甲種階級章（冬服などに着用されている）の意匠をそのまま金色刺繍で織り出したものが用いられ、陸士は甲種階級章にある桜星を省略したＶ線のみを赤色刺繍で織り出したものが用いられている。陸曹については甲種階級章の意匠をそのまま乙階級章に採用すると不都合（3等陸曹のそれが3等陸尉のそれに、2等陸曹のそれが3等陸佐のそれに類似する虞がある）があるため、陸曹乙階級章の意匠は海曹と同様のＶ線の両端を扇状に結んだものを180度回転させて逆にし、陸士同様に桜星を省略し銀色刺繍で織り出したものが採用された。桜星を省略しているため2士は甲種階級章の3士と同じになるため3士は横線1本とした。そのためデザイン上は准尉と3士が同じであるため刺繍の色で区別する事となる。その他、装着者の年齢で容易に区別できる。これは航空自衛隊も同じで、甲階級章同様陸上と航空は全く同じデザインで配色だけ変えている。ただし、少年工科学校は2010年（平成22年）3月に、海上・航空自衛隊生徒は2011年（平成23年）3月に廃止されたため、3士の階級も廃止され紛らわしい乙階級章も無くなった。海上自衛隊は甲種階級章と全く同じデザインで曹士共に桜星の省略もなく織りだされている。また、陸上・海上・航空共に女性自衛官の乙階級章は男性自衛官の物よりも小さい物となっている。男性用は概ね縦が10cm、横が6cm位でこれに対して女性用は縦が9cm、横が5cm位である。男女の体格差による着衣のバランスを考えた対応である。同様に防衛記念章の装着規定（女性は横2個まで）もバランスを考慮したものである。

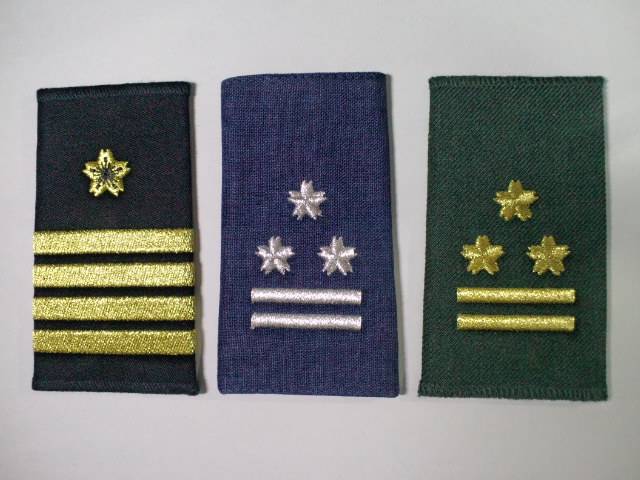
1佐乙種階級章（左から海上・航空・陸上） 幹部用は刺繍の色も甲種階級章と同じ
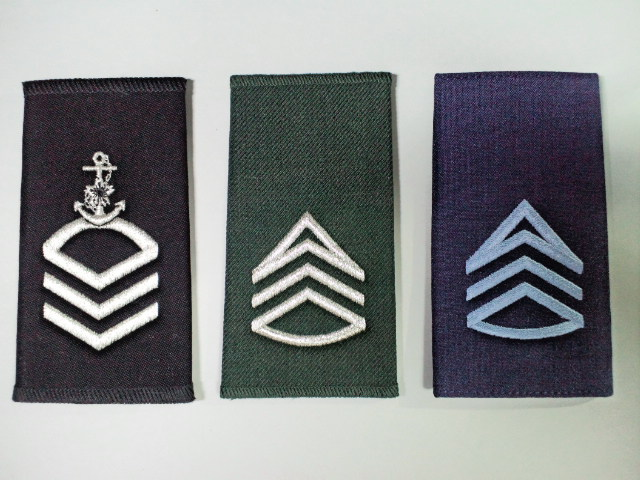
曹長乙種階級章（左から海上・陸上・航空） 曹用は陸上・海上が銀刺繍、航空が水色刺繍(現行は銀)
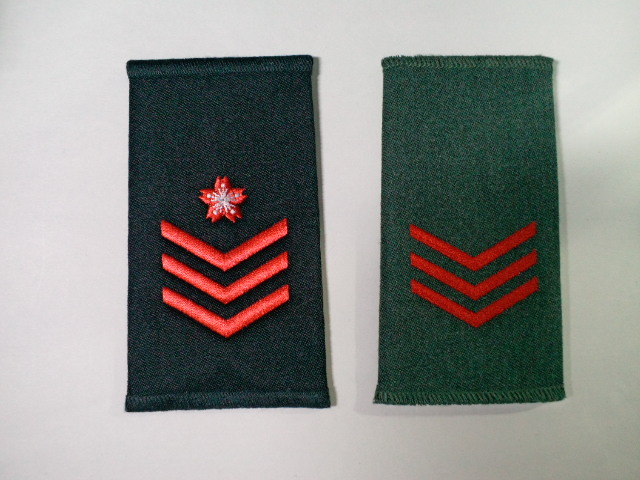
士長乙種階級章（左から海上・陸上） 海上・陸上は赤刺繍 航空は水色刺繍で陸上・航空は階級を表す線が海上より細く桜星が省略されている。
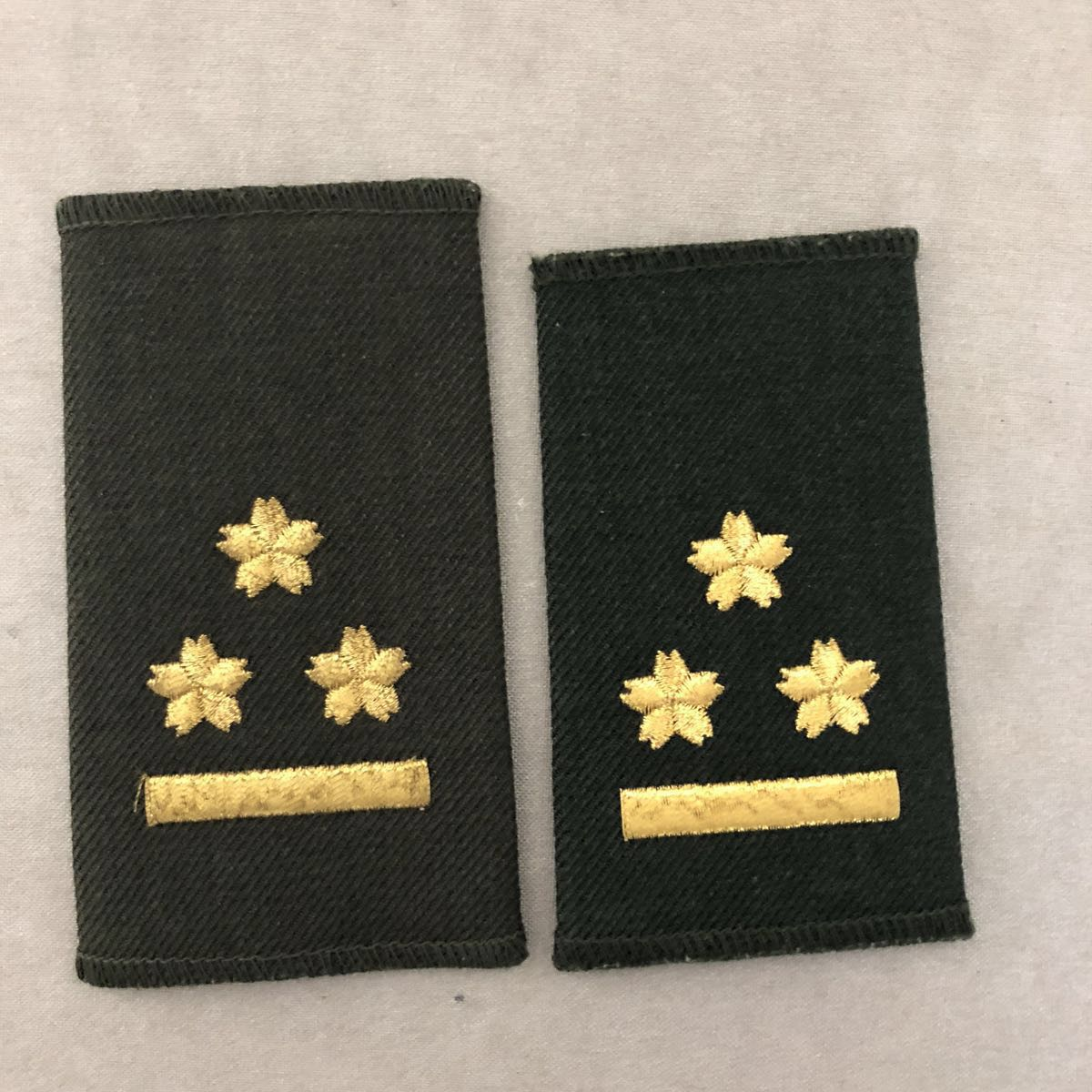
1等陸尉の男性用（左）と女性用（右） 男性用10x6、女性用9x5
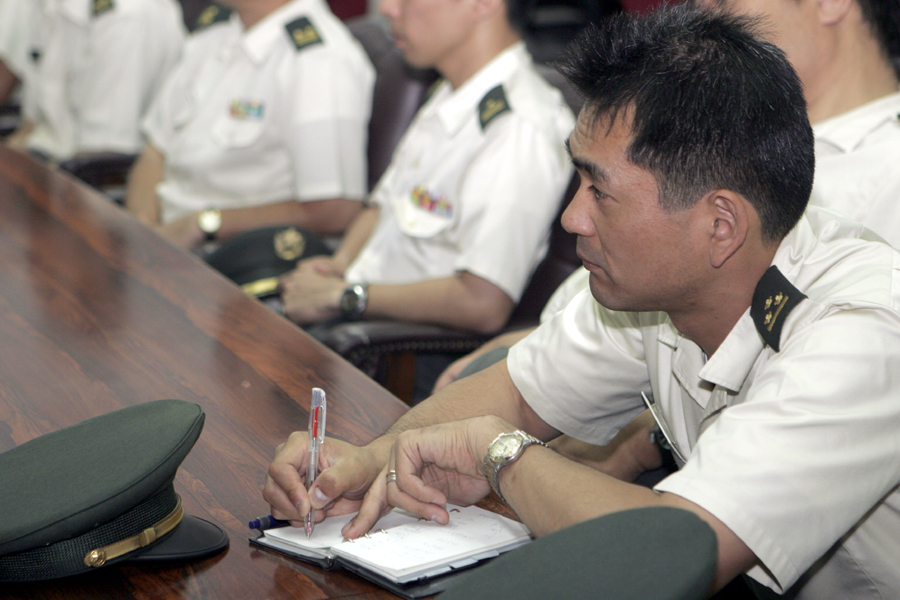
第3種夏服の1等陸尉
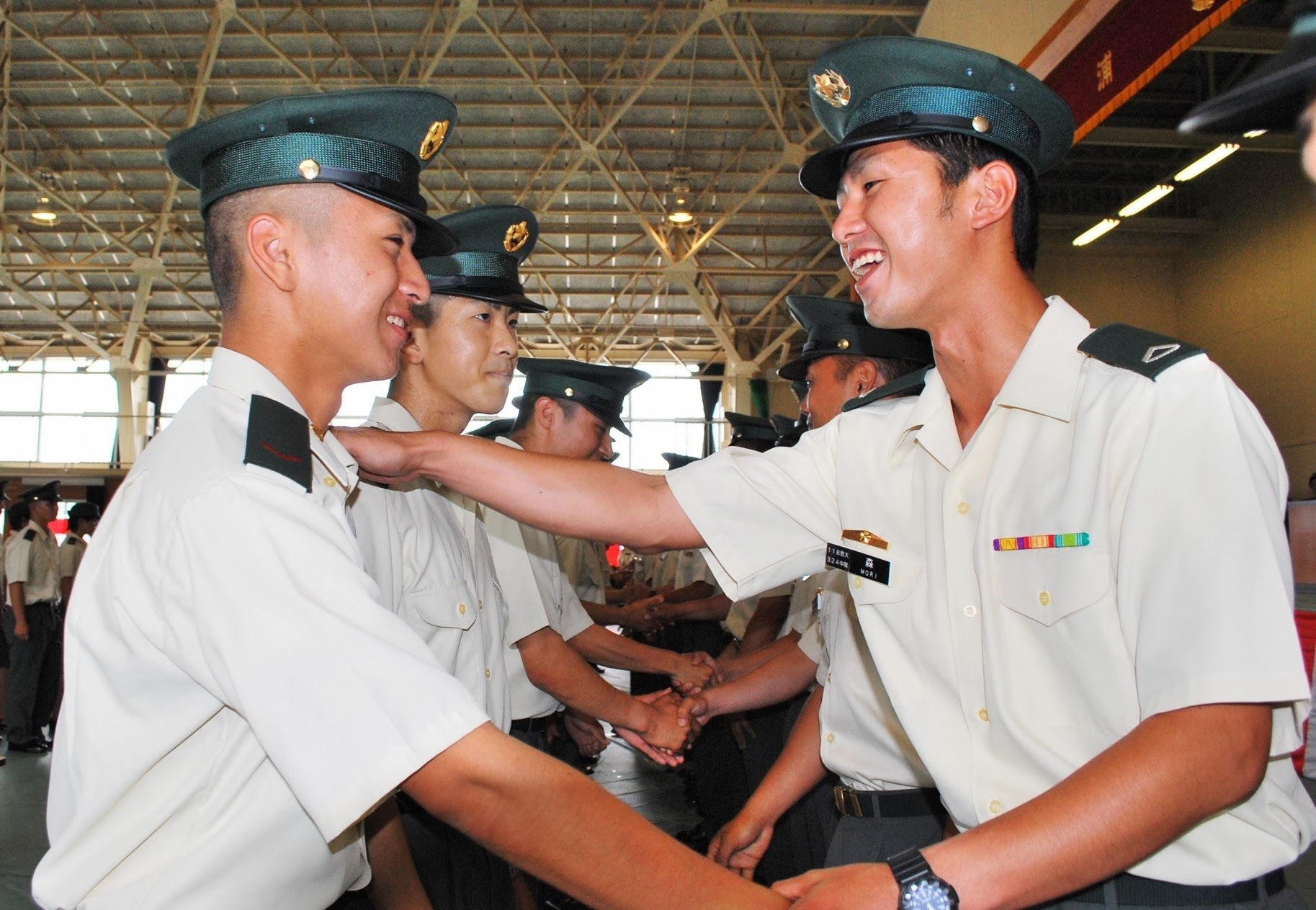
第3種夏服の曹士
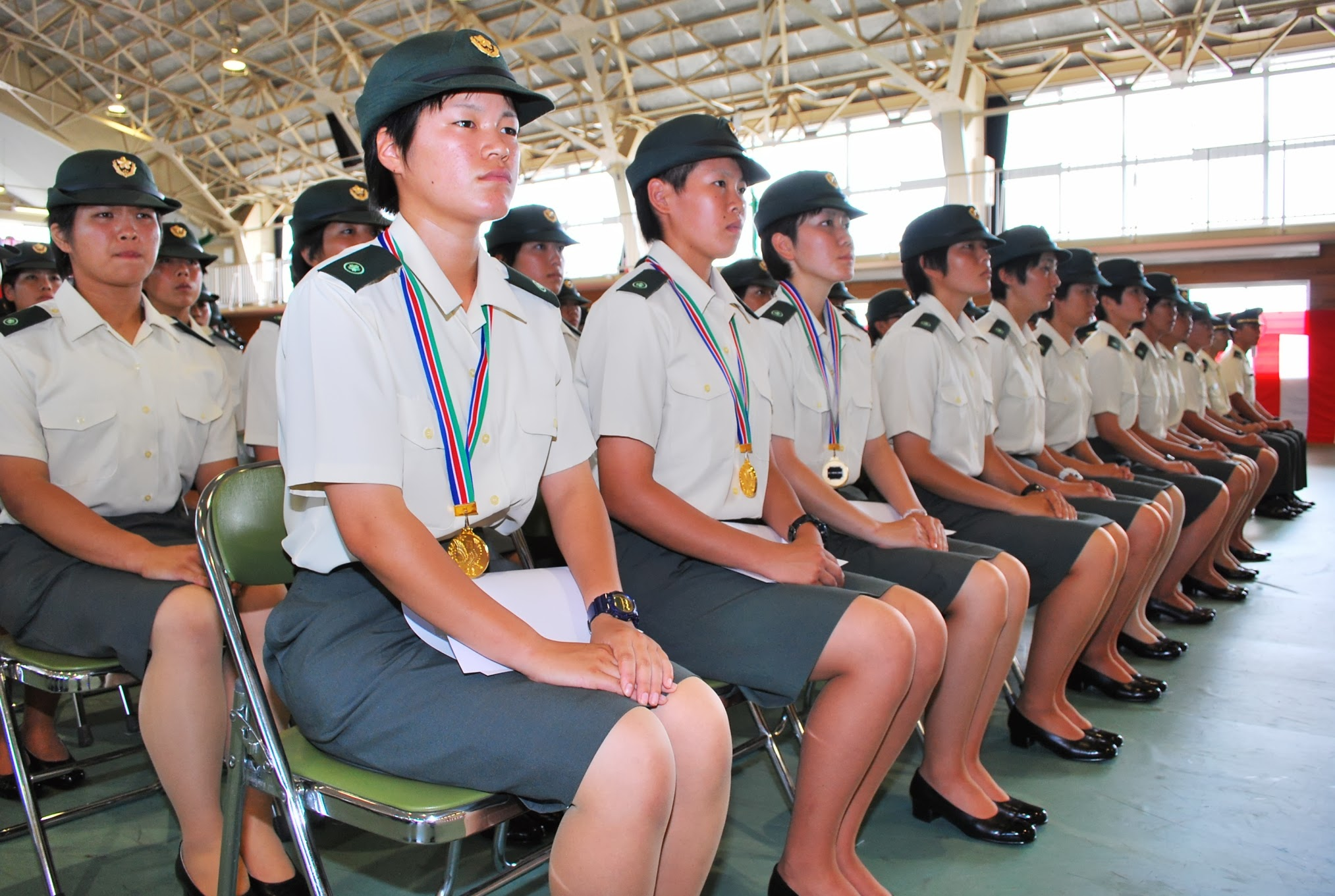
第3種夏服の自衛官候補生
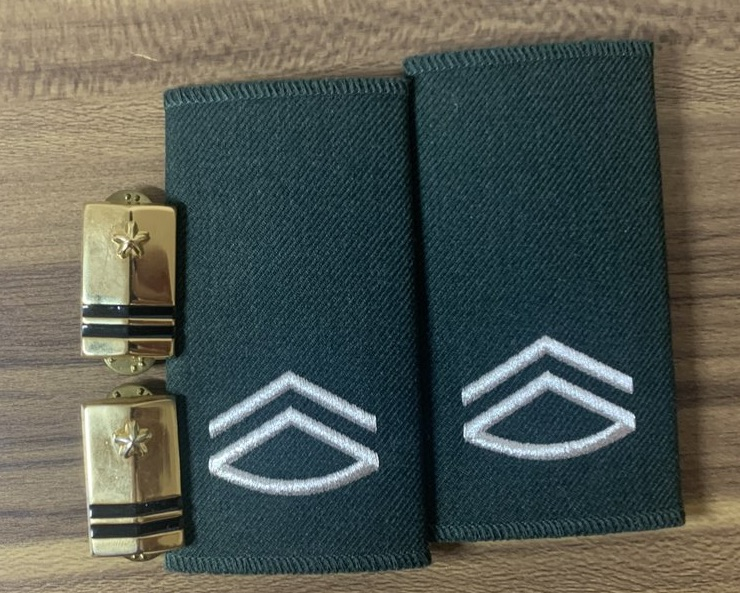
二等陸曹用乙、甲階級章

#### 平成15年（2003年）
2003年（平成15年）制定の「平成15年内閣府令第33号」により「自衛隊法施行規則」が改正されて、女性自衛官が着用する被服の名称が「婦人冬服上衣」から「女性冬服上衣」などと全面的に改められた。

#### 平成30年（2018年）

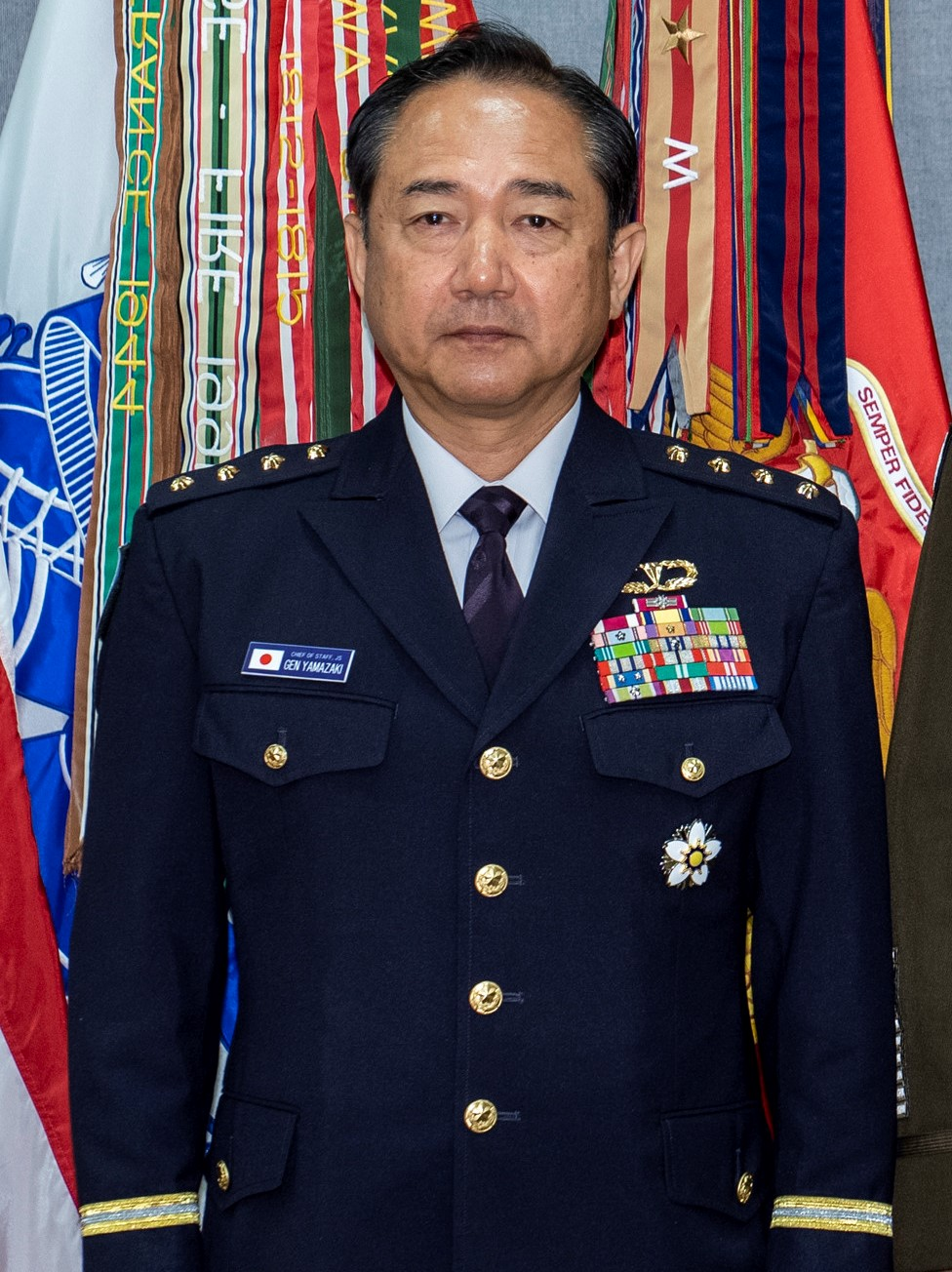
新型16式常装の統合幕僚長（山崎幸二陸将）

2018年（平成30年）3月27日からデザインが変更された新型の16式常装が導入される。大きな変更点としてベースとなる色が緑系から紫紺系に変更され、曹士との違いを明確化するため幹部用には袖とパンツに金色（将官は金と銀）の線が入る。デザインには辻元よしふみや辻元玲子など民間の有識者や企業代表の意見、隊員へのアンケートも反映され、「強靱性」「使命感」「品格」をコンセプトとしたデザインに纏められた。
一式の価格が5万円ほど上昇したことや、生地の調達量と予算の都合により完全更新には10年ほどかかると予想されている。このため初年度に調達した3万人分は水陸機動団（日本版海兵隊）や新規採用者へ優先的に配布される予定であり、当面は新旧の制服が混合した状態となる。

### 16式制服

#### 第1種礼装

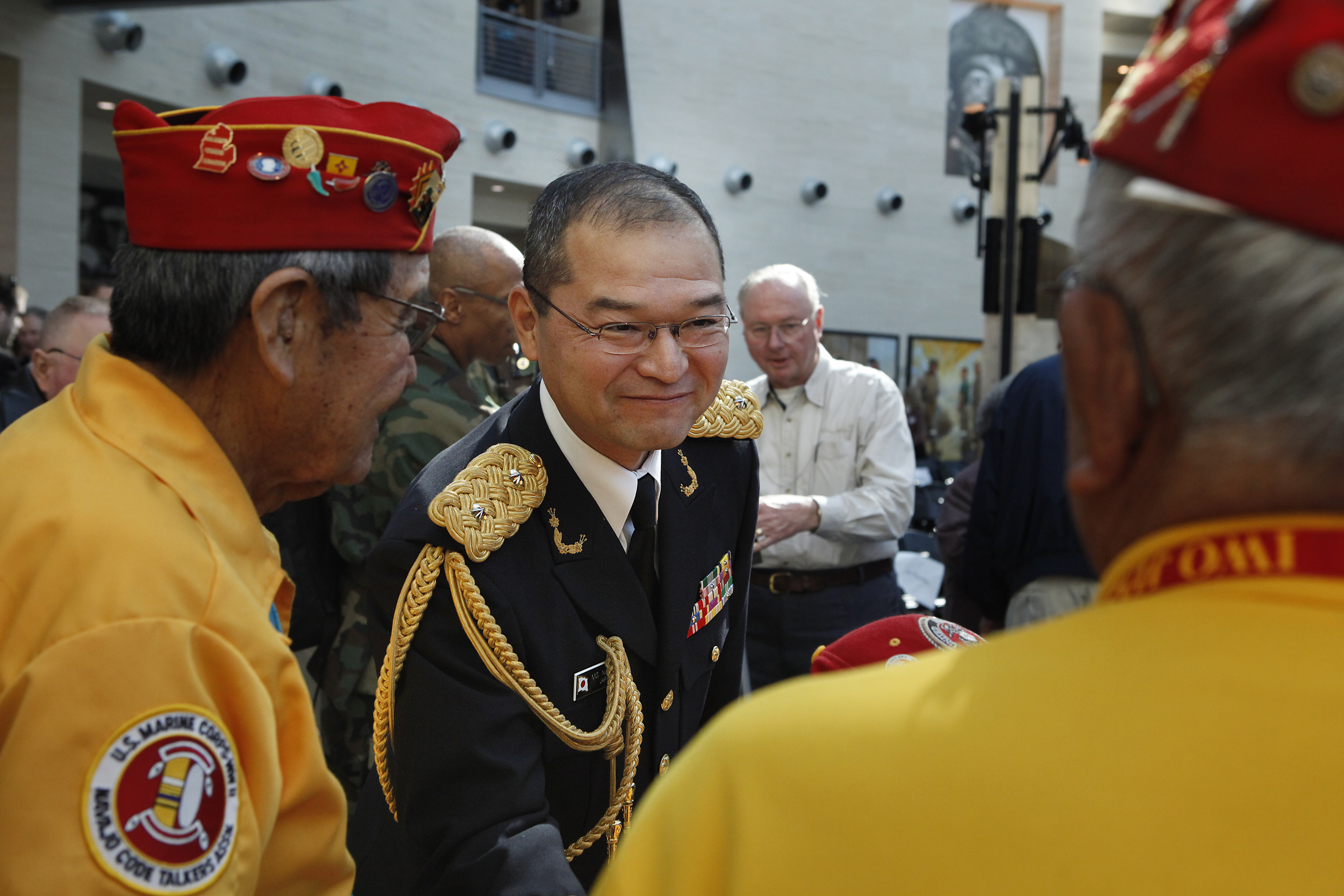
第1種礼装甲（冬）

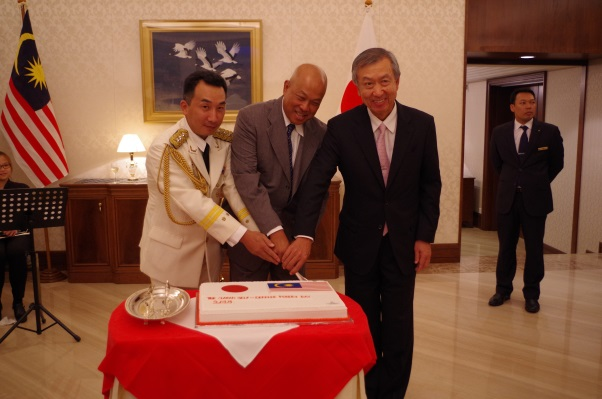
第1種礼装甲（夏）

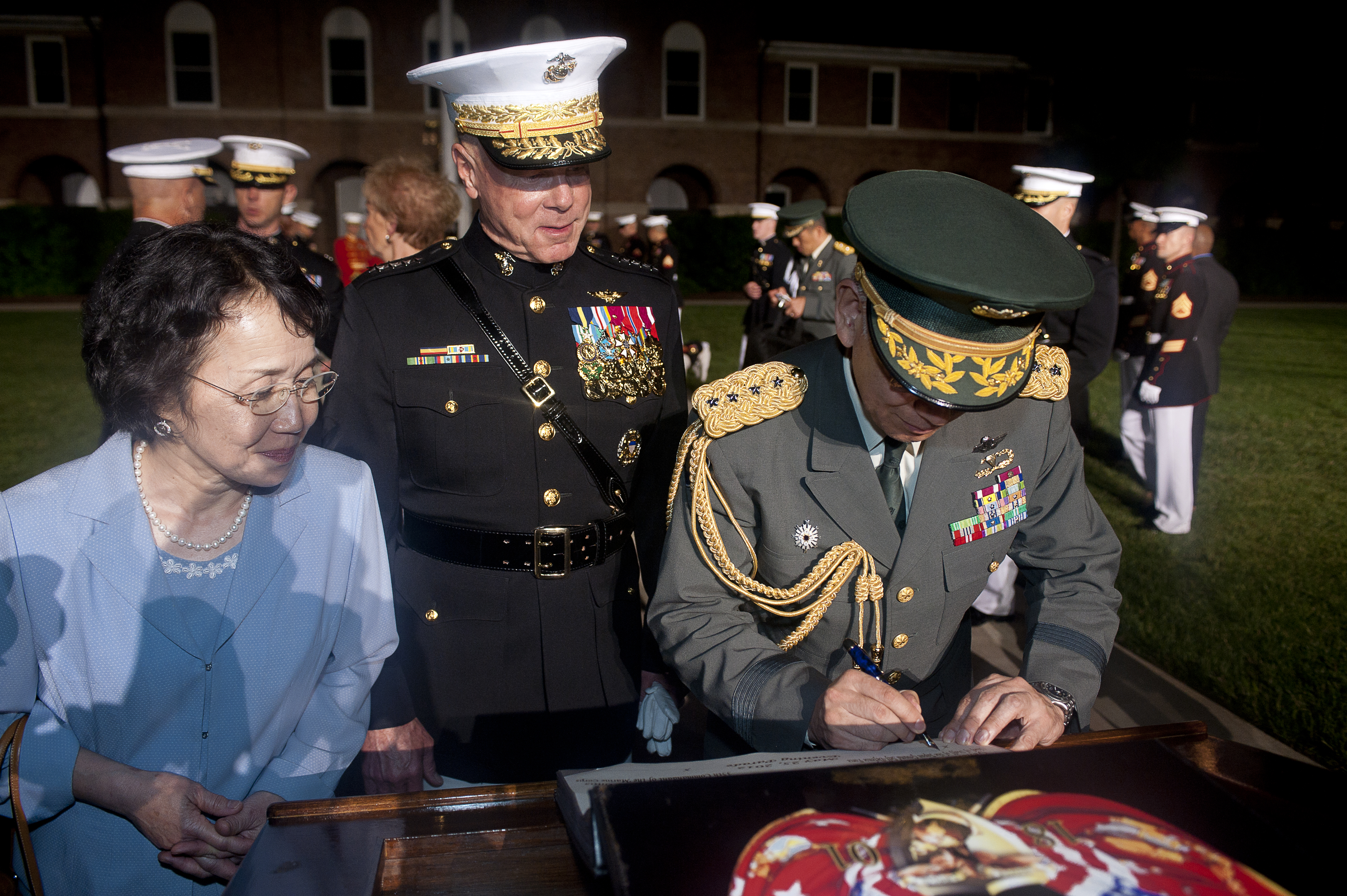
91式第1種礼装乙の陸上幕僚長たる陸将（手袋欠　記帳する君塚栄治陸幕長）

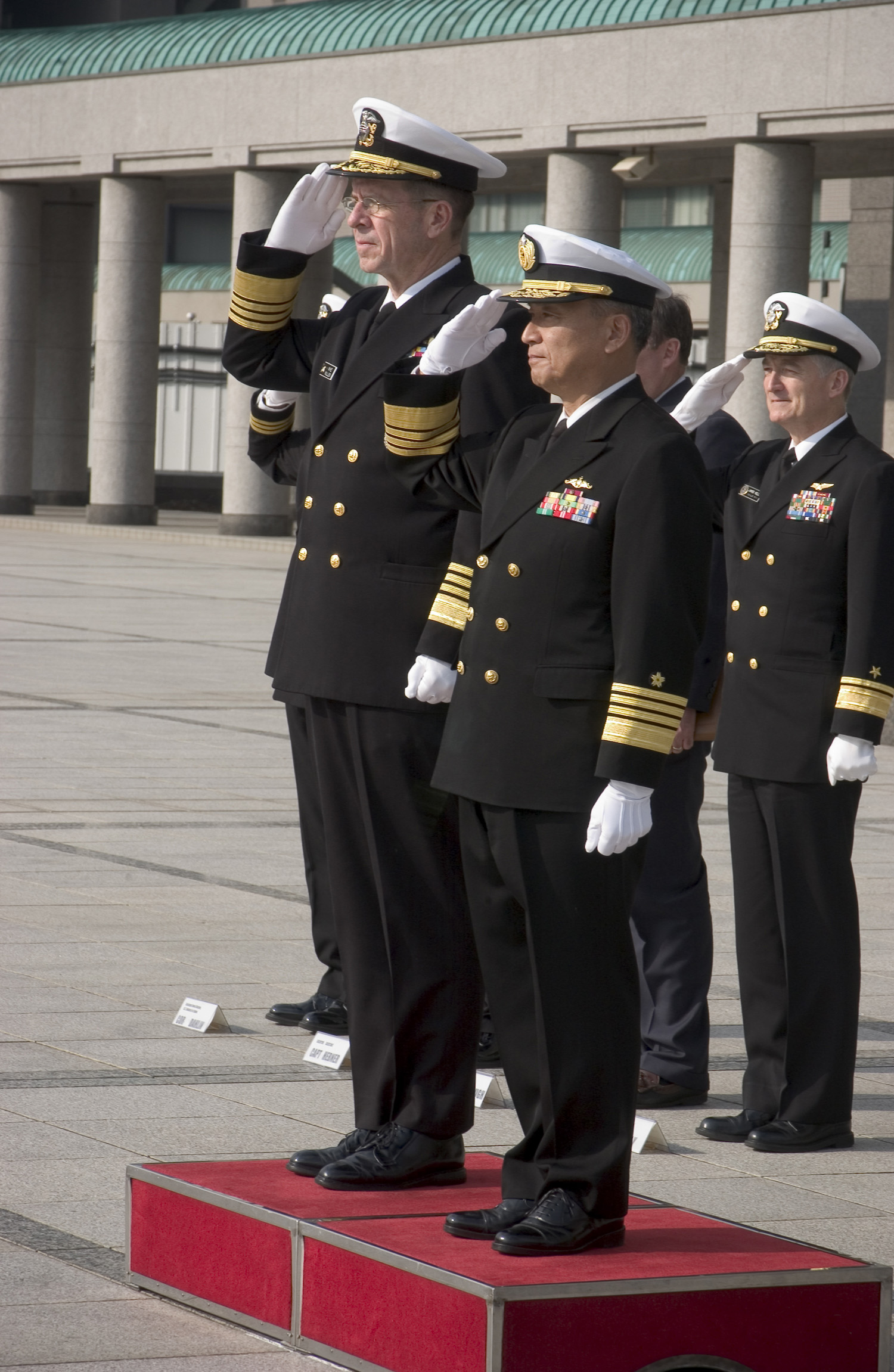
第1種礼装冬服姿の齋藤隆海上幕僚長

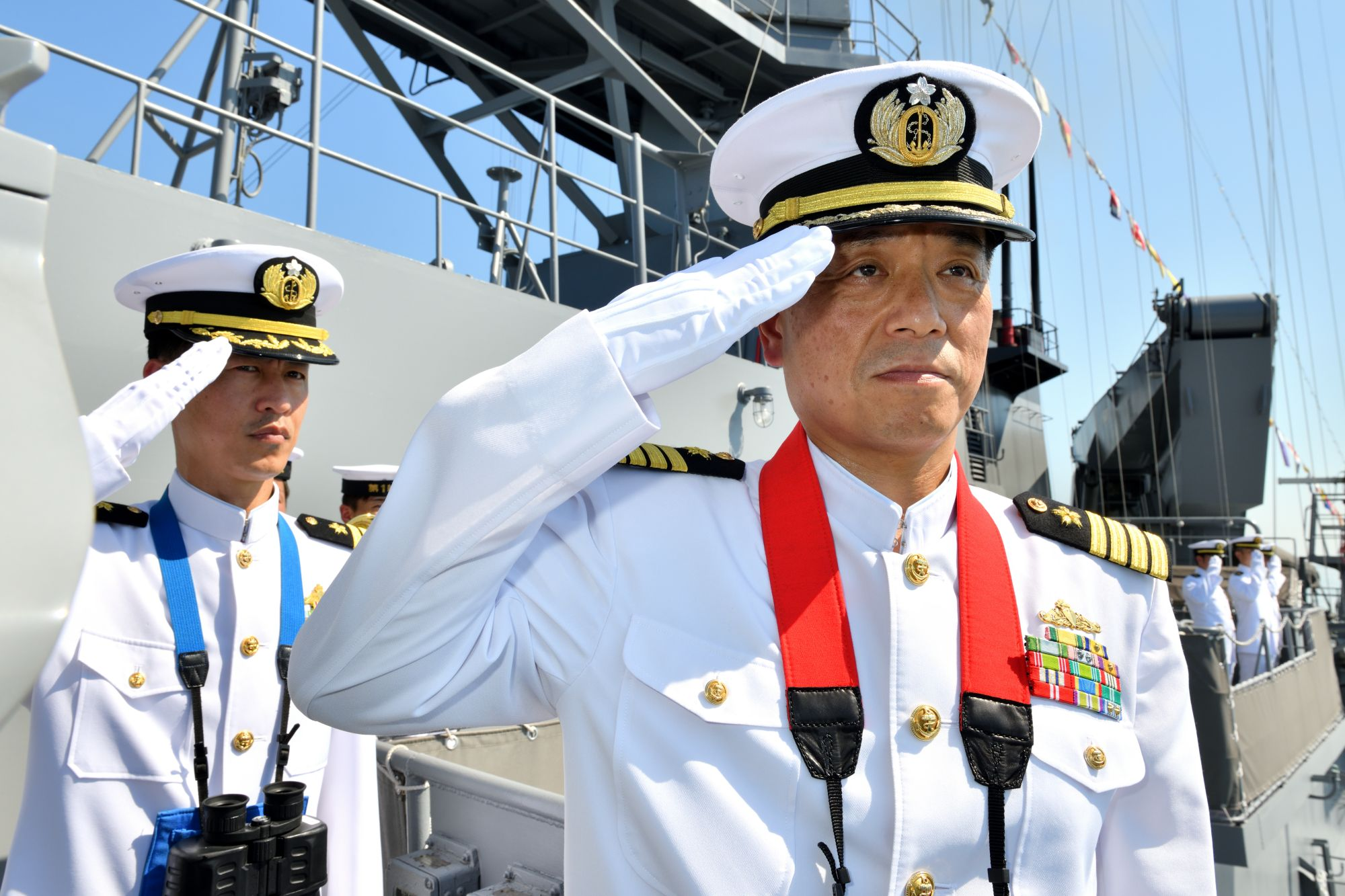
第1種礼装夏服を着用した幹部

陸将補以上の礼装には金色の礼装用飾緒を着用する。陸海空のうち礼装に飾緒を着用するのは陸上自衛官のみである。また准尉以上の自衛官は旧陸軍将校准士官の正装礼装用の肩章、および通常礼装用の肩章に酷似した、金モールを編んだ礼装用肩章に銀色桜星で階級を示す（台座が金モールのため桜星は常装用とは違い銀色となる。逆に航空自衛隊では台座が銀モールになるため桜星は金色となる）。
第1種礼装は甲と乙の2種類があるが、これも陸上自衛隊のみである。第1種礼装甲は、第1種礼服に礼服用階級章および礼装用飾緒（陸将補以上）、白手袋を着用する。第1種礼服冬服は濃紺色で4つボタンのスーツ型。上着の両上襟に金色モール製の桜花桜葉模様の襟飾りが付いている。夏服は冬服と同型で白色の上下。第1種礼装乙は、冬服又は第1種夏服に礼服用階級章および礼装用飾緒（陸将補以上）、白手袋を着用する。

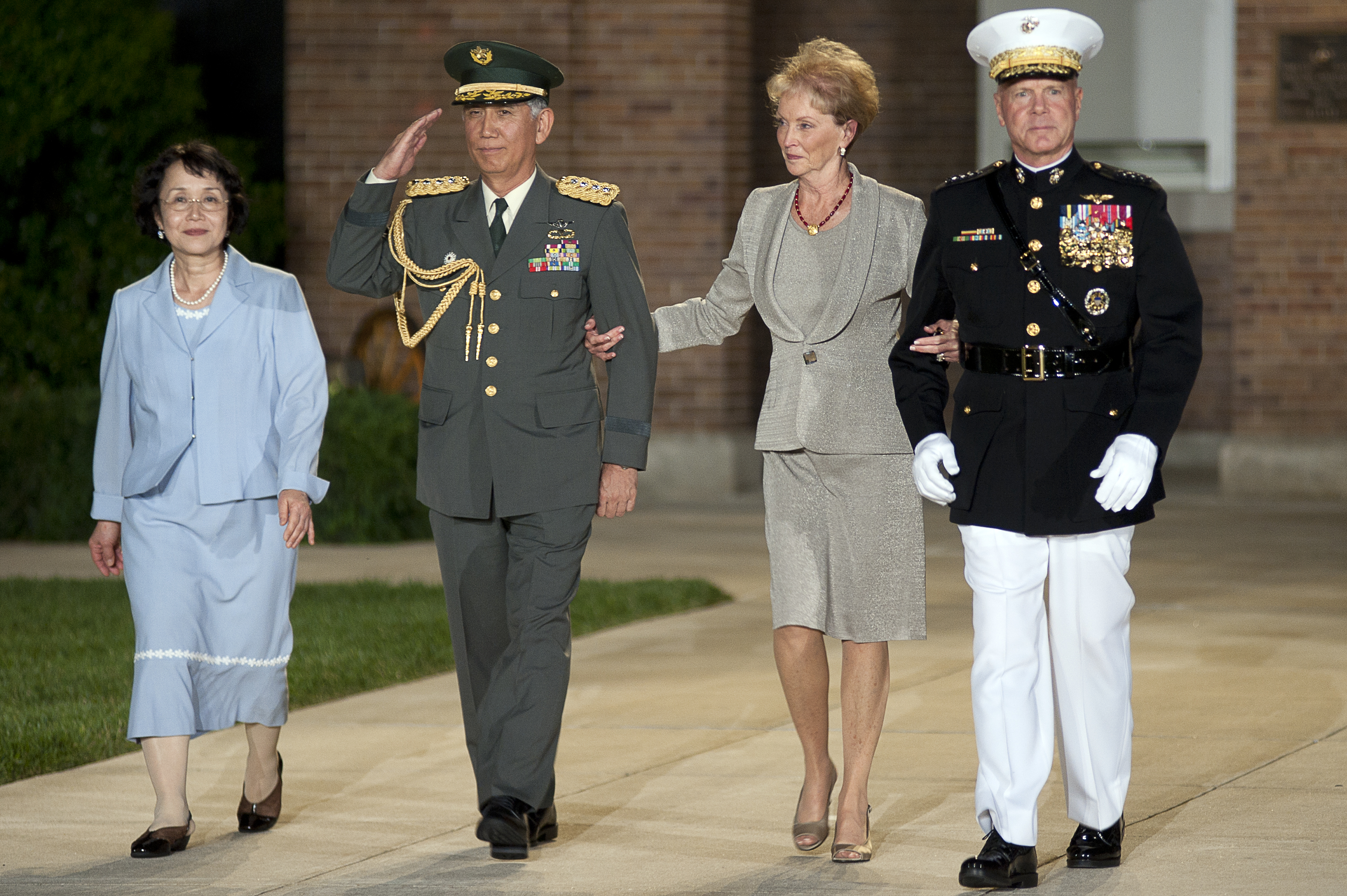
陸上幕僚長たる陸将の礼装用肩章と礼装用飾緒（91式第1種礼装乙、手袋欠　ジェームス・F・アモスアメリカ海兵隊総司令官夫妻と君塚栄治陸幕長夫妻）
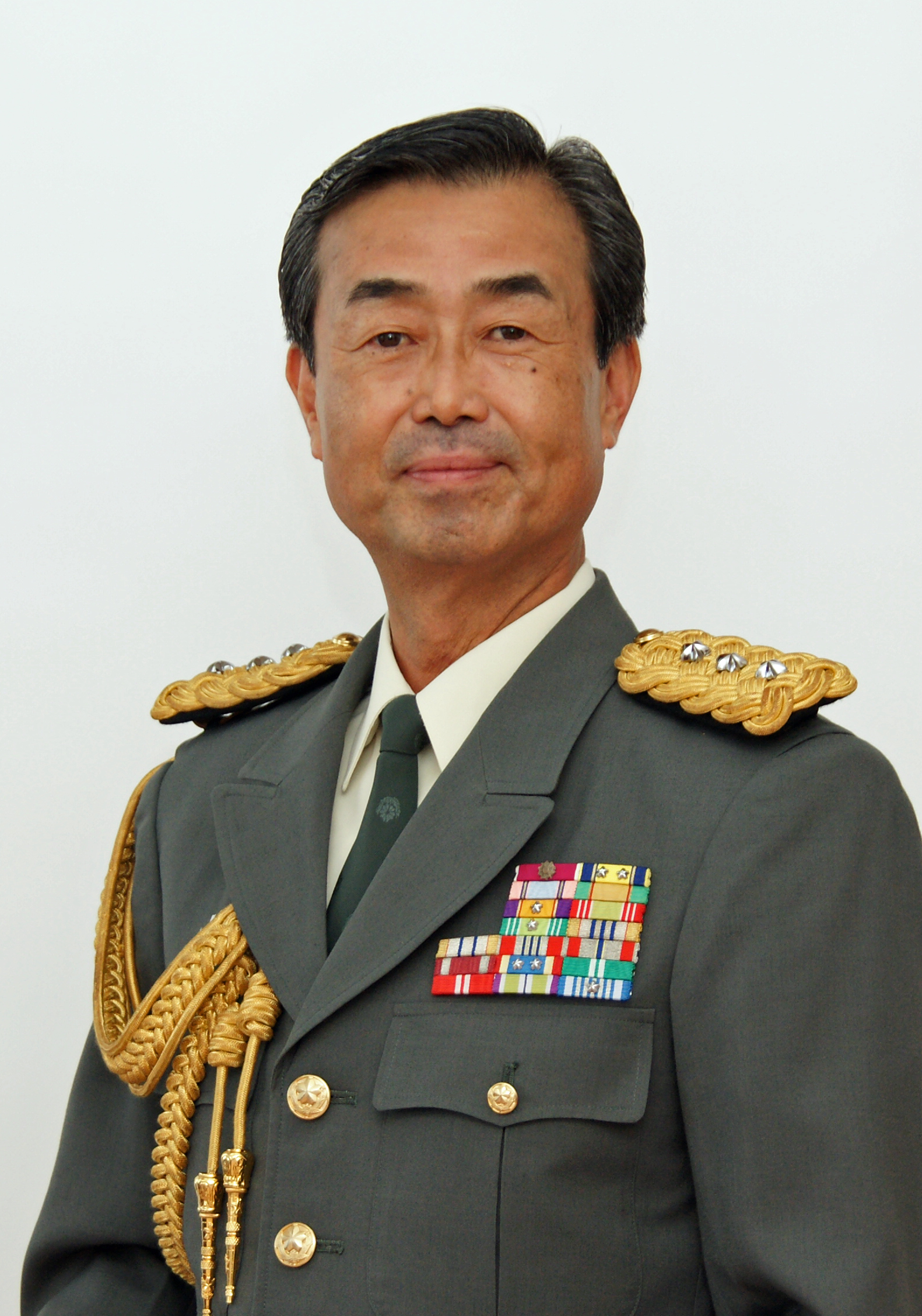
陸将の礼装用肩章と礼装用飾緒（松尾幸弘陸将、91式第1種礼装乙）
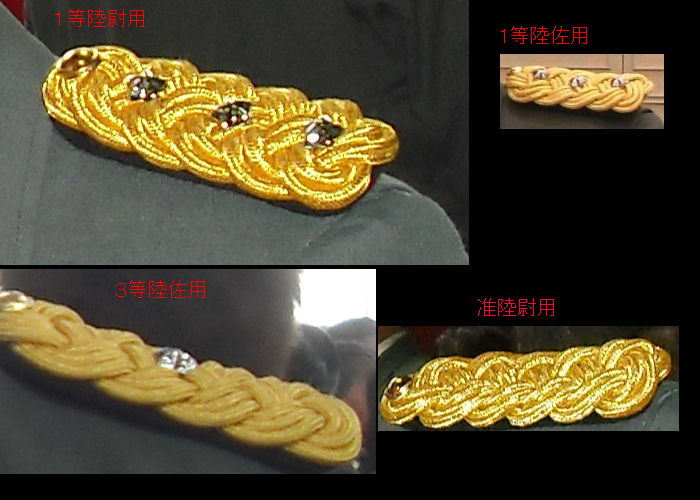
礼装用階級章。2本で編み込まれたモールは尉官、3本は佐官、将官（佐官より幅広）でそれぞれ銀色の桜星で階級を示し、准尉はモールのみである。銀の桜星の大きさは3等陸尉 - 陸上幕僚長まで同一である。
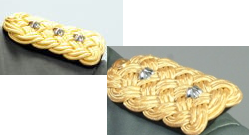
将官用礼装用階級章。3本で編み込まれたモールは佐官と同一だが、編み方に違いがあり将官の方が編み方が細かく幅が広くなっている。大きさの違いで佐官用（横幅:55-60 mm）と将官用（横幅:65-70 mm）の判別ができる。写真は細身で桜星3個の1等陸佐と幅広で桜星2個の陸将補
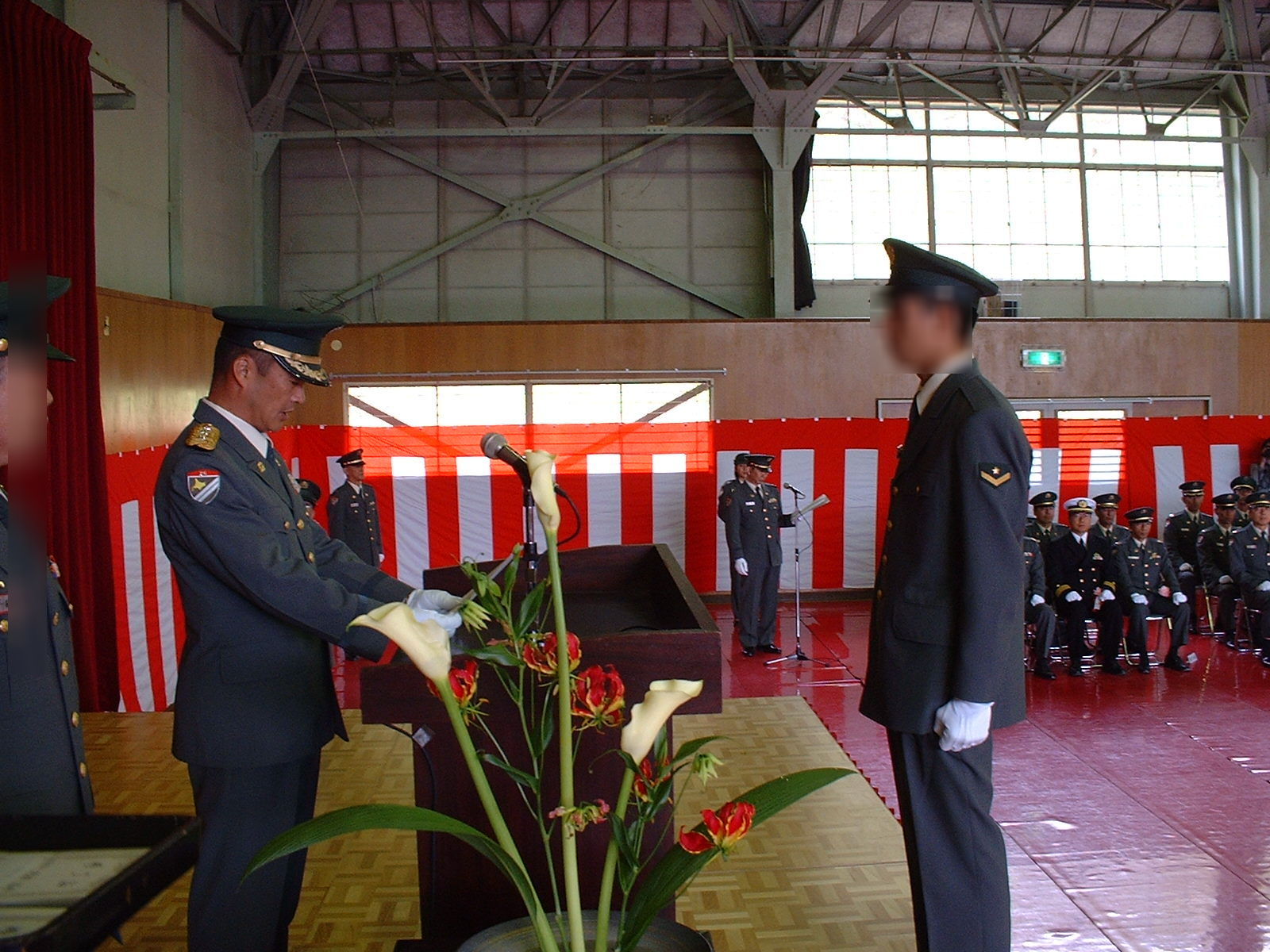
91式第1種礼装乙の1等陸佐と2等陸士

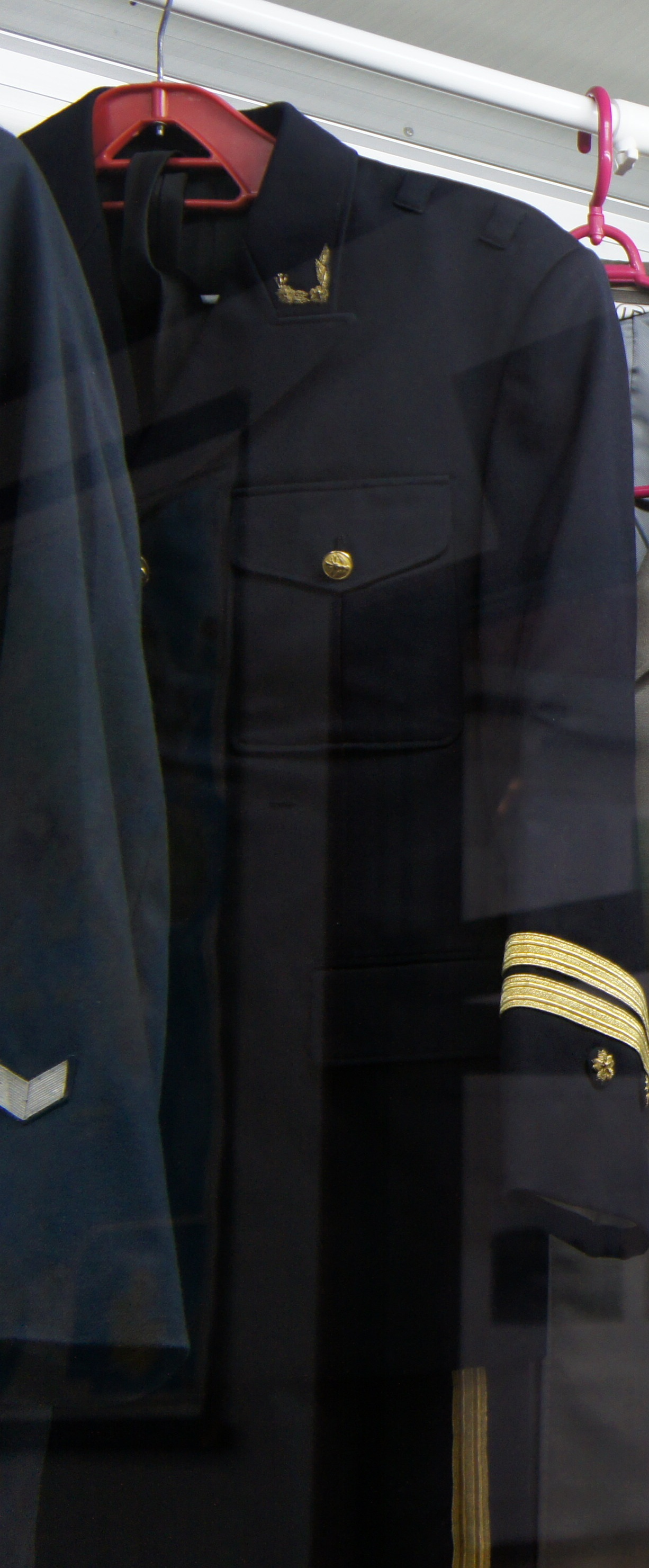
第1種礼装甲に用いる第1種礼服冬上衣。佐官用。肩章部分が外されており、代わりに2つの礼装用階級章固定具が見える。

#### 第2種礼装

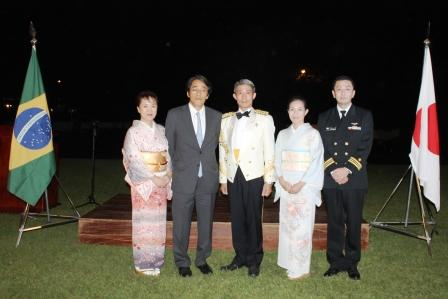
第2種礼装夏服の防衛駐在官（中央）

幹部自衛官と准陸尉用の第2種礼服は2002年（平成14年）12月の自衛隊法施行規則改正により改制された。へちま襟のメスジャケット型で、冬服の上着は濃紺色で襟はエンジ色、夏服上着は白、ズボンは夏冬共濃紺色。礼服用階級章、礼装用飾緒（陸将補以上)、蝶ネクタイおよび腹飾帯（カマーバンド）と共に着用する。腹飾帯の色は冬服がエンジで、夏服が金色である:p315。
2002年（平成14年）改正までは第2種礼装として第1種礼服に蝶ネクタイを着用していたが、改制後もこの旧制式は主に防衛駐在官（他国における駐在武官）間において使用されている。

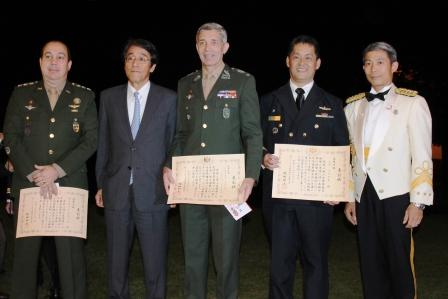
第2種礼装夏服の防衛駐在官（右端）
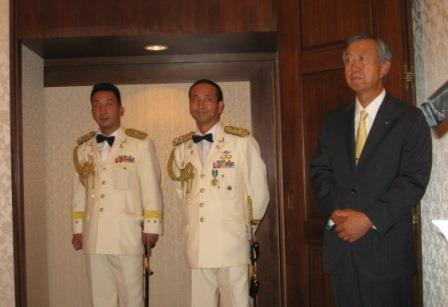
旧制式の第2種礼装夏服を引き続き使用する防衛駐在官。2014年（平成26年）6月25日、在マレーシア日本国大使館のレセプションにおける姿

#### 通常礼装

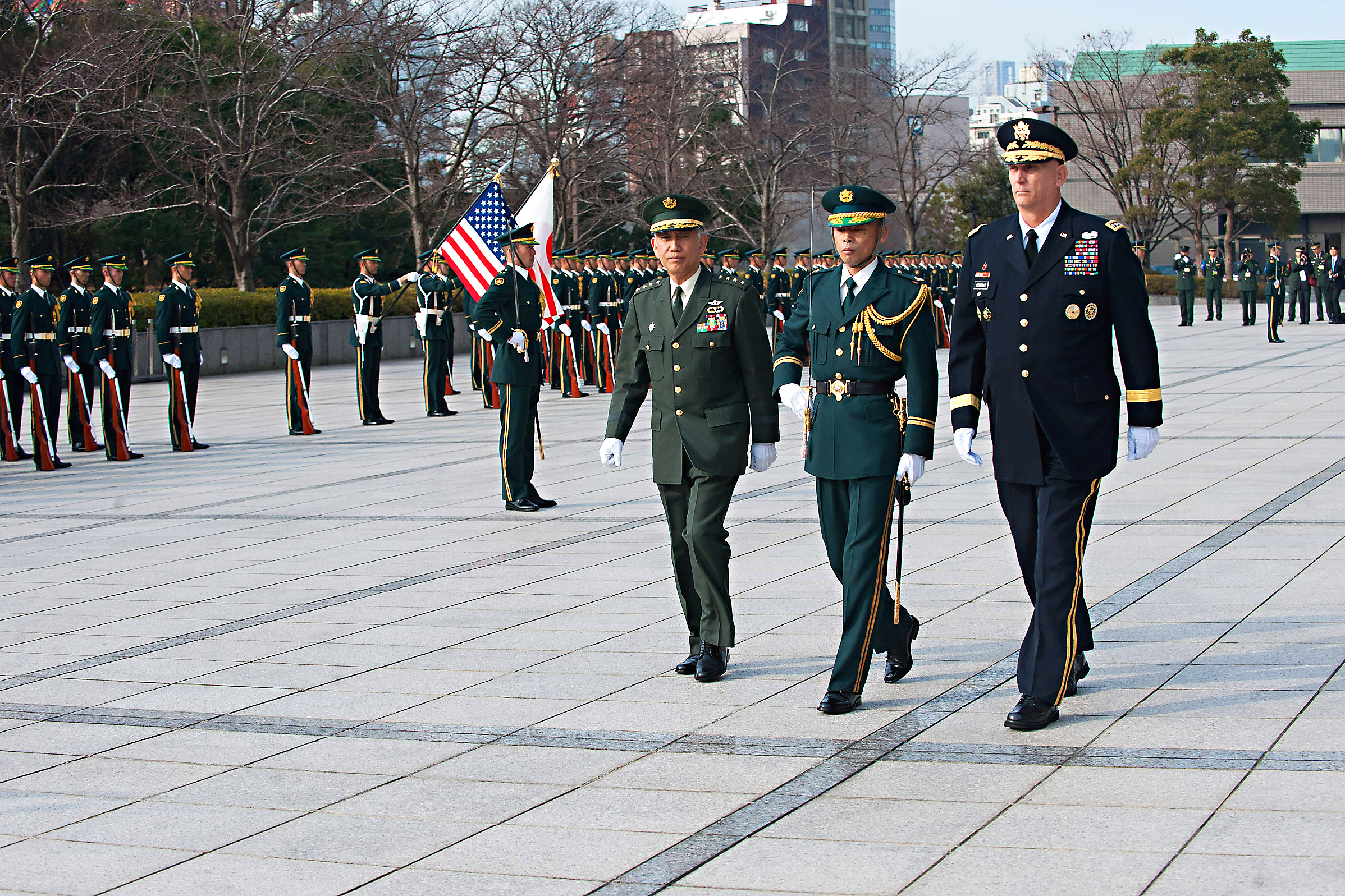
2012年1月19日、
アメリカ陸軍参謀総長レイモンド・オディエルノ大将の訪日時における通常礼装の陸上幕僚長たる陸将（手前左端：君塚栄治）

冬服又は第1種夏服に白手袋を着用する。

#### 作業服装

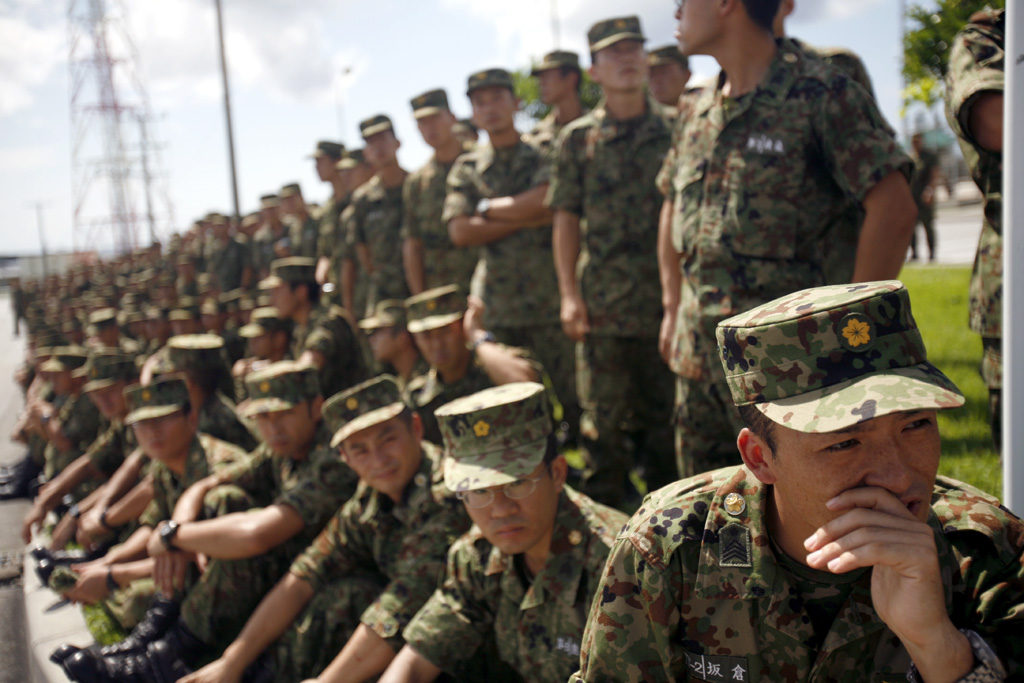
作業服装。幹部候補生たる陸曹長なので、幹部・准陸尉用帽章を着用している

作業服装では、次の物を着用する。現在では迷彩柄になっている。1982年（昭和57年）11月10日に略章が変更された。
- 作業服上衣
- 作業服ズボン
- 作業外被
- 作業帽（パトロールキャップ型)
- 半長靴又は短靴
- 階級章（略章）
- 弾帯（迷彩服に変更となってからは腰回りに付属品類を携行する時以外は原則使用しない）

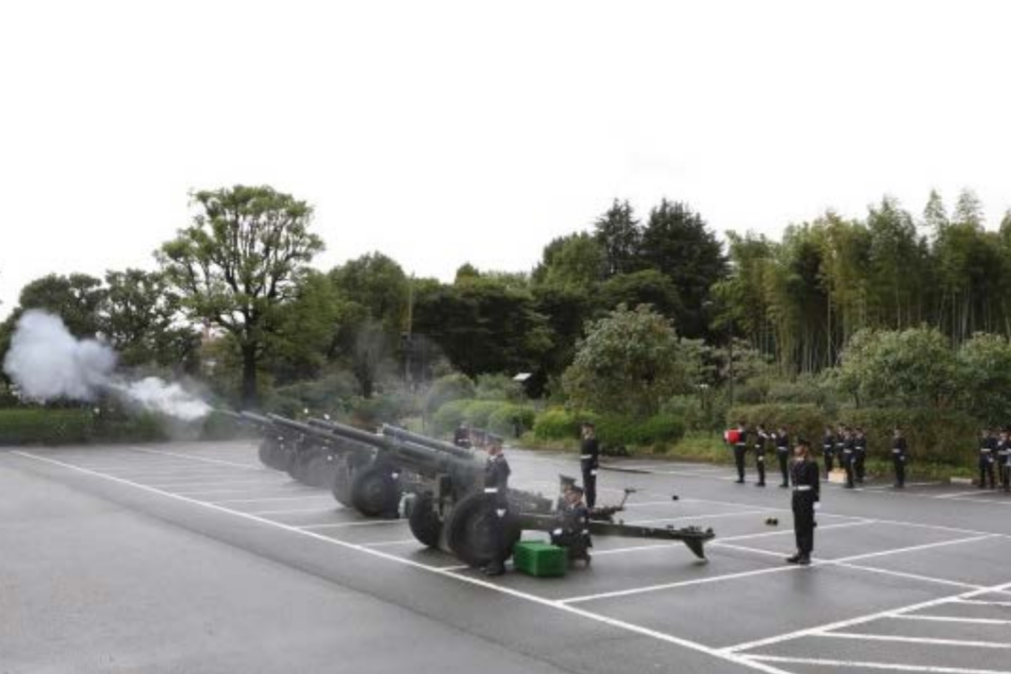
甲武装

#### 甲武装
- 冬服または夏服一種
- 半長靴
- 中帽
- 弾帯
- 小銃（旗手および拳銃装備者は除く）
- 銃剣（拳銃装備者は拳銃）
- 白手袋

#### 乙武装
乙武装では、次の物を着用する。
- 作業服装の着用品（短靴を除く）に同じ。

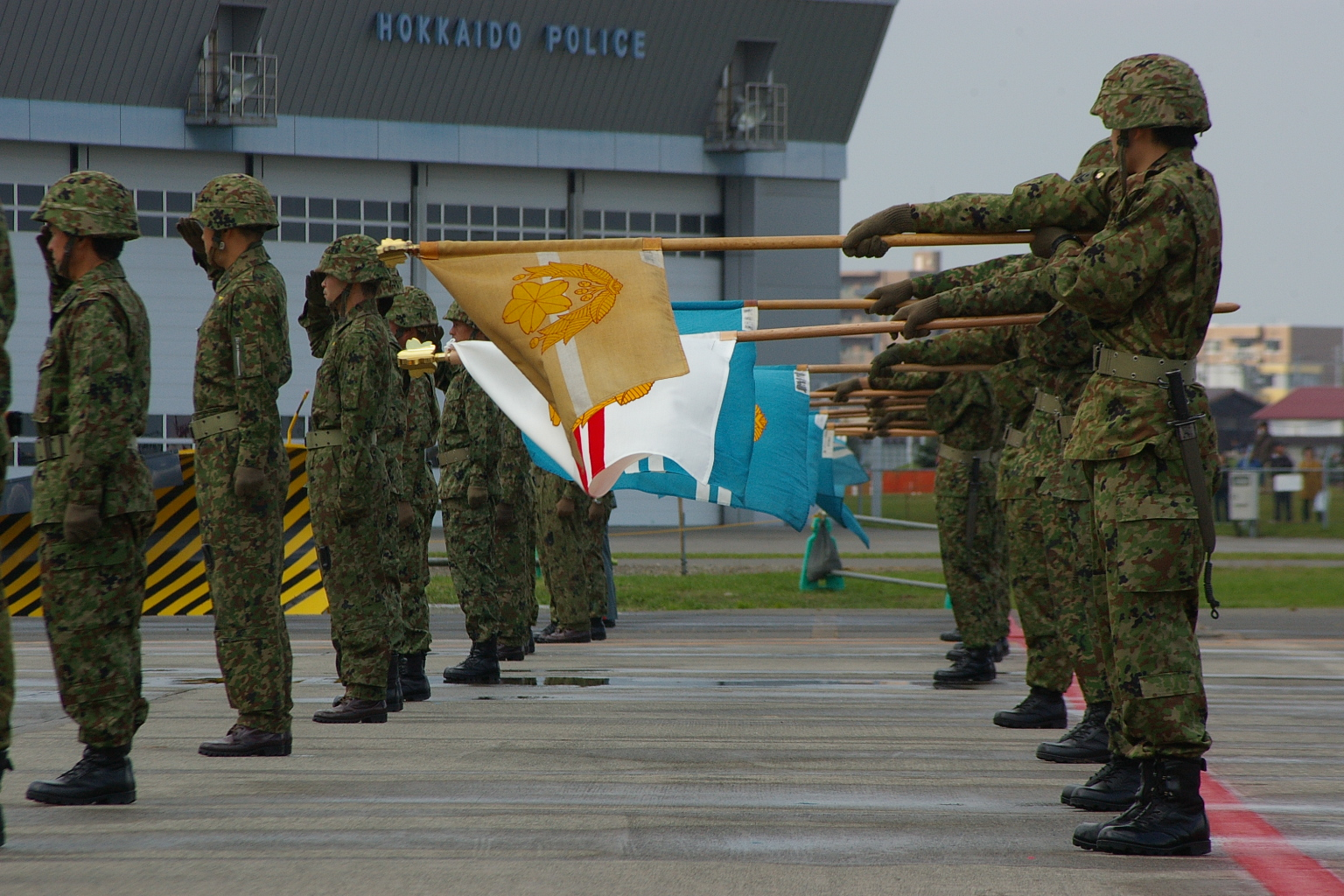
乙武装

- けん銃帯又は弾薬帯。必要に応じ、鉄帽又は鉄帽用中帽（この場合、作業帽を着用しない）。

#### 特別儀じょう服装

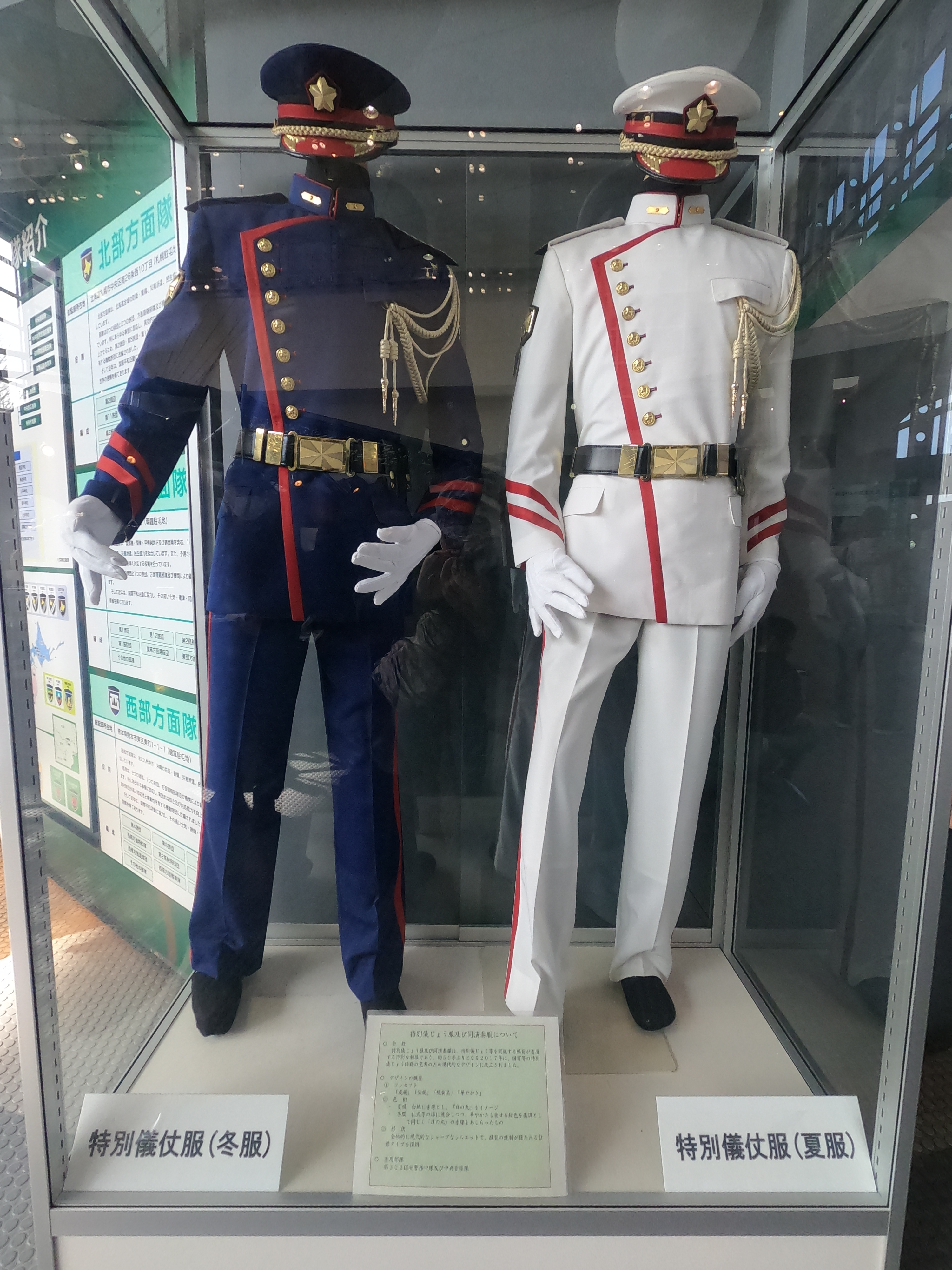
新型の特別儀じょう服装 冬服（左）・夏服

第302保安警務中隊の隊員が国賓又はこれに準ずる賓客として待遇される者が日本国に到着しおよび日本国を離去する際、東京国際空港、迎賓館、防衛省の儀仗広場等において栄誉礼および儀じょうに準じて儀礼を行う場合、特別儀じょうを行う場合又は防衛大臣が指示する場合に着用する。防衛大臣が指示する場合とは、例えば、内閣総理大臣経験者の葬儀に際して、防衛省令で葬儀における儀じょうが儀式における自衛隊の礼式として定められ、武道館等といった式場での儀じょうを行うときに着用している。
2017年（平成29年）度に新型に改定された。特別儀じょう服の改定は52年ぶりのことである。当初は16式常装の関連服装として改正される予定だったが、先行して別途に検討されることになり、統合幕僚副長・岡部俊哉（後に陸上幕僚長）より依頼を受けたファッションデザイナーのコシノジュンコがデザイン監修し、軍装史研究家の辻元よしふみ、辻元玲子がアドバイザーとして協力している。新制服は詰襟型を採用し、色やデザインが全面的に改定されている。徽章や飾緒等もより装飾的なものに改められたため、現行制服との共通点はほとんどない。陸海空自衛隊を代表する部隊として、陸自のイメージカラーである緑色や、共通する意匠を排除したためとされる。

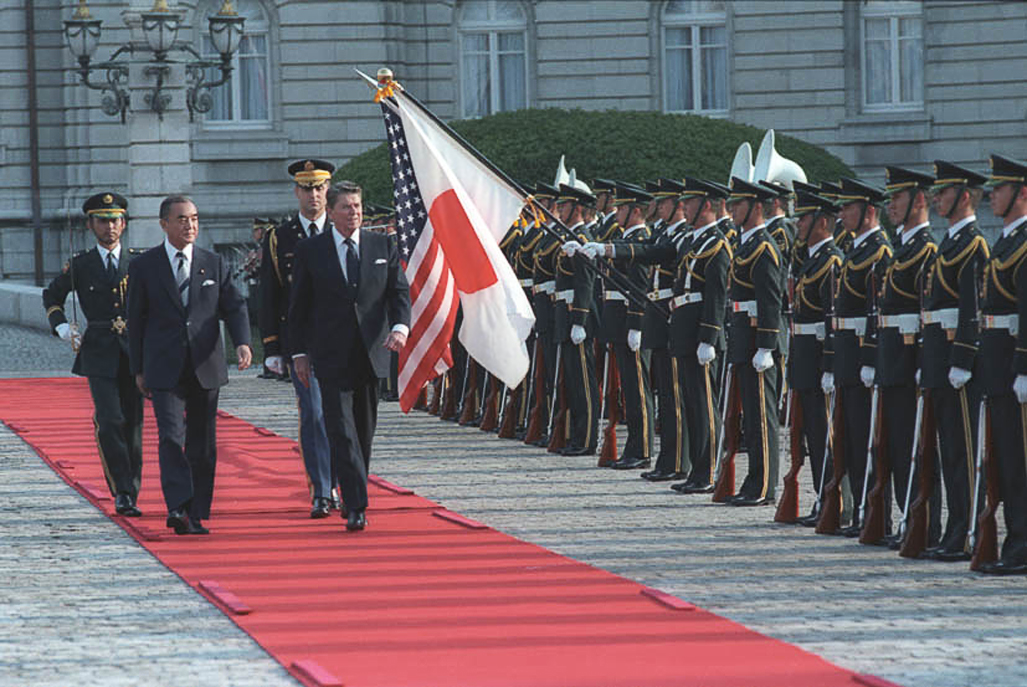
旧型の特別儀じょう服装冬服の第302保安中隊（当時。手前）と特別儀じょう演奏服装冬服の中央音楽隊（奥）
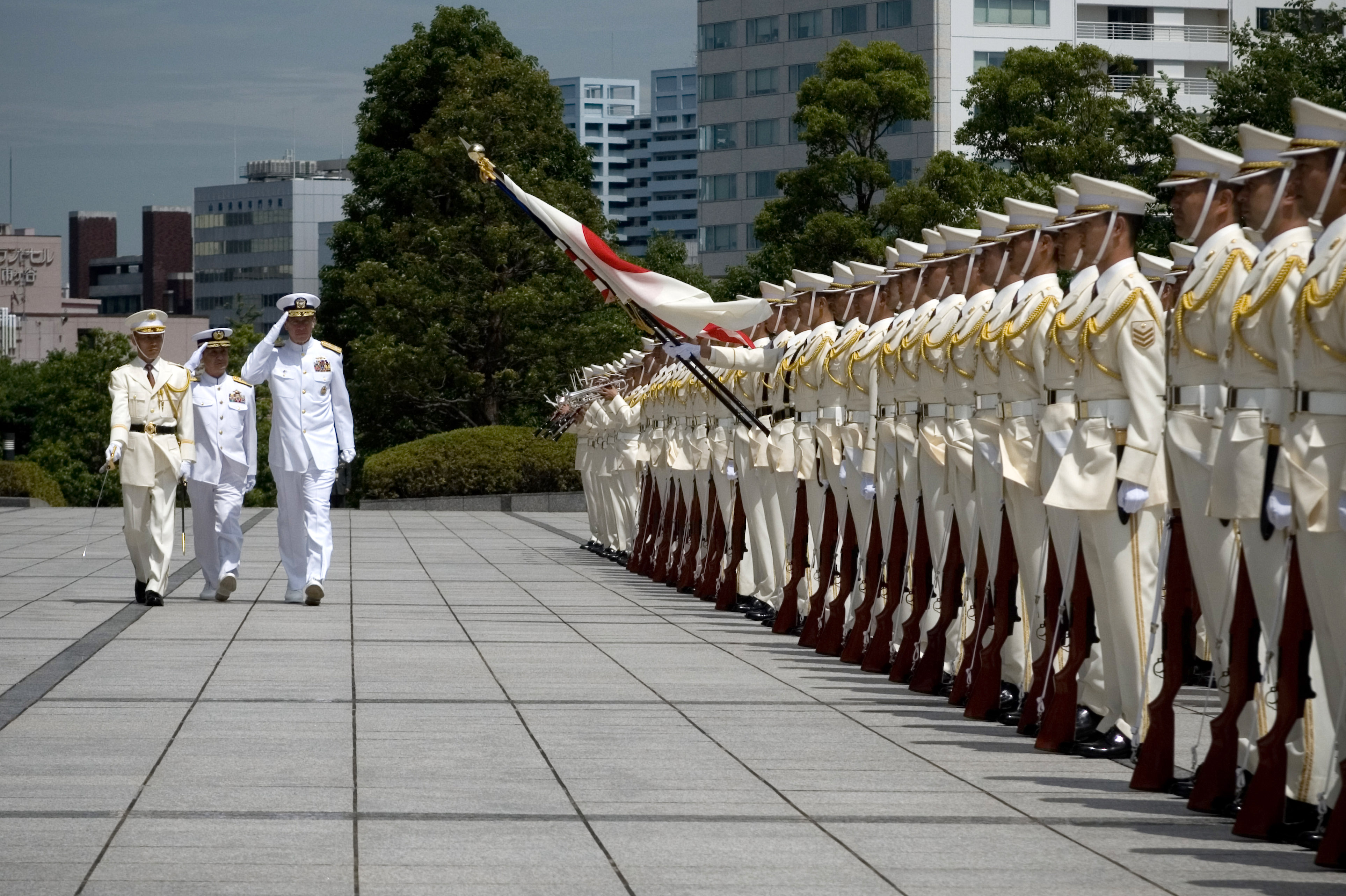
旧型の特別儀じょう服装夏服の第302保安中隊（手前）と特別儀じょう演奏服装夏服の陸上自衛隊中央音楽隊（奥）
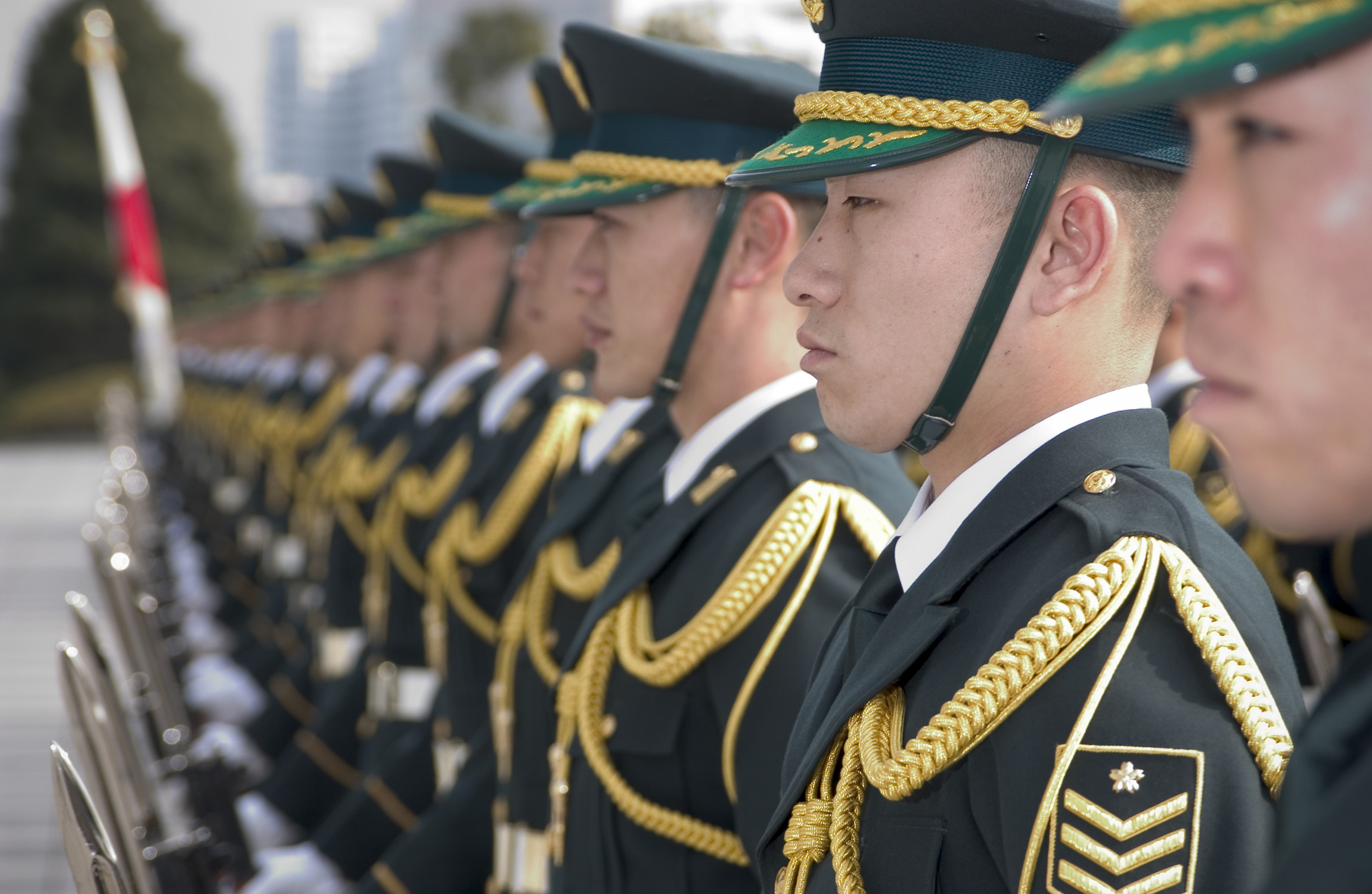
旧型の特別儀じょう服装冬服。目庇の模様は将官のものとは異なる
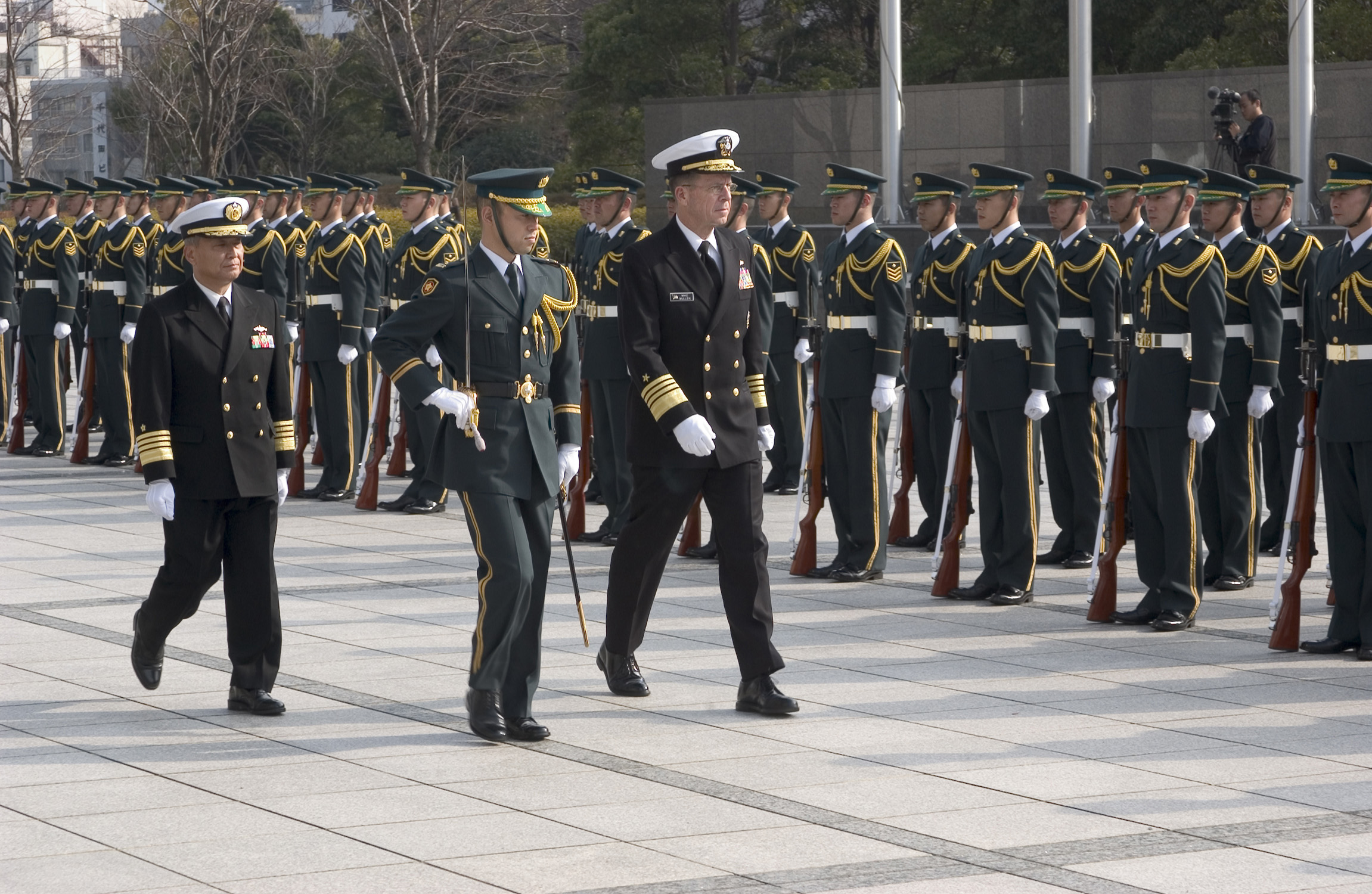
旧型の特別儀じょう服装冬服
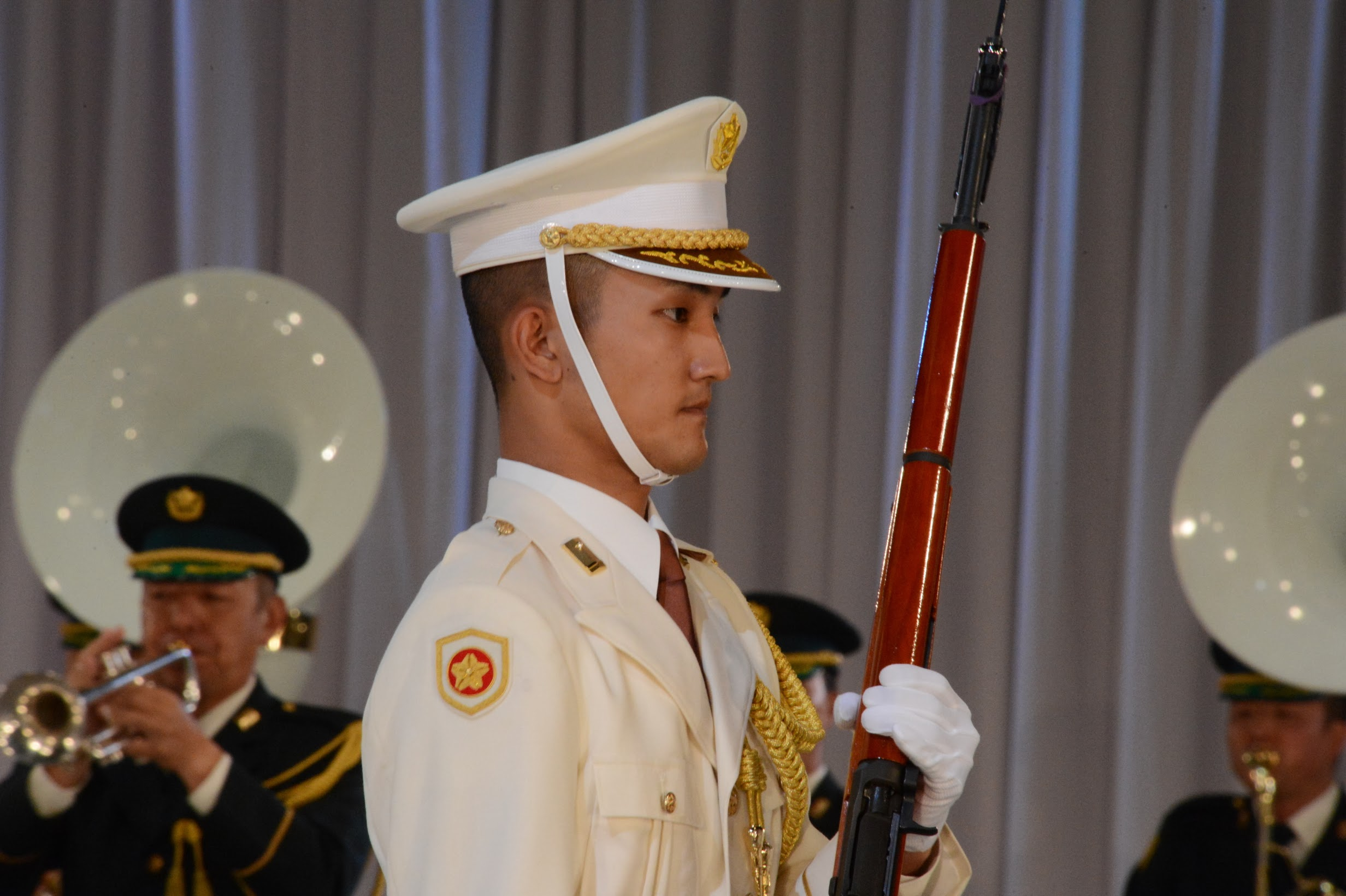
旧型の特別儀じょう服装夏服
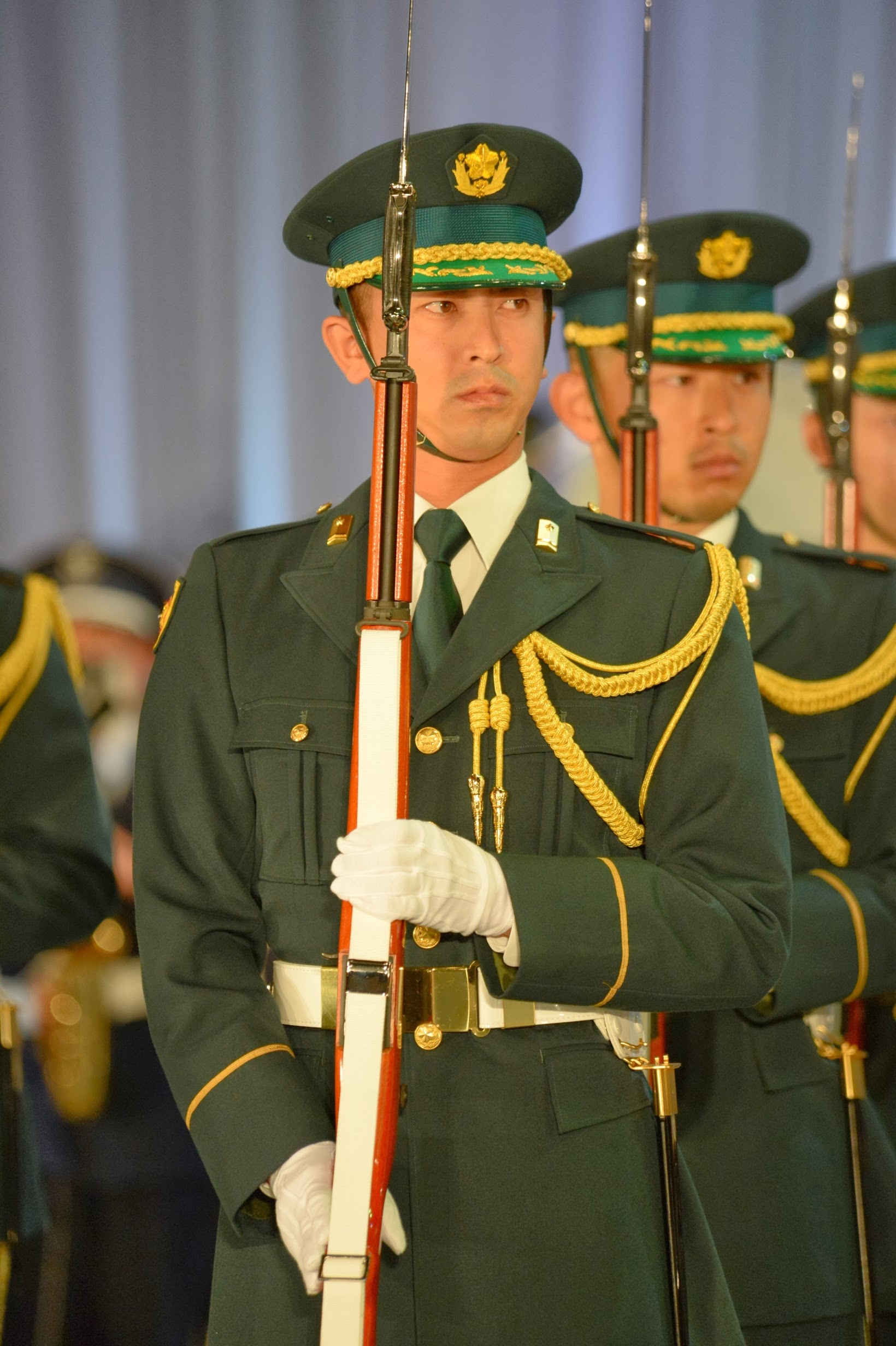
陸曹の特別儀じょう服装冬服（旧）

#### 特別儀じょう演奏服装

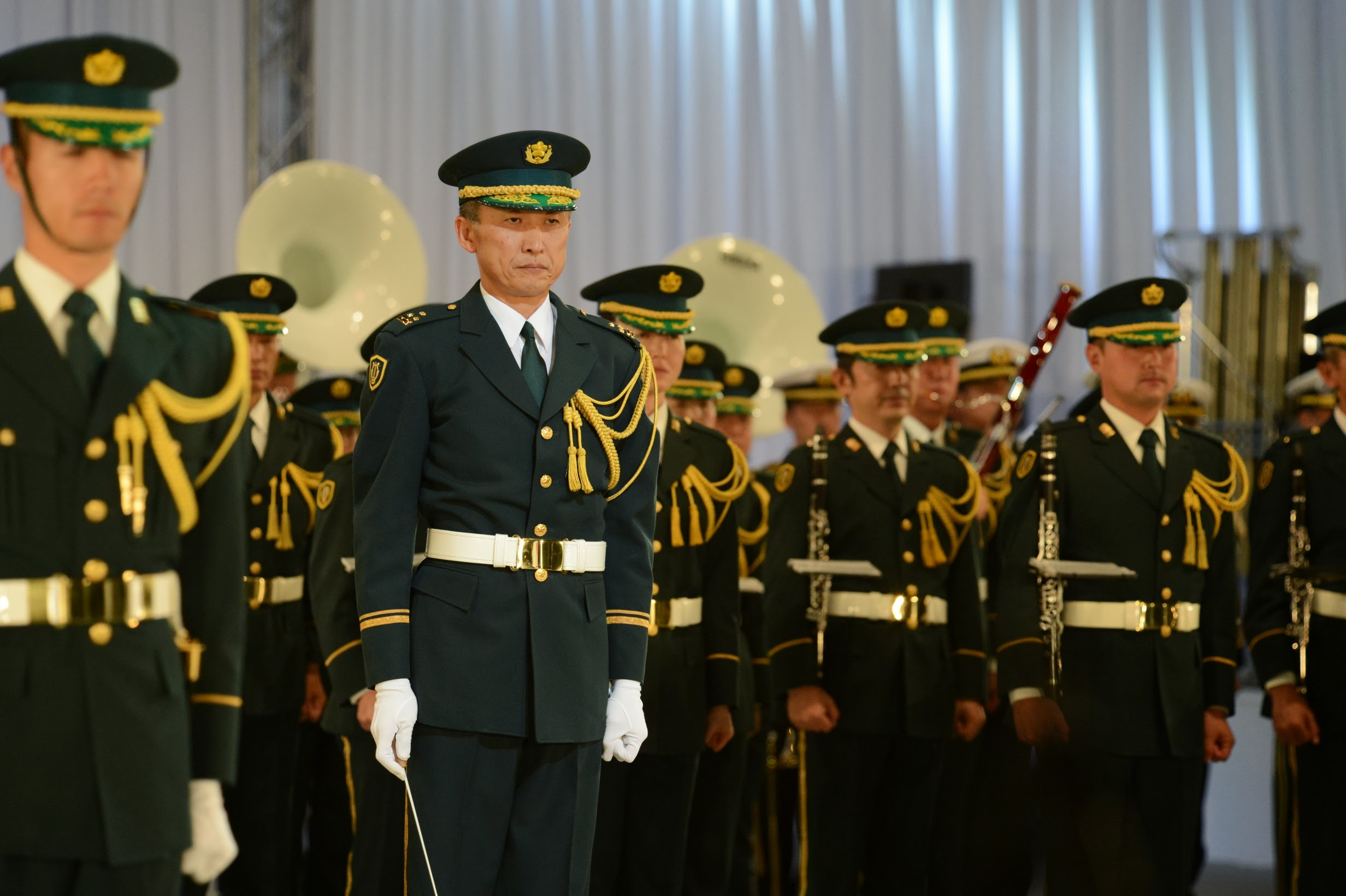
特別儀じょう演奏服装冬服の1等陸佐および陸曹。左手前は特別儀じょう服装冬服の第302保安警務中隊の陸曹

栄誉礼等を行なう場合に於いて、第302保安警務中隊の隊員が特別儀じょう服装を着用する場合、儀じょうの場で音楽演奏を行う陸上自衛隊中央音楽隊の隊員は特別儀じょう演奏服装を着用する。第302保安警務中隊との制服の統一を図るため特別儀じょう服装とほぼ同じ服装であるが、飾緒の先端は楽器の保護のために金属ではなく房になっている。女子の音楽隊員も男子とほぼ同じ服装を着用する。2017年（平成29年）に、特別儀じょう服に合わせ改定。

#### 演奏服装

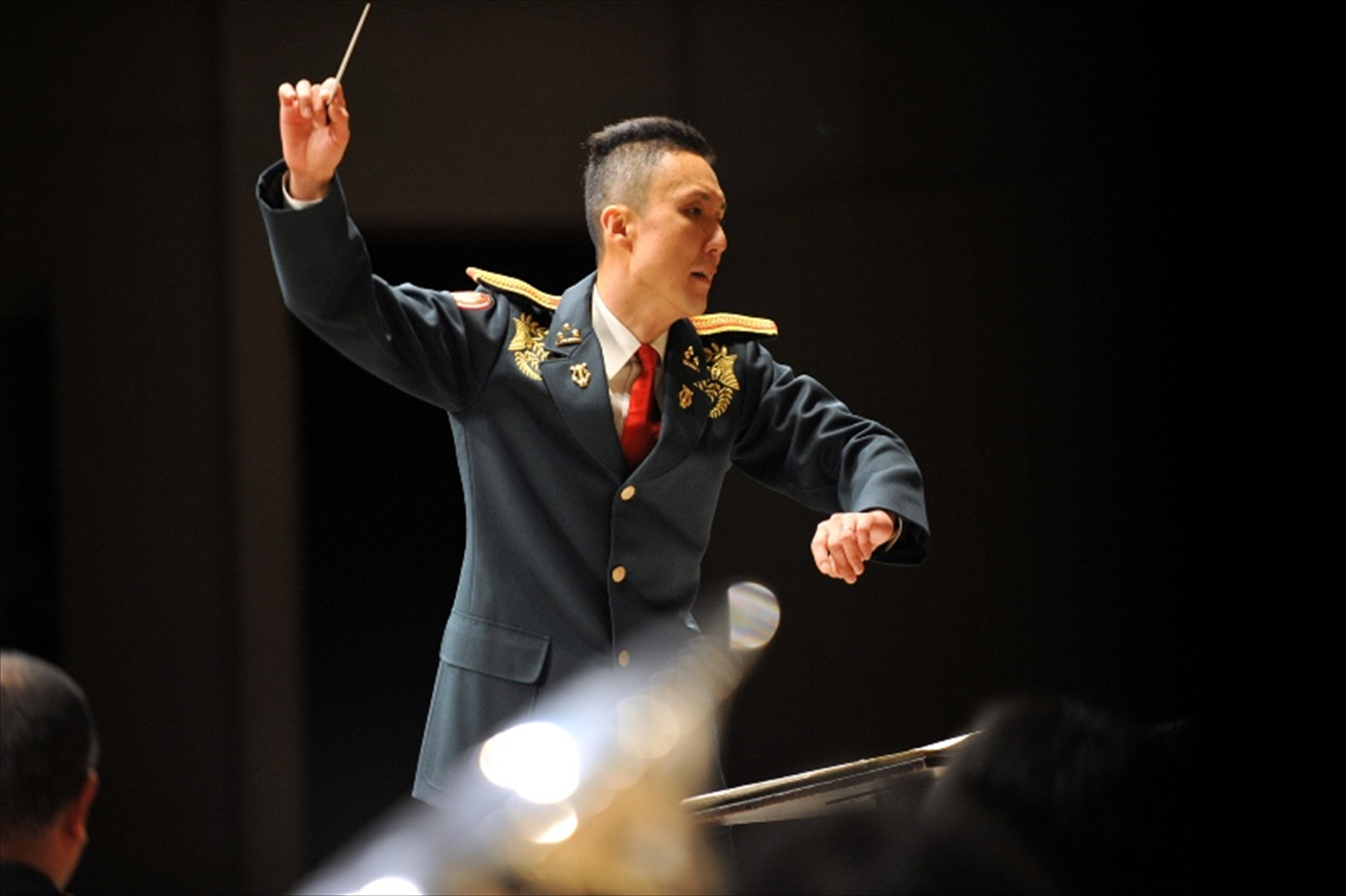
通常演奏服装冬服の1等陸尉

通常演奏服装は、三宅一生によりデザインされた。音楽隊の隊員には外とう（コート）も定められている。また、女性自衛官の通常演奏服装には室内演奏用の乙服も定められている。演奏略服装として、常装に音楽隊用飾緒等を着用する。2018年（平成30年）に、16式常装の導入に合わせ新型に変更されたが、三宅のデザインした刺繍装飾は部分的に継承されている。

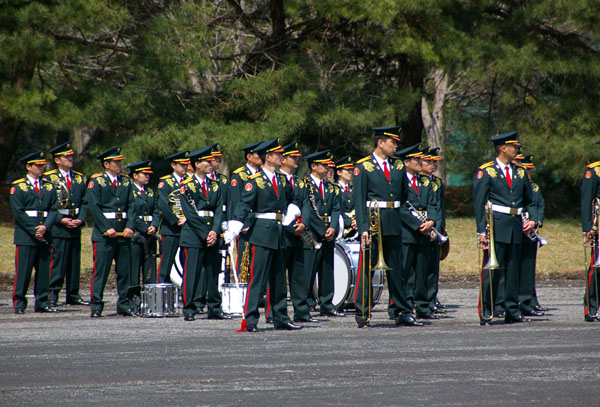
通常演奏服装冬服
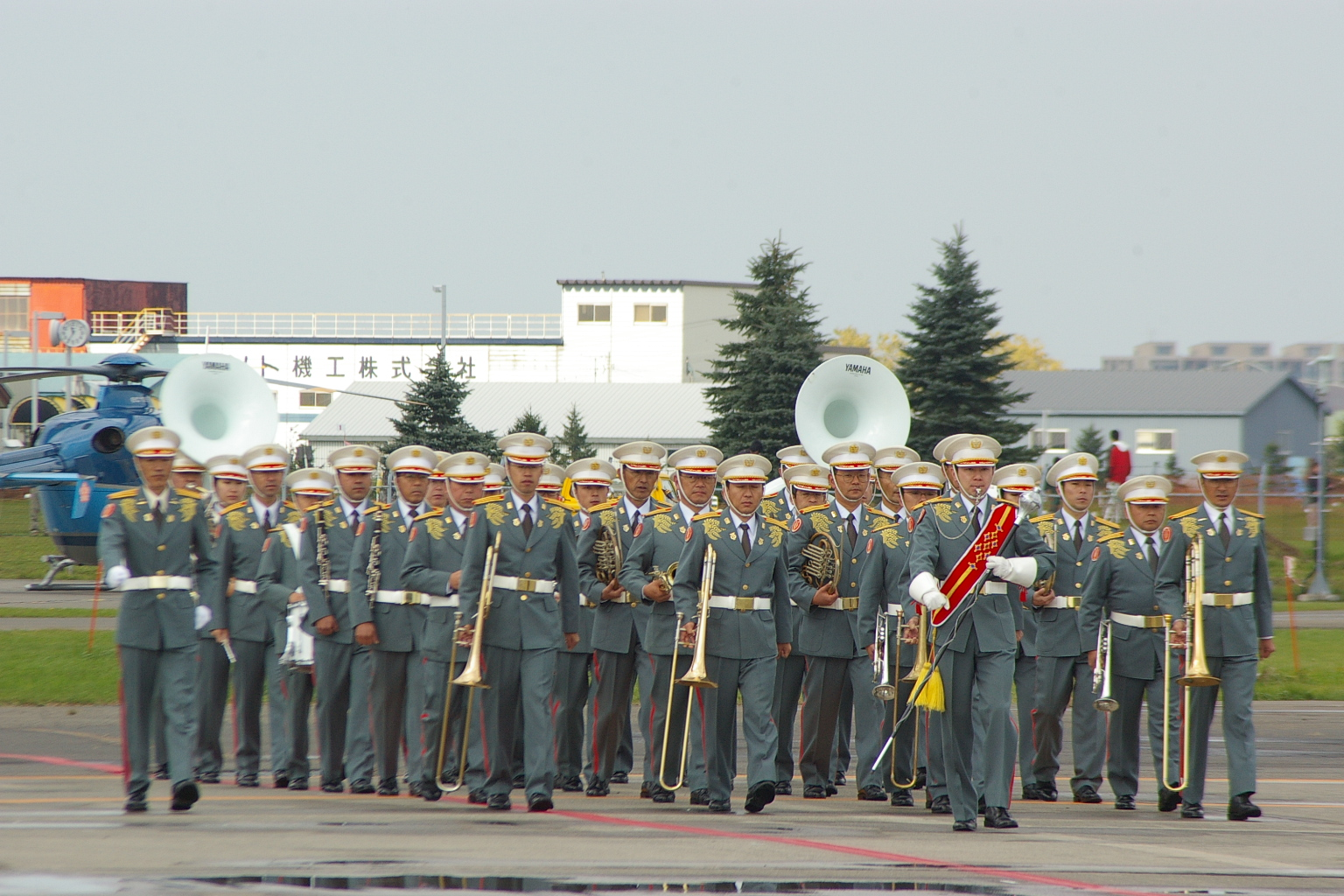
通常演奏服装第1種夏服
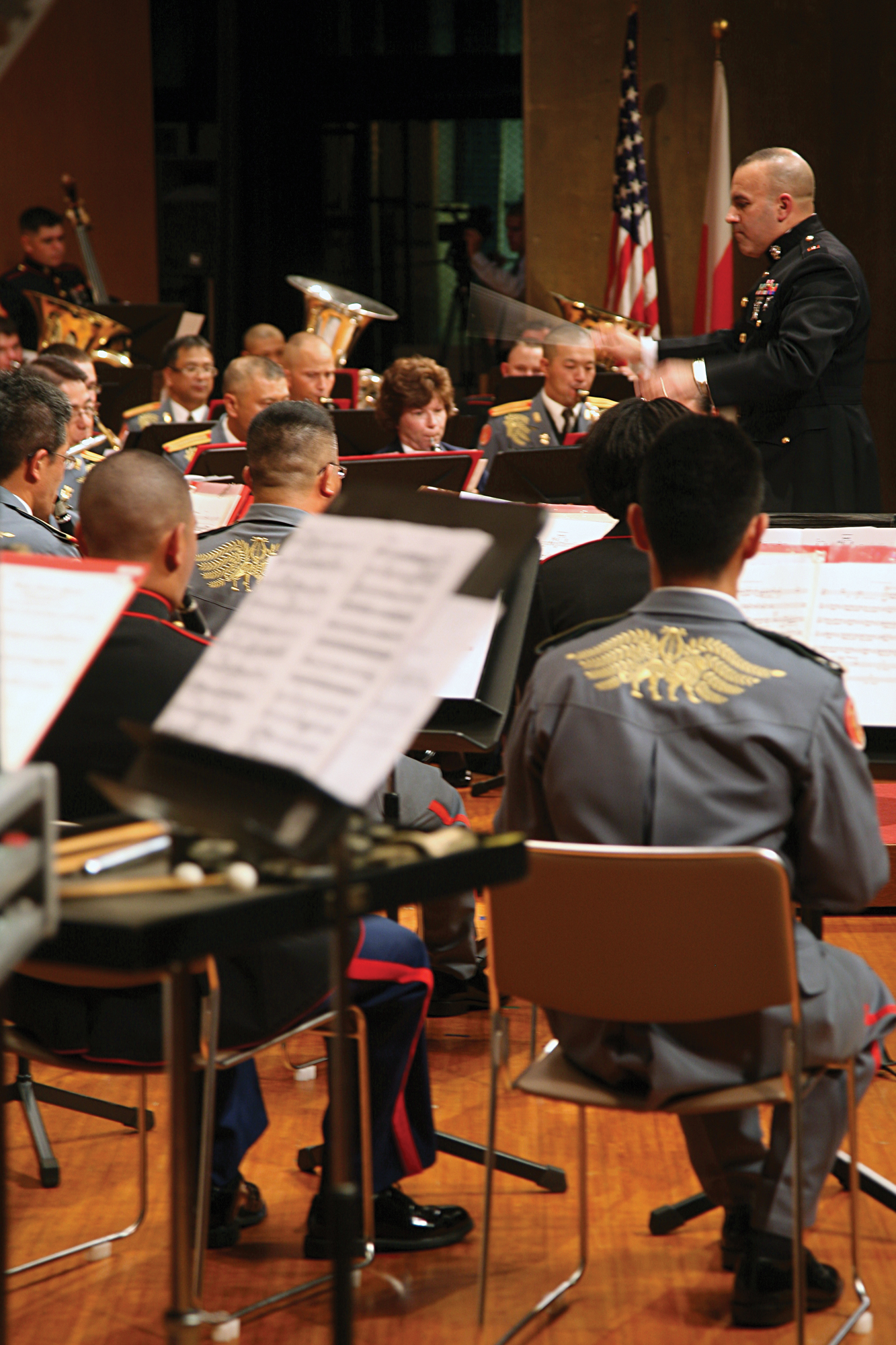
通常演奏服装第1種夏服
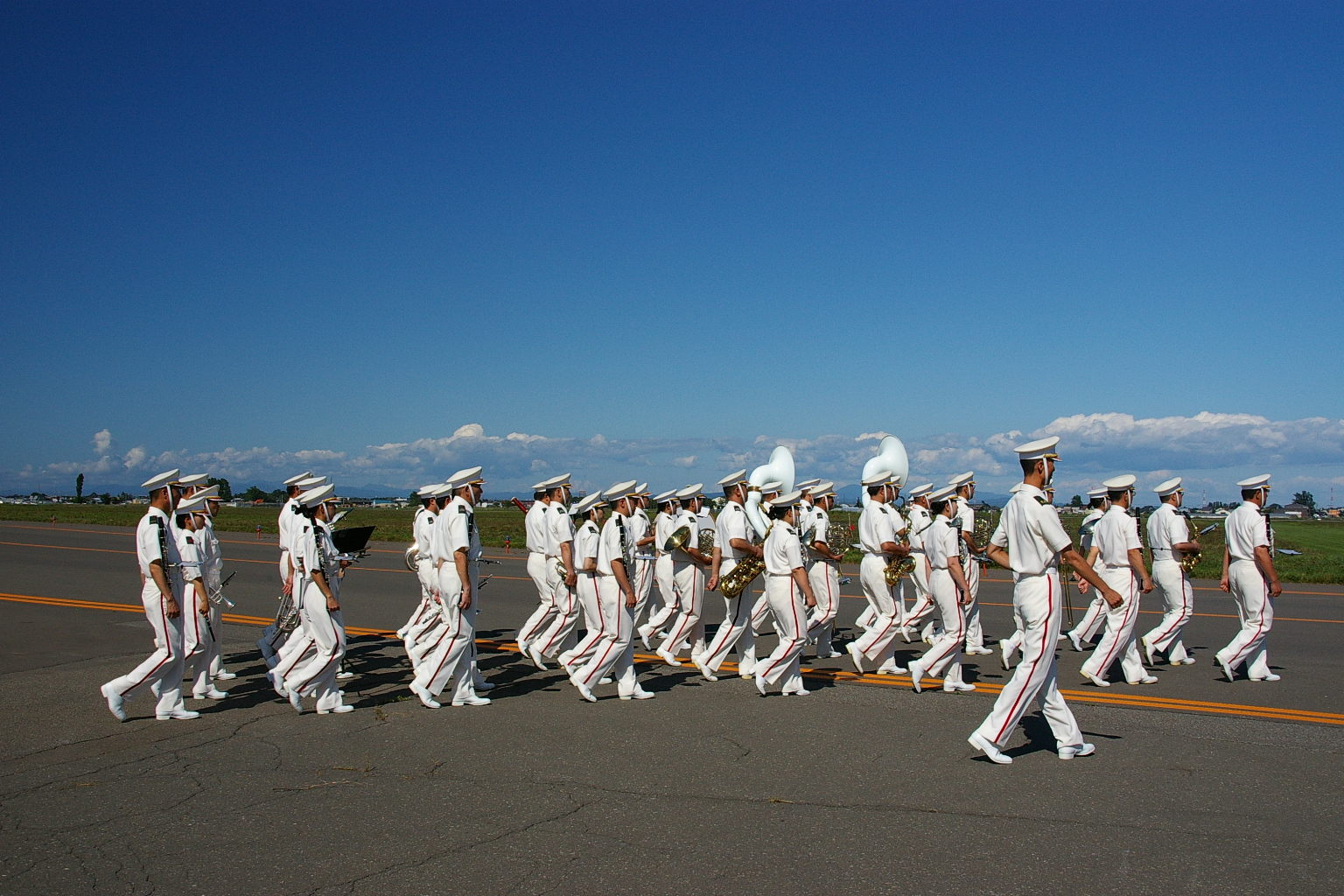
通常演奏服装第2種夏服

#### 特殊服装

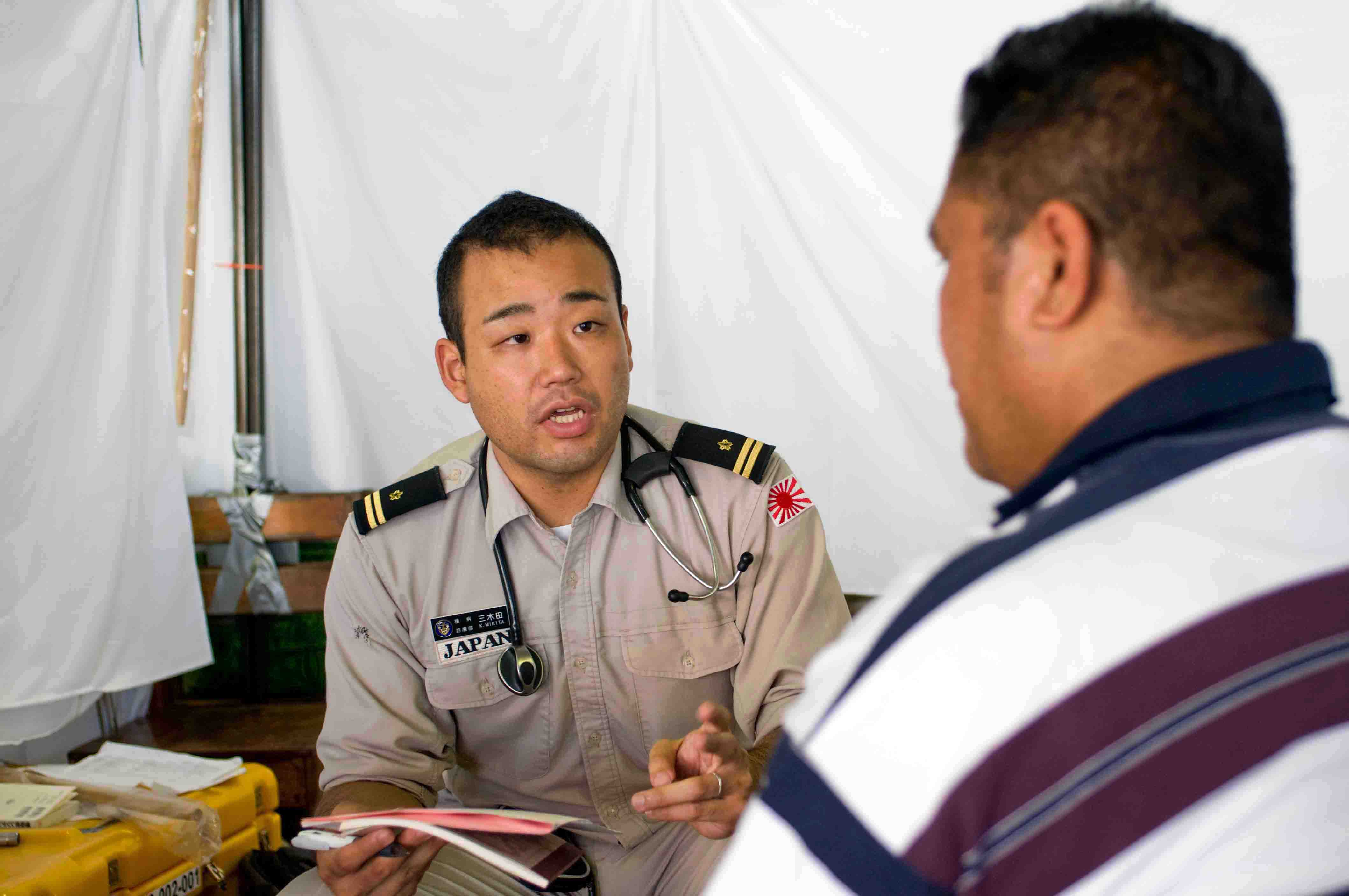
幹部の新防暑作業服装

陸上自衛隊では1968年（昭和43年）制定の「陸上自衛官服装細則（昭和43年2月28日陸上自衛隊達24-8）」により、特殊服装として以下のものを定めている。
| 服装               | 着用基準 | 構成 |
| ------------------ | --- | --- |
| 防寒服装           | 防寒のため必要がある場合 | 防寒帽、防寒覆面又は防寒戦闘覆面、防寒外衣或いは防寒戦闘外衣又は防寒戦闘服白色上衣、防寒手袋又は防寒戦闘手袋、防寒手大袋、足首巻防寒靴用又は防寒戦闘足首巻、防寒・スキー兼用靴又は防寒戦闘靴、戦闘白色覆。 |
| 防暑服装           | 防暑の必要がある場合 | 防暑帽、防暑服、防暑靴。 |
| 戦闘服装一般用     | 出動や訓練において必要とする場合（戦闘装着セットを参照） | 迷彩服上衣又は戦闘服一般用上衣、迷彩服ズボン又は戦闘服一般用ズボン、防寒戦闘外衣、鉄帽覆又は戦闘鉄帽覆、戦闘手袋一般用、戦闘靴一般用、戦闘帽。                                                             |
| 戦闘服装航空用     | 航空機に搭乗することを任務とする自衛官が、航空機に搭乗する場合及び航空機の教育訓練に従事する場合。それ以外の自衛官が航空機に搭乗する場合。航空機の整備・誘導に従事する場合。       | 航空ヘルメット、航空マフラー、航空服上衣、航空ズボン、航空手袋、航空靴、航空誘導服、航空誘導帽、航空整備帽、航空整備用長靴。                                                                               |
| 戦闘服装空挺用     | 空挺従事者が空挺降下又はこれに伴う教育訓練に従事する場合 | 空挺鉄帽又は88式鉄帽空挺用、空挺用中帽、帽覆又は戦闘鉄帽覆、空挺服上衣又は戦闘服空挺用上衣、空挺服ズボン又は戦闘服空挺ズボン、空挺マフラー、空挺手袋又は戦闘手袋空挺用、空挺用半長靴又は戦闘靴空挺用。     |
| 戦闘服装装甲用     | 戦車、自走砲の乗員又は装甲車の操縦士が戦車、自走砲又は装甲車に搭乗する場合及びこれらの教育訓練に従事する場合。それ以外の自衛官が戦車、自走砲又は装甲車に搭乗する場合で必要なとき。 | 戦車帽、防護めがね又は戦闘保護眼鏡、戦闘服装甲用上衣、戦闘服装甲用ズボン、戦車手袋又は戦闘手袋装甲用、戦車靴又は戦闘靴装甲用。                                                                             |
| 戦闘服装市街地用   | 特殊作戦群の自衛官（配属予定も含む）が出動や訓練において従事する場合 | 戦闘服市街地用、防寒戦闘外衣市街地用、戦闘帽市街地用、戦闘覆市街地用、戦闘手袋市街地用、戦闘靴市街地用。                                                                                                   |
| 単車服装           | 師団偵察隊等偵察部隊の隊員が単車に乗車する場合及びこれらの教育訓練に従事する場合。それ以外の自衛官が単車に乗車する場合で必要なとき。                                               | オートバイヘルメット、保護めがね又は戦闘保護眼鏡、防じんえり巻、オートバイ服上衣、オートバイ服ズボン、オートバイ手袋又は戦闘手袋オートバイ用、腹帯、オートバイ靴。                                         |
| 施設服装           | 施設作業のため必要とする場合 | 地下足袋、ゲートル、特殊手袋又は作業手袋。 |
| 体育服装           | 体育訓練及び特別体育課程の教育訓練に従事する場合 | 運動帽、運動服上衣又は膚着等、運動ズボン又は運動パンツ、運動帯、運動靴。 |
| 消防服装           | 消火、防火又は救難作業を実施する場合及びこれらの教育訓練に従事する場合 | 防火用消防服（防火外とう、防火かぶと、防火手袋）又は耐熱用消防服（耐熱上衣、耐熱ズボン、耐熱かぶと、耐熱手袋、耐熱靴）                                                                                     |
| 整備服装           | 整備、燃料取扱い、その他これらに準ずる作業のため必要な場合 | 整備帽、整備服、作業手袋。 |
| 調理服装調理用     | 炊事作業のため必要な場合 | 調理帽、調理服、調理用前掛け、調理用長靴。 |
| 調理服装配食用     | 炊事作業のため必要な場合 | 配食帽、配食服、配食用前掛け、配食用長靴。 |
| 衛生服装治療防疫用 | 診療、看護その他衛生業務のため必要な場合 | 診察衣、手術帽、手術衣、手術手袋、予防衣。 |
| 衛生服装看護用     | 診療、看護その他衛生業務のため必要な場合 | 看護帽、看護服（男子用・女子用）、白靴下（女子用）、白靴（男子用・女子用）、カーディガン（男子用・女子用）、エプロン（男子用・女子用）。                                                                   |
| 患者服装           | 自衛隊の医療施設に入院又は入室している患者に必要な場合 | 患者衣、上靴。 |
| 特殊勤務服装       | 警務、情報、募集及び援護の関係の職務に従事する場合において、部隊等の長が必要と認めるとき                                                                                           | 一般用の背広服上下、防寒コート。 |

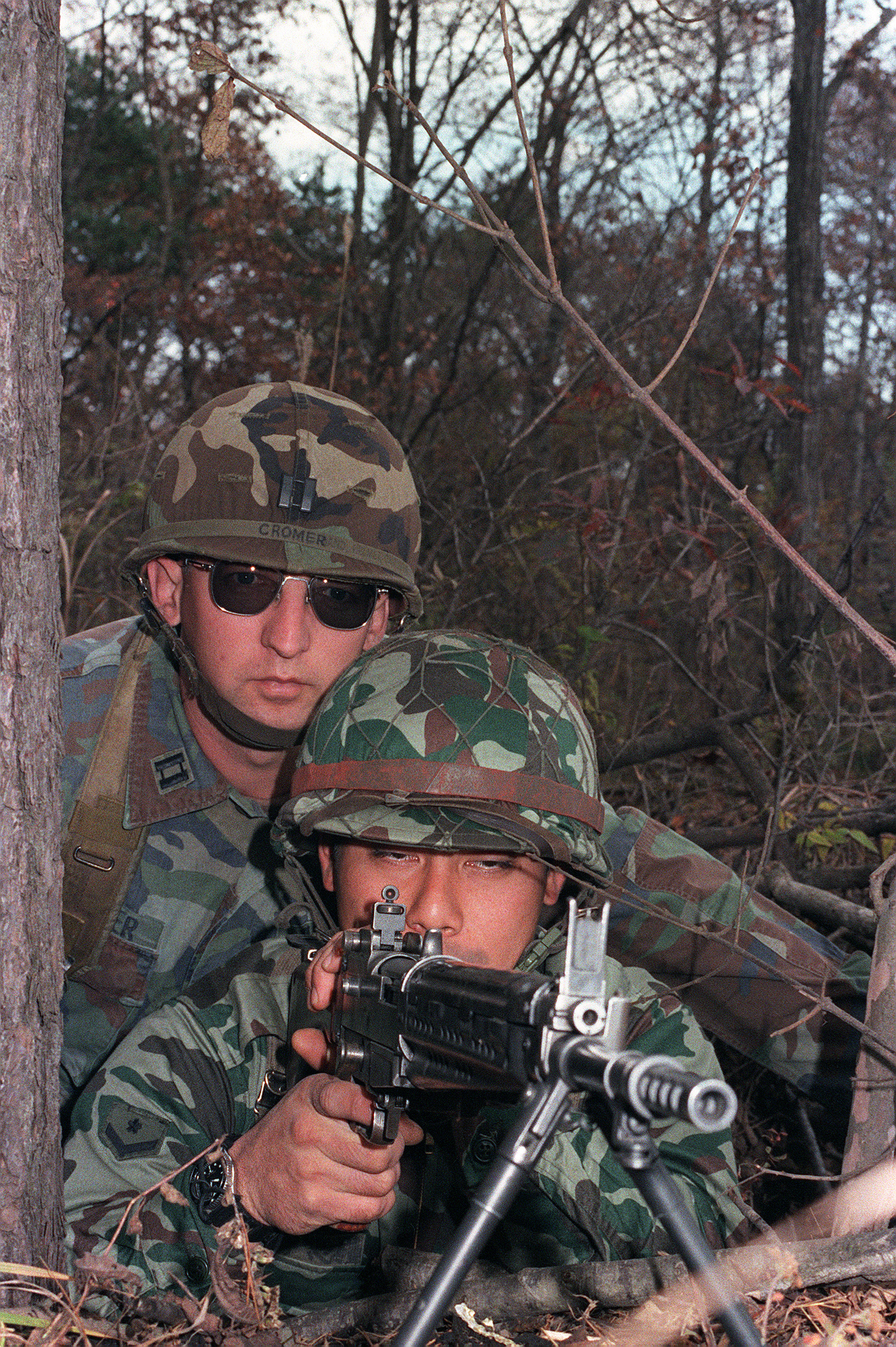
旧式迷彩服。後は米軍将校
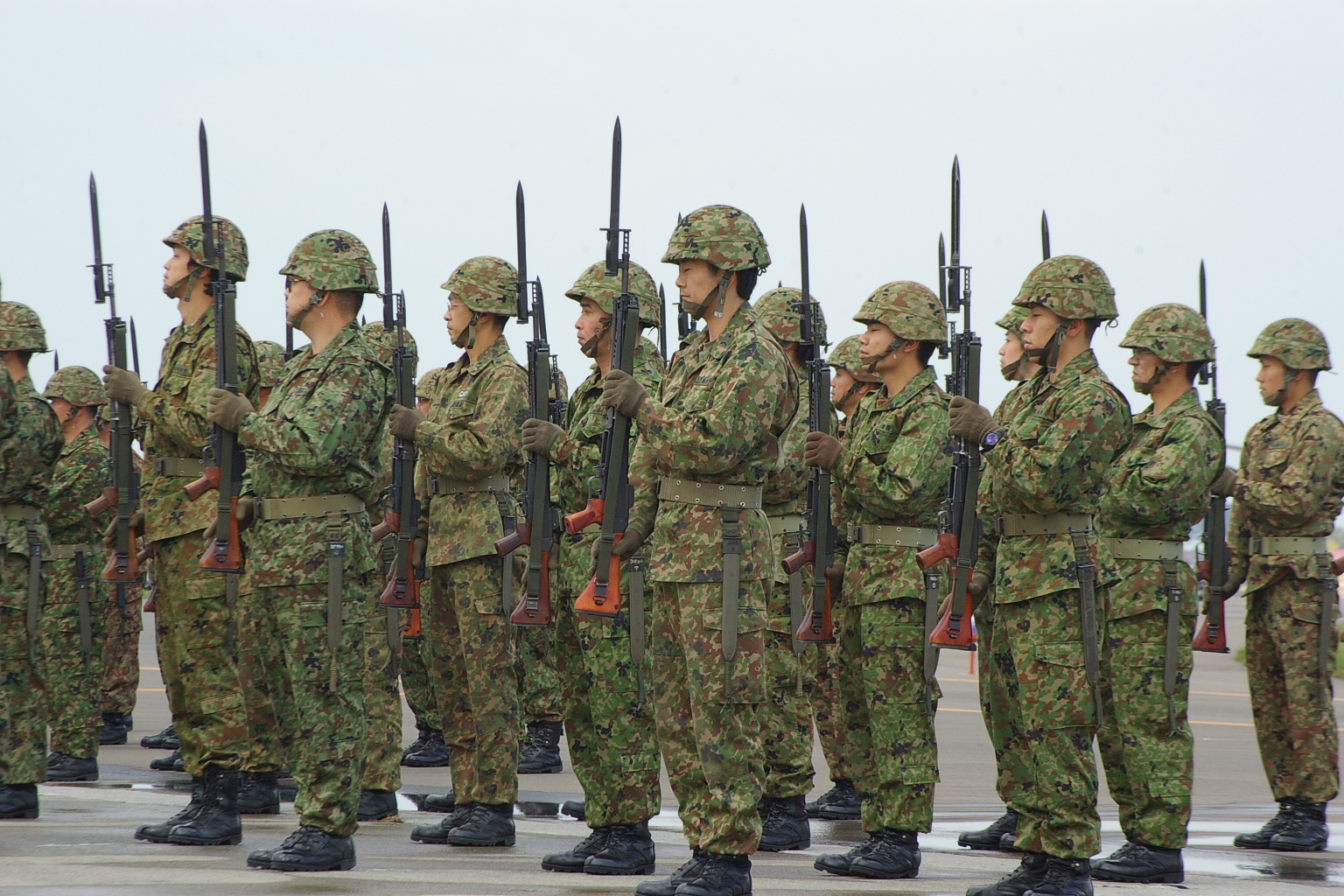
新式迷彩服
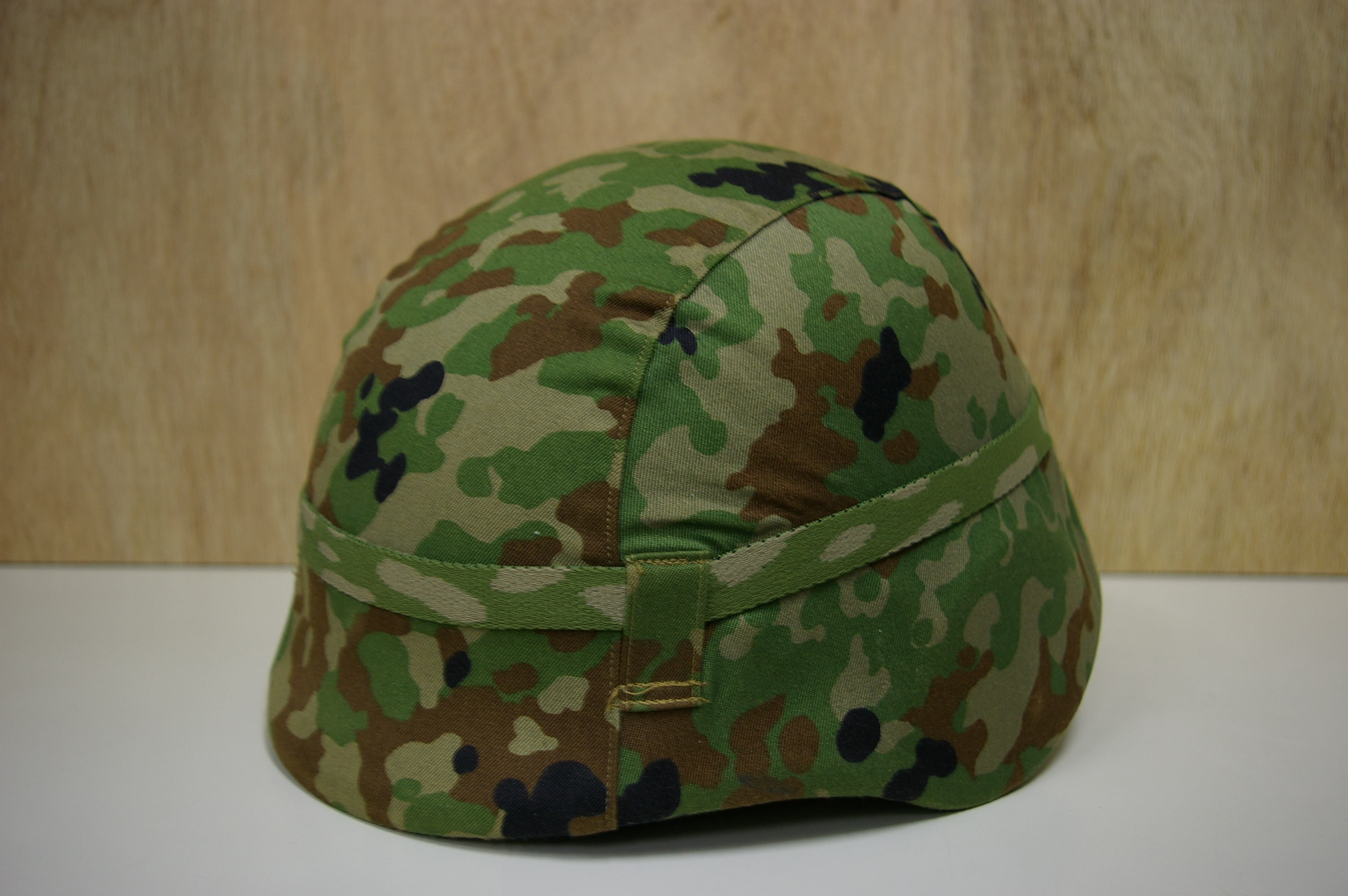
88式鉄帽
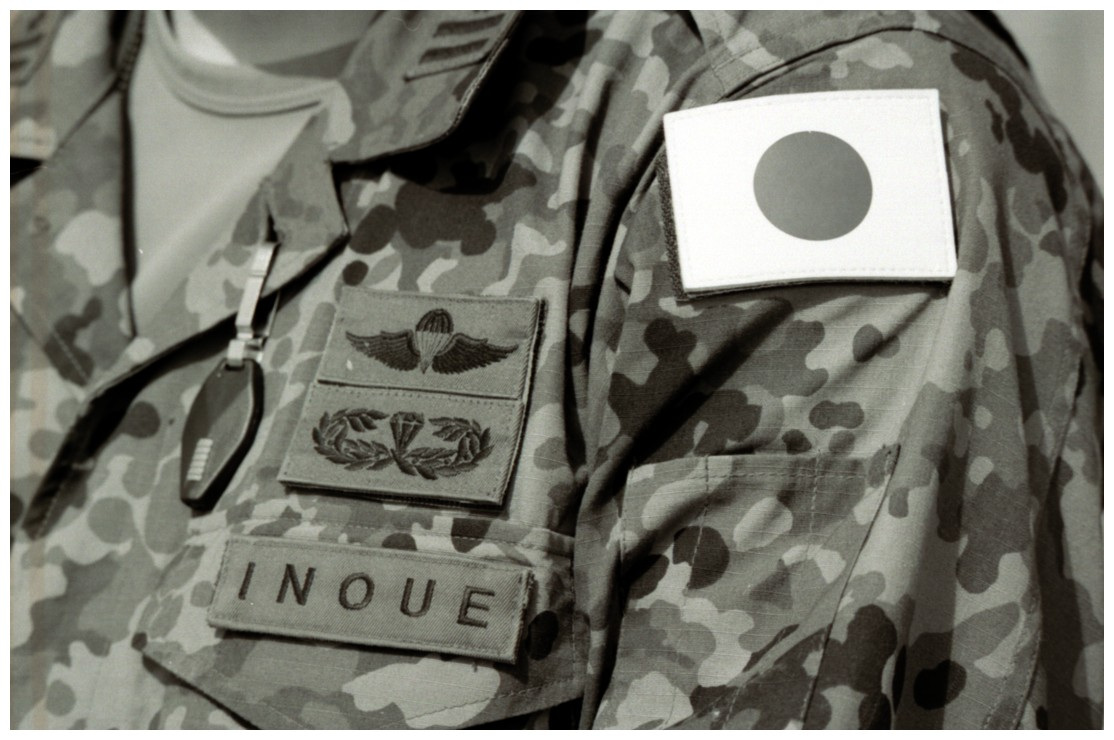
イラク派遣部隊の隊員の服装（井上3等陸佐）。腕の日の丸は国家標識作業服（迷彩服、作業外被）用。胸には上から空挺き章及びレンジャーき章、個人の名札
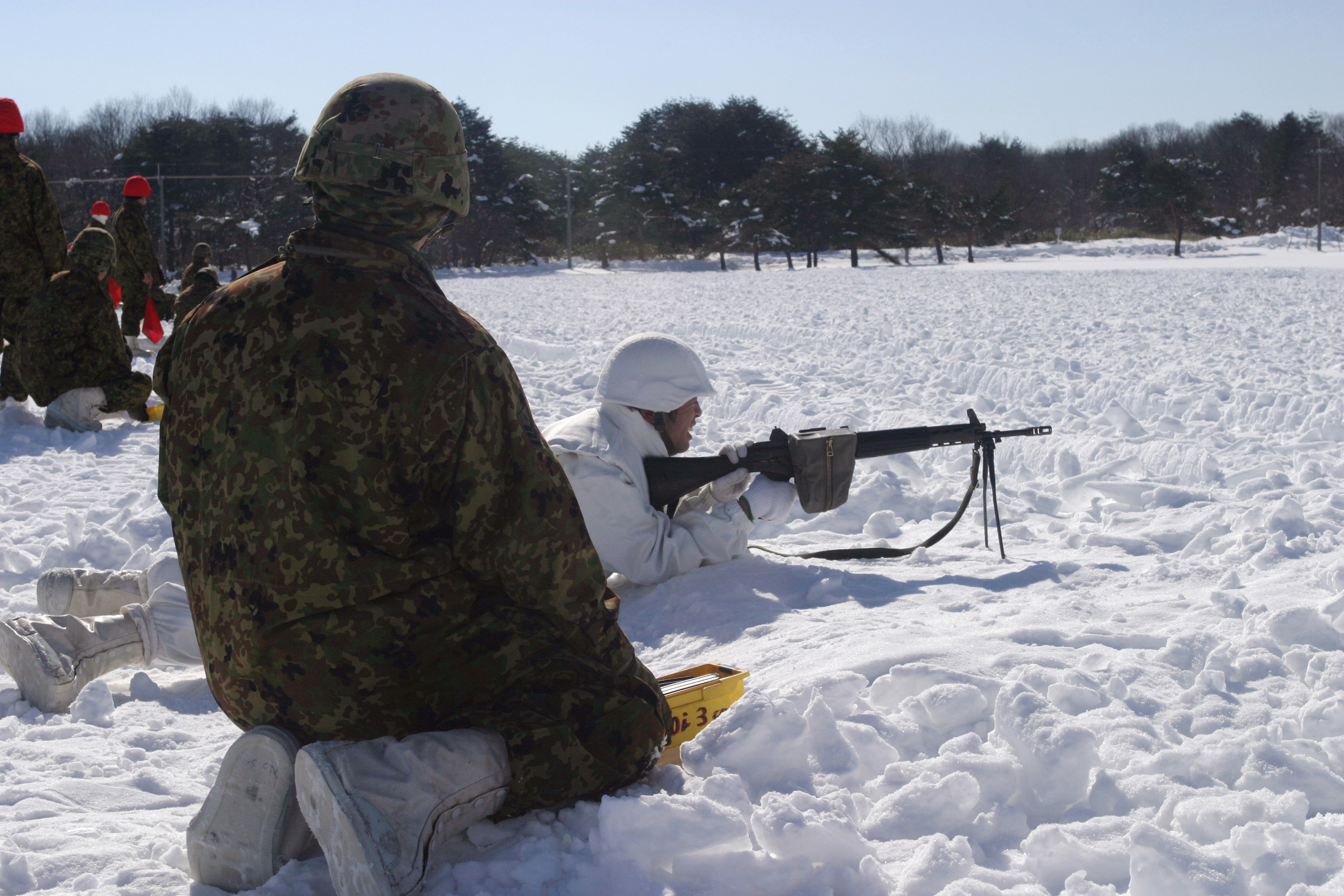
手前は防寒戦闘服外衣

#### 部隊章
全ての陸上自衛官は冬服および第1種夏服の上衣並びに外套の、肩上部から30ミリメートル下の右腕に、部隊章を着用する。部隊章は、盾形で、横幅60ミリメートル、最下部と最上部とは70ミリメートル、下部に楕円の師団等標識、上部に屋根型の扁平な五角形の隊種標識、隊種標識の中央に隊号標識を付する。2017年（平成29年）度から戦闘服用の部隊章（ロービジョン）の調達も開始された。直近では2020年（令和2年）2月には東北方面隊・第15旅団の部隊章の変更、第13旅団の部隊章のマイナーチェンジが実施された。

陸上幕僚監部。桜の花を図案化したもの。統合幕僚監部・統合作戦司令部や、三幕共同の機関に所属する陸上自衛官もこの部隊章を着用する。
防衛大臣直轄部隊等。「直」の字を図案化したもの。
陸上総隊の部隊章。旧中央即応集団の意匠を引き継いでいる。団の部隊規模でない司令部直轄部隊も着用する。
北部方面隊。北海道の地形を図案化したもの。北海道は、北部方面隊の警備区域である。
東北方面隊（2代目）。担当隊区たる東北地方6県が描かれている。両側の羽は東北6県を現し、伊達政宗の旗印をモチーフとしている。NEAは東北方面隊の英略称。
東部方面隊（2代目）。昇る朝日をバックに、EA（東部方面隊略称）をもって富士山を図案化している。『ライジングサン』とも呼ばれている。
中部方面隊。「中」の字を図案化したもの。図柄の由来は同方面隊の機関誌名にもなっている「飛鳥」（飛ぶ鳥）。
西部方面隊。「西」の字を、九州を代表する山（左から阿蘇山・霧島山・桜島）と噴煙、海をもって図案化したもの。図柄の由来は九州地方の旧称である西海道（鎮西、同方面隊の機関誌名にもなっている）。
第1師団。7つの桜は第1師団の警備地区である7都県を表している。中央の山は富士山。
第2師団。北海道に駐屯していた米陸軍第1騎兵師団の部隊章を参考に制定された第2管区隊のものを承継している。北部方面隊のデザイン・色を配して同隊所属を示し、2本の斜線は数字の「2」を表す。他の師（旅）団もこれをベースとしたものになっている。
第3師団。「3」の数字を図案化したもの。保安隊第3管区隊のものを承継している。
第4師団。「4」の数字を三つ又の槍・鳩の形に図案化したもの。第4管区隊のものを承継している。
第5旅団及び第5師団。5本の斜線が数字の「5」を表している。
第6師団。「6」の数字を図案化したもの。保安隊第6管区隊のものを承継している。
第7師団。ローマ数字の「VII」（7）を図案化。
第8師団。「8」の数字を鍬形に図案化したもの。第8混成団のものを承継している。
第9師団。「9」の数字を図案化したもの。青森に駐屯していた米陸軍第2歩兵師団の第9歩兵連隊の部隊章をもとにして制定された第9混成団のものを承継している。
第10師団。師団司令部が置かれている名古屋にある名古屋城の金の鯱に藍色で「10」を隠し文字として入れている。
第11旅団及び第11師団。ローマ数字の「Ⅺ」（11）を図案化したもの。
第12旅団。空中機動を主体としたイメージを部隊章に反映しており、旧第12師団の意匠をもとに、大鷲や日本列島を配している。
第13師団及び第13旅団。図柄の由来は中国地方を統一した武将毛利元就の「3本の矢」の教えから。かち色で「13」を隠し文字として入れている。また矢羽の形を、上級部隊である中部方面隊の師団等標識に似せている。2020年3月にマイナーチェンジが実施され、13の数字と、3本の矢がより強調されたデザインとなっている。
第14旅団。旅団の警備地区である四国が描かれている。ローマ数字の「XIV」（14）が第14旅団を表している。第２混成団のデザインを引用している。
第15旅団（2代目）：「南西域に抑止力を効かせる強い旅団」・「あらゆる脅威に対する作戦準備の万全」をイメージするため、沖縄本島と離島の島々を守るように、守り神のシーサーが描かれている。
第1空挺団。平成4年に制定された。中央即応集団・陸上総隊隷下となった以降もこの部隊章を着用している。
水陸機動団。水色は空自、青色は海自、緑色は陸自を現し、三幕協働を示す。勝利の象徴の金鵄とともに、天叢雲剣を地に立てることで島嶼奪還任務に対する意志を表現。背景の黒線と共に「水」の文字を表現している。
第1ヘリコプター団。航空科の職種色である浅葱色で書かれた部隊略号「1HB」を日の丸に配置。金色の羽を下に添えている。
システム通信団。システム通信団への改称時に新たに設定。C5 commandはシステム通信団の英称。
中央即応集団（廃止）。国際連合紋章に使用されているオリーブ冠と、日本列島及び日の丸を配し、国内外の緊急事態に先遣隊として迅速に対応することを表している。隷下全部隊は現在陸上総隊隷下。
東北方面隊（初代）。東北地方の民芸品であるこけしを用い「東北」の字を図案化したもの。2020年3月25日まで使用。
東部方面隊（初代）。桜花に「東」を合わせたもの。移行期間を含めて2018年10月13日まで使用。
旧第12師団。桜花を中心に配し、算用数字の「12」を図案化したもの。
第15旅団（初代）。沖縄県那覇市にある首里城の守礼門の意匠。波で15Bを文字としている。2020年3月25日まで使用。
かつての第1混成団。
かつての第2混成団。

陸上自衛官及び陸上自衛隊の自衛官候補生の部隊章に関する訓令（昭和30年陸上自衛隊訓令第25号）によれば、部隊章は次の3つの要素からなる。
師団等標識
陸上幕僚監部、陸上総隊（空挺団、水陸機動団、ヘリコプター団、システム通信団を除く）、各方面隊、各師団、各旅団、空挺団、水陸機動団、ヘリコプター団、システム通信団および防衛大臣直轄部隊等毎に定められている。第1混成団・第2混成団については別個の図柄が定められていたが、方面混成団については方面隊の図柄を使用する。具体的な図柄は、「陸上自衛隊の部隊章に関する達（昭和31年陸上自衛隊達第24-1号）」によって定められている。廃止された中央即応集団にも師団等標識が設定されていた。図柄については上記参照。
隊種標識
部隊の職種の色による。大きさは、最も短い両端の高さが7ミリメートルで、最も高い中央の高さが12ミリメートル。色は下表参照。
隊号標識
下表参照。大きさは6ミリメートルである。
| 隊種標識 | 部隊等                               |
| -------- | ------------------------------------ |
| 赤       | 普通科又はこれと同種の部隊等         |
| だいだい | 機甲科又はこれと同種の部隊等         |
| 濃黄     | 特科又はこれと同種の部隊等           |
| あさぎ   | 航空科又はこれと同種の部隊等         |
| えび茶   | 施設科又はこれと同種の部隊等         |
| 青       | システム通信科又はこれと同種の部隊等 |
| 緑       | 武器科又はこれと同種の部隊等         |
| 茶       | 需品科又はこれと同種の部隊等         |
| 紫       | 輸送科又はこれと同種の部隊等         |
| 濃緑     | 衛生科又はこれと同種の部隊等         |
| 水色     | 情報科                               |
| 藍       | その他※                              |

※ 化学科・会計科・警務科・音楽科および諸職種混成部隊並びに陸上総隊司令部、方面総監部、師団・旅団司令部および方面混成団本部・開発実験団・富士教導団本部・空挺団本部・水陸機動団本部・ヘリコプター団本部・システム通信団本部
| 部隊 | 略号                                            |
| --- | ----------------------------------------------- |
| 独立部隊、編合部隊又は単位部隊名に冠する番号を有する連隊、群、独立大隊 防衛大臣並びに団以上の部隊の長及び機関の長に直属する大隊 陸上自衛隊陸曹教育隊 | その部隊の冠称番号 （例：第3陸曹教育隊は「3」） |
| 陸上総隊司令部、方面総監部、師団・旅団司令部、空挺団本部・水陸機動団本部・ヘリコプター団本部・システム通信団本部                                     | H(Headquarters)                                 |
| 方面混成団本部 | CB(Combined Brigade)                            |
| 陸上自衛隊警務隊 | P(Military Police)                              |
| 会計隊 | F(Finance Service)                              |
| 音楽隊 (陸上自衛隊) | B(Band)                                         |
| 方面普通科連隊・中央即応連隊（方面普通科連隊は現在編成されず）                                                                                       | R（Regiment）                                   |
| 後方支援（連）隊 | L(Logistic Support)                             |
| 教育大隊・女性自衛官教育隊 | T(Training)                                     |
| 空挺教育隊 | AB(Airborne)                                    |
| 警備隊（対馬警備隊、奄美警備隊、宮古警備隊、八重山警備隊）                                                                                           | ASF(Area Security Force)                        |
| 陸上自衛隊幹部候補生学校 | OC(Officer Candidate)                           |
| 陸上自衛隊富士学校 | FS(Fuji）                                       |
| 陸上自衛隊高射学校・高射特科団・高射特科連隊・高射特科群・高射特科大隊                                                                               | A(Air Defense)                                  |
| 陸上自衛隊小平学校 | K(Kodaira)                                      |
| 陸上自衛隊高等工科学校 | HT(High Technical)                              |
| 自衛隊体育学校 | PS(Physical Technical)                          |
| 陸上自衛隊教育訓練研究本部 | TER                                             |
| 陸上自衛隊補給統制本部 | GMC(Ground Material Control Command)            |
| 群 | G(Group)                                        |
| 上記以外の学校 | S(School)                                       |
| 自衛隊病院 | H(Hospital)                                     |

#### 陸上自衛官の職務又は技能を識別するために用いるき章

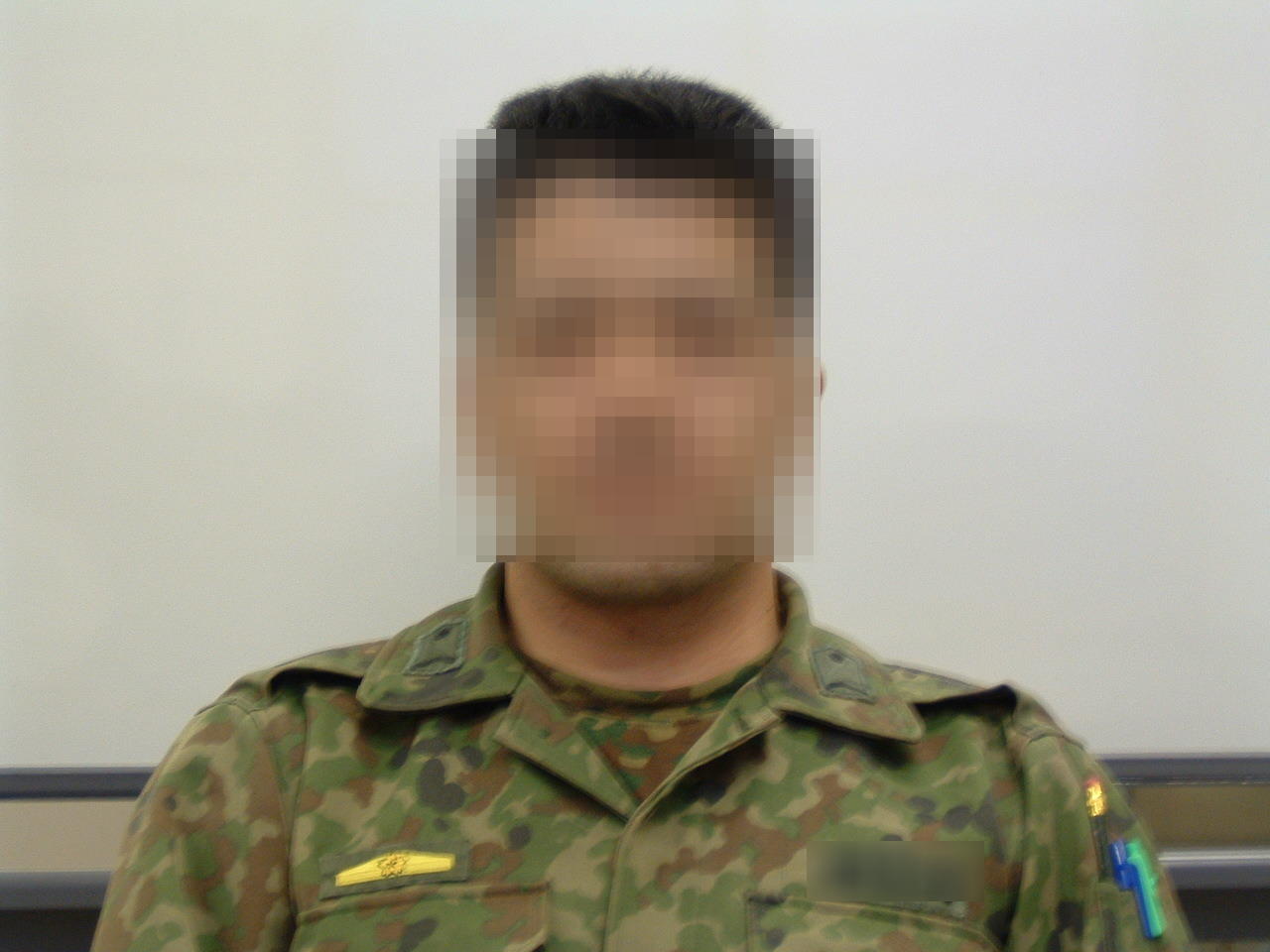
右胸に営内班長き章を装着した陸曹

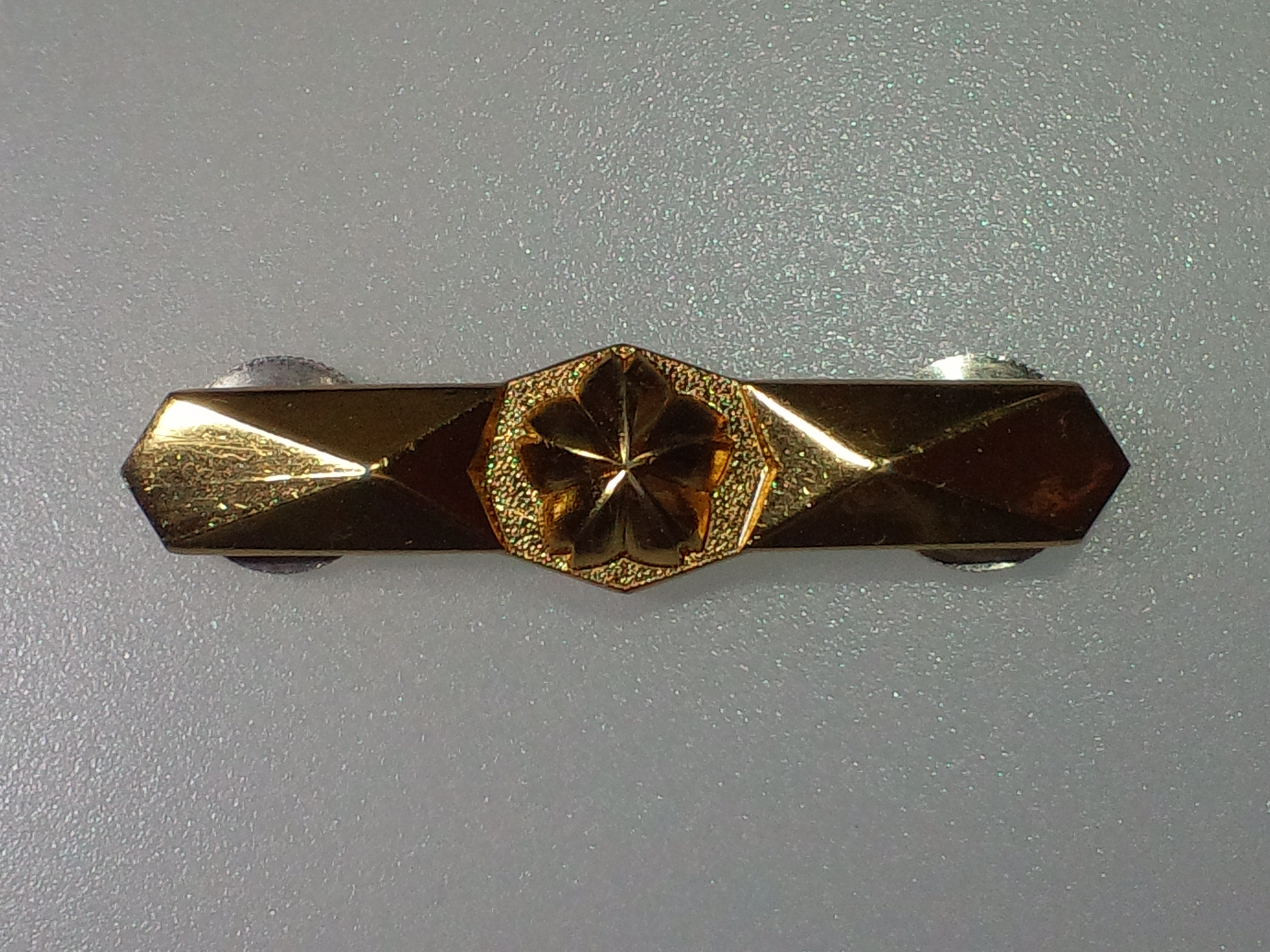
服務指導准尉き章

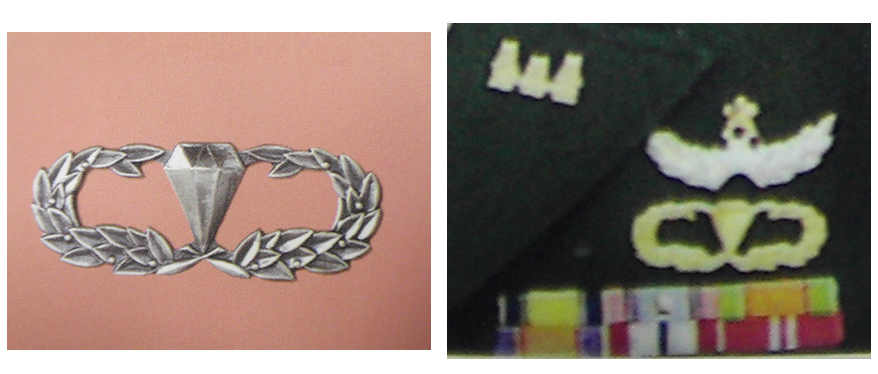
レンジャーき章

自由降下き章

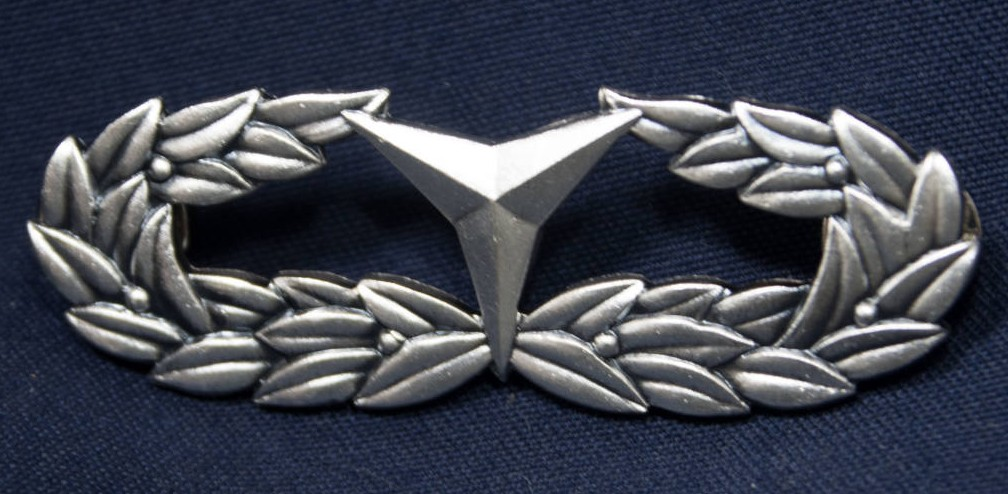
体力き章

陸上自衛官のき章としては次のものがある。

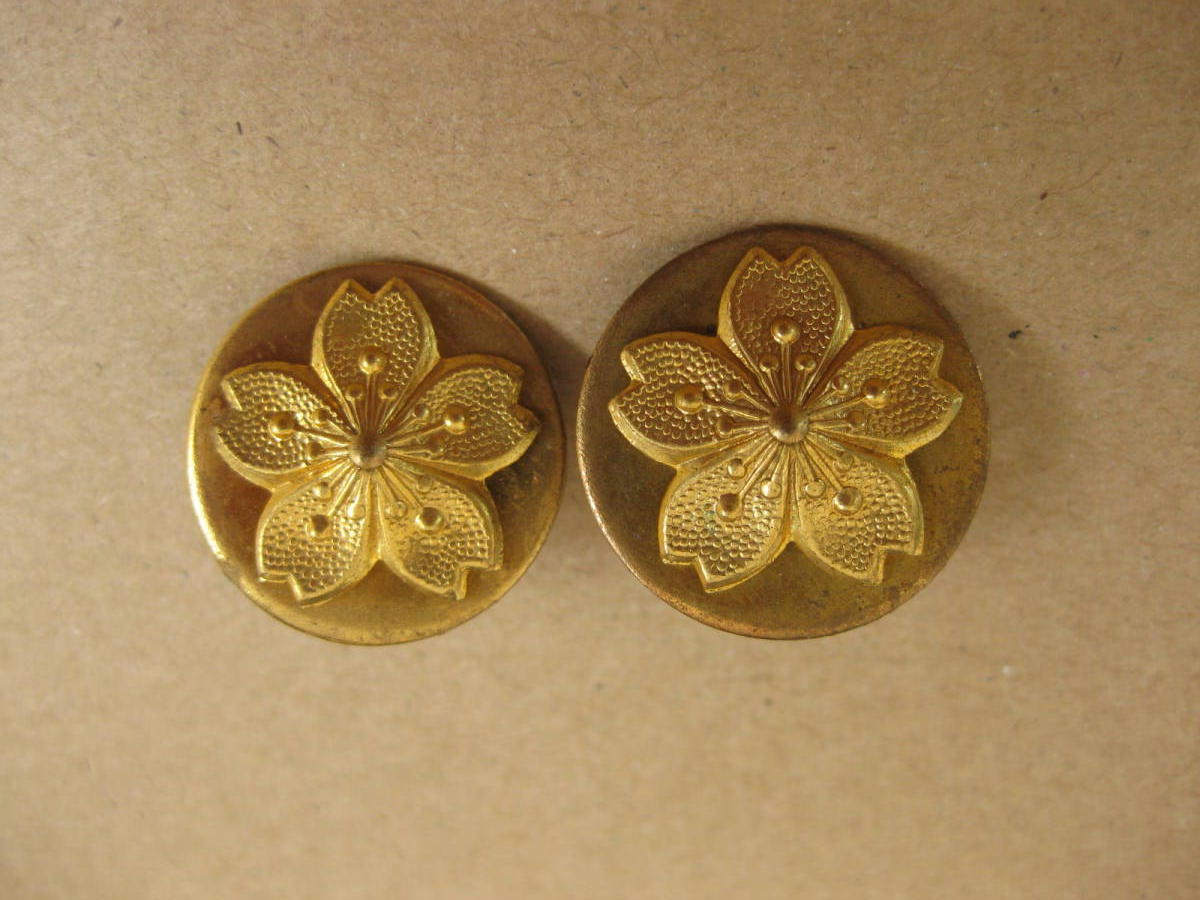
幹部候補生き章
幹部候補生たる陸曹長が両襟に着用する。装着位置は階級章の上になる。陸上自衛隊、航空自衛隊共通である。
陸曹候補者き章
正式名称は91式き章曹候用・陸。陸上自衛隊生徒および一般曹候補生、看護学生は両襟にき章甲を、陸曹候補生および旧制曹候補士は腕にき章乙を着用する。

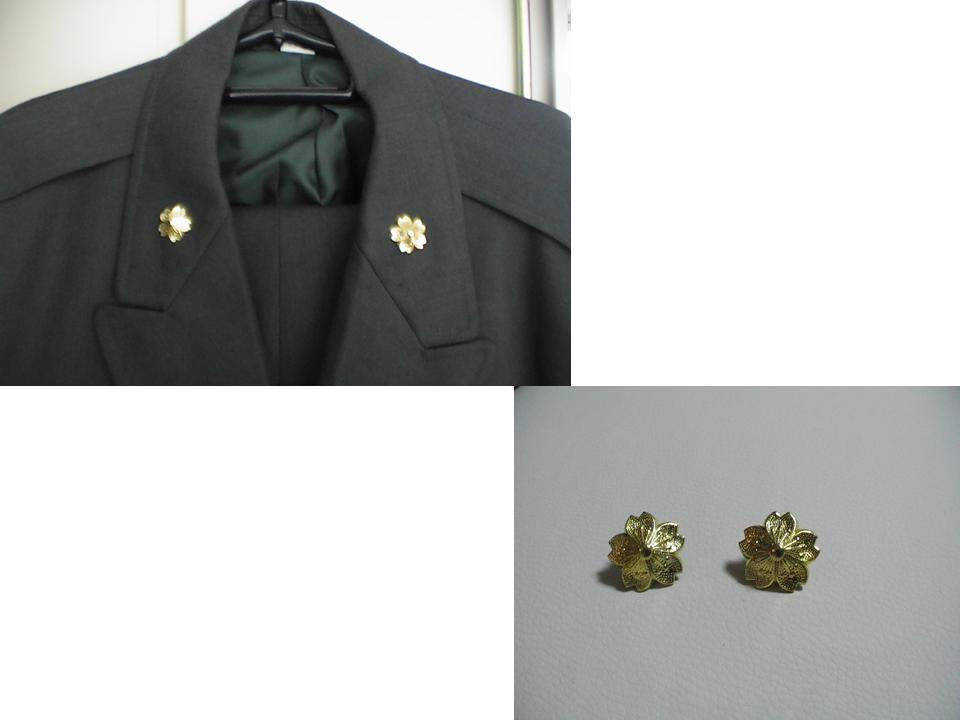
陸曹候補者き章甲
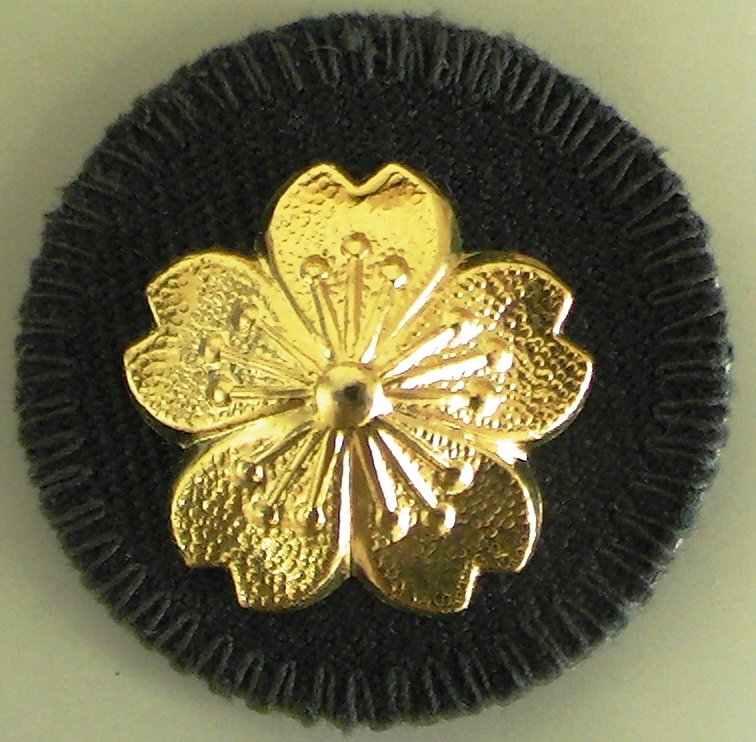
91式き章曹候用（乙）

営内班長き章
昭和46年（19年）7月1日制定。19年制定の「陸上自衛隊服務規則（昭和34年陸上自衛隊訓令第38号）」第13条第1項の規定により営内班長を命ぜられている陸上自衛官が着用する。金色の金属製のもの又は緑色の布製台地に金糸で縫取りをしたもので、隊舎を模したものの中央に、桜星を配したもの。
服務指導准尉き章
「陸上自衛隊の編制に関する訓令（昭和44年陸上自衛隊訓令第11号）」に定める職務編制上服務指導准尉に指定された者が主に着用し、中隊（隊）付准尉（現在は先任上級曹長の職にある自衛官）又は先任陸曹の職務を命ぜられている陸上自衛官（方面総監又は防衛大臣直轄部隊若しくは機関の長がこれらに準ずる職務を行っていると認める陸上自衛官を含む）が主として着用する。金色の金属製のもの又は緑色の布製台地に金糸で縫取りをしたものとし、桜星を中心にし、その両側に金剛石を模したものを配したもの。中隊（隊）以外では連隊（群）若しくはそれに準ずる隊編成の本部に設置されている科（1科又は総務科）若しくは係に設置されている先任陸曹も同様のき章を着用する。
航空き章（陸上）
操縦士又は航空士の航空従事者技能証明を有する自衛官が着用する。金色の金属製のもの又は緑色の布製台地に金糸で縫取りをしたものとし、盾の中央に桜花を配したものを中心にして、その両側に翼を配したものとする。ただし、航法以外の航空業務に係わる「航空従事者技能証明及び計器飛行証明に関する訓令（昭和30年防衛庁訓令第21号）」第3条の規定による高級航空士、上級航空士又は航空士（以下「航空士」という）の航空従事者技能証明を有する者にあっては、燻し銀色の金属製のもの又は緑色の布製台地に銀糸で縫取りしたもの。また、航空士の航空従事者技能証明を有する者は、燻し銀色の金属製のものとし、桜花を中心にして、その両側に翼を配したものとする。
航空管制き章（陸上）
燻し銀色の金属製のもの又は緑色の布製台地に銀糸で縫取りをしたものとし、管制塔の管制室を中心に左右互い違いに稲妻を配したものを中心にして、その両側に翼を配したものとする。
レンジャーき章
昭和33年6月16日制定。「陸上自衛隊の教育訓練に関する訓令（昭和38年陸上自衛隊訓令第10号）」第23条又は第33条の課程において、レンジャー又は空挺レンジャーの教育訓練（同訓令の施行前に行われたこれに準ずる教育訓練を含む）を修了した自衛官および同訓令第16条、第26条又は第42条の規定による集合教育において、レンジャーの教育訓練（同訓令の施行前に行われたこれに準ずる教育訓練を含む）を陸上幕僚長が定める期間受けた自衛官が着用する。燻し銀色の金属製のもの又は黒色の布製台地に銀糸で縫取りをしたもの、戦闘服と同色の布地に黑糸で縫取りしたものとし、金剛石を中心にして、その両側に月桂樹の葉を配したものとする（レンジャーき章乙）。ただし、陸上幕僚長の定める者（幹部レンジャー課程修了者、および教官適任者）にあっては、金色の金属製のもの又は緑色の布製台地に金糸で縫取りをしたものとする（レンジャーき章甲。不屈の闘志を表すダイヤモンドと、栄誉を表す月桂冠の組み合わせ。旧型のレンジャーき章（甲）においては、中心のダイヤモンドのみが金色であった）。

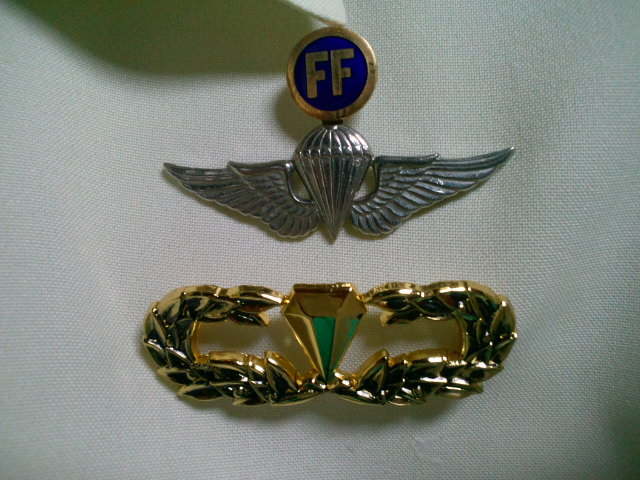
レンジャーき章（甲）の上に自由降下き章（パラウイング上部にFFとある。FFはFree Fall＝自由降下を表示）
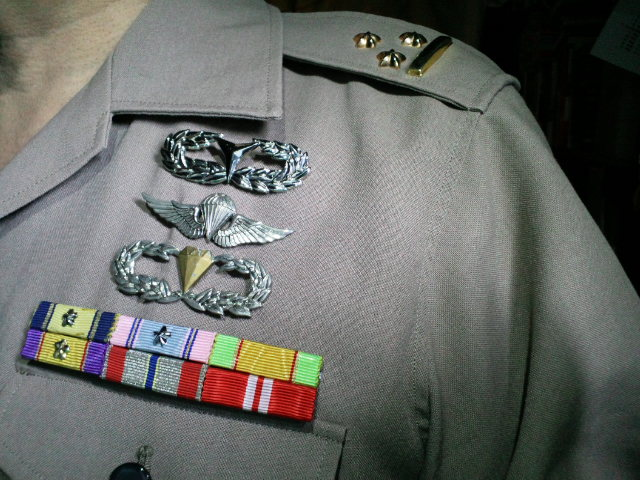
防衛記念章の上に旧レンジャーき章（甲）、空挺き章、体力き章、を着けた71式第3種夏服着用の1尉
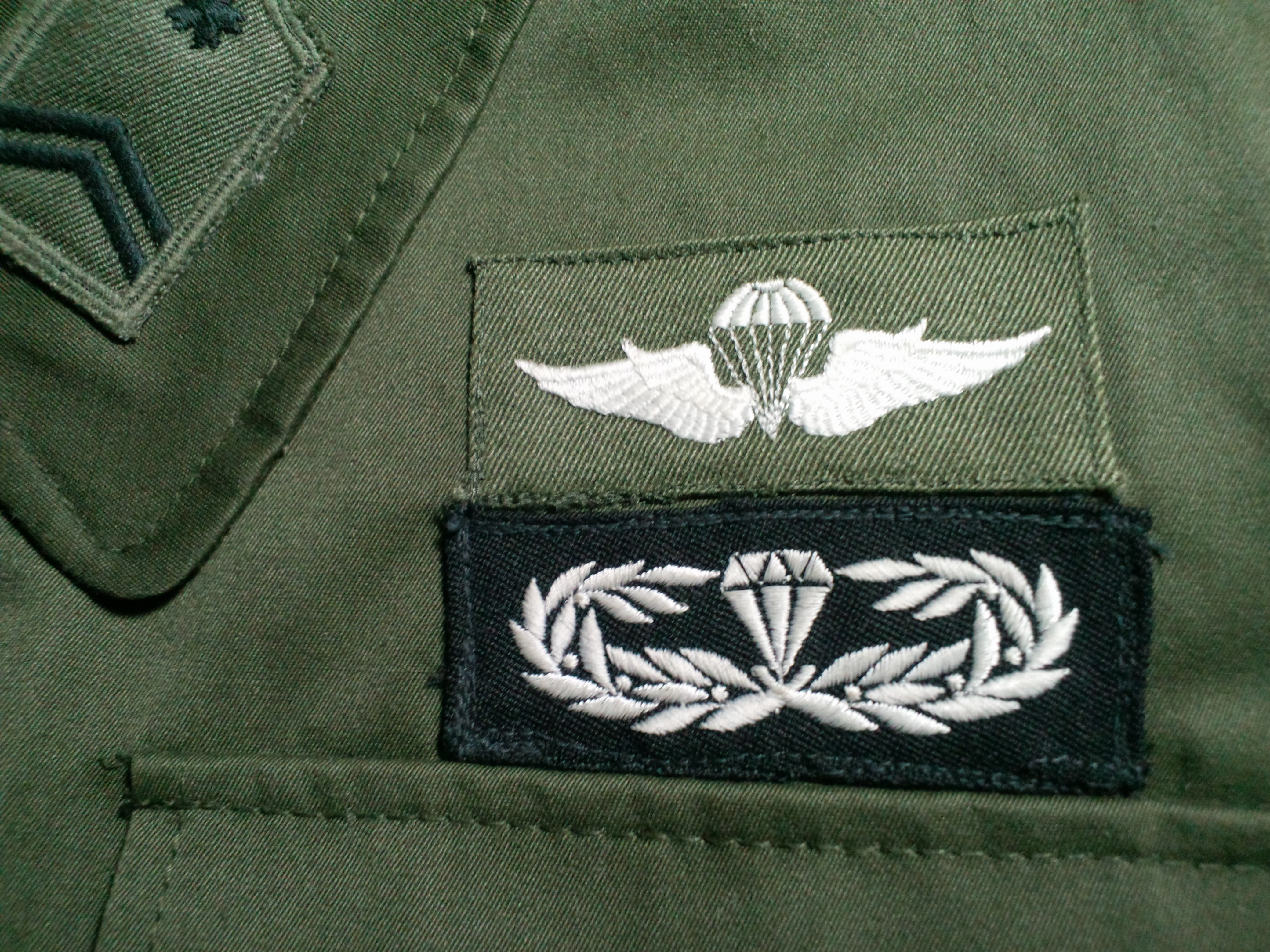
空挺隊員は迷彩服でも目立たない黒糸縫取りではなく、銀糸縫取りの物を着用していた。

空挺き章
「空挺従事者の取扱に関する訓令（昭和30年陸上自衛隊訓令第39号）」第4条の空挺基本訓練課程を修了した陸上自衛官、および航空自衛官が着用する。燻し銀色の金属製のもの又は緑色の布製台地に銀糸で縫取りをしたもの、戦闘服と同色の布地に黑糸で縫取りしたものとし、落下傘を中心にして、その両側に翼を配したものとする。
自由降下き章
空挺基本訓練課程を修了した者のうち自由降下課程を修了した者が着用する。自由降下のフリーフォールのイニシャルであるFFが丸で囲まれ空挺き章のパラシュート上部中央にデザインされている。
不発弾処理き章（陸上）
「陸上自衛隊の教育訓練に関する訓令（昭和38年陸上自衛隊訓令第15号）」第26条又は第42条の規定による集合教育において、不発弾の処理に関する教育訓練を陸上幕僚長が定める期間受けた陸上自衛官、およびこの者と同等以上の技能を有すると陸上幕僚長が認める陸上自衛官が着用する。燻し銀色の金属製の桜星および金色の金属製の弾丸を中心にして、その両側に燻し銀色の金属製の桜葉を配したもの又は緑色の布製台地に銀糸で縫取りをした桜星および金糸で縫取りをした弾丸を中心にして、その両側に銀糸で縫取りをした桜葉を配したものとする。
特殊作戦き章

体力き章（陸海空共通）
「体育訓練の種目等に関する訓令（昭和33年防衛庁訓令第82号）」第3条の規定により実施される体力測定において、陸上幕僚長、海上幕僚長又は航空幕僚長が定める基準以上の成績を修めた陸上自衛官、海上自衛官および航空自衛官が着用する。燻し銀色の金属製のもの又は緑色の布製台地に銀糸で縫取りをしたものとし、表面が6面の星を模したものを中心にして、その両側に月桂樹の葉を配したものとする（海上自衛隊に於いては体力測定の他、水泳能力検定1級も取得した者は中心の星が金色の物を着用する）。
射撃き章
「陸上自衛隊の教育訓練に関する訓令」第53条第1項の規定により実施される射撃に関する技能検定において、陸上幕僚長が定める基準以上の成績を修めた陸上自衛官が着用する。燻し銀色の金属製のものとし、桜花、標的および照星を桜葉で抱擁したものとする。ただし、陸上幕僚長の定める者にあっては、照星を金色とする。
格闘き章
「陸上自衛隊の教育訓練に関する訓令」第53条第1項の規定により実施される格闘に関する技能検定において、陸上幕僚長が定める基準以上の成績を修めた陸上自衛官が着用する。燻し銀色の金属製のもの又は緑色の布製台地に銀糸で縫取りをしたものとし、盾と2先の剣2本を組み合わせたものを中心にして、両側に月桂樹の葉を配したものとする。ただし、陸上幕僚長の定める者にあっては、盾と2先の剣2本を金色とする。
スキーき章
「陸上自衛隊の教育訓練に関する訓令」第53条第1項の規定により実施されるスキーに関する技能検定において、陸上幕僚長が定める基準以上の成績を修めた陸上自衛官が着用する。燻し銀色の金属製のもの又は緑色の布製台地に銀糸で縫取りをしたものとし、スキーと雪の結晶を組み合わせたものを中心にして、両側に月桂樹の葉を配したものとする。ただし、陸上幕僚長の定める者にあっては、雪の結晶を金色とする。
職種き章

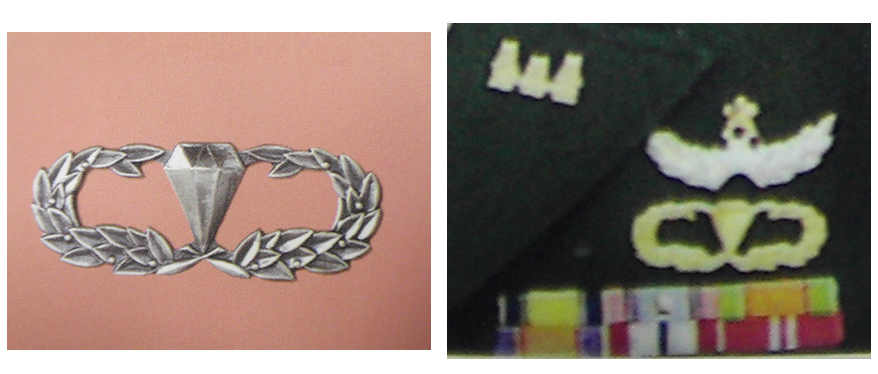
施設科（右の画像の襟のき章）
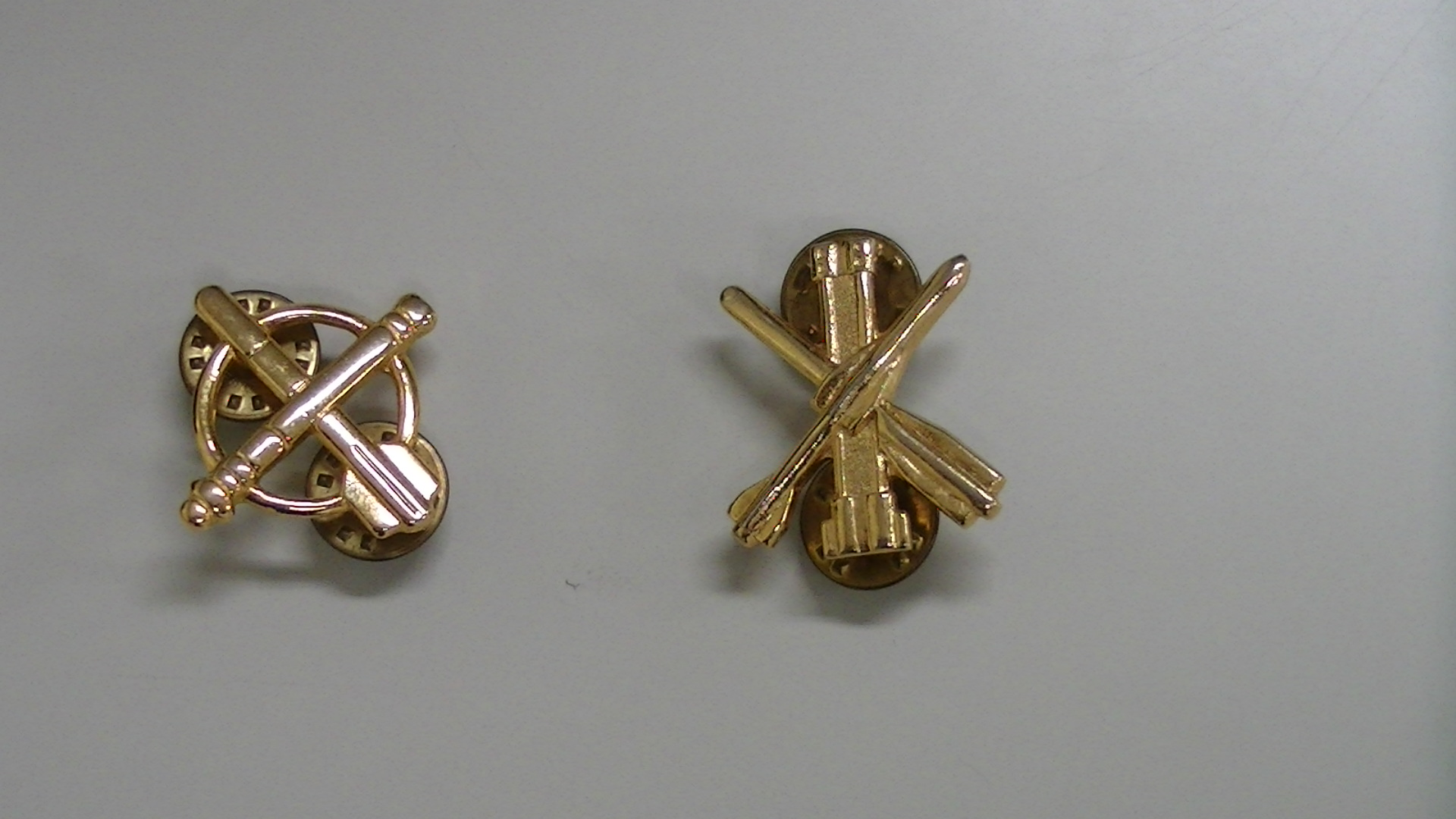
野戦特科（左）と高射特科（右）
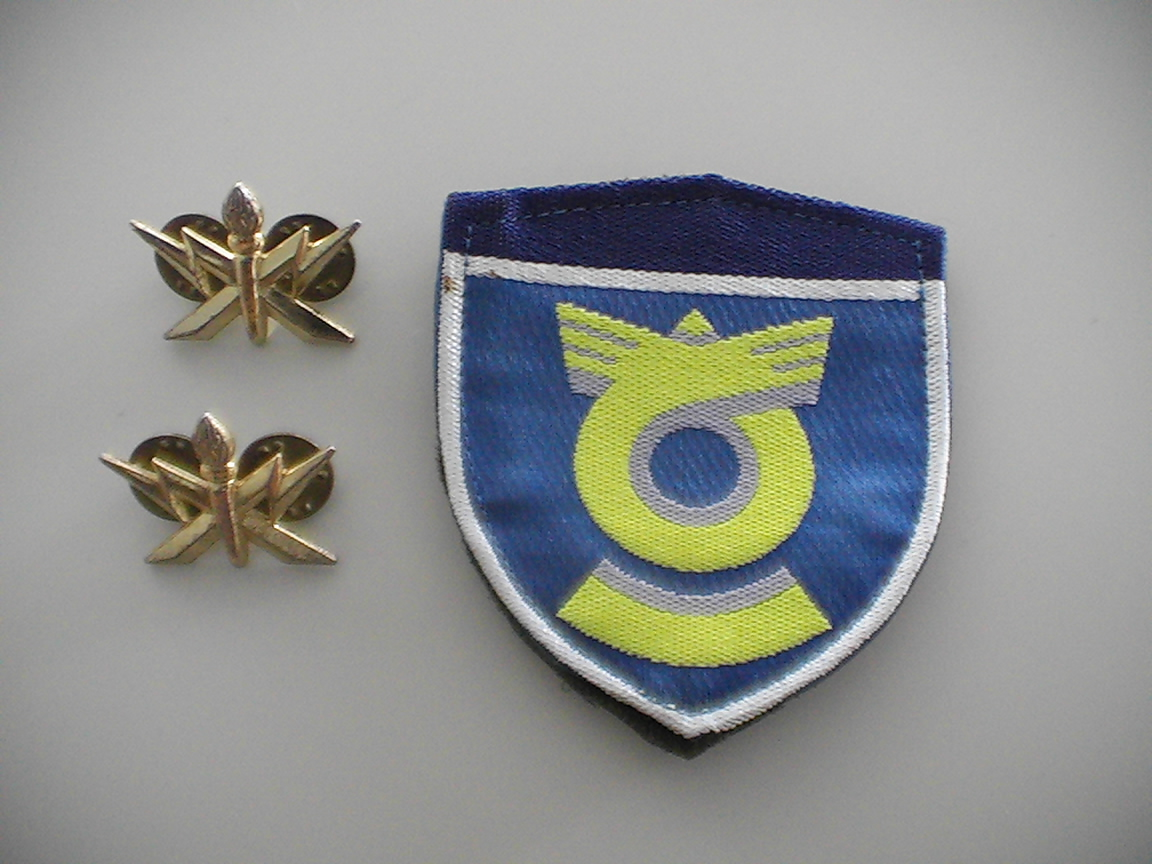
通信科
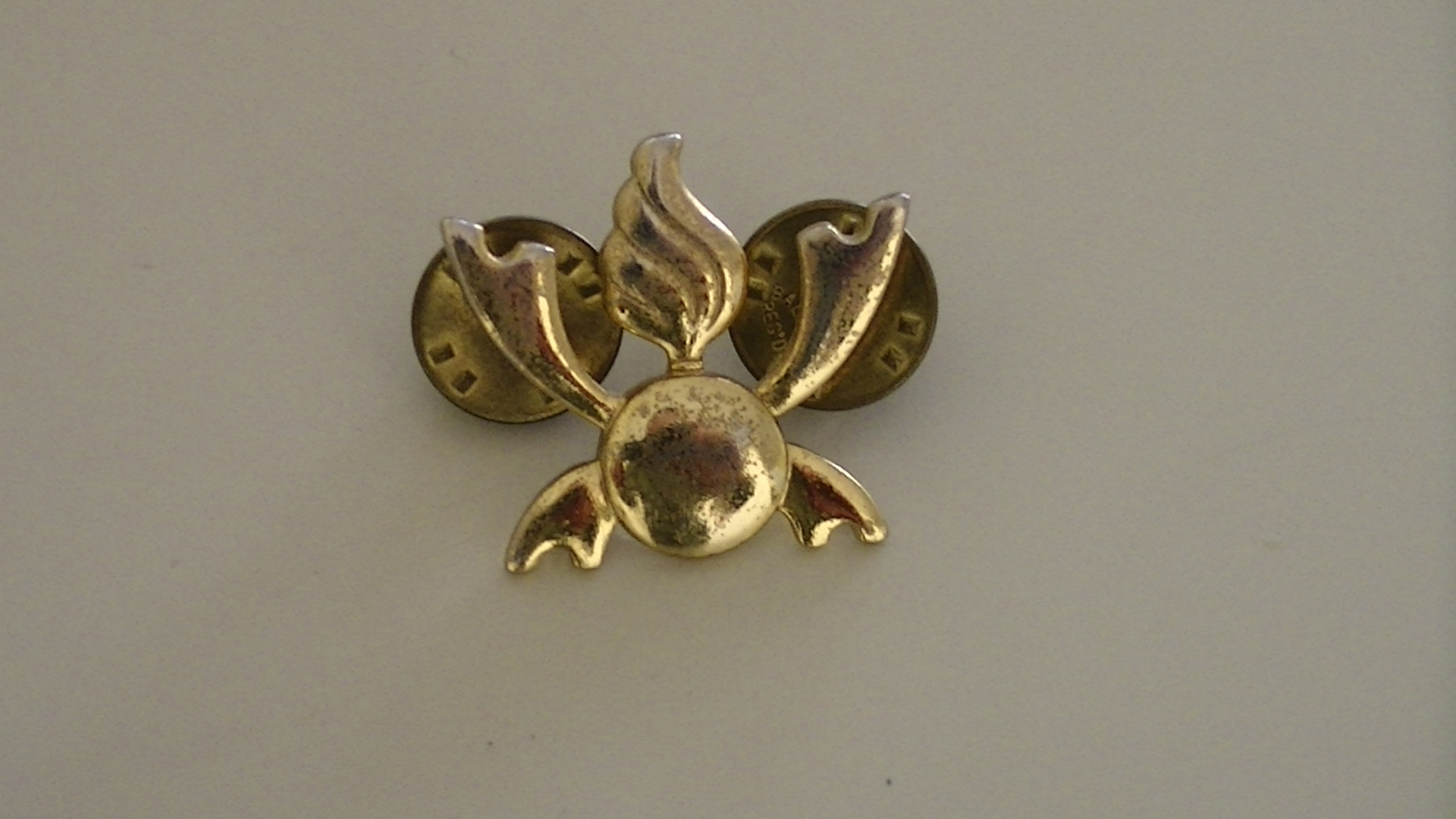
武器科
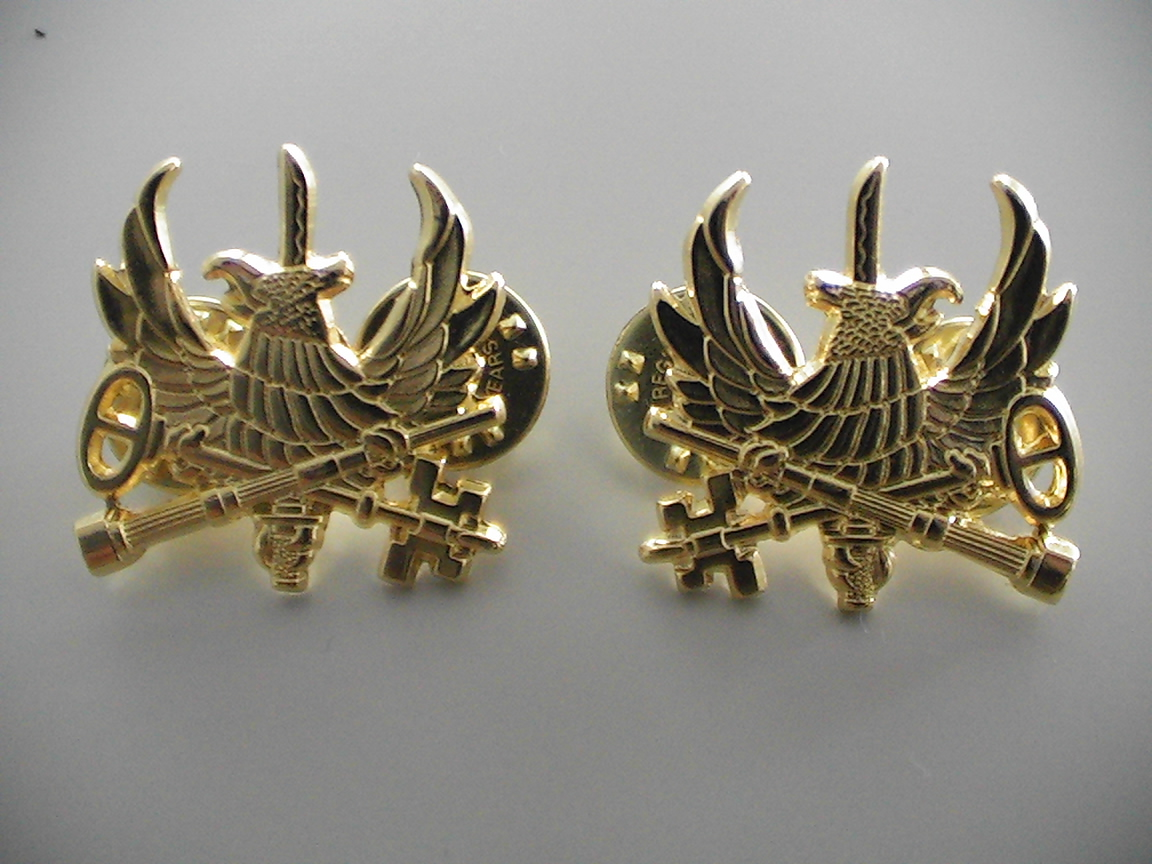
情報科

（最）先任上級曹長

## 海上自衛隊

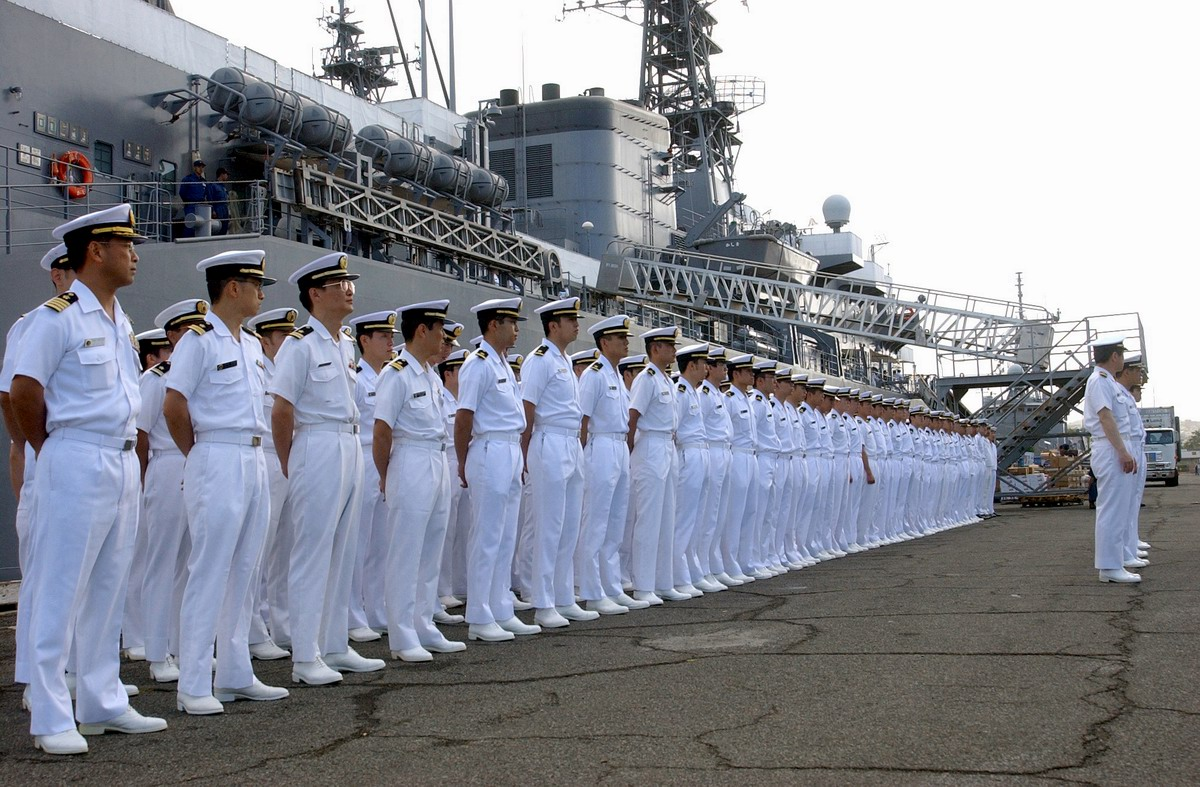
整列しているのは第3種夏服の幹部。艦上にあるのは作業服装。2004年5月4日

### 制服の変遷

#### 海上警備隊・警備隊時代
海上警備隊では当初、海上保安官の制服を流用していたが、新生海軍に相応しい制服が要望されたことにより検討が行われ、員長（士クラス）以下は女性からも人気があるセーラー服の採用が決定した。幹・曹クラスの制服は旧海軍の詰襟服を推す声が出ていたが、国民から軍国復活を連想されかねないとの理由で除外され、最終的には、冬は各国海軍共通で国際的にも通用する黒ダブルのネクタイスタイル、夏は幹部は灰色の背広型、曹は白色詰襟型が採用された。

#### 昭和29年（1954年）7月
海上自衛隊発足に際し、常装冬服・夏服が警備隊から継承されたものが制定される:p316（夏服は幹部は灰色の背広型、海曹は白色詰襟型、海士は白色セーラー服が継承され、海士の第2種夏服として淡い灰色のセーラー服が支給された）。
初期の制服は旧海軍型の上衣で、セーラーカラーのラインは白線1本で、袖にはカフスは無く袖口はオープンであったが、海上自衛隊になりセーラーカラーは白線2本で袖にも白線2本のカラーが付いた物になった裾の大きく広がったパンタロンスタイルで、前は左右３つボタンの四角方で前に開くタイプで後ろはＶカットされており、ウエスト調節用の細紐が付けられていた。後に上衣はそのままでズボンが前ジッパーのスラックスタイプとなる。自衛隊法施行規則では黒色とされているが、実際には濃紺である。これは現在でも同様である。
制帽については、幹部及び警備士(現在の海曹)用、警査(現在の海士)用セーラー帽は現行の常時白天井とは違い、帽体は黒色の旧海軍と同様の物で夏服は白い帽子覆いを付けていた。

#### 昭和33年（1958年）6月
旧幹部夏服が幹部第1種夏服と、旧海曹・海士夏服が第2種夏服となる。幹部第2種夏服（白色詰襟型）・略衣（白色半袖）が制定される:p316。
幹部、海曹、海士セーラー帽が通年白色となる。帽体が白の覆いを付けるのではなく現行タイプの物となる。また、幹部、海曹用の帽章は別々となり、意匠はそのままではあるが大きさ等差別化された。

#### 昭和39年（1964年）8月
旧略衣が防暑衣となる:p316。

#### 昭和45年（1970年）10月
旧防暑衣が第3種夏服となる:p316。隊員間では第3種夏服とは呼ばず、通称は略衣と呼ばれる。また、海士に共通のセーラー服であった航空学生等に詰襟短丈で7つボタンの濃紺の制服(旧海軍の予科飛行練習生と同様の物)が制定される。この制服は少年術科学校生徒、及び昭和50年度から開始の一般海曹候補生にも継承された。
海士制服は昭和40年代の終り頃にセーラーカラーの白線が1本で袖口にカラーの無い旧軍タイプの物が支給されたが一時的でありすぐに以前(現行型も同じ)からの白線2本襟のカフスが付いた上衣に変わった。後にズボンも変更され、前ジッパーのスラックスタイプとなる。
入隊時の夏1種・冬制服の貸与は2着であったが、昭和50年 - 54年位までは上衣については白線1本と白線2本の両タイプの制服が１着ずつ貸与される重複期間があった。昭和55年には2着とも従来の2本線制服の貸与となっていたが、1本線の旧型制服はその後の被服交換で順次２本線の新制服に交換されていった。
実際の夏服の着用について、幹部及び、海曹については第1種は礼式や分隊点検等の行事以外ほとんど着用する事が無いが、海士は夏場の肌寒い日などでは第1種とするなど頻繁に着用されている。幹部は灰色背広型の第1種が廃止されるまでは寒いときなど頻繁に着用していたが、廃止後は海曹とともに寒いのを我慢して第3種(略衣)を着用している。常装で第1種を着用してはいけないという規則は無いが、着用していると目立つ上、微妙に違和感があったりする。平成8年に幹部・海曹に第2種夏服が制定されるまで我慢しなければならない状態が続く。
幹部、海曹の正帽章の意匠が変わり、現行の制帽章になった。
服の手入れでは、セーラーとパンタロンは裏返してアイロンをかけ、スラックスは表からアイロンをかける事とされていた。そのため折目が上衣とパンタロンは谷になり、スラックスは普通の服と同様の山になる。セーラーカラーは均等に3つの山が出来るようにアイロンをかける。現在では裏返してアイロンをかけるかどうかは部隊による。
当時、海上自衛隊は夏服冬服共に海士が私物の制服をオーダーする事が多く、上衣は官品と同様セーラーカラーに2本線の物であるが、セーラーカラーは小さめにし、ズボンは前ボタンのパンタロンの物で裾は大きく開け、冬服は黒い生地で階級章と精勤章は光沢のある赤糸で刺繍した物を好んでオーダーしていた。分隊点検等の行事には着用出来ないが舷門当番等の当直勤務、出入港時の着用等、通常は私物を着用していた。
また、一つの伝統のようなもので、海曹に昇任した場合に後輩に譲るという事が繰り返され長く着用されていた。譲られた者はお返しと昇任祝いとして海曹用の正帽を送るという事もあった。

#### 昭和49年（1974年）
婦人自衛官（現在の呼称は女性自衛官）の制服が制定された:p316。

#### 平成8年（1996年）7月
灰色4つボタン背広型の幹部第1種夏服とワンピース型の女子第2種夏服が廃止され、男子は旧第2種夏服（白色立襟型）が第1種夏服となり、陸上自衛隊・航空自衛隊と同様の第2種ワイシャツにネクタイの第2種夏服が男女共通で制定される:p316。
通常の白ワイシャツ(市販品同等)は第1種ワイシャツに、両胸にフラップ付ポケット、肩にエポレット(乙階級章装着)のある第2種夏服用白ワイシャツが第2種ワイシャツに制定された。冬服はどちらのワイシャツ着用でもよいが、上着を脱いだ時に階級の判別が出来る第2種ワイシャツが好ましいとされる。

#### 平成31年（2019年）4月
幹部及び、海曹用にカーキ色のシャツとパンツの第2種制服が制定（ただし、自衛隊法施行規則の改正は1年前の平成30年3月）される。通称「勤務服」。この新第2種夏服制定に合わせて黒色ベレー帽型の第2種略帽が制定される。幹部・海曹は正帽同様、帽章で差別化されている。
旧第2種夏服は廃止(種別がなくなる)された。種別指定が無くなっただけで、従来と同じく冬服で第2種ワイシャツを着用して上衣を脱いだ格好は変わらない。なお、旧型も新型の支給が完了するまでの間は第2種夏服として着用される併用期間になる。（経過措置）また、旧第２種夏服は冬服着用期間中には「冬略装」として着用したが、現在の第２種夏服の着用期間は各地方隊（東京のみ海幕）が定める警備区内の制服の着用時期の文書にて、基本的に年間を通じて着用できるよう定めている。（例：第２種夏服の常装混用期間を４月１日～３月３１日とする。）そのため、従来冬服着用期間中は「常装」ではないことから防衛記念章及び徽章は着用できなかった（実際は多くの隊員が着用していた、これは服装規則違反にあたる。）が、現在は経過措置及び各地方隊等で定める着用時期の関係で通年で「常装」という位置付けとなり、逆に防衛記念章及び徽章を冬服着用期間中も旧第２種夏服に着用できる状況となっている。
なお、この第2種夏服は常装と元来の作業服の中間に位置し、ある程度のフォーマルを追求する一方で、汚れ等の恐れがある一部の作業にも従事することを意図されている。

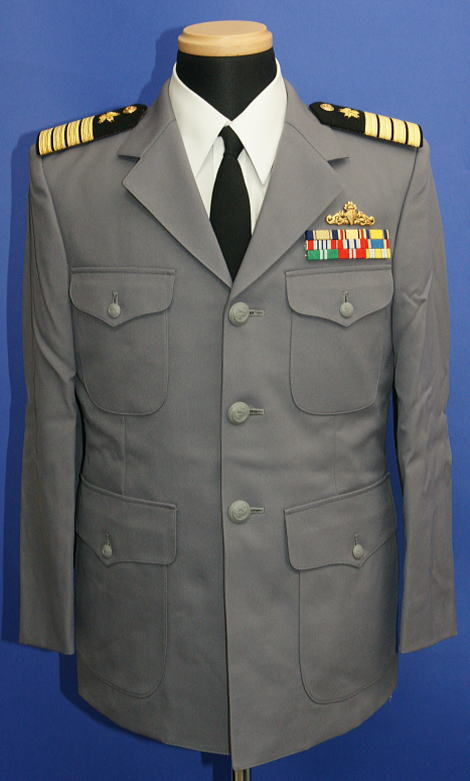
1996年に廃止された第1種夏服

| 概要                                    | 1954年（昭和29年） | 1958年（昭和33年） | 1964年（昭和39年） | 1970年（昭和45年） | 1996年（平成8年） | 2019年（平成31年）     |
| --------------------------------------- | ------------------ | ------------------ | ------------------ | ------------------ | ----------------- | ---------------------- |
| ダブルの黒背広                          | 冬服               | 冬服               | 冬服               | 冬服               | 冬服              | 冬服                   |
| 白詰襟                                  | 夏服（海曹）       | 第2種夏服          | 第2種夏服          | 第2種夏服          | 第1種夏服         | 第1種夏服              |
| 第2種ワイシャツに黒ズボン（黒ネクタイ） | （なし）           | （なし）           | （なし）           | （なし）           | 第2種夏服         | 第2種制服 （経過措置） |
| カーキ色長袖シャツにカーキ色ズボン      | （なし）           | （なし）           | （なし）           | （なし）           | （なし）          | 第2種夏服              |
| 半袖白開襟シャツに白ズボン              | （なし）           | 略衣               | 防暑衣             | 第3種夏服          | 第3種夏服         | 第3種夏服              |
| シングルの灰色背広                      | 夏服（幹部）       | 第1種夏服（幹部）  | 第1種夏服（幹部）  | 第1種夏服（幹部）  | （廃止）          | （なし）               |

#### 帽章
保安庁警備隊創隊から防衛庁海上自衛隊発足以後1970年（昭和45年）までの間は、現在の帽章とは異なるものが用いられていた。この旧型帽章制定の際に参考にされたのは、当時の警備隊が属する保安庁の海上保安官の帽章である。錨の周囲を輪金で囲み、その上位に鴎をつけ、下部を桜葉及び桜蕾で囲んだものであった。ちなみに、海上保安庁のそれはほぼ配置が同じであるが、錨（海上保安庁はコンパス）、輪金（救命浮環）、桜（梅）の違いがあった。

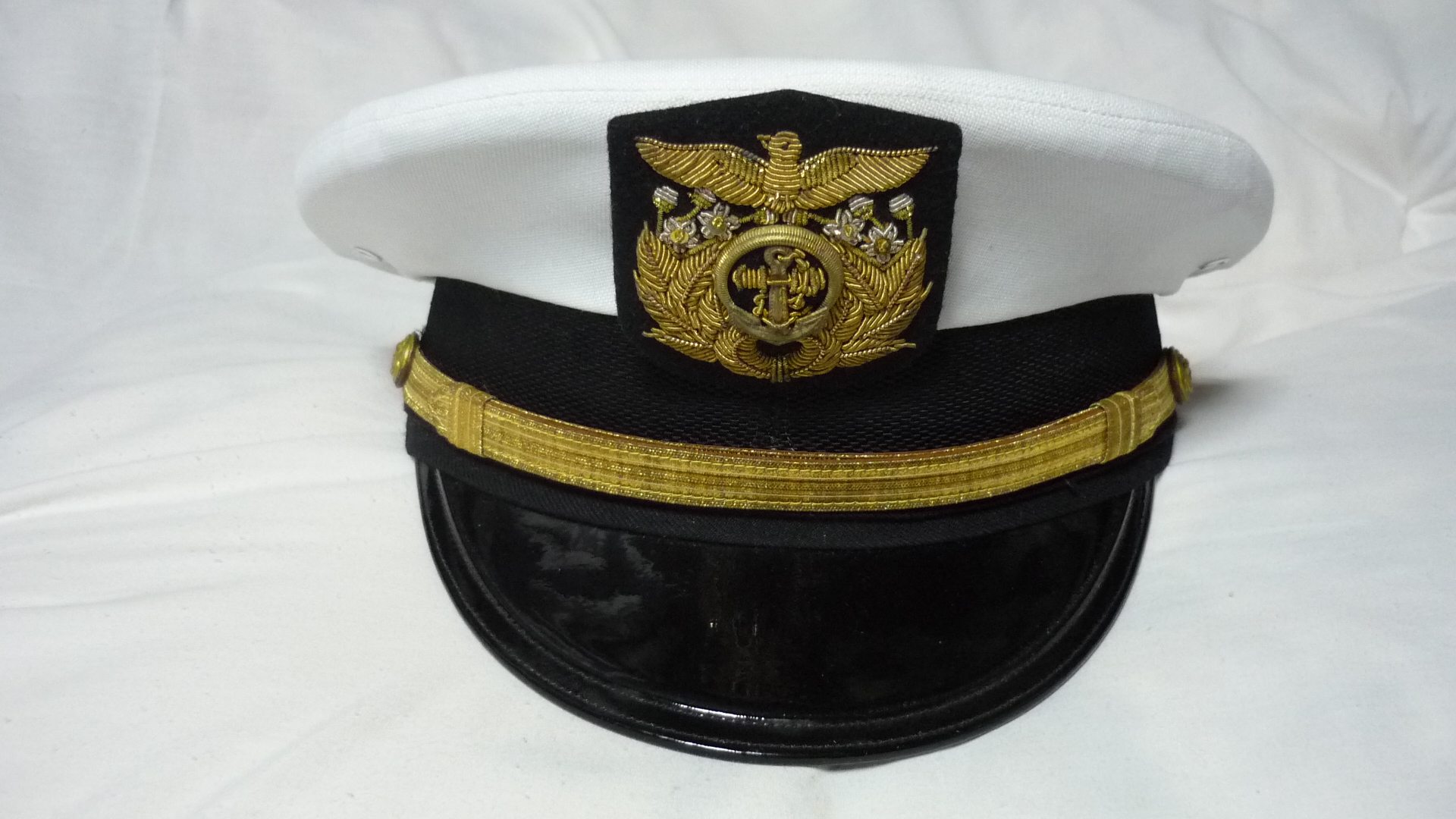
警備隊 - 1970年幹部用正帽　58式までは少し小さい帽章で曹と同じ物を使用し、帽体は黒で夏服用は白カバーを付ける旧海軍式であった。

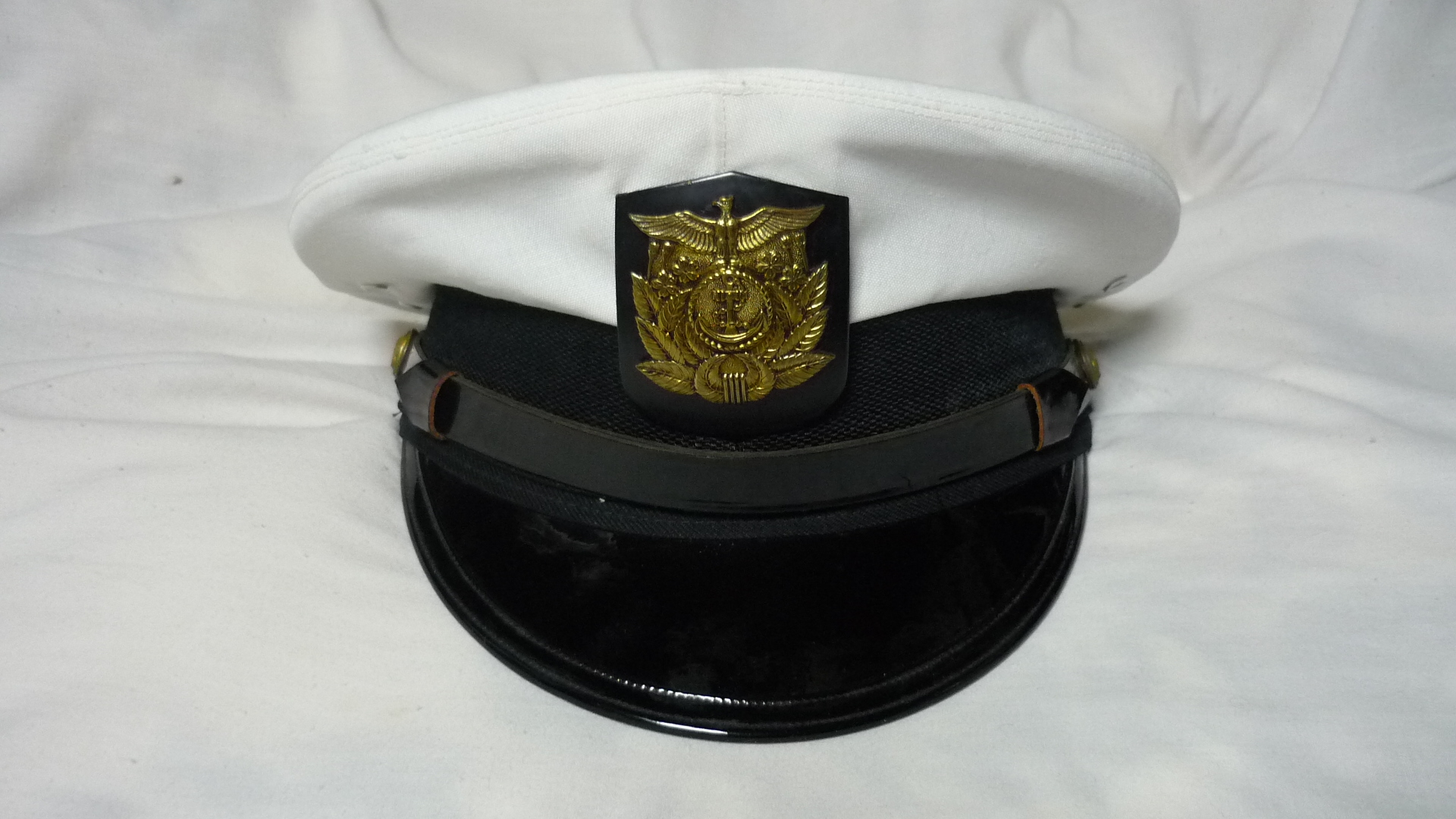
警備隊 - 1970年海曹用正帽 58式までは帽章は幹部用と同じ物で違いは顎紐のみ。帽体も幹部同様冬は黒で夏用は白カバーを付ける旧海軍式であった。

1970年以降の帽章は上部中央にいぶし銀の桜花を配し中央部にアンカー、それを桜葉が囲むデザインで幹部用は金モール製、海曹用は金属製で一回り小振りに出来ている。
准海尉以上の幹部自衛官の帽章は旧海軍の物に酷似している。旧海軍との違いは中央の輪金のデザインが旧海軍は真円であるのに対し、海上自衛隊は楕円である事である。また、海曹の帽章と准海尉以上の幹部自衛官の帽章との最も大きな違いは、中央のアンカーを囲む輪金の有無である点は、昭和17年以降の旧海軍の士官と下士官の違いと同様である。  
海士用帽章は創設以来変わりなく、旧海軍と同様の所属艦艇名、部隊名を標したペンネント（黒色八丈織の鉢巻式で、前面に所属部隊を示す文字。更に両端に錨各1個を金色の金版打としたもの）。旧海軍との違いは表示が右書きか左書きかの違いである。
ペンネントの文字は、「海士長以下の自衛官の帽章に表示する文字に関する訓令」（昭和43年海上自衛隊訓令第9号）及び「海士長以下の自衛官の帽章に表示する文字に関する達」（昭和43年海上自衛隊達第27号）により規定されている。
転勤で現所属を離れ、新部隊に着任するまでは「海上自衛隊」（例として、1術校を終了して1護隊所属艦への配属の場合、学校で「第1術科学校」を返納して「海上自衛隊」に付け替え、着任部隊で「第1護衛隊」を受領する）や、部隊名「横須賀潜水艦基地隊」や「第51護衛隊」、他艦艇と隊を組んでいない艦艇は「自衛艦○○」（○○にはこんごう等の艦名が入る）などである。艦隊所属の自衛艦であっても全自衛艦が自艦の名前のペンネントを持っている。これは、編成は変更となることが多く、また、何らかの理由で一時的に隊から離れる事もあり、その場合は個艦名のペンネントを使用するからである。通常は国名は入らないが練習艦隊の場合のみ、「日本国練習艦隊」という文字となる。音楽隊に配属された場合は「海上自衛隊」となる。
制服着用の男性の海士は一目で所属が分かる事になる。

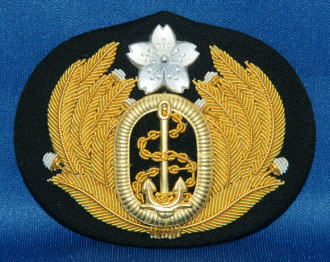
幹部用正帽章

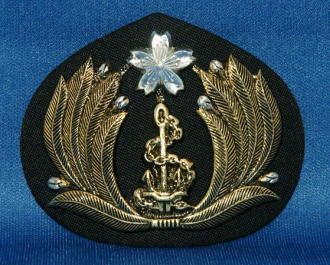
海曹用正帽章

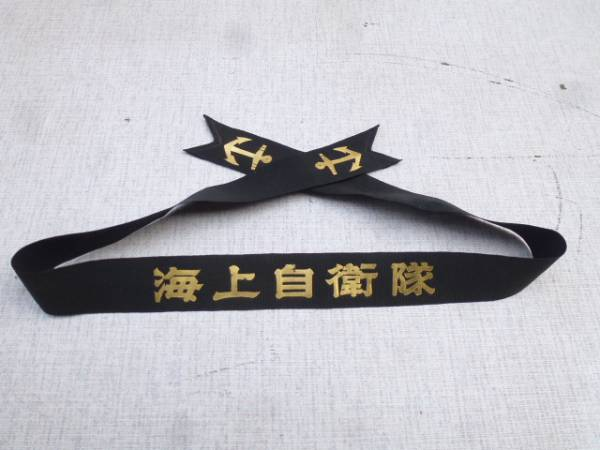
海士用正帽章（ペンネント）海上自衛隊

### 現在の制服

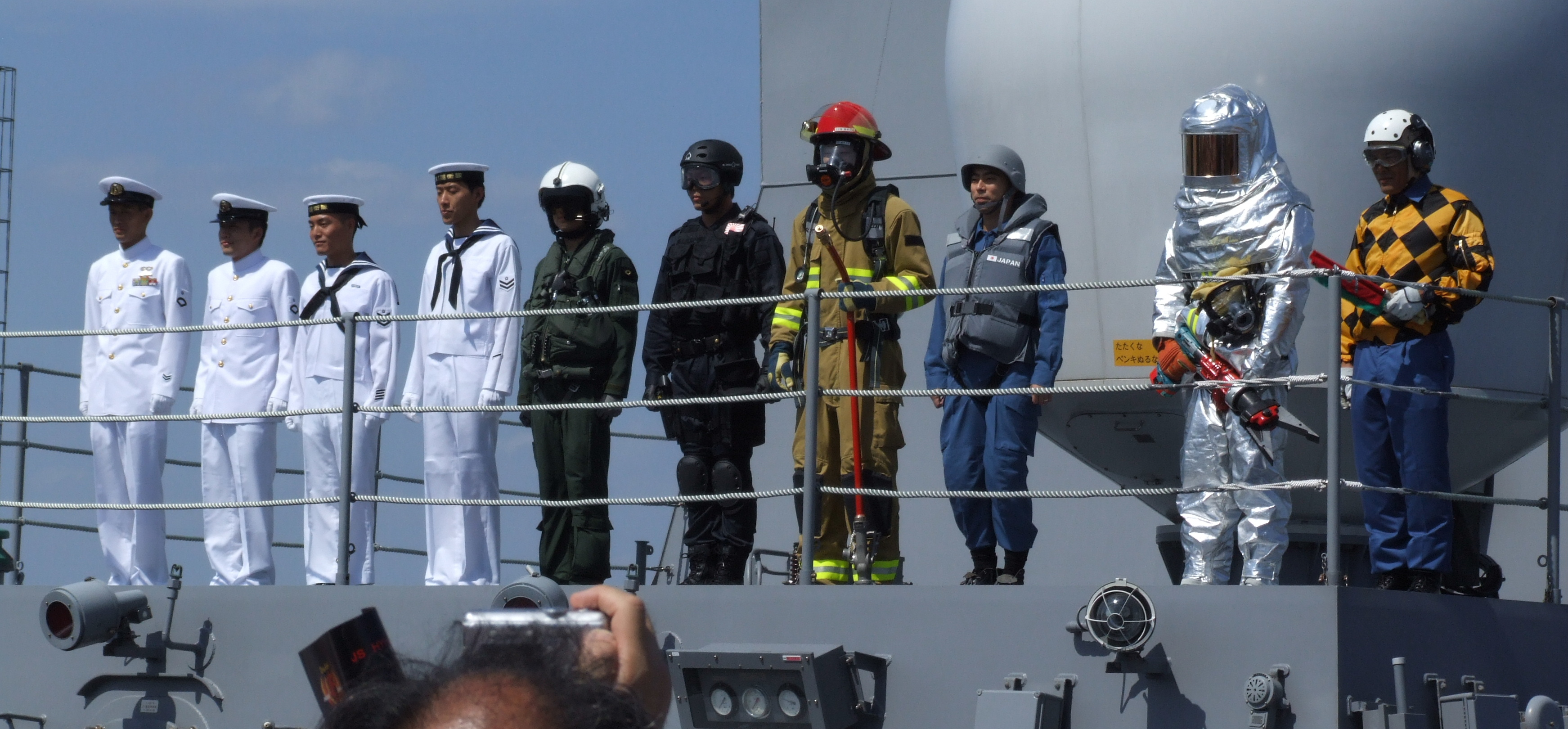
海上自衛隊の各服装。左から、海曹（2人）、海士（2人）の通常礼装夏服、航空服装、立入検査服装、消防服装、艦艇戦闘服装、消防服装（火炎防護衣）、航空整備服装（航空誘導服）

#### 常装
全体的に、黒と白を基調とした服制で、各国海軍との共通性が見出される。
陸上自衛隊や航空自衛隊は創設から現在までの間に、複数回の大きな変更をしてきたが、海上自衛隊の男性用制服については殆ど変更をしておらず、1970年（昭和45年）に変更された幹部正帽章と1996年（平成8年）に廃止された第1種夏服以外は、冬服夏服共に1950 - 60年代制式の物が現在でも通用し見た目の違いは殆ど無い。

##### 制帽

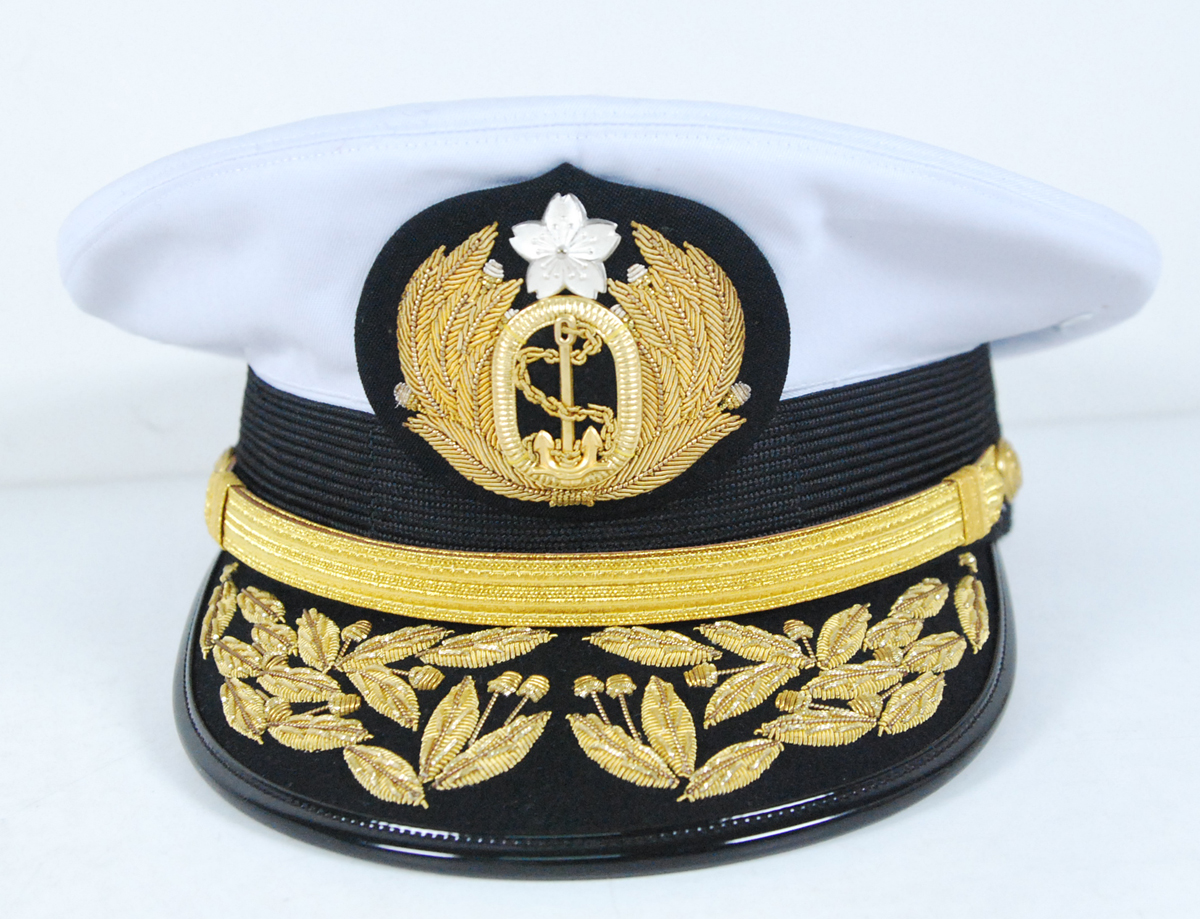
将官正帽

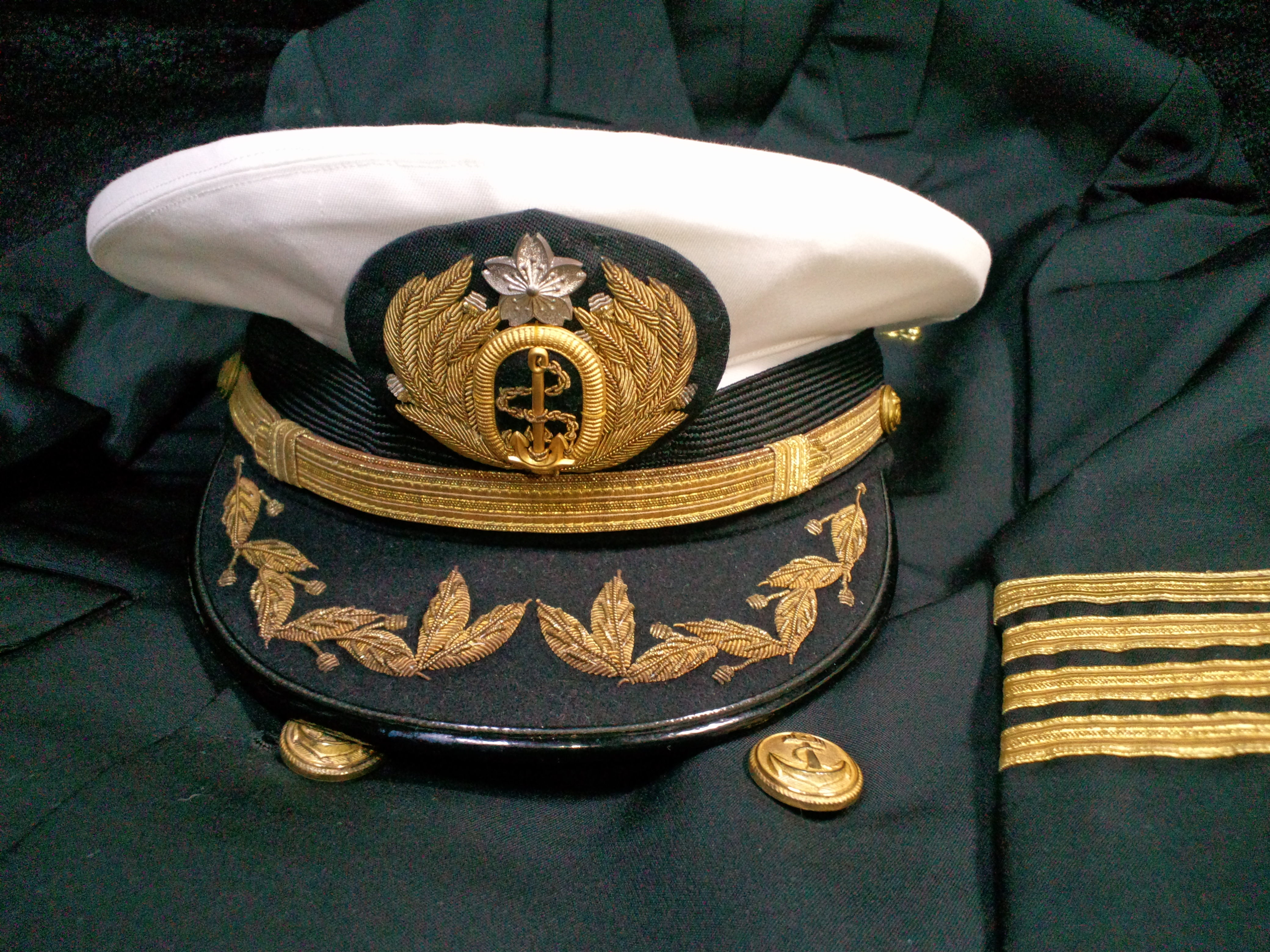
1等海佐、及び2等海佐正帽

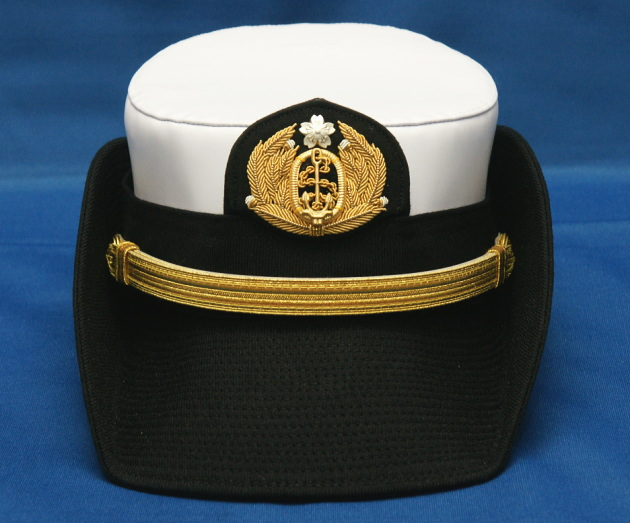
尉官、及び3等海佐たる女性自衛官用正帽

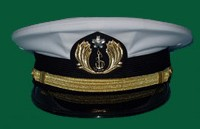
幹部候補生たる海曹長用正帽

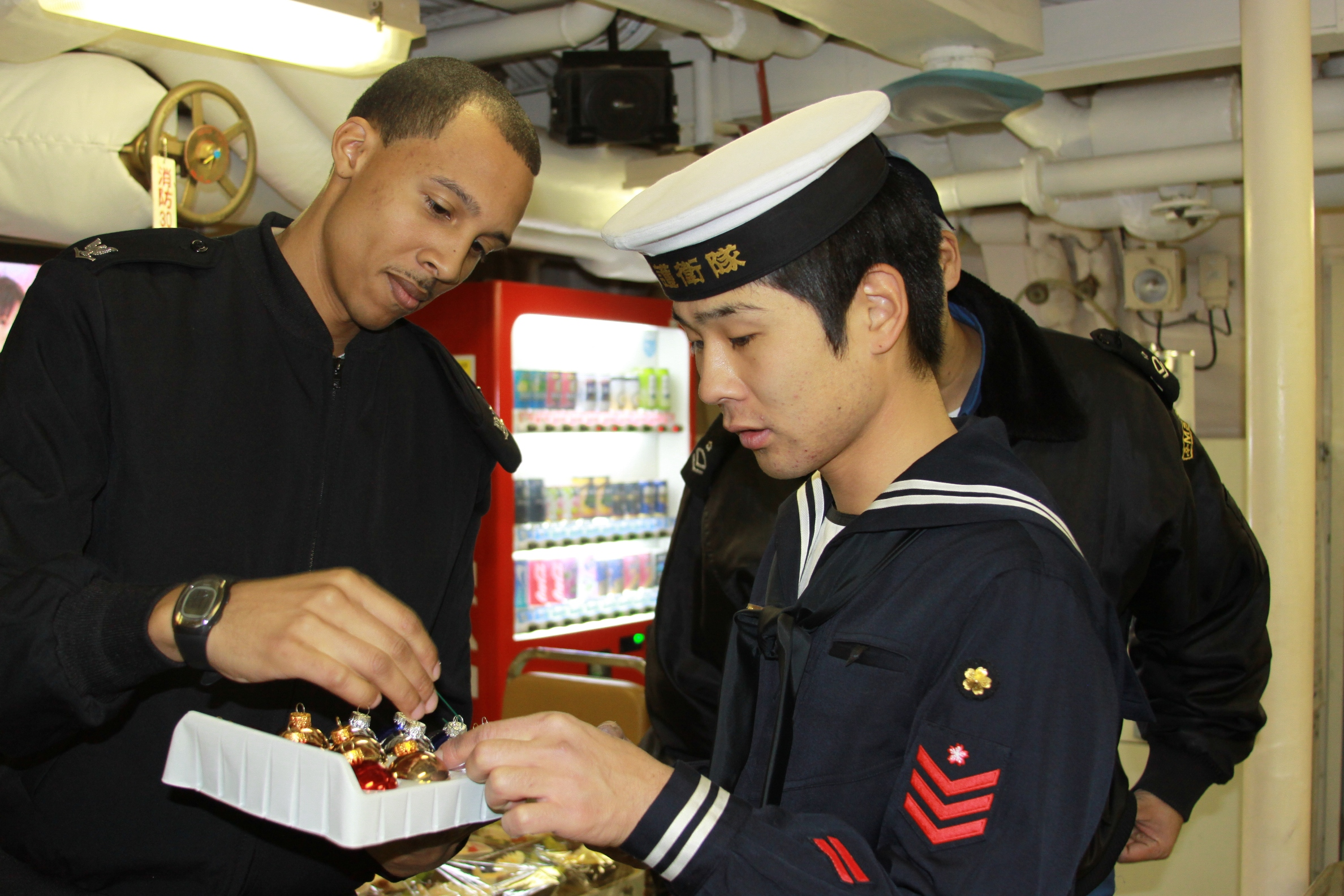
冬服の海士長

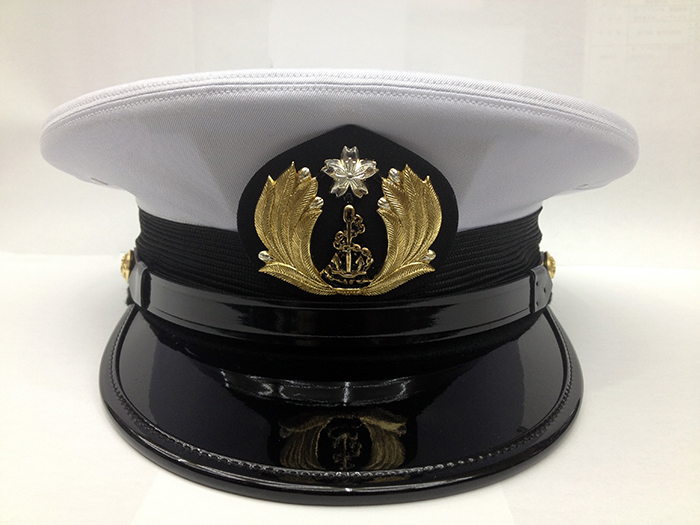
海曹用制帽

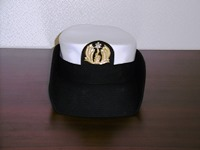
WAVE曹士用制帽

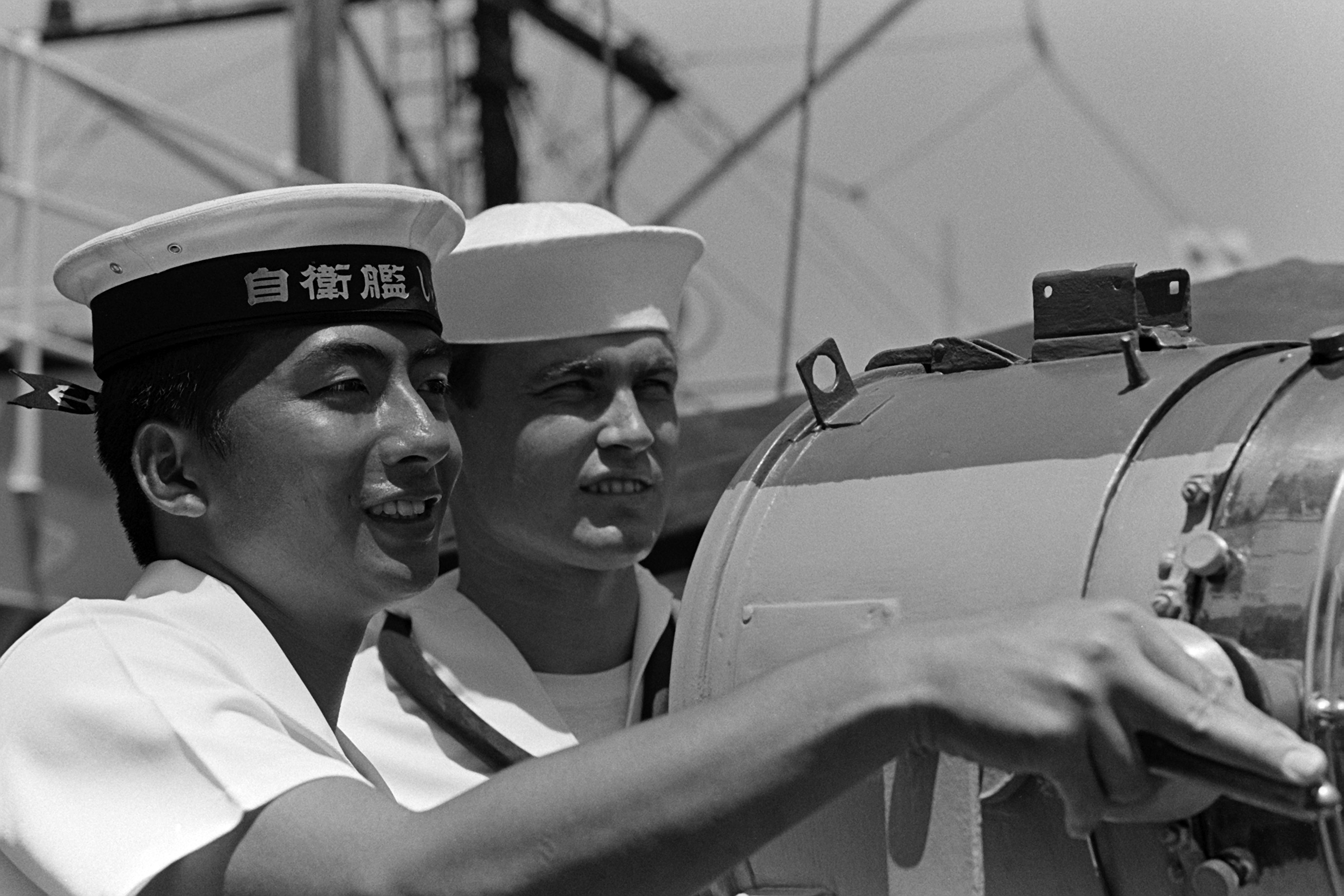
左が「自衛艦しらね」の文字が入った帽章。右は米海軍兵

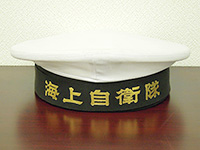
海士制帽

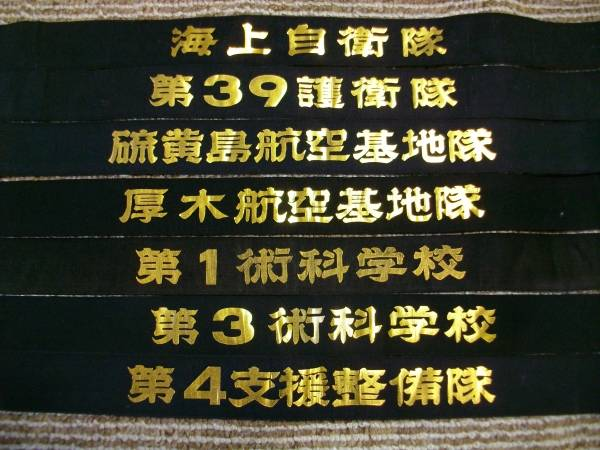
各部隊名のペンネント

制帽には、正帽（女性正帽）・冬略帽・夏略帽（女性自衛官は夏冬の区別なく女性略帽が定められている）・作業帽（海曹長以下 、准海尉以上の幹部自衛官につては主に冬略帽を着用する）などがある。幹部候補生たる海曹長については、例外が多く定められているので、ここでは幹部候補生学校での制式の正帽について記述。
正帽は、天井及びまちが白色で、その他の部分は黒色である（正帽は夏・冬の区別がない）。陸上自衛官と異なり、海上自衛官は礼装においても常装と同様に正帽を着用する。旧海軍では軍帽は紺色で、夏季のみその上に白布の日覆いをかけていたが、海上自衛隊の場合は始めから天井及びまちは白色である。
正帽 (准海尉以上の幹部、及び幹部候補生たる海曹長）
准海尉以上の幹部自衛官の正帽は、海曹の制帽の形状を基本に、顎紐の外側に縞織金線をつける。帽章は、黒色羅紗の台地に金色金属製の錨の周囲を金色輪金で囲み、その上位に銀色金属製の桜花をつけ、下部を金モール製の桜葉及び銀モール製の桜蕾で囲んだもの。なお、2等海佐以上（陸上自衛官及び航空自衛官は3佐以上）は、鍔表面の前縁に沿って金モール製の桜葉と実の模様（陸上自衛隊及び航空自衛隊は共通の模様で、海上自衛隊のそれとは別の模様が施されている。陸上自衛隊は金モール、航空自衛隊は銀モールで鍔表面の前縁に沿った桜葉の連なりの中に左右1輪ずつの桜花がデザインされている）をつける。
海上自衛隊にあっては前身である海上警備隊発足当初から現在と同様に2等海佐以上について鍔表面の前縁にモール製の桜葉模様の装飾が施されていたが、陸上自衛隊と航空自衛隊については58式・70式時代までは曹士 - 1佐まで同様の正帽で将官のみが顎紐が縞織金（銀）線で鍔表面の前縁に沿って、金（銀）モール製の桜葉に桜花の装飾が施されていた。91式制定後に3佐以上について顎紐と鍔のモール装飾を海上自衛隊と同様に施すこととされた。これは陸上自衛隊と航空自衛隊だけの変更で、海上自衛隊は金モールの装飾は2等海佐以上である事を変更しなかった。
海上自衛隊は伝統と格式を重んじる傾向にあり、この制服の階級による装飾での差別化にも基本的指揮権の原則があるため陸上自衛隊や航空自衛隊と同様にする事はなかった。独立した戦闘部隊である護衛艦や大型艦の艦長、陸上部隊の隊司令等は2等海佐以上であり、3等海佐までは艇長や部隊長・分隊長でしかなく金モールは烏滸がましい。指揮権の重さが違うので2等海佐以上に制帽の装飾を施しているのである。
また、桜葉は佐官と将官では枚数が違い、将官用は佐官用の桜葉の内縁側に大小の桜葉が左右7枚ずつ多くなっている(陸上自衛隊と航空自衛隊においては中心部で内縁に向かって左右3枚ずつの葉がＹ字型に足されている)。
幹部候補生学校の学生である 幹部候補生たる海曹長にあっては、准海尉以上の幹部自衛官の正帽に海曹用の帽章を着けた物になる。
正帽 (海曹)海曹の正帽は、黒色の革製前庇及び黒色の革製顎紐をつける。顎紐の両端は、帽の両側において、錨を浮き彫りにした金色の耳ボタン各一個で留める。帽の腰周りには、生地と同色の七子織の周章をつける。帽章は黒色羅紗の台地に金色金属製の錨とその上位に銀色金属製の桜花をつけ、下部を金色金属製の桜葉及び銀色金属製の桜蕾で囲んだもの。
女性自衛官(WAVE)は海曹正帽と海士正帽は同じものである。
正帽（海士）
男性海士の正帽は旧海軍同様の水兵帽型。前庇がなく、顎紐は革製ではなく黒色のゴム入布製のものである。海上警備隊から1960年代末頃までは旧海軍と同じ黒色の帽体で夏用に白色の覆いをかぶせるものであった。1960年代末頃以降は幹部・海曹と同じく腰部分以外は白色で年間を通して着用する。私物を購入する場合は、現在の官品型の販売はなく1960年代末頃までと同様の旧海軍型を購入し通年白布の覆いを被せ着用する。また、私物は天張が番線によって張られているので曲げやすく、往々にして天井正面中心部を支点に両サイドを下げて三角形になるように形を変えて着用するのが定番である。
女性海士の正帽は女性海曹の正帽に準ずる。
略帽
略帽は、旧海軍以来の戦闘帽型のもの。舟型であって、共布の前庇および顎紐をつける。顎紐の両端は、帽の両側において、錨を浮き彫りにした金色の耳ボタン各一個で留める。冬略帽は冬服（黒色毛織物等）、夏略帽は夏服（白色綿等）の生地にそれぞれ同じ。帽章は、略帽の共布の台地に、金色金属製の桜花をつけた金色金属製の錨の周囲を金色輪金で囲んだもの。旧海軍では帽体下縁に沿って下士官は1本、士官は2本の周章（冬用は白、夏用は黒の下縁部を1周するライン）がつけられていたが、海上自衛隊には周章などはなく、無地で全階級で同じものが用いられている。略帽は常装（第1種夏服を除く）等で用いる。陸上自衛隊や航空自衛隊では頻繁に着用されるが海上自衛隊ではあまり着用されない。常装を着用する場合は甲板要員など特殊な部署以外では正帽が用いられることが多く、曹士にあっては装備品として貸与されているが着用の機会は少なく、被服点検の際に確認される程度のことが多い。他方、冬略帽に関しては准海尉以上の幹部自衛官が作業服装をする際などに夏であっても作業帽として着用するので比較的着用の機会はあるものの、近年では部隊識別帽の着用が多くなり、幹部自衛官の作業帽としての着用機会も減っている。
　　2019年4月に黒色ベレー帽が第2種略帽として追加装備された。

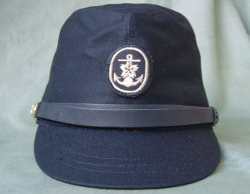
冬略帽

夏略帽

防暑帽
幹部用はピスヘルメット、曹士用はスラウチハット型のものを使用する。

##### 短靴
ズボンの色が黒色の場合（冬服ズボンおよび第2種夏服ズボン）に着用する短靴は黒色に限られている。ズボンの色が白色の場合（第1種夏服ズボン）は、幹部および幹部候補者たる海曹長は白又は黒色のいずれでもよいが、以前は幹部夏服は白色に限定されていたため今でも殆ど白色の短靴を着用している。礼装の場合は白色とされている。その他の海曹および海士は黒色に限られている。幹部自衛官の短靴は、内羽式のストレートチップである。

##### 冬服

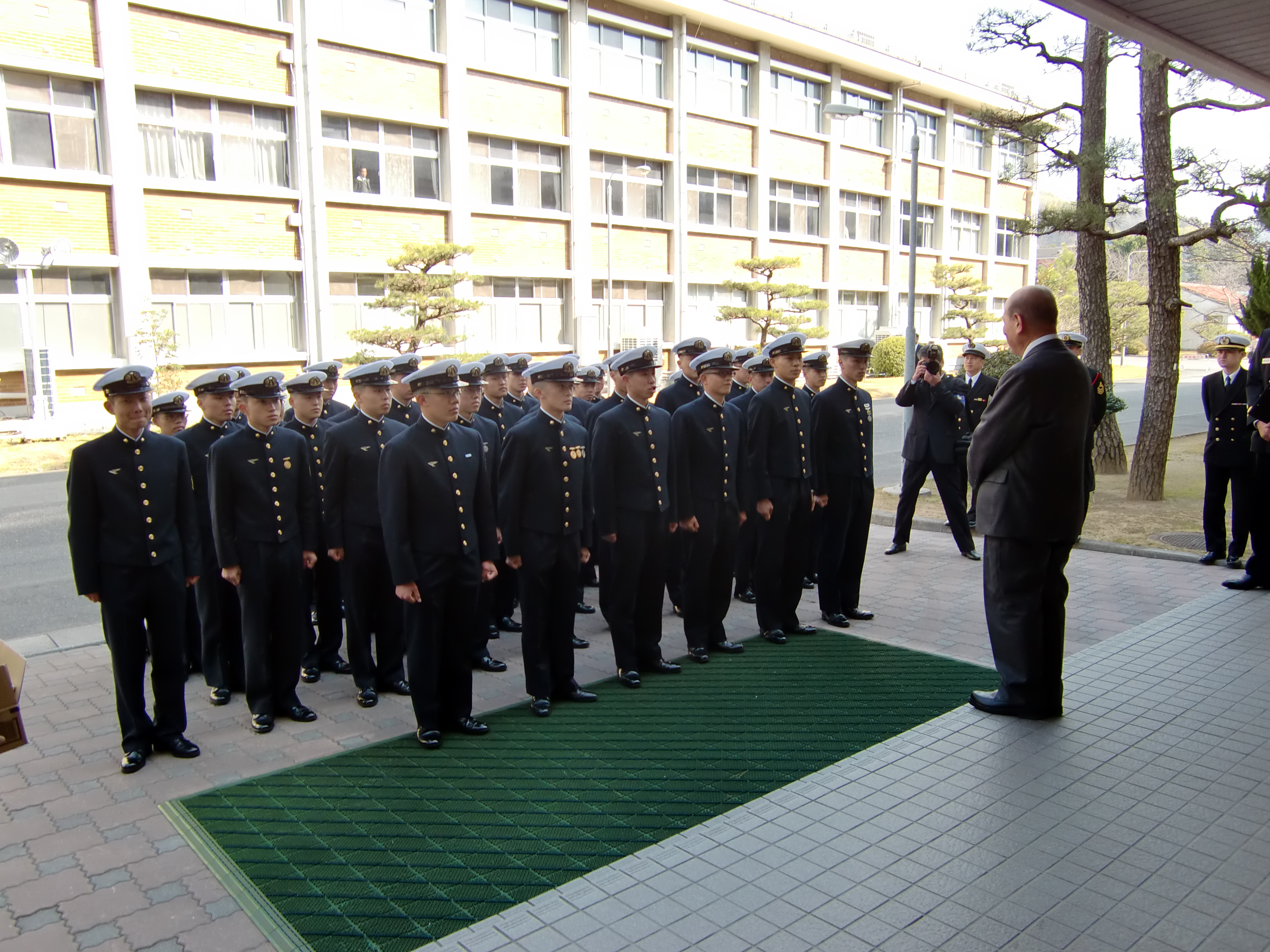
海上自衛隊生徒の冬服。胸の生徒識別章を除いて航空学生も同じ

海曹、および准海尉以上の幹部自衛官
海曹以上の冬服は、黒色のダブル6つボタンでノーベントの背広型が用いられている。創設当時から基本形状は変わらず大きな変更はない。剣襟で、胸部の左に隠しポケットをつけ、腰部の左右に各1個のふたつき隠しポケットをつける。90年代に入り左胸部隠しポケットが追加装備され米海軍の冬服と同じになったが、現在でもポケットの無いものを着用している者は多い。冬服上衣のほかに、冬服ズボン、正帽又は冬略帽、第1種Yシャツ又は第2種Yシャツ(第2種夏服上衣)に黒色のネクタイ、黒色の短靴、黒色の冬服バンド、海曹は左上腕部に准海尉以上の幹部自衛官は両袖口に甲階級章を着用する。ボタンについては冬服夏服、制帽の耳章、および男性用女性用共通で、金色金属製でアンカーとアンカーチェーンがデザインされている。よく勘違いされるが、桜に錨のデザインは旧海軍制式の物である。
海士
男性海士の冬服はセーラー服型である。旧海軍と異なり現在の海上自衛隊では、冬服の袖口にカフスがつき、襟に付されている白線が2条（旧海軍は1条）などの細部においては差異がある。自衛隊法施行規則上は海士のセーラー服は黒色とされている。しかし、官給品については濃紺である。袖口にカフスをつけ、ホック各2個で留める。襟の周囲及びカフスに白色布線各2条をつける。前面V字形襟の裏側に白色の胸あてをつけ、上縁に黒色布線1条をつける（中のシャツが見えているのではなく、別の布を胸当てとして付けている）。胸部の左に1個の隠しポケットをつける。襟飾は黒色とし、地質はネクタイと同じ。
女性海士の冬服は女性海曹の冬服に準ずる。なお、女性自衛官については基本スタイルは全ての階級で同じであり、准海尉以上の幹部自衛官と海曹士との違いは帽章、き章、階級章の装着位置、モール等の装飾である。
航空学生

航空学生並びにかつての海上自衛隊生徒および一般海曹候補学生の冬制服は、旧海軍飛行予科練習生と同じ濃紺色の短ジャケットに7つボタンが付いた詰襟制服を着用する。正帽は海士の階級にあっても海曹と同じものを着用する。左腕に付される甲階級章のV字形線及び桜花の色は金色（一般の海士は赤色）。航空学生はさらにワッペン型の航空学生徽章をつける。
航空学生には22期から男子制服に採用された。女子は一般海曹と同等の制服に航空学生徽章をつけていたが、女性隊員の希望により2016年（平成28年）から詰襟制服採用を目指し試行が始まった。正帽の変更はなく女性自衛官用のままである。

##### 外套
海士
濃紺色のＰコートで、錨マークの入った8つボタン。左腕上部に甲階級章を付ける。
海曹
黒色のトレンチコートで、幹部用と同じもの。左腕上部に甲階級章をつける。
幹部
黒色のトレンチコートで、海曹用と同じもの。陸・海・空自衛隊の中で唯一階級章を付けない。
民生ファッションとして有名なＰコートは元々水兵の制服から派生したファッション。トレンチコートも第1次世界大戦の塹壕(trench)戦でイギリス軍が用いた防雨外套から派生したファッションである。

##### 第1種夏服

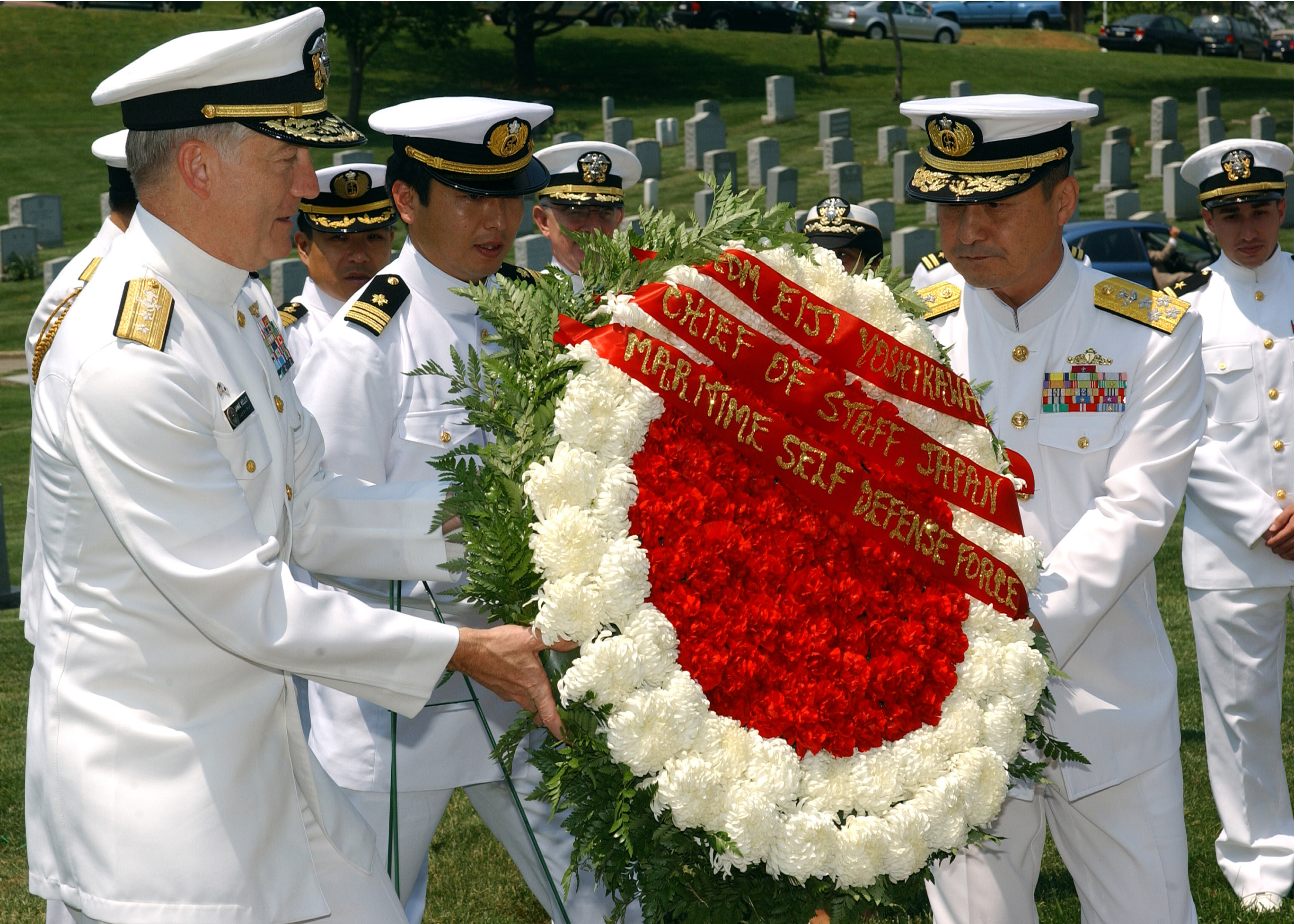
手前3名のうち、中央が3等海佐、右が海上幕僚長、それぞれ第1種夏服

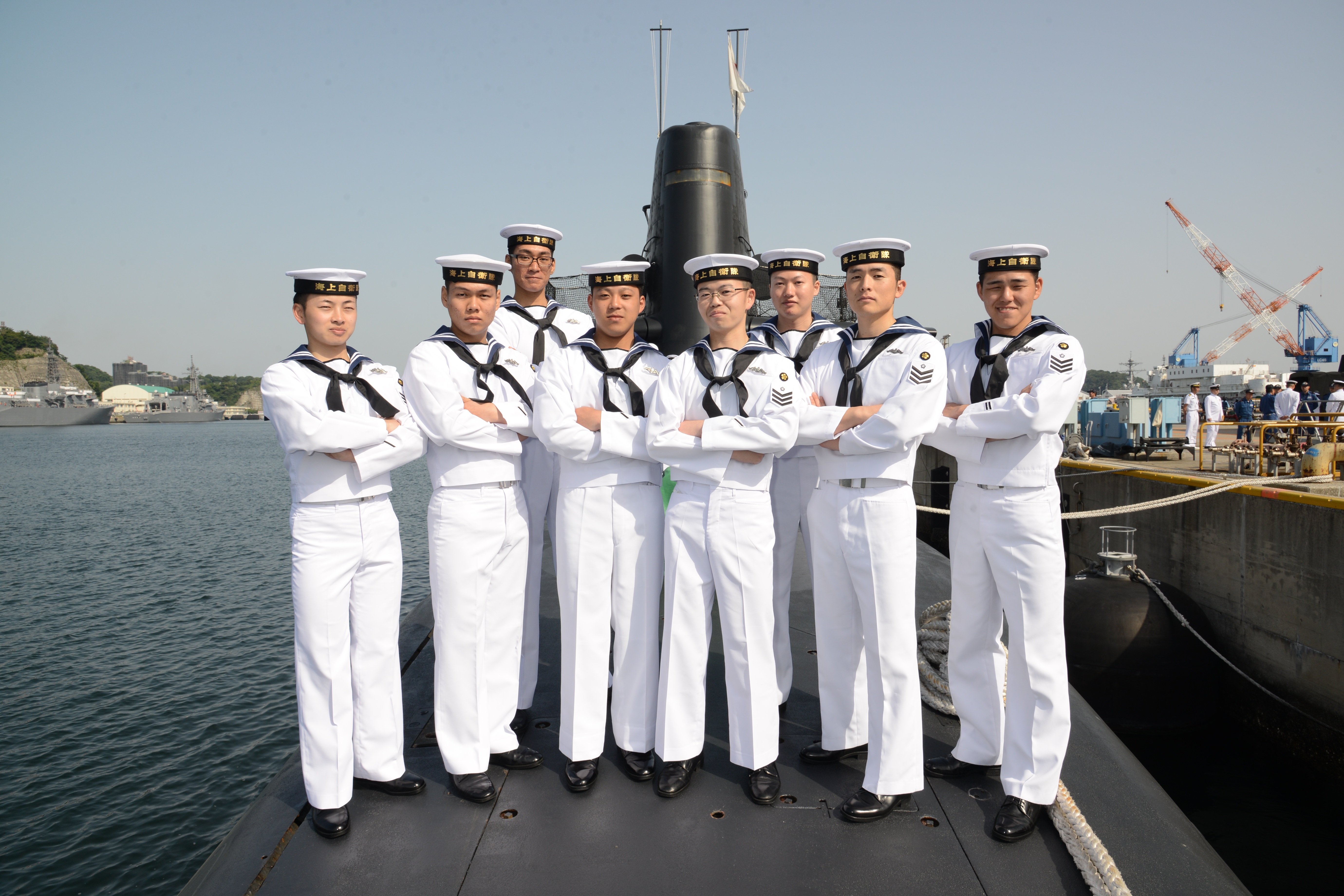
第1種夏服を着用した海士

3等海曹以上の常装第1種夏服では、第1種夏服上衣（白色立襟型の5つボタン。胸に外貼り式のポケット2つ。腰には外ポケットなし）、第1種夏服ズボン、正帽（略帽は着用しない）、短靴（幹部および幹部候補者たる海曹長は白又は黒色。その他の海曹は黒色に限る）、丙階級章（幹部は肩章、海曹は左腕）および第1種夏服バンドを着用する。旧海軍と海上自衛隊とでは、士官・下士官の夏服はともに白の立襟（詰襟）に5つ金ボタンと共通であるが、海上自衛隊では米海軍式で胸ポケットが外貼り式となっている）。また、冬服の左胸部隠しポケットが足された時期に、夏服ズボンの右ポケット上部に小さいコインポケットが追加された（海士夏服ズボンも同様に追加されている）。男性海士の第1種夏服はセーラー服型である。
また、海曹、幹部の第1種夏服上衣はその殆どが下着のシャツの上に着用するため、陸上自衛隊、航空自衛隊のように第2種ワイシャツを着用し、その上に夏服上衣を着用する事は無い。しかし、稀に第1種夏服用としてＰＸで販売されている旧軍のようなスタンドカラーのワイシャツを自費購入し着用することもある。第1種夏服の着用は礼式や分隊点検が主であるが、下着の上に着用する前者は待機室内等以外では上衣を脱ぐ事が出来ないが後者は室外でのその場待機時に上衣を脱ぐ事ができる。
女性海士の第1種夏服は女性海曹の第1種夏服に準ずる。
航空学生およびかつての海上自衛隊生徒は、冬服と同型だが白色となる。

##### 第2種夏服
（2008 - 2019）

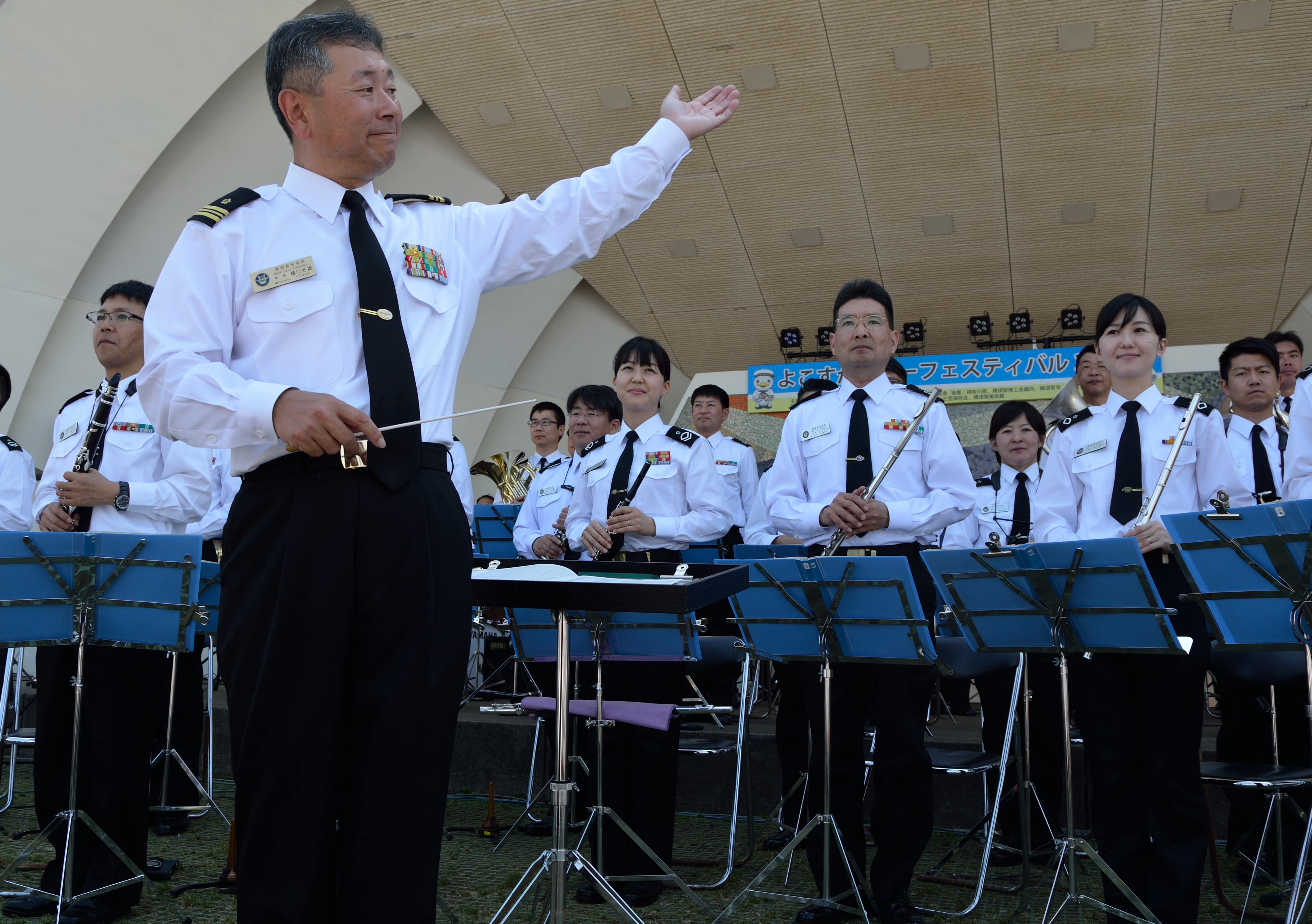
第2種夏服を着用した音楽隊（2015年5月）。
手前の3等海佐と他の男女隊員（海曹）の制服の形状は同じ

幹部のグレー背広型の第１種夏服が廃止され、幹部、海曹の白詰襟夏服が第2種制服から第1種制服に種別変更された事に伴い新たに別の第2種夏服が1996年（平成8年）の服制改正時に陸上自衛隊（91式）・航空自衛隊（91式）服に合わせて改制された:p315-316。この制服はそれまでの海上自衛官の制服とは異なり、上下色違いで准尉以上・海曹・海士全ての階級で形状が同じという特徴を有している。
第2種夏服では、第2種夏服上衣（種別第2種Yシャツ、両肩にエポレットと左右にフラップ付き胸ポケットが付いた白色長袖ワイシャツ型）、第2種夏服ズボン（黒色。生地・形状とも冬服ズボンと同じであるが、冬服ズボンとは別に第2種夏服ズボンという名称で規定されている）、黒色ネクタイ、正帽又は夏略帽（略帽は冬服のものと同じ形状。但し、生地及び色が夏服の生地と同じになっている。なお、帽章は黒色ではなく金色）、短靴、および冬服バンドを着用する。また、上衣には防衛記念章、ネームプレート、各種徽章等、乙階級章を着用する。
2019年（令和元年）4月以降夏服の種別を無くし、年間を通して着用できる「第2種制服」とされた。
（2019 - ）2019年4月にカーキ色上下の新型が第2種夏服に制定された。形状は幹部用作業服に酷似しており、濃紺をカーキ色にしただけのような感がある。この第2種夏服制定と同時に黒色ベレー帽型の第2種略帽が制定された。

##### 第3種夏服

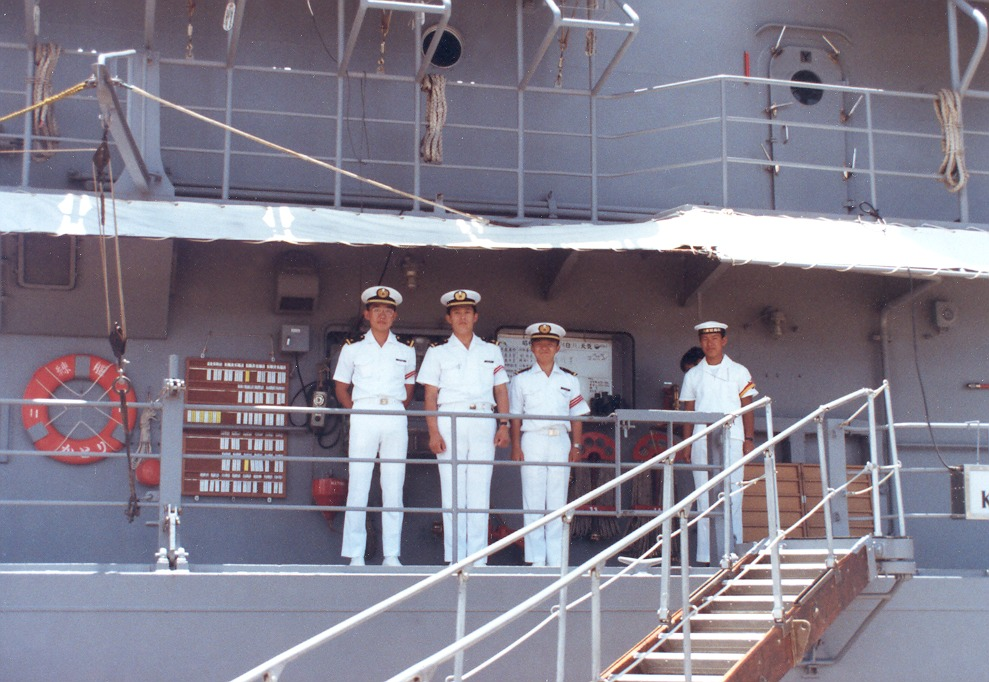
第3種夏服。左3名は3等海尉、右1人は男性海士。1985年

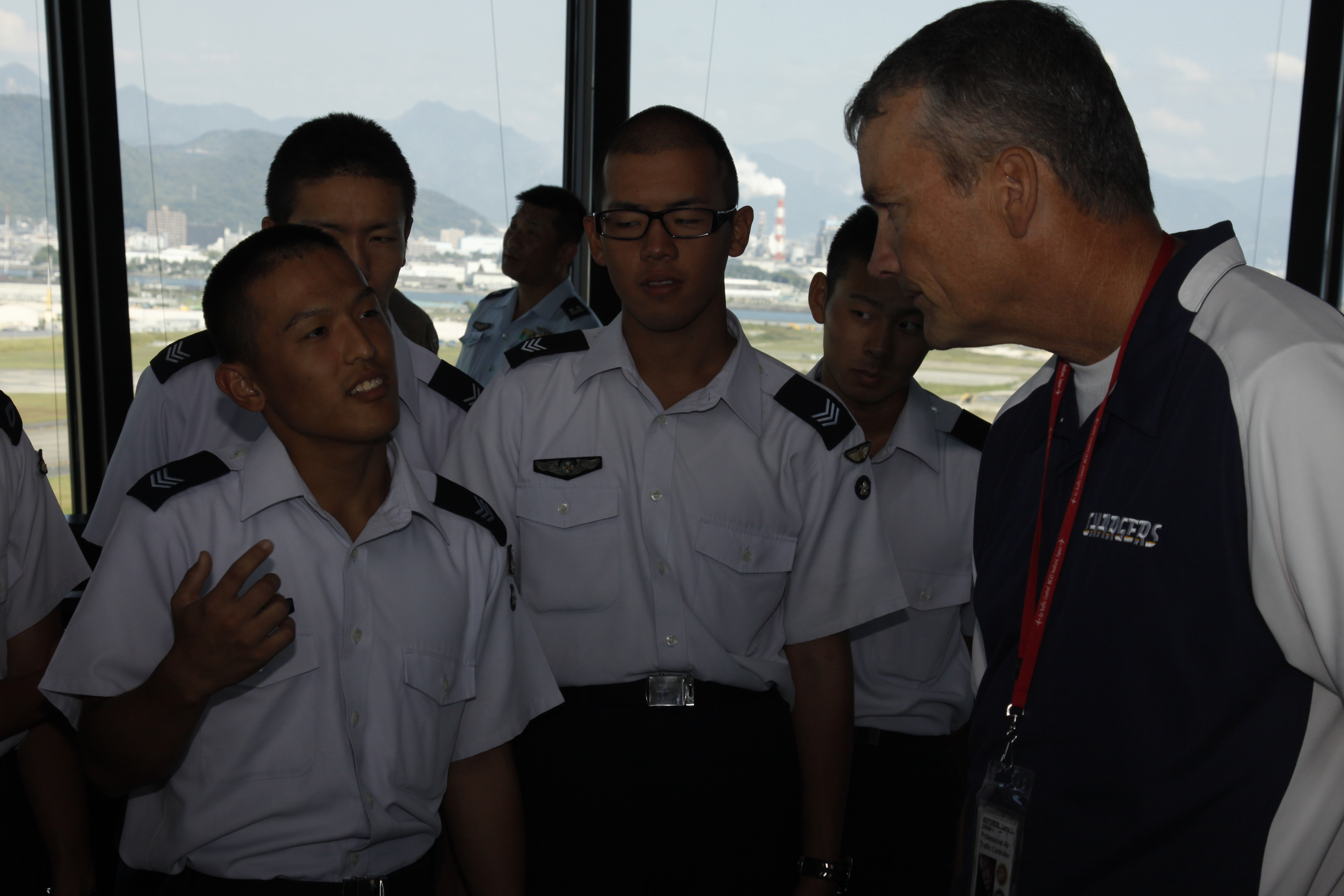
第3種夏服を着用した航空学生

海曹以上の第3種夏服は半袖開襟シャツの白色の上下、男性海士の第3種夏服は半袖のへちま襟の簡易セーラー服型、女性海士の第3種夏服は女性海曹の第3種夏服に準ずる:p316。
3等海曹以上の常装第3種夏服では、第3種夏服上衣（白色半袖開襟シャツ）、第1種夏服ズボン、正帽又は夏略帽、短靴、丙階級章および第1種夏服バンドを着用する。女性海曹以上・女性海士と、男性海士の場合は上衣の裾はズボン・スカートの中に入れない。海曹用は肩に陸上自衛隊・航空自衛隊と同様のエポレットが付いているが、陸上自衛隊・航空自衛隊のように乙種階級章は装着せず従来通り丙階級章を左袖につける。幹部用は肩に丙階級章を装着するためエポレットではなく階級章固定用のループが付いている。裾は海曹用は陸上自衛隊・航空自衛隊と同様のスクエアボトム、幹部用は第2種夏服と同じワイシャツ型のラウンドボトムである。
海曹以上の第3種夏服上衣は71式以降の陸上自衛隊・航空自衛隊と同じ形の4つボタンの半袖開襟シャツであるがそれぞれに生地が違う。陸上自衛隊は91式で開襟型ではあるが首元最上部にボタンを付け５つボタンとし、航空自衛隊は2008年（平成20年）の改定で開襟ではない折襟半袖ワイシャツ型５つボタンに変更したが、海上自衛隊は変更なく白色半袖開襟シャツのままである。

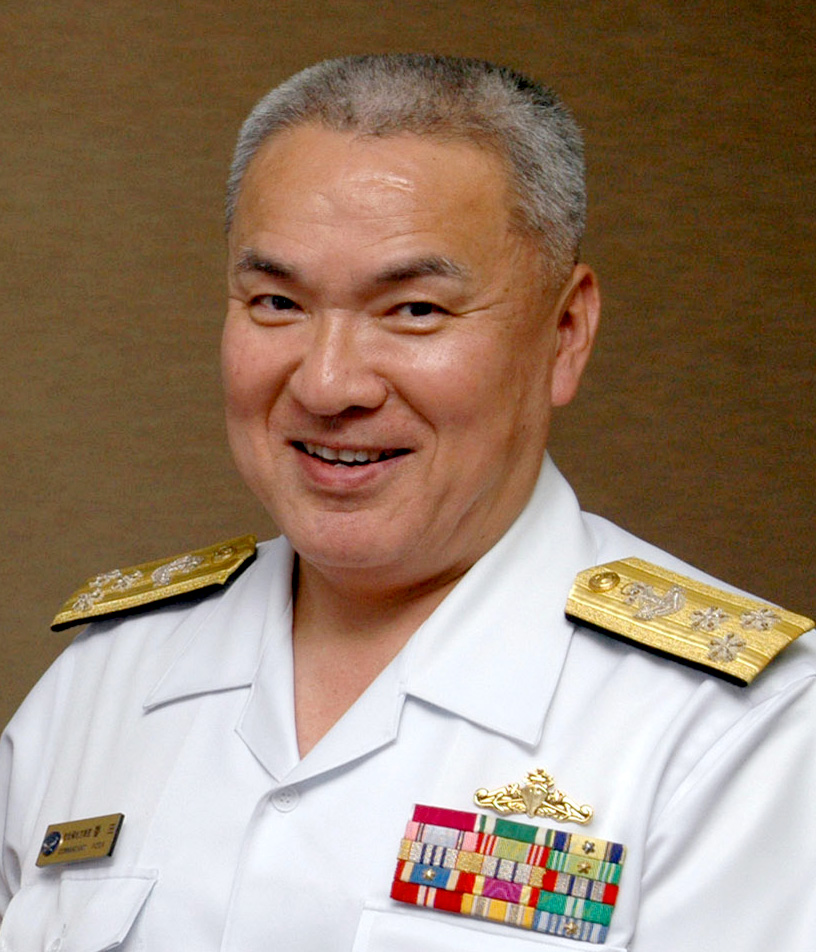
海将の第3種夏服。脱帽。香田洋二海将。

#### 第1種礼装
冬服又は第1種夏服に白手袋を着用する。

#### 第2種礼装
准海尉および幹部自衛官は、礼服と呼ばれる冬は黒色、夏は白色の、剣襟のメスジャケット型の礼服が定められている。この場合の階級章は冬用は袖章の甲階級章、夏用は肩章の丙階級章が用いられる:p316。

#### 通常礼装
第1種礼装に同じ。
通常礼装は冬服、および旧第1種夏服又は旧第2種夏服（現第1種夏服）に白手袋を着用する。しかし、幹部自衛官の制服であった第1種夏服は1996年（平成8年）に廃止となり、第2種夏服が第1種夏服に変更となった。そのため、通常礼装は冬服又は第1種夏服に白手袋を着用することとなり、第1種礼装と全く同じである。

#### ファンシードリル用

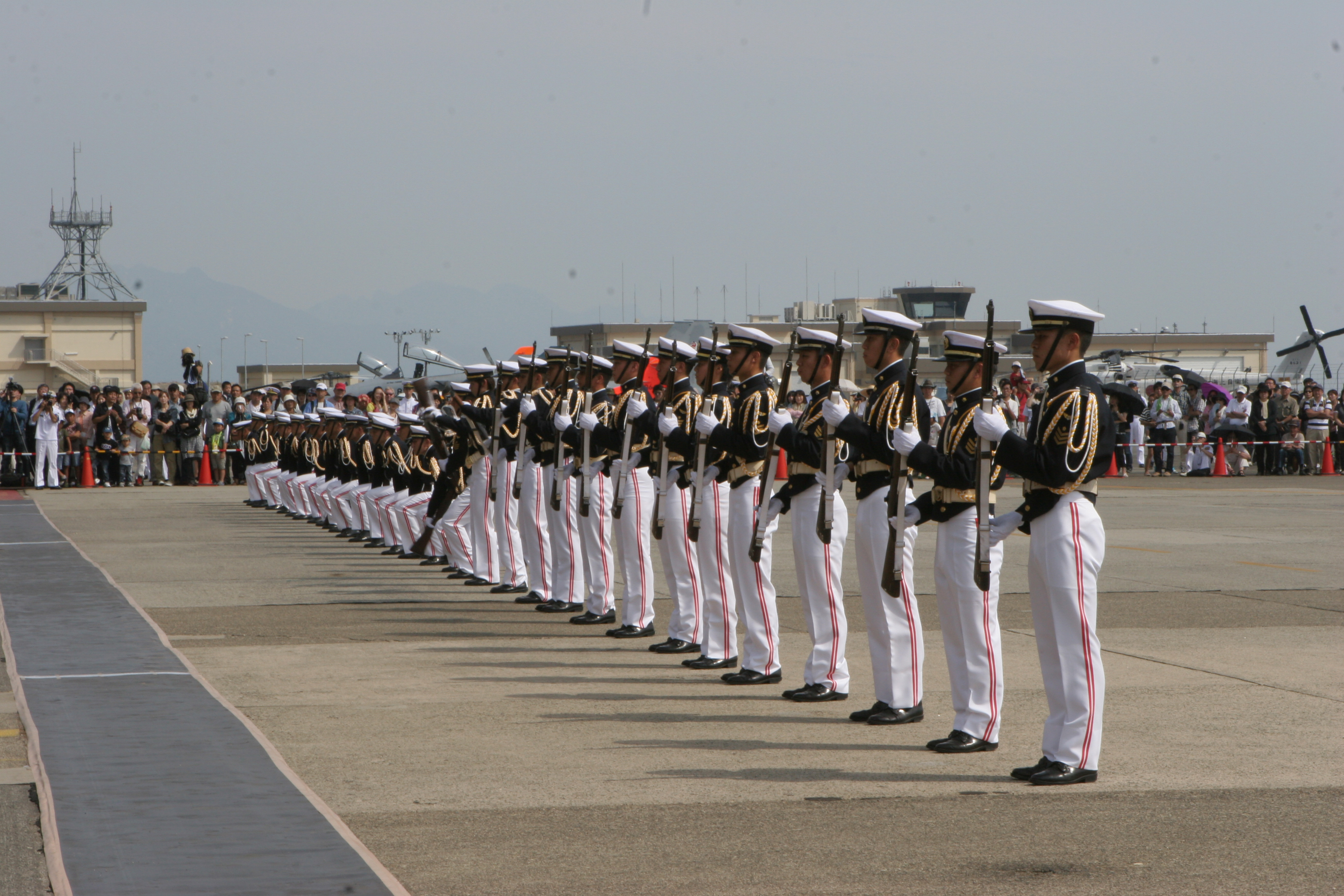
航空学生によるファンシードリル

航空学生がファンシードリルを披露する際に着用する制服。

#### 階級章
陸上自衛隊の91式制服制定に伴い、海上自衛隊においても新種別制定と種別変更が行われた。また、細部の仕様変更も行われた、
海上自衛隊の夏服用階級章は冬用と色が異るため、冬を甲階級章、夏を乙階級章としていたが、1984年（昭和59年）に航空自衛隊が第2種・第3種夏服用の乙階級章を制定し、冬服・第１種夏服用を甲階級章としたのに続き、1991年（平成3年）に陸上自衛隊も同様に乙階級章の制定をしたのに合わせて従来からの海上自衛隊の夏服用階級章を丙階級章とし、陸上自衛隊・航空自衛隊と同様の筒形で肩のエポレットに通す形式の階級章を乙階級章、従来の冬服用を甲階級章と制定した。現在丙階級章が存在するのは海上自衛隊だけである。

#### 作業服装
作業服装で着用する制帽は、准海尉以上は略帽、海曹長以下は作業帽を着用するか、または幹部・曹士共に部隊識別帽を着用する。冬季は更に簡易服ジャンパーを羽織ることもある。
幹部候補生たる海曹長、及び准海尉以上の幹部自衛官の作業服装
幹部自衛官の作業服は濃紺のズボンに濃紺のＹシャツ型エポレット付上衣に作業靴、夏服・冬服があり冬服は裏地の付いた長袖のもので、夏服は薄手で長袖と半袖がある。上衣方のエポレットに乙種階級章を装着する。作業帽は略帽。
1990年初期まではグレーのズボンにグレーのＹシャツ型上衣に黒短靴、作業に応じて安全靴等着用。作業帽は冬用略帽であった。夏冬共用の1種類だけで階級章は左ポケット上に略章を装着する。現行と違い陸上勤務の幹部はほぼ通年常装、艦艇勤務の幹部は停泊中は甲板士官以外殆ど常装であった。そのため幹部が作業服装を着用する事は少なかった。これは旧海軍からの伝統で士官が汚れ仕事をする事は無いという風習からであり、唯一甲板士官が作業服装を多用するのは兵に口うるさく規律や清掃について指導（率先実行）行）する立場にあるからである。
海曹士の作業服装
警備隊創隊から昭和50年初めまで旧海軍同様の上下白色で上衣はＶネック無ボタンシャツ型で首元を紐で結ぶ作業服であり、昭和40年中頃より上下青色で上衣はジッパー式短丈のジャンパー型に変更された。昭和53年頃までは重複着用可能期間であり白色作業服も若干の着用者がいた(好んで白色作業服を着用する者がいた)。
また、昭和54年頃に作業服変更のための着用試験が行われており、一部部隊の曹士に試験用作業着が支給され着用された期間があった。当時の作業服は厚手のコットン主体の物であったが、試験用の物は化繊主体で薄手の前ボタンシャツ型であり色は濃紺で、エポレットは無いが現行の物に似ていた。ただ、ほんの短期間で着用している者はいなくなり、その後10年以上短ジャケット型が現行であった（下・中央の写真右端の作業服）。

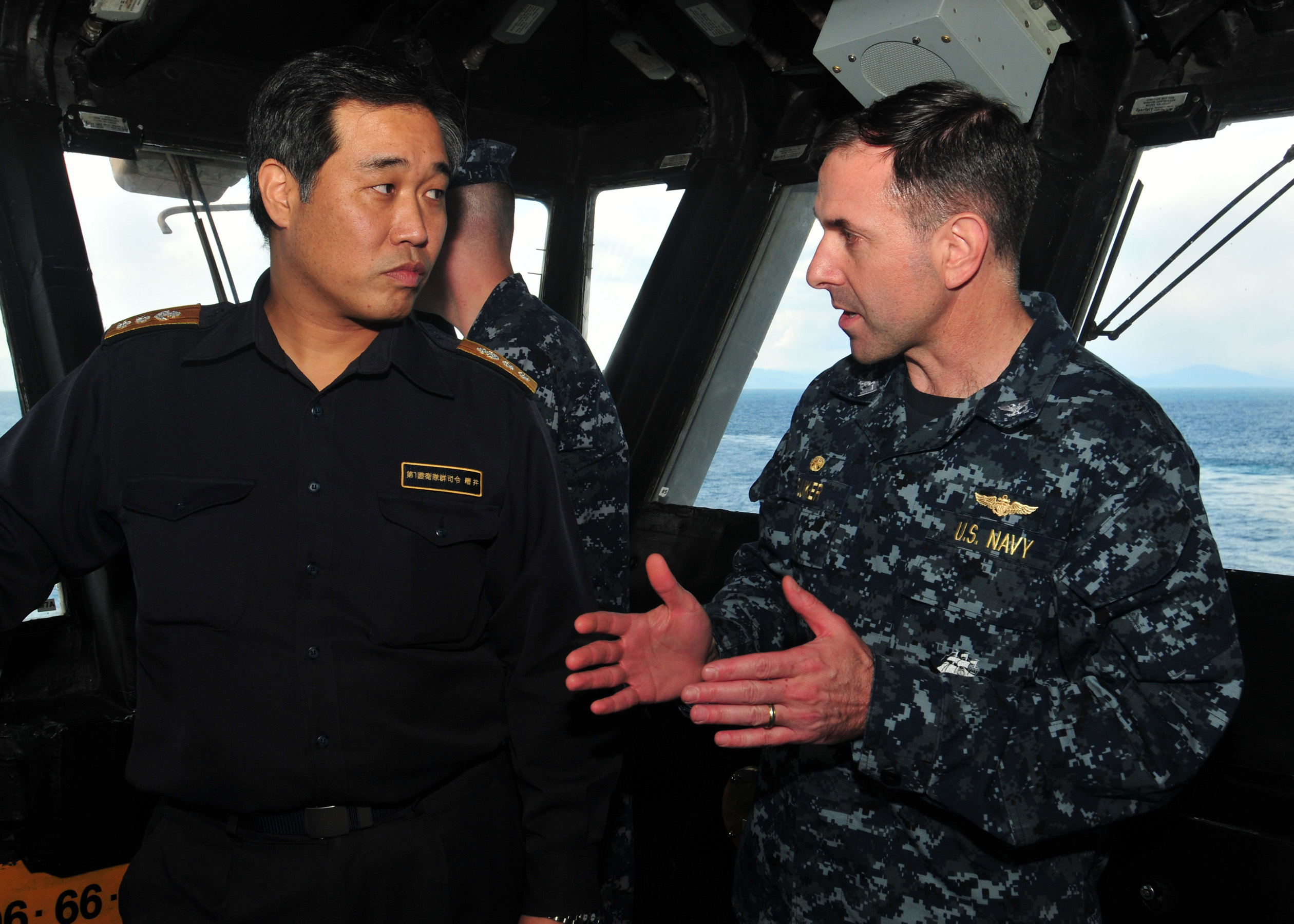
左側が幹部の作業服装
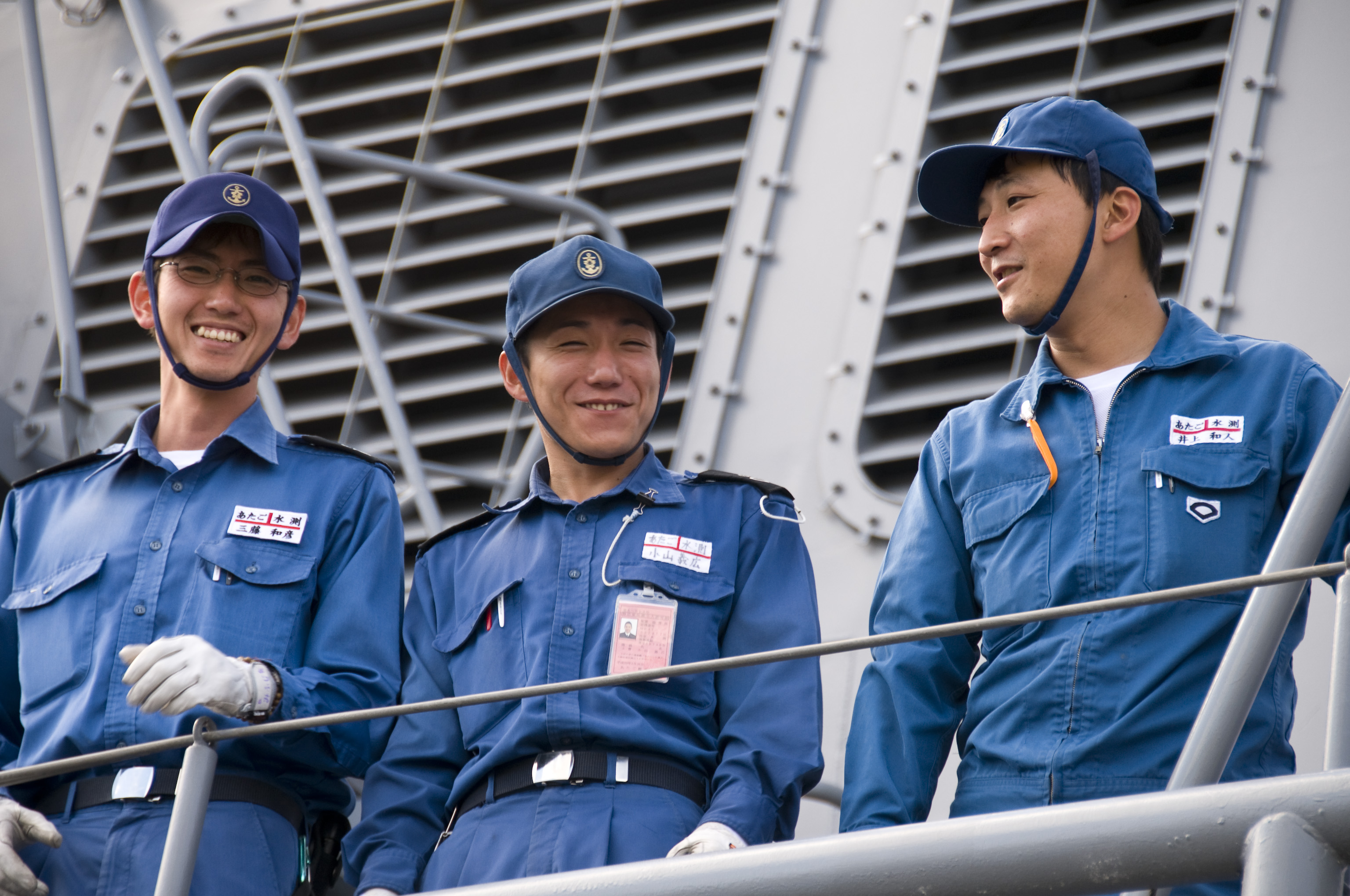
新旧曹士の作業服装・左2名が新型(前ボタンのシャツ型)、右1名が旧型(前ジッパーの短ジャケット型)
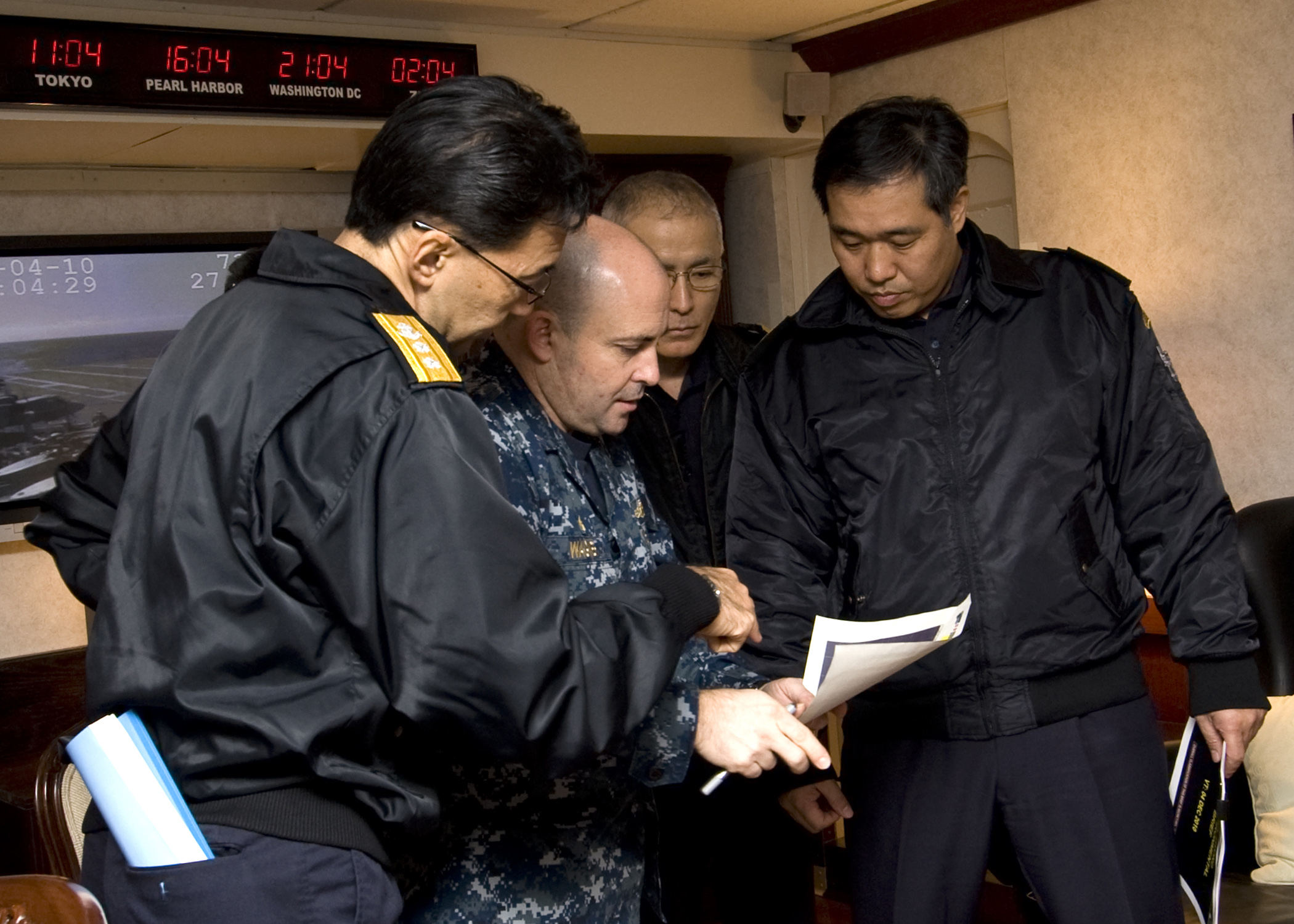
作業服装に簡易服ジャンパーを羽織った姿

##### 作業帽
作業帽は、野球帽型。半球型であって、共布の前庇および顎紐をつける。顎紐の両端は、帽の両側において縫いつける。天井に6個の鳩目をつけ、通風口とする。後面に共切れのバンドをつけ、帽子用調整具で留める。前面に共切れの楕円型台地に金色の糸で桜花をつけた錨を刺繍し、台地の周囲を金色の糸で縁どりした帽章をつける。この作業帽は、曹士のみが着用し、曹士の作業服類似の色となっている。
幹部自衛官の作業帽については冬略帽を着用する。

##### 部隊識別帽
部隊識別帽は、野球帽型。生地の素材、色、帽章となる部隊識別用のマーク・インシグニア等は各艦艇、部隊、護衛隊、群等で制定し、将 - 士まで同一の物を着用する。2佐以上の者は制帽同様鍔に金モール（俗語でカレーライスと呼ぶ）が刺繍された物を着用する。制服・作業服・体操服全てで着用出来る。ただし、艦艇の舷門当番、陸上部隊の当直室勤務の当直員（マーク当直）、公用使は着用出来ない。その他、出入港時の制服着用での答舷礼、分隊点検、式典礼装時等も着用出来ない。

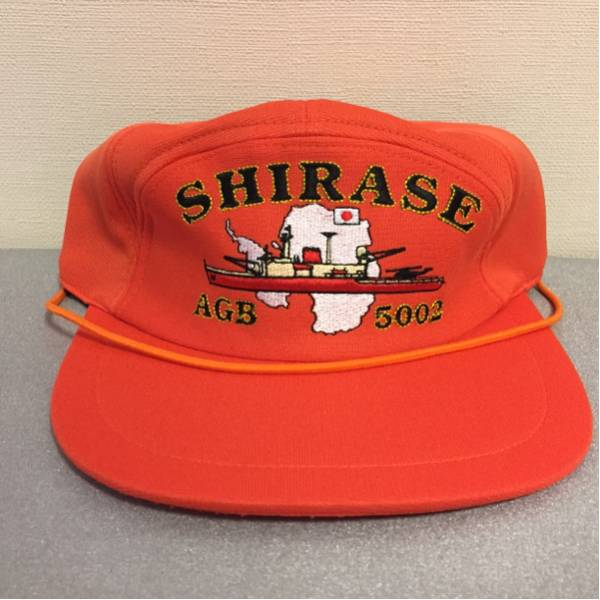
初代砕氷艦しらせ：部隊識別帽

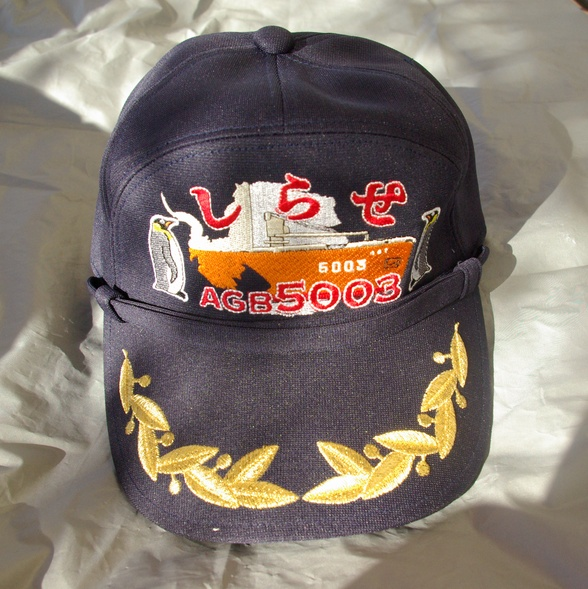
2代目砕氷艦しらせ：艦長・副長用部隊識別帽

##### 作業服上衣・ズボン
幹部自衛官および幹部候補生たる海曹長は、濃紺色。海曹長以下は、淡紺色（青色に近い）又はその類似色が用いられている。階級章は、現在は、胸部に略章を付するのではなく、肩章部分に乙階級章を着用することとなっている。

#### 甲武装

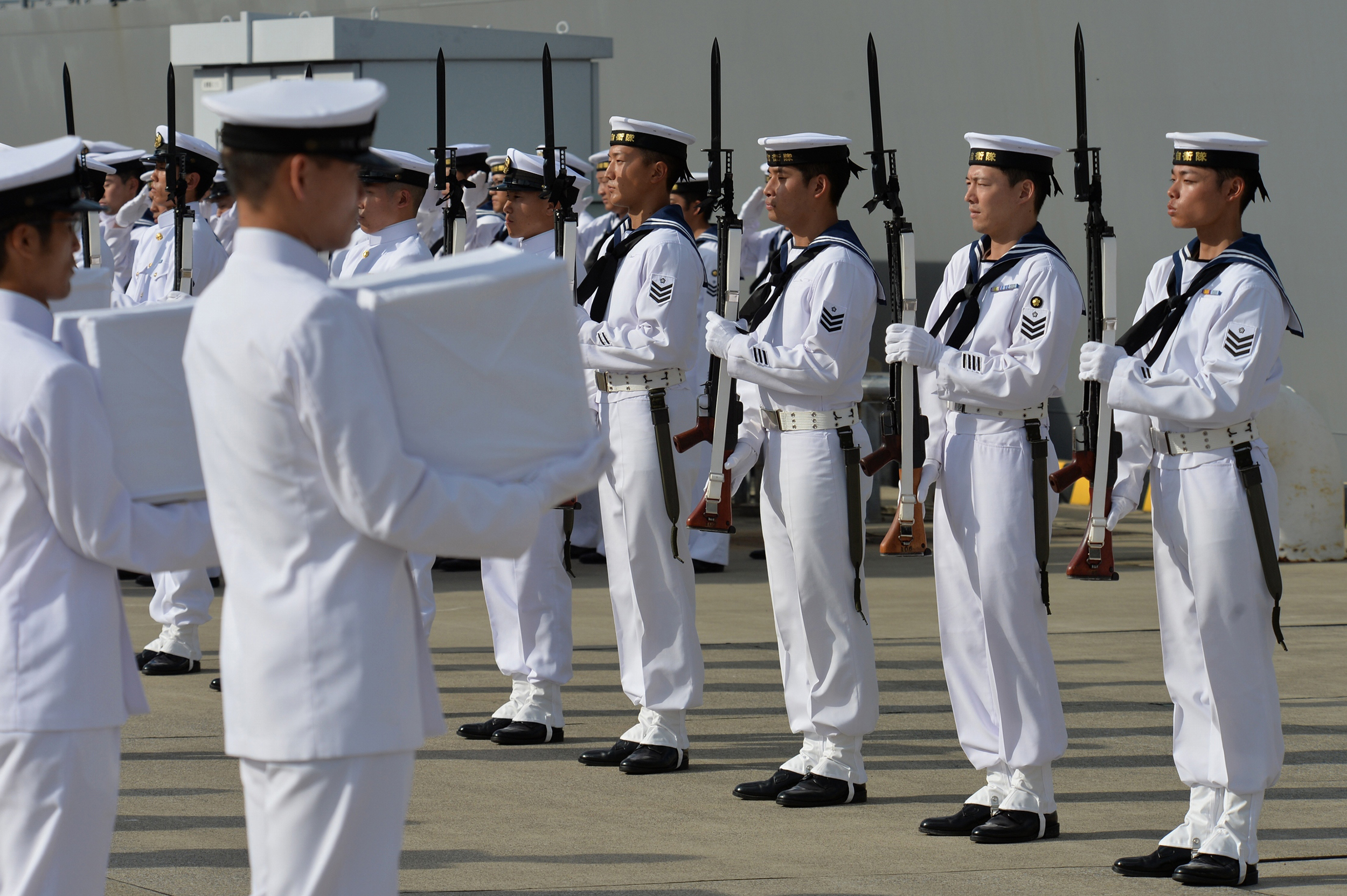
甲武装の儀じょう隊（向かって右側）

第1種礼装に、白手袋、白弾帯、脚絆を着用する。

#### 通常演奏服装
演奏用外とう（コート）も定められている。また、女性隊員は室内演奏時には通常演奏服装乙服、式典時には式典用の帽子（男性隊員の通常演奏服装用と同じもの）を着用する。

#### 特殊服装
海上自衛隊では海上自衛官服装細則により特殊服装として以下のものを定めている。
| 服装                     | 着用基準 | 構成 |
| ------------------------ | --- | --- |
| 航空服装                 | 航空機に搭乗することを任務とする者が、航空機に搭乗する場合及び地上において航空機に搭乗するために必要な教育訓練に従事する場合で部隊等の長が必要と認めるときに着用する。                                                                   | 航空帽、航空マフラー、航空服、航空服上衣、航空手袋、航空靴、航空眼鏡、略章 |
| 航空保護服装             | 航空機に搭乗することを任務とする者が、航空機に搭乗し、身体の保護上必要がある場合に着用する。 | 航空帽、耐水服、耐寒服、航空マフラー、航空手袋、耐水手袋、耐水靴、航空眼鏡 |
| 防寒服装                 | 寒冷時の場合に部隊等の長が定めるところにより着用する。 | 防寒帽、防寒服上衣、防寒服ズボン、潜水艦等服（潜水艦等及びミサイル艇の乗員に限り防寒服に代えて潜水艦等服を着用することができる）、防寒マフラー、防寒手袋、防寒眼鏡、防寒靴、防寒覆面、防寒耳覆い、防寒靴下。                                                                               |
| 防暑服装                 | 別に定める場合のほか、赤道を中心とする南北緯度各29度以内の地域に所在し、又は行動する部隊等に勤務する者が、酷暑の場合に部隊等の長の定めるところにより着用することができる。                                                               | 正帽、夏略帽、防暑帽、防暑服上衣、防暑ズボン、短靴（白色又は黒色、海曹長以下は黒色）、防暑長靴下（准海尉以上は白色、海曹長以下は黒色）、丙階級章、第1種夏服バンド。 |
| 防暑作業服装             | 酷暑時の軽作業等に従事する場合に、部隊等の長が定めるところにより着用することができる。 | 作業帽（准海尉以上は冬略帽）、防暑作業服上衣、作業服ズボン又は防暑作業服ズボン、短靴(黒色) 、作業靴又は防暑靴、略章。 |
| 調理服装                 | 調理作業に従事する者が、調理を行う場合に着用する。 | 調理帽、調理服上衣、調理服ズボン、調理用前掛け、調理用長靴。 |
| 航空整備服装             | 航空機の整備（航空電子、航空武器及び航空救命を含む。以下同じ）を任務とする者が航空機の整備を行う場合に着用する。 | 整備帽、特殊作業服、作業外衣、誘導服、整備靴、略章。 |
| 艦船等整備服装           | 艦船の甲板作業又はこれに準ずる作業並びに陸上部隊において主として屋外作業に従事する者が、これらの作業を行う場合に着用する。 | 作業帽（准海尉以上は冬略帽）、作業外衣（航空整備服装の作業外衣に同じ） |
| 機関作業服装             | 艦船の機関部作業又はこれに準ずる作業に従事する者が、これらの作業を行う場合に着用する。 | 作業帽（准海尉以上は冬略帽）、特殊作業服、安全靴、略章。 |
| 潜水艦作業服装           | 潜水艦及び練習潜水艦（以下「潜水艦等」という）に乗り組む者が、潜水艦等の艦内において部隊等の長の定めるところにより着用する。 | 作業帽（准海尉以上は冬略帽）、潜水艦作業服、潜水艦作業靴、略章。 |
| 雨天作業服装             | 艦船の甲板作業及び陸上部隊の屋外作業に従事する場合並びに災害派遣又は地震防災派遣に従事する者が、雨天時にこれらの作業を行う場合に着 用する。                                                                                              | 作業帽（准海尉以上は冬略帽）、特殊雨衣上衣、特殊雨衣ズボン、ゴム長靴。 |
| 衛生作業服装             | 衛生に関する業務を任務とする者が、その業務を行う場合に着用する。 | 手術帽・看護帽・手術衣、看護衣、外衣。 |
| 患者服装                 | 海上幕僚長の監督を受ける自衛隊地区病院に入院し、又は医務室（艦船内のものを含む）に入室した場合に着用する。 | 患者衣、患者用外衣。 |
| 消防服装                 | 消防業務の任務を命ぜられた者が、消防作業を行う場合及び消防訓練を行う場合で部隊等の長が必要と認めるときに着用する。 | 防火ヘルメツト、防火衣上衣、防火衣ズボン、防火手袋、防火靴。 |
| 体操服装                 | 主に体育としての体操を行う場合に着用する。 | 体操帽、体操服上衣、体操服ズボン、体操靴。 |
| 陸上戦闘服装             | 出動、教育訓練等において、部隊等の長が必要と認める場合に着用する。 | 鉄帽（鉄帽用中帽）又は陸上戦闘帽若しくは陸上戦闘用白色帽（陸上戦闘用白色面覆）、陸上戦闘鉄帽覆、陸上戦闘服上衣（陸上戦闘外衣）又は陸上戦闘用白色外被、陸上戦闘服ズボン又は陸上戦闘用白色ズボン、陸上戦闘用雨衣、陸上戦闘手袋又は陸上戦闘用白色手袋、半長靴又は陸上戦闘用白色防寒靴、略章。 |
| 艦艇戦闘服装             | 自衛艦（砕氷艦を除く）に乗り組む者が、戦闘部署につく場合及び監視業務を行う場合で部隊等の長が必要と認めるときに着用する。 | 鉄帽又は作業帽（准海尉以上は冬略帽）、艦艇戦闘面覆、艦艇戦闘服上衣、艦艇戦闘服ズボン、艦艇戦闘服バンド、艦艇戦闘靴、艦艇戦闘手袋、略章。 |
| 立入検査服装             | 対象船舶（不審船を含む）の立入検査を任務とする者及び船舶検査活動において対象船舶に乗船しての検査、確認等を任務とする者が、その作業を行う場合及び当該作業を行うための教育訓練に従事する場合で部隊等の長が必要と認める場合に着用する。     | 立入検査帽、立入検査服、立入検査手袋、立入検査靴、略章。 |
| 特別警備服装             | 特別警備隊の隊員が、任務を遂行する場合及び当該任務を遂行するために必要な教育訓練に従事する場合並びに特別警備隊以外の隊員が、特別警備隊の隊員として必要な技能修得のための教育訓練に従事する場合で部隊等の長が必要と認めるときに着用する。 | 顔面覆又は作業帽（准海尉以上は冬略帽）若しくは立入検査帽、特別警備服、特別警備服上衣、特別警備手袋、特別警備靴、特別警備き章、略章。 |
| エアクッション艇服装     | エアクッション艇に乗り組むことを任務とする者が、エアクッション艇に乗り組む場合及び輸送艦上又は陸上においてエアクッション艇に乗り組むために必要な教育訓練に従事する場合で部隊等の長が必要と認めるときに着用する。                         | 作業帽（准海尉以上は冬略帽)、エアクッション艇服、エアクッション艇服上衣、エアクッション艇手袋（航空手袋に同じ)、安全靴、略章。 |
| エアクッション艇誘導服装 | エアクッション艇の発進、収容等の運用作業に従事する者が、これらの作業を行う場合に着用する。 | 作業帽（准海尉以上は冬略帽)、特殊作業服、作業外衣（航空整備服装の作業外衣に同じ)、誘導服（航空整備服装の誘導服に同じ)、安全靴、略章。 |
| 特殊勤務服装             | 警務、情報、募集及び援護の関係の職務に従事する場合において、部隊等の長が必要と認めるとき着用する。 | 一般用の背広服上下、防寒コート。 |

#### 海上自衛官の職務又は技能を識別するために用いるき章等

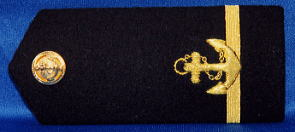
幹部候補生き章 夏制服用

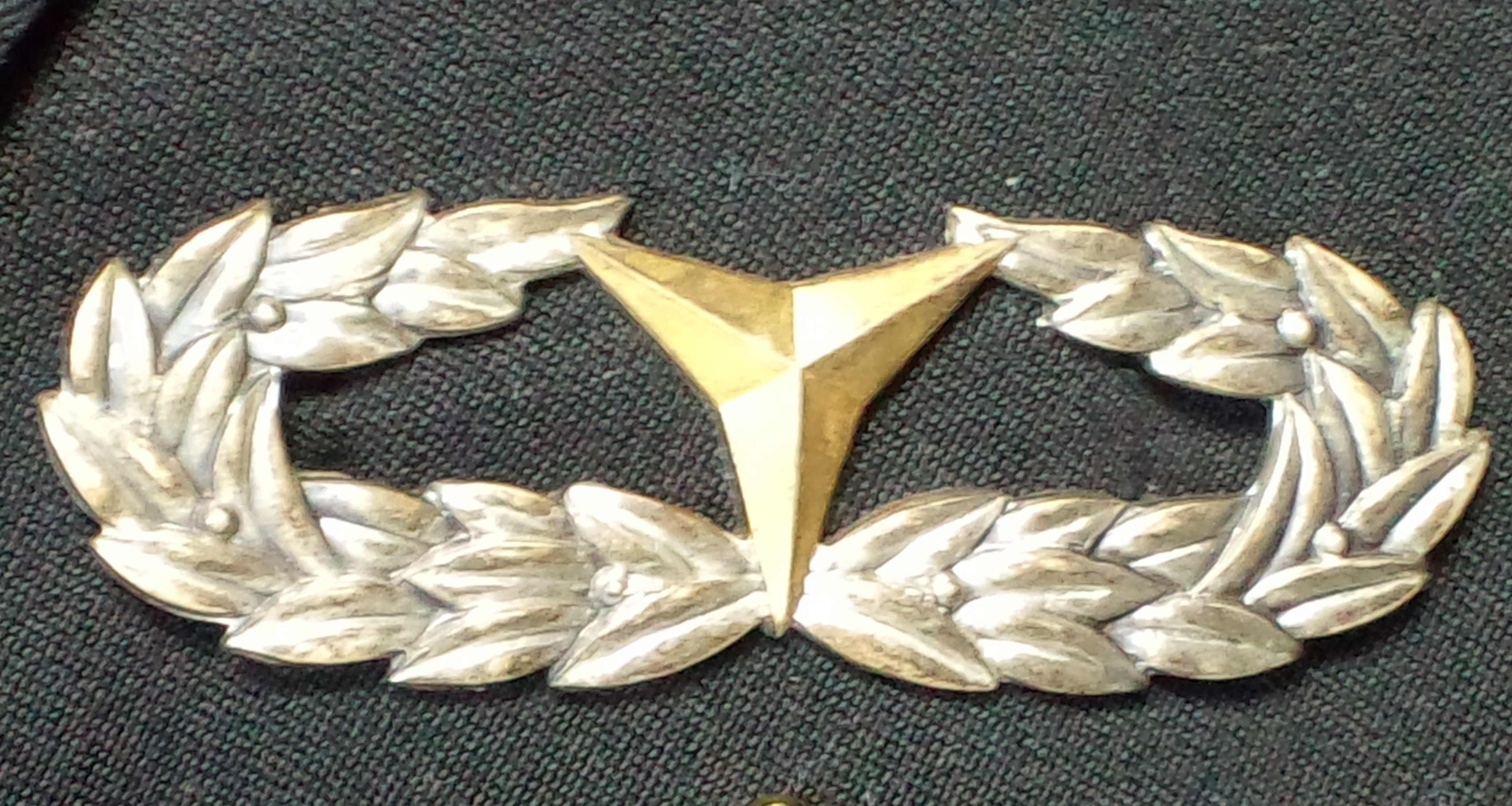
体力検定、水泳検定が両方1級の海上自衛官

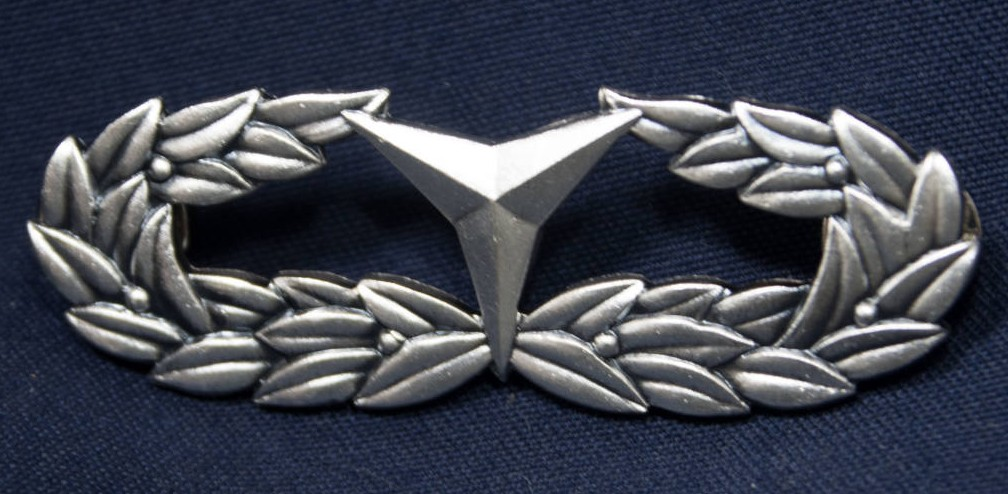
体力検定1級の陸海空自衛官共通

海上自衛官のき章、識別章としては次のものがある。
幹部候補生き章
幹部候補生たる海曹長が着用する。曹長の階級章と併用する陸上自衛隊、航空自衛隊とは違い、海上自衛隊では海曹長の階級章は付けずに1本の金モール細線（6mm）に錨をかぶせた袖章（冬制服）と肩章（夏制服、作業服）の幹部候補生き章を着ける。幹部候補生き章ではあるが階級章に近いものである。
水上艦艇き章

潜水艦き章

潜水員き章

特別警備き章

航空き章

航空管制き章

潜水医官き章

航空医官き章

体力き章
「体育訓練の種目等に関する訓令（昭和33年防衛庁訓令第82号）」第3条の規定により実施される体力測定において、陸上幕僚長、海上幕僚長又は航空幕僚長が定める基準以上の成績を修めた陸上自衛官、海上自衛官および航空自衛官が着用する。燻し銀色の金属製のもの又は緑色の布製台地に銀糸で縫取りをしたものとし、表面が6面の星を模したものを中心にして、その両側に月桂樹の葉を配したものとする。体力測定の他、水泳能力検定1級も取得した者は中心の星が金色の物を着用する。これは海上自衛官だけである。
航空学生き章

##### 先任伍長識別章

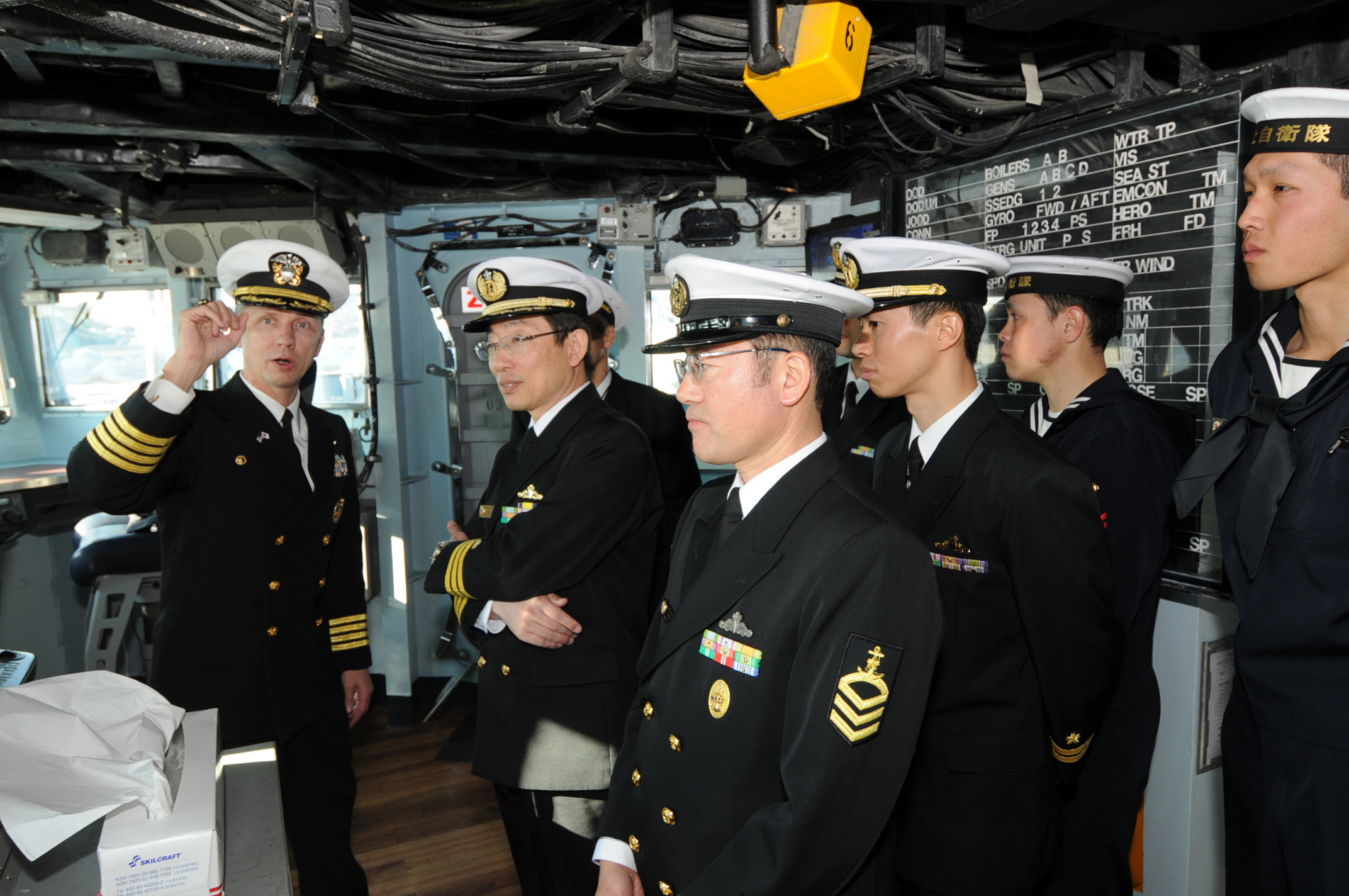
一番手前の顎紐が黒色の隊員が、先任伍長である海曹長。防衛記念章下の楕円形金色の記章が先任伍長識別章

先任伍長には、先任伍長識別章が設けられている。楕円形金色で、中央に絡み錨と「MSDF」（海上自衛隊の略称）の文字、上部に桜星が付される。
桜星の数は、海上自衛隊先任伍長、自衛艦隊等先任伍長、護衛隊群等先任伍長又は部隊等先任伍長の種別に応じて、それぞれ、4個から1個まで分かれている。

##### 国籍記章

海上自衛官の国籍記章（作業服装及び特殊服装の胸用を除く）

国籍記章（「JAPAN」の文字のものを除く）は、陸空では日章旗が用いられているのに対して、海上自衛隊のみ旭日旗が用いられている。自衛艦旗と同一の形状である。常装用の場合、縦12mm、横18mm、日章直径6mm。作業服装および特殊服装の上腕部用の場合、縦40mm、横60mm、日章直径20mm。

## 航空自衛隊

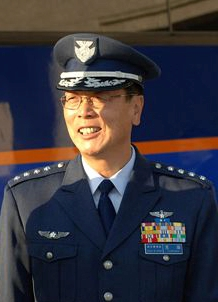
昭和45年制常装冬服の吉田正航空幕僚長

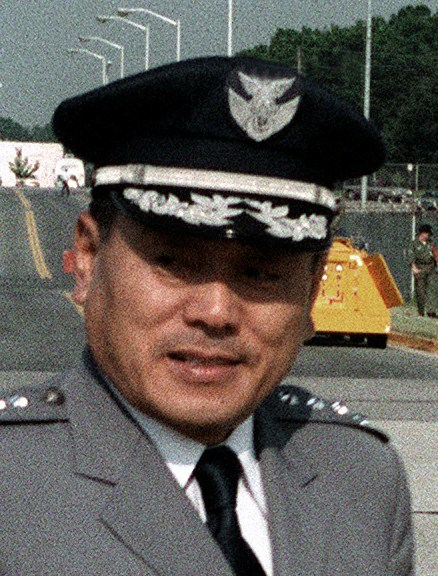
昭和45年制常装第1種夏服の竹田五郎航空幕僚長

### 制服の変遷

#### 昭和29年（1954年）
航空自衛隊の発足に伴い制定された。航空自衛隊については陸上自衛隊の警察予備隊・保安隊、海上自衛隊の警備隊のような前身機関は存在せず、また、戦前戦中を通じてわが国の航空兵力は陸海軍の航空隊によって運用されており、独立した空軍は存在していなかった。そのため航空兵力運用を専門とする全く新しい組織の発足でありアメリカ空軍を手本とされた。
航空自衛隊の服制等はアメリカ空軍が参考にされたがアメリカ空軍についても1947年（昭和22年）になってアメリカ陸軍から陸軍航空軍が分離独立したもので基本はアメリカ陸軍に準じたものであった。航空自衛隊も参考にされたアメリカ空軍同様、基本は陸上自衛隊と同じものであった。
正帽章は幹部用は現行とほぼ同じデザイン（下部光線内の意匠が違い雲形があった）であるが、曹士用はアメリカ空軍と同じ円形の台座に幹部制帽章と同じ航空自衛隊章（幹部の1/3程度の大きさ）を取り付けたものであった。これはアメリカの陸空軍が士官と下士官・兵の差別化で同様の形式であった事から、帽章のデザインは違うが陸上自衛隊も同様の違いがあった。

#### 昭和33年（1958年）
服のデザインが変更された。陸上自衛隊と同型のもので、色も同じ濃紺であったため見分けがつきにくく、冬服、第1種夏服には左右の襟に鷲のき章（航空自衛隊章）を付け陸上自衛隊と区別された。航空自衛隊章は幹部自衛官と曹士自衛官では装着位置の違いがあった。幹部自衛官は襟の上部（空曹の階級章装着位置）に装着し曹士は下部に装着した。これは階級章の装着位置の違いによるものであり、曹だけが違い士が幹部と同じといわけにはいかないため襟に階級章のない士も襟の下部装着となった。皆が襟の下部に付けるという発想はなかったようで、あくまでも幹部と曹士は違うという階級制社会の差別化を制服で行っていたものである。これと同様に現行では蛇腹のア－ムバンドを幹部の制服に装着し差別化している。

#### 昭和35年（1960年）
1種および2種夏服に変更が加えられた:p317。

#### 昭和40年（1965年）
冬服および正帽が変更された。それまで陸上自衛隊と同色であった色調は冬服が濃紺であるが白糸の入った一綾織に変えられ、正帽も同色となった。それにより容易に区別ができることとなり、襟の航空自衛隊章は廃止された。正帽については更新支給途中で70式に改正され以後70式の支給が開始されたためまったく手にしたことのない隊員が多数いる。

#### 昭和45年（1970年）
陸上自衛隊の大改正に伴い改正がされた。しかし夏服は1960年（昭和35年）、冬服は1965年（昭和40年）に改正されておりその小変更であった。この改正により基本デザインは同一であるが、陸上自衛隊とは色調やデザイン細部の変更（上衣をサイドベンツにするなど）がされた他、常装の分類について陸上自衛隊・海上自衛隊と統一が図られた。航空自衛隊章（制帽章）の意匠が小変更され、Ｖ字の光線の中の雲形が廃止された。また曹士用正帽章は円形の台座が取り払われて航空自衛隊章は一回り大きくなった。しかし、幹部と曹士の差別化のため幹部用より一回り小さい物であるがデザインは幹部用と全く同じである。

#### 昭和46年（1971年）
陸上自衛隊と同様、夏服が改正された。第1種夏服は冬服同様サイドベンツとし、第2種夏服、第3種夏服の色調は60式と同じ淡灰色のままであったが、陸上自衛隊が茶灰色に変えた事で夏冬共に色調の競合は無くなった。

#### 昭和49年（1974年）
婦人自衛官（当時の呼称）の制服が制定された:p317。

#### 昭和59年（1984年）
夏服が改正された:p317。それまでの改正は陸上自衛隊に倣って行われていたが、この改正では陸上自衛隊・海上自衛隊よりも早く第2種夏服を改正、第３種夏服も陸上自衛隊に先立って改正された。男性用は第1種夏服はそれまでと同様で、第2種上衣が淡い水色の折襟ワイシャツ型で白系4つ穴ボタンの6つボタン、第3種上衣が淡い水色の開襟シャツ型でボタンはそれまでの第3種の形式と同じだが色が変わり、水色液晶タイプの足つきボタンの4つボタンになった。女性用も形状はそれまでと同様で、第1種は冬服と同じ紺青色、第2種は淡い水色、第3種は上衣が淡い水色、スカートは紺青色になった。男性自衛官のものは2008年（平成20年）改正まで（第2種はそれ以降も）使用される。
これ以降男性女性共に第2種夏服上衣は、第2種ワイシャツとして常装冬服、および第1種夏服のワイシャツとして着用されることとなった。この第2種夏服上衣の第2種ワイシャツとしての着用については、陸上自衛隊は1991年（平成3年）、海上自衛隊は1994年（平成6年）の改正時に航空自衛隊と同様になった。
また、新型の第2種・第3種夏服制定に伴い甲階級章の着用が夏服では第1種のみとなり第2種・第3種夏服用に乙階級章が制定され、部隊章も第2種と第3種は若干（デザインが変わったベルクロで取り外しの可能なタイプが制定され、女性自衛官用は一回り小ぶりの専用の物が制定された。同時に従来からの金属製共に中央部の部隊識別章のデザインが変わり方面隊はF1風航空機から三角形のデルタ翼機風のデザインとなった。また、それまでの教育航空集団では部隊識別章台円の色で方面隊同様麾下部隊・学校等教育機関の区別をしていたが今改正で１種類となった。また、航空教育集団と同じクロスで台円の色で区別された識別章であった補給本部は三角形、航空開発実験集団は衛星、航空支援集団は富士山に変更された。

#### 平成6年（1994年）
陸上自衛隊の1991年の平成3年改正に合わせ、女性自衛官の夏服が改正され、ワンピースが廃止された:p317。

#### 平成20年（2008年）
現行の制服である。70式以降、陸上自衛隊の改正から17年後の2008年（平成20年）3月に制服が大幅に変更された。主な改正点は次の通りである。
- 冬服・第1種夏服
  - 表地を濃紺色に変更する。
  - 幹部の袖に飾線を付する（陸上自衛官も幹部のみ付している）。
  - 肩章留ボタンを、銀ボタンから隠しボタンに変更する。
- 女性冬服・女性第1種夏服
  - 男性用と同様の変更。
  - 胸ポケットを貼り付け型に変更。
  - 背ベルトを縫い付ける。
  - 常装においてネクタイを従来のダービータイの他、礼装同様リボンのクロスタイも制定（常装での制定は航空自衛隊のみ)。
- 女性冬服スカート・女性夏服スカート
  - ファスナーを後部から左脇に変更。
- 女性冬服ズボン・女性夏服ズボン
  - 男性用と同様にする（ファスナーを左脇から前部に変更し、バンド通し5個を付する）。
- 第3種夏服上衣・女性第3種夏服上衣
  - 男性は襟を開襟式から第二種夏服と同形式の閉じられるものとし、女性は男性と同形式とする。
- 略帽
  - 表地を濃紺色に変更する。
  - 曹士用は側線を水色から黒色に変更する。
- 帽章
  - サイズおよび鷲の脚部付近の意匠等を小変更する。

#### 礼服
改正前は前合せがダブルで服飾帶を着用しないタイプで、冬服上下と夏服ズボンの色は同じだった。

### 現行の制服

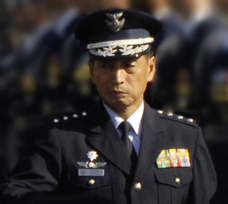
アメリカ空軍儀仗隊の栄誉礼を受ける田母神俊雄空将。常装第1種夏服を着用し、右胸一番上に防衛功労章を着けている。

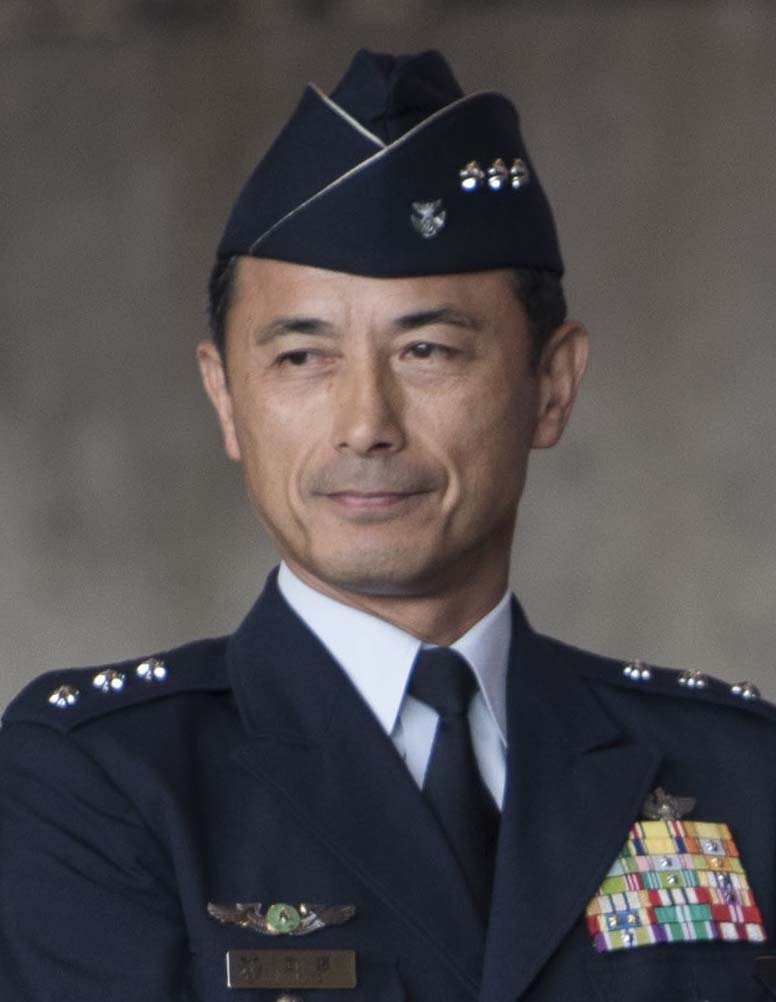
ギャリソンキャップを着用した武藤茂樹空将(キャップに桜星の階級章が装着されているが、服装規定ではキャップに階級章の装着は将官のみであり、1佐以下については定められていない。米軍では帽章が無くその位置に階級章を装着している)。

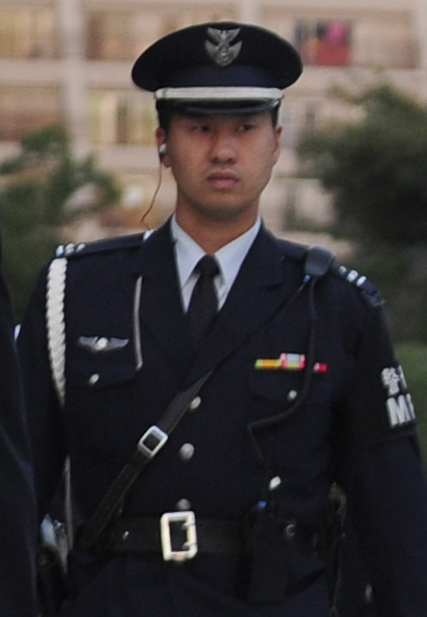
常装を着用した航空警務官。

#### 常装
航空自衛官の場合は、陸上自衛官のそれと類似しているが、濃紺色系統になっている。細部では上衣のベントが陸上自衛隊はセンターベント（16式でサイドベンツに変更された）であるのに対し、航空自衛隊はサイドベンツを採用している。
略帽は他国軍で多用されているギャリソンキャップ型のものが使用されている。

#### 第1種礼装
冬服又は第1種夏服に礼服用階級章及び白手袋を着用する。
2008年（平成20年）10月1日施行の改正以前の礼服用階級章は、陸上自衛隊と同じショルダーノッチ型でモールが銀色、桜星章が金色のものが使われていた。この旧型階級章は、経過措置として、2008年（平成20年）12月31日までの間は改正後も着用が認められた。もっとも、経過期間経過後も旧型礼服用階級章が用いられる例が多くある。
2008年（平成20年）10月1日施行の改正により、礼服用階級章は米陸空軍の将校用夜会服のものと同様のショルダーボード型になった。空将補以上は濃紺色の生地台地に銀色モールを張り、銀色金属製の桜星章をつけたもの、1等空佐から准空尉までは濃紺色の生地台地に銀色モールの側線を張り、階級章同様に銀色金属製の桜星章および短ざく形をつけたものである。

#### 第2種礼装
准空尉および幹部自衛官が着用する。礼服の上着は剣襟のメスジャケット型で、色は冬が濃青色で夏が白色。ズボンは夏・冬共濃青色。礼服用階級章、蝶ネクタイおよび腹飾帯（濃紺色）と共に着用する。

#### 通常礼装
冬服又は第1種夏服に白手袋を着用する。

#### 通常演奏服装
女性自衛官の通常演奏服装には室内演奏用の第2種も定められている。

#### 特殊服装
航空自衛隊では1963年（昭和38年）制定の「航空自衛官服装細則（昭和38年5月6日航空自衛隊達第30号）」により、特殊服装として以下のものを定めている。
| 服装             | 着用基準 | 構成 |
| ---------------- | --- | --- |
| 航空服装         | 航空機に搭乗することを任務とする自衛官が、航空機に搭乗する場合に着用する服装。                                                                   | 航空帽、夏航空服又は冬航空服、航空靴、航空手袋。 ※但し日本国政府専用機のパイロットは航空服装ではなく常装を着用する。                                  |
| 救難服装         | 救難降下業務を任務とする自衛官が、救難作業等を行う場合に着用する服装。                                                                           | 夏救難帽又は冬救難帽、夏救難降下服上衣又は冬救難降下服上衣、夏救難降下服ズボン又は冬救難降下服ズボン、救難降下服外衣、救難靴、救難手袋 。             |
| 整備服装         | 航空機等の整備業務を任務とする自衛官が、整備作業等を行う場合に着用する服装。                                                                     | 作業帽、整備服又は作業服上衣及び作業服ズボン、編上靴又は整備靴。                                                                                      |
| 迷彩服装         | 自衛官が、偽装を必要とする場合に着用する服装。                                                                                                   | 迷彩帽、迷彩服上衣、迷彩服ズボン、迷彩服外衣又は白色外衣、半長靴、編上靴又は防寒靴、迷彩手袋又は白色手袋、白色面覆い及び白色足首巻き、迷彩鉄棒覆い 。 |
| 消防服装         | 消防業務を任務とする自衛官が、消防作業等を行う場合に着用する服装。                                                                               | 消防頭きん、消防服上衣、消防服ズボン、消防長靴、消防手袋。                                                                                            |
| 体育服装         | 自衛官が、体育訓練を行う場合に着用することのできる服装。                                                                                         | 運動帽、運動衣、運動ズボン又は運動パンツ、運動靴。 |
| 衛生服装         | 衛生業務を任務とする自衛官が、診療その他衛生業務を行う場合に着用する服装。                                                                       | 正帽又は略帽、必要に応じ看護帽又は手術帽、幹部自衛官及び准空尉は診察衣、空曹及び空士は看護衣、必要に応じ予防衣又は手術衣、短靴又は上靴。              |
| 患者服装         | 自衛官が、自衛隊の病院に入院した場合に着用する服装。                                                                                             | 患者衣、短靴又は上靴。 |
| 炊事服装         | 自衛官が、炊事業務に従事する場合に着用する服装。                                                                                                 | 炊事帽、炊事服上衣、炊事服ズボン、炊事前掛け、炊事長靴又は炊事靴、炊事手袋 。                                                                         |
| 防寒服装         | 自衛官が、防寒の必要がある場合に着用する服装。                                                                                                   | 防寒帽、防寒覆面又は防寒耳覆い、防寒外とう、防寒ズボン、防寒靴。                                                                                      |
| 防暑略衣服装     | 自衛官が、防暑の必要がある場合に着用する服装。                                                                                                   | 略帽（作業帽又は防暑帽）、防暑略衣、夏服ズボン （防暑作業ズボン）、短靴（編上靴）、階級章の略章、バンド                                               |
| 防暑作業服装     | 自衛官が、防暑の必要がある場合に着用する服装。                                                                                                   | 略帽（作業帽又は防暑帽）、防暑略衣、夏服ズボン （防暑作業ズボン）、短靴（編上靴）、階級章の略章、バンド                                               |
| 特殊作業時の服装 | 航空機の誘導作業及び洗浄作業、写真現像作業その他の特殊作業に従事する場合には、必要に応じて部隊等の長の定めるところにより、着用することができる。 | 誘導帽、誘導衣、実験衣、作業用雨衣、防水作業ズボン、巻き脚はん、地下たび、安全靴等。                                                                  |
| 特殊作業時の服装 | 部隊等の長は、勤務上その他特に必要と認めた場合には、その定めるところにより、着用させることができる。                                             | 野球帽型の識別帽 |
| 特殊勤務服装     | 警務、情報、募集及び援護の関係の職務に従事する場合において、部隊等の長が必要と認めるとき着用する服。                                             | 一般用の背広服上下、防寒コート |

#### 航空自衛官の職務又は技能を識別するために用いるき章

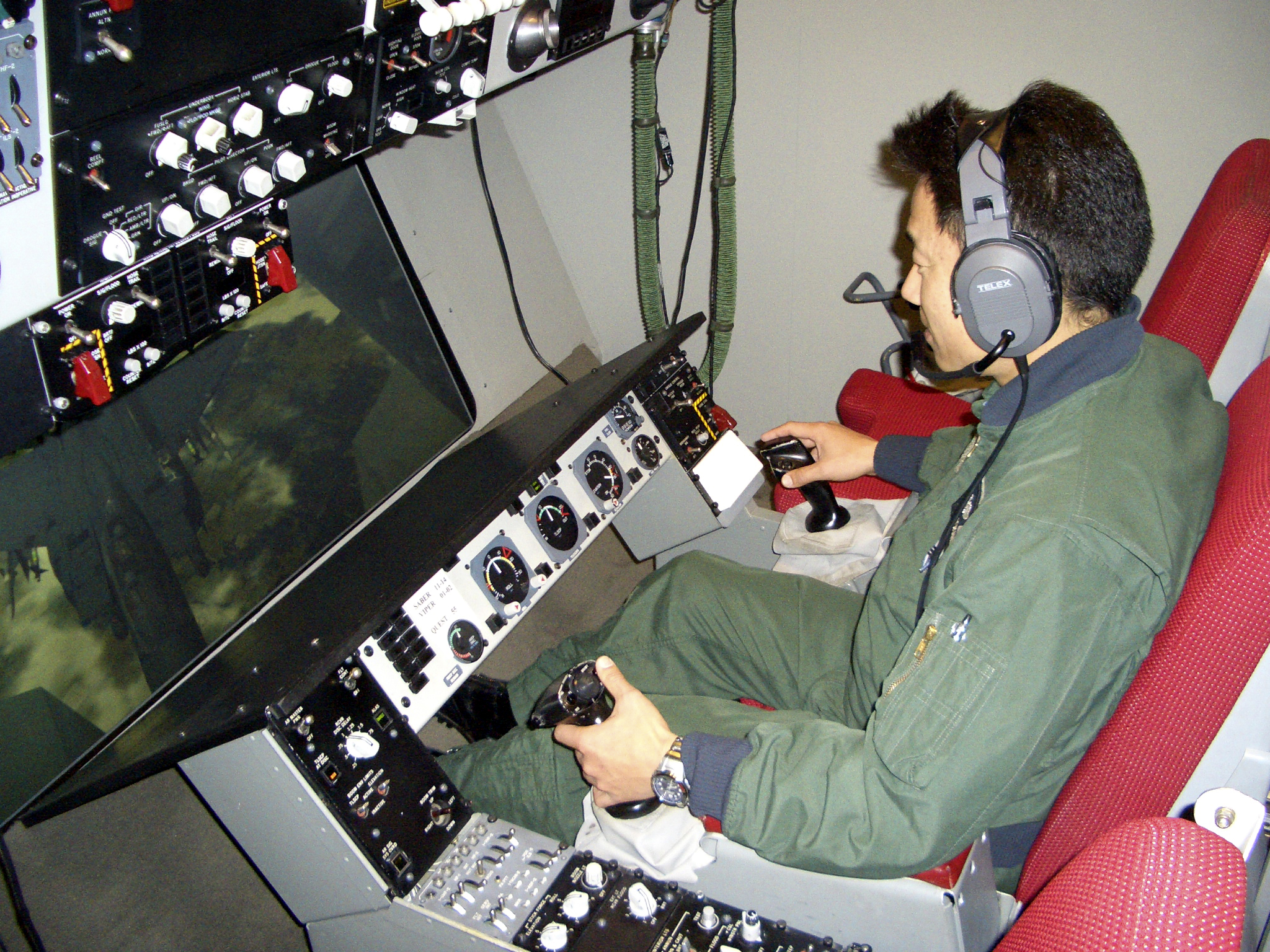
航空服装
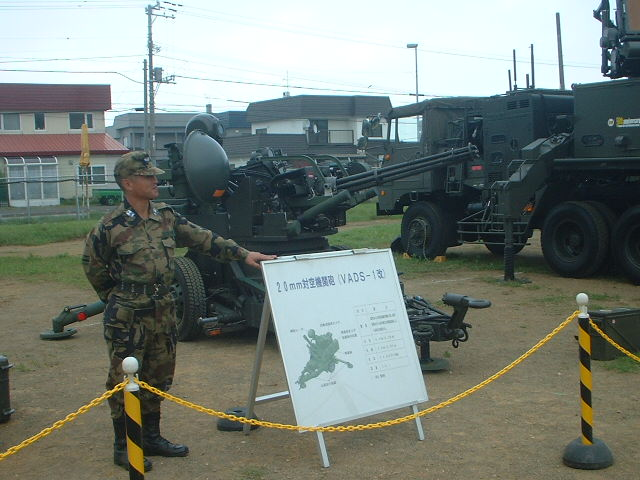
迷彩服装の基地防空隊。
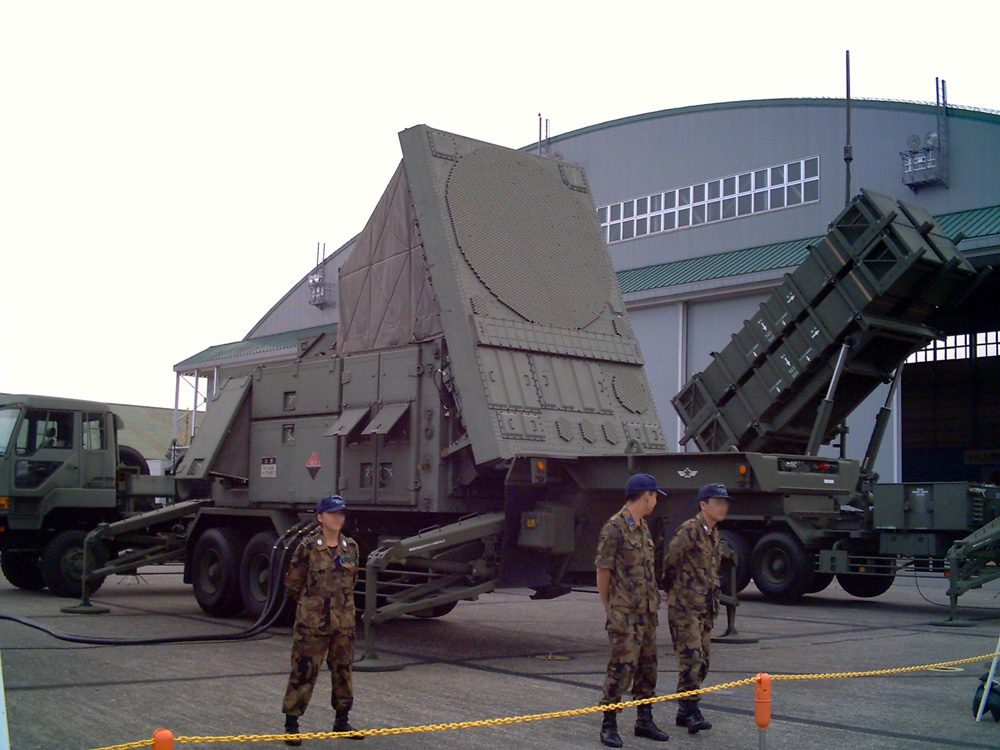
迷彩服装に識別帽を着用したペトリオット部隊。
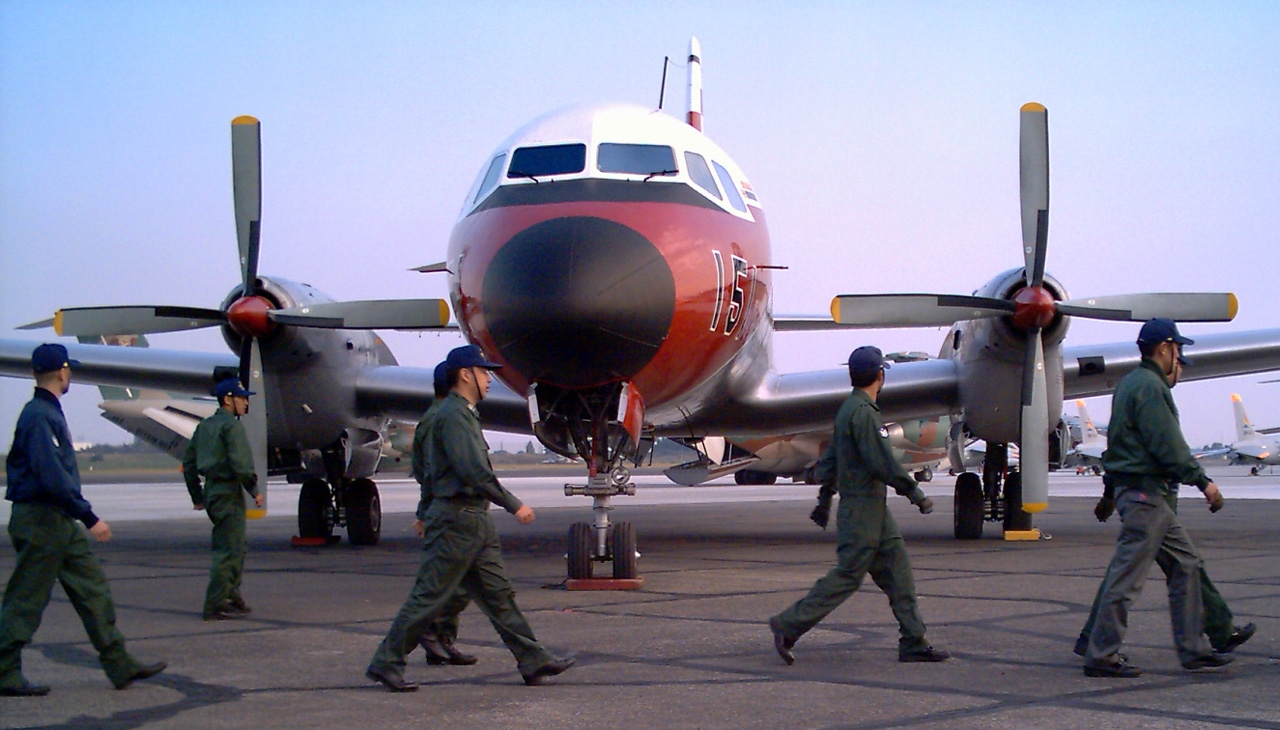
各種整備服装